# Bunuri mobile din domeniul artă plastică clasate în patrimoniul cultural național al României aflate în județul Alba
Acestă listă conține bunurile mobile din domeniul artă plastică clasate în Patrimoniul cultural național al României aflate la momentul clasării în județul Alba.

## Tezaur
| Foto | Informații generale                                                                      | Detalii tehnice | Descriere | Deținător                                 | Legături |
| ---- | ---------------------------------------------------------------------------------------- | --- | --- | ----------------------------------------- | -------- |
|      | Duminica Floriilor                                                                       | Datare: primele decenii ale secolului XIX Școală: atelier nord-transilvănean neidentificat Dimensiuni: Î: 40 cm; L: 35 cm (inclusiv rama) Material: tempera pe sticlă; glajă; ramă de lemn originală, băițuită, cu șforț; foiță de aur                                                | Ușor subdimensionat în comparație cu arhiereii care îl întâmpină cu lujeri în mâini, Iisus stă pe asin, din suita sa fiind vizibili doar 3 apostoli. Specifice autorului anonim al icoanei sunt nuanțele de verde și portocaliu, care domină și această compoziție. | Muzeul Național al Unirii, Alba Iulia     | Cimec    |
|      | Maica Domnului cu Pruncul și Cina cea de taină Autor: Prodan, Petru (?)                  | Datare: a doua jumătate a secolului XIX Școală: Maierii Bălgradului Dimensiuni: Î: 55 cm; L: 70,5 cm (inclusiv rama) Material: tempera pe sticlă; glajă; ramă de lemn originală, băițuită, cu șforț; capac din bucăți de șindrilă; foiță de aur                                       | Compoziția se desfășoară pe orizontală, fiind reprezentată în stânga Maica Domnului cu Pruncul, iar în dreapta Cina cea de taină. De tipul Împărătiță, înveșmântată în maforion roșu cu decor floral, tivit cu aur, așezată pe un tron cu arhitectură barocă, Maica ține Pruncul pe brațul stâng, iar cu dreapta îl recomandă; Iisus poartă un veșmânt aurit și coroană și binecuvântează cu ambele mâini; două cartușe decorative cu inițialele Fecioarei încadrează scena. Alături, într-un decor arhitectural unit printr-o arcadă de care atârnă draperii aurite și o candelă, se desfășoară scena ultimei cine, la care participă 10 personaje, Iisus, poziționat central, fiind recunoscut după nimbul cruciger, pe care nu sunt însă redate inițialele consacrate; Iuda ocupă colțul inferior drept, este gata de plecare și ține în mâini punga pe care este menționată cifra 30; o învelitoare aurită cu decor floral, așezată pe masa încărcată de tacâmuri, pâini, ridichi și un potir de aur, îmbogățește atmosfera. | Muzeul Național al Unirii, Alba Iulia     | Cimec    |
|      | Maica Domnului cu Pruncul Autor: Prodan, Petru (?)                                       | Datare: a doiua jumătate a secolului XIX Școală: Maierii Bălgradului Dimensiuni: Î: 51 cm; L: 41,5 cm (inclusiv rama) Material: tempera pe sticlă; glajă; ramă de lemn originală, băițuită, cu șforț; capac de carton; foiță de aur                                                   | Înveșmântată cu un maforion roșu tivit cu aur, Maica ține Pruncul pe brațul drept, indicându-l cu mâna stângă; Pruncul, cu chiton ocru și mantie albastră, are fruntea lipită de obrazul Maicii, pe care o îmbrățișează cu duioșie; aureola nu a mai fost redată; fondul ocru-verde e decorat cu două crengi de flori. | Muzeul Național al Unirii, Alba Iulia     | Cimec    |
|      | Maica Domnului cu Pruncul Autor: Prodan Petru (?)                                        | Datare: a doua jumătate a secolului XIX Școală: Maierii Bălgradului Dimensiuni: Î: 50 cm; L: 40 cm (inclusiv rama) Material: tempera pe sticlă; glajă; ramă de lemn originală, cu șforț, băițuită și, ulterior, vopsită cu bronz argintiu; capac din bucăți de șindrilă; foiță de aur | Înveșmântată cu un maforion roșu tivit cu aur, Maica ține Pruncul pe brațul drept, indicându-l cu mâna stângă; Pruncul, cu chiton albastru și mantie aurită, are fruntea lipită de obrazul Maicii, pe care o îmbrățișează cu duioșie; fondul ocru e decorat cu o creangă de flori pe mediana stângă și cu două ciudate aglomerații de nori, în culorile roșu, ocru și aur. | Muzeul Național al Unirii, Alba Iulia     | Cimec    |
|      | Tăierea împrejur                                                                         | Datare: prima jumătate a sec. XIX Școală: Nicula Dimensiuni: Î: 29 cm; L: 23 cm Material: tempera pe sticlă | Sub o draperie voluminoasă, părinții lui Iisus îl încredințează pe Prunc marelui preot, care-l primește deasupra unei mese. Un chenar cu motivul funiei răsucite încadrează scena pe trei laturi. | Arhiepiscopia Ortodoxă Română, Alba Iulia | Cimec    |
|      | Sfinții împărați Constantin și Elena                                                     | Datare: a doua jumătate a sec. XIX Școală: Nicula Dimensiuni: Î: 28 cm; L: 22,5 cm (inclusiv rama) Material: tempera pe sticlă | Constantin cu o crenguță în mână și Elena susțin împreună o cruce mare, pe care sunt consemnate numele celor două personaje. Bucle de draperii încadrează scena. | Arhiepiscopia Ortodoxă Română, Alba Iulia | Cimec    |
|      | Sfinții împărați Constantin și Elena                                                     | Datare: mijlocul sec. XIX Școală: Nicula Dimensiuni: Î: 38 cm; L: 34 cm (inclusiv rama) Material: tempera pe sticlă | Redați în picioare, Constantin cu sceptrul, Elena cu o ramură de palmier, cei doi susțin împreună o cruce mare, din care se desprind ramuri înflorite. Un chenar liniar delimitează compoziția. | Arhiepiscopia Ortodoxă Română, Alba Iulia | Cimec    |
|      | Ridicarea la cer a proorocului Ilie                                                      | Datare: mijlocul sec. XIX Școală: Nicula Dimensiuni: Î: 35 cm; L: 29,5 cm (inclusiv rama) Material: tempera pe sticlă | Așezat într-o cvadrigă ridicată la cer de doi cai înaripați, Sfântul și-a pierdut o mână, din cauza neînțelegerii de către artizan a desenului reprodus. În partea inferioară, un lujer cu două flori. Compoziția este înconjurată pe trei laturi de un chenar cu motive vegetale stilizate. | Arhiepiscopia Ortodoxă Română, Alba Iulia | Cimec    |
|      | Botezul lui Iisus                                                                        | Datare: mijlocul sec. XIX Școală: Nicula Dimensiuni: Î: 34 cm; L: 28,5 cm (inclusiv rama) Material: tempera pe sticlă | Iisus, cu picioarele în apa Iordanului, este botezat de Ioan, care stă pe o piatră. În partea opusă, un înger vine în zbor cu ștergarul. Dintr-o ghirlandă de nori porumbelul Sfântului Duh își revarsă lumina divină. Un chenar liniar înconjoară compoziția pe trei laturi. | Arhiepiscopia Ortodoxă Română, Alba Iulia | Cimec    |
|      | Învierea lui Iisus                                                                       | Datare: a doua jumătate a sec. XIX Școală: Nicula Dimensiuni: Î: 34 cm; L: 29 cm (inclusiv rama) Material: tempera pe sticlă | Reprezentarea urmează modelul occidental, cu Iisus plutind deasupra mormântului, ținând în stânga steagul biruinței și binecuvântând cu dreapta. Doi soldați întorc fața de la scenă, dar avertizează asupra ei. Bucle de draperii și lujere cu flori înconjoară compoziția. | Arhiepiscopia Ortodoxă Română, Alba Iulia | Cimec    |
|      | Maica Domnului îndurerată Autor: Prodan, Petru (?)                                       | Datare: a doua jumătate a sec. XIX Școală: Maierii Bălgradului Dimensiuni: Î: 51 cm; L: 44,5 cm (inclusiv rama) Material: tempera pe sticlă | Cu mâinile împreunate în rugăciune, Maica se reculege în fața unui crucifix pe care este răstignit Iisus. Două medalioane cu heruvimi ocupă colțurile superioare ale icoanei. | Arhiepiscopia Ortodoxă Română, Alba Iulia | Cimec    |
|      | Maica Domnului cu Pruncul împărăteasă, tronând Autor: Prodan, Petru (?)                  | Datare: a doua jumătate a sec. XIX Școală: Maierii Bălgradului Dimensiuni: Î: 61,5 cm; L: 48 cm (inclusiv rama) Material: tempera pe sticlă | Așezată pe un tron impozant, cu Pruncul pe brațul stâng, Maica îndrumă spre El cu dreapta, deși ar fi trebuit să prindă cu degetele tulpina florii care, astfel, a rămas în aer. Draperii ocupă colțurile superioare ale icoanei. Două cartușe cu monogramul Mariei sunt singurele inscripții. | Arhiepiscopia Ortodoxă Română, Alba Iulia | Cimec    |
|      | Sf. Nicolae Autor: Prodan, Petru (?)                                                     | Datare: a doua jumătate a sec. XIX Școală: Maierii Bălgradului Dimensiuni: Î: 54,5 cm; L: 50 cm (inclusiv rama) Material: tempera pe sticlă | Redat demi-figură, cu Evanghelia închisă în mâna stângă, Sfântul binecuvântează cu dreapta. Din aglomerații de nori, figurile miniaturale ale lui iisus și a Maicii Domnului îi întind Sfânta Carte și omoforul. Draperii roșii ornează partea superioară și albastre laterala dreaptă a icoanei. | Arhiepiscopia Ortodoxă Română, Alba Iulia | Cimec    |
|      | Botezul lui Iisus Autor: Prodan, Maria (?)                                               | Datare: sfârșitul sec. XIX Școală: Maierii Bălgradului Dimensiuni: Î: 84 cm; L: 70,5 cm (inclusiv rama) Material: tempera pe sticlă | Într-un peisaj populat de palmieri, Iisus stă cu picioarele în apa Iordanului și este botezat de Ioan, care se află pe mal. Porumbelul Sfântului Duh își trimite razele spre capul lui Iisus. Cinci heruvimi asistă la scenă. Lipsește îngerul cu ștergarul. | Arhiepiscopia Ortodoxă Română, Alba Iulia | Cimec    |
|      | Prohodul lui Iisus Autor: Prodan, Petru (?)                                              | Datare: a doua jumătate a sec. XIX Școală: Maierii Bălgradului Dimensiuni: Î: 54 cm; L: 46 cm (inclusiv rama) Material: tempera pe sticlă | Iisus este pus în mormânt de Iosif din Arimateea și Nicodim, ajutați de doi îngeri, care țin și ei de marginile giulgiului. Șase personaje, în care sigură este doar identitatea Maicii Domnului, deplâng moartea Mântuitorului. Patru heruvimi și două candele flanchează crucea Răstignirii, care se profilează în fundal, sub o arcadă, având rezemate de ea instrumentele Patimilor. Soarele și Luna asistă la scenă de sub bucle de draperii care ornează marginea superioară a icoanei. | Arhiepiscopia Ortodoxă Română, Alba Iulia | Cimec    |
|      | Ochiul neadormit Autor: Prodan, Maria (?)                                                | Datare: sfârșitul sec. XIX Școală: Maierii Bălgradului Dimensiuni: Î: 24 cm; L: 41,5 cm (inclusiv rama) Material: tempera pe sticlă | Întins pe o cruce, cu capul pe trei perne de aur simbolizând Sfânta Treime, copilul Iisus pare să mediteze. Modul de aranjare a florilor din jurul său indică drept model o icoană pe sticlă pictată într-un atelier din Austria. | Arhiepiscopia Ortodoxă Română, Alba Iulia | Cimec    |
|      | Înălțarea la cer a Maicii Domnului                                                       | Datare: prima jumătate a sec. XIX Școală: Nicula Dimensiuni: Î: 28,5 cm; L: 23 cm Material: tempera pe sticlă | Compoziția este ordonată pe două registre suprapuse: în cel inferior, trei apostoli jelesc adormirea Maicii Domnului, îmbrățișând cu râvnă sarcofagul în care a fost depusă; în cel superior, Apostolul Toma, ajuns în cea de a treia zi, o proslăvește în genunchi pe Fecioara pe care o vede înălțându-se cu trupul la cer, ridicată de o aglomerație de nori. | Arhiepiscopia Ortodoxă Română, Alba Iulia | Cimec    |
|      | Înălțarea la cer a Maicii Domnului                                                       | Datare: prima jumătate a sec. XIX Școală: Nicula Dimensiuni: Î: 26 cm; L: 21 cm Material: tempera pe sticlă | Compoziția este ordonată pe două registre suprapuse: în cel inferior, doi apostoli jelesc adormirea Maicii Domnului, prăbușiți peste sarcofagul în care a fost depusă; în cel superior, Apostolul Toma, a cărui identitate este deconspirată de o altă imagine cu același subiect pictată de același iconar, unde a menționat și numele apostolului întârziat, o proslăvește în genunchi pe Fecioara pe care o vede înălțându-se cu trupul la cer. Nori întunecați pun și mai mult în valoare strălucirea foiței de aur prin care este redată lumina divină ce o ascunde pe Fecioară privirii celorlalți participanți la eveniment. | Arhiepiscopia Ortodoxă Română, Alba Iulia | Cimec    |
|      | Nașterea lui Iisus                                                                       | Datare: prima jumătate a sec. XIX Școală: Nicula Dimensiuni: Î: 28 cm; L: 22,5 cm Material: tempera pe sticlă | Sprijinit în toiag, dreptul Iosif stă proteguitor în spatele Maicii Domnului, care-l prezintă pe Prunc unuia dintre magi. Boul și asinul participă la încălzirea atmosferei, iar un cioban arată spre steaua care-și canalizează o parte din raze spre Prunc, iar altă parte probabil spre ceilalți doi magi care n-au mai încăput în spațiul restrâns al sticlei, făcându-le astfel simțită și lor prezența. | Arhiepiscopia Ortodoxă Română, Alba Iulia | Cimec    |
|      | Maica Domnului cu Pruncul                                                                | Datare: prima jumătate a sec. XIX Școală: Nicula Dimensiuni: Î: 28 cm; L: 22,5 cm Material: tempera pe sticlă | Imaginea reproduce, cu putințele de exprimare ale iconarului, o gravură cu reprezentarea icoanei miraculoase de la biserica iezuită din Cluj, promovată în epocă drept adevărata icoană care a plâns la Nicula în 1699. Un chenar cu motivul funiei răsucite încadrează personajele, indicate prin monograme scrise greșit. | Arhiepiscopia Ortodoxă Română, Alba Iulia | Cimec    |
|      | Adormirea Maicii Domnului Autor: Zamfir, Pavel                                           | Datare: 1898 Școală: Laz Dimensiuni: Î: 51 cm; L: 45 cm Material: tempera pe sticlă | Orientată cu capul spre dreapta, Maica Domnului este întinsă pe catafalc, înconjurată de apostoli. Într-o aglomerație de nori, asistat de doi heruvimi, Iisus o primește în cer, ipostază diferită de cea în care îi ține în brațe sufletul sub forma unui prunc înfășat. | Arhiepiscopia Ortodoxă Română, Alba Iulia | Cimec    |
|      | Învierea lui Iisus, cu 12 scene de praznic Autor: Zamfir, Pavel                          | Datare: 1890 Școală: Laz Dimensiuni: Î: 50 cm; L: 42,5 cm Material: tempera pe lemn | Înconjurat de o ghirlandă de nori, Iisus plutește deasupra mormântului de forma unui monticul, având în stânga îngerul și în dreapta două dintre Sfintele Femei. De jur-împrejur scene din viața Sa și a unor sfinți. | Arhiepiscopia Ortodoxă Română, Alba Iulia | Cimec    |
|      | Pogorârea Sfântului Duh Autor: Iacov Zugravul, Toader Popovici, Lica                     | Datare: 1783 Școală: post-brâncovenesc Dimensiuni: Î: 73 cm; L: 53 cm Material: tempera pe lemn | Compoziția este ușor stranie, prin poziționarea personajelor la un fel de balcon, de unde este vizibil și zidul din fundal, dar și arhitectura de dedesubt. Evident, personajele, care ar trebui să formeze un cerc, sunt redate toate cu fața spre privitor. Maica Domnului ocupă poziția centrală din rândul inferior, alături de ea fiind așezați, pe aceeași bancă invizibilă, patru apostoli, ceilalți formând un semicerc în spatele său. Deasupra, dintr-o ghirlandă de nori, porumbelul Duhului Sfânt împrăștie lumina divină, care nu se vede însă sub formă de flăcări pe creștetele participanților la eveniment. Icoana este cea mai târzie lucrare semnată cunoscută a lui Iacov din Rășinari/Feisa. | Arhiepiscopia Ortodoxă Română, Alba Iulia | Cimec    |
|      | Maica Domnului cu Pruncul Autor: Iacov Zugravul, Toader Popovici, Lica                   | Datare: sfârșitul secolului XVIII Școală: post-brâncovenesc Dimensiuni: Î: 73 cm; L: 53 cm Material: tempera pe lemn | Maica Domnului îndrumă cu dreapta spre Pruncul pe care îl sprijină pe brațul stâng și care, ușor absent, binecuvântează totuși spre privitor cu ambele mâini. Vestimentația sa diferită față de icoanele similare ale lui Iacov, chitonul fiind înlocuit de o cămășuță legată peste mijloc cu un brâu înnodat cu fundiță. În colțurile superioare, în aglomerații de nori, figurile miniaturale ale Arhanghelilor Mihail și Gavriil au un rol destul de greu de precizat, deoarece nu țin nici obiectele Patimilor, nu au nici atitudini rugătoare. Fundalul aurit și incizat al icoanei trimite spre un model ucrainean. Rama profilată, decorată cu frunze sculptate, e destul de probabil opera unuia din colaboratorii săi și cosemnatari ai lucrărilor de la Frunzeni: Toader Popovici sau Lica. | Arhiepiscopia Ortodoxă Română, Alba Iulia | Cimec    |
|      | Arhanghelul Mihail Autor: Iacov Zugravul, Toader Popovici, Lica                          | Datare: sfârșitul secolului XVIII Școală: post-brâncovenesc Dimensiuni: Î: 72,5 cm; L: 53 cm Material: tempera pe lemn | Imaginea reproduce un vechi model al lui Iacov din Rășinari, el fiind, fără îndoială, autorul picturii. Arhanghelul este redat cu sabia în mâna dreaptă și potirul ultimei împărtășanii în stânga. | Arhiepiscopia Ortodoxă Română, Alba Iulia | Cimec    |
|      | Sf. Nicolae Autor: Toader Zugravul                                                       | Datare: mijlocul secolului XVIII Școală: transilvănean Dimensiuni: Î: 83 cm; L: 57 cm Material: tempera pe lemn | Cu Evanghelia închisă în stânga și binecuvântând cu dreapta, Sfântul se remarcă prin trăsăturile fizionomiei, menite a sugera senectutea. La nivelul umerilor, pe aglomerații de nori, sunt redate figurile miniaturale ale lui Iisus și a Maicii Domnului. | Arhiepiscopia Ortodoxă Română, Alba Iulia | Cimec    |
|      | Arhanghelul Mihail Autor: Toader Zugravul                                                | Datare: mijlocul secolului XVIII Școală: transilvănean Dimensiuni: Î: 80 cm; L: 58 cm Material: tempera pe lemn | Cu potirul ultimei împărtășanii în mâna stângă, Arhanghelul ține în dreapta o sabie cu gardă, semn al unei actualizări a reprezentării care e posibil să aparțină autorului icoanei. Acestui gest de modernizare i se contrapune stilul grafic și rigiditatea expresiei chipului. | Arhiepiscopia Ortodoxă Română, Alba Iulia | Cimec    |
|      | Învierea lui Iisus și Sf. Nicolae, cu 24 scene de praznic Autor: Poienaru, Partenie      | Datare: sfârșitul secolului XIX Școală: Laz Dimensiuni: Î: 60,5 cm; L: 70,5 cm (inclusiv rama) Material: tempera pe sticlă | Spațiul este compartimentat pe patru registre, reprezentările principale fiind poziționate pe cele două din mijloc. Scenele miniaturale conțin secvențe din viața lui Iisus, a Maicii Domnului și a sfinților. Sus și jos, un chenar cu flori roșii bordează compoziția. | Muzeul Național al Unirii, Alba Iulia     | Cimec    |
|      | Deisis Autor: Petru din Topârcea                                                         | Datare: sfârșitul secolului XVIII Școală: Mărginimea Sibiului Dimensiuni: Î: 41 cm; L: 37 cm (inclusiv rama) Material: tempera pe sticlă | Redat pe un tron ce amintește de icoanele brâncovenești, cu Evanghelia deschisă sprijinită pe genunchi și binecuvântând cu mâna dreaptă, Iisus este flancat de Fecioară și de Ioan Botezătorul, ținând filactere în mâini. Fondul alb este presărat cu stele albastre. Desen de o mare precizie, expresivitate a formelor, colorit vibrant. | Muzeul Național al Unirii, Alba Iulia     | Cimec    |
|      | Sf. Nicolae Autor: Gheorghe fiul lui Iacov                                               | Datare: 1791 Școală: Feisa Dimensiuni: Î: 76 cm; L: 54,5 cm Material: tempera pe lemn | Cu o figură umanizată, în spiritul artei occidentale de care autorul icoanei s-a apropiat tot mai mult după întâlnirea cu Simion Silaghi-Sălăgeanu, Sfântul Nicolae ține în stânga Evanghelia deschisă și binecuvântează cu dreapta. Imaginea a fost inspirată de icoana similară de pe iconostasul de la Certege, pictat în 1752 de Vasile Zboroschi. Decorul vegetal de pe mediană a fost preluat din modelele brâncovenești moștenite de pictor de la zugravul Iacov din Rășinari. | Muzeul Național al Unirii, Alba Iulia     | Cimec    |
|      | Deisis Autor: Petru din Topârcea                                                         | Datare: 1786 Școală: Mărginimea Sibiului Dimensiuni: Î: 86 cm; L: 67 cm Material: tempera pe lemn | Încoronat, flancat de Maica Domnului și de Ioan Botezătorul, Iisus stă pe un tron cu un bogat decor geometric, ținând în stânga Evanghelia și binecuvântând cu dreapta. Datarea este plasată de o parte și de alta a piciorului stâng al tronului, iar semnătura pictorului de o parte și de alta a poalei veșmântului Mântuitorului, deasupra subpedaneumului. Icoana urmează un model brâncovenesc. | Arhiepiscopia Ortodoxă Română, Alba Iulia | Cimec    |
|      | Deisis Autor: Iacov din Rășinari                                                         | Datare: 1760 Școală: post-brâncovenesc Dimensiuni: Î: 84 cm; L: 51 cm Material: tempera pe lemn | Încoronat, în veșminte arhierești, sprijinind cu stânga Evanghelia deschisă pe genunchi și binecuvântând cu dreapta, Iisus stă pe un tron bogat decorat cu motive vegetale, avându-i în spate pe Maica Domnului și pe Ioan Botezătorul. Motivul din fundal, cu romburi în care sunt înscrise cruciulițe, este inspirat de o icoană ucraineană realizată într-un atelier din jurul orașului Przemisl. Icoana urmează un model brâncovenesc însușit în timpul uceniciei la familia Ranite. | Arhiepiscopia Ortodoxă Română, Alba Iulia | Cimec    |
|      | Sf. Nicolae                                                                              | Datare: 1796 Școală: Nicula Dimensiuni: Î: 66 cm; L: 51 cm (inclusiv rama) Material: tempera pe sticlă | Așezat pe un tron cu volute, în veșminte arhierești împodobite cu flori de aur, Iisus ține în stânga Evanghelia închisă și binecuvântează cu dreapta. Formele tronului și mișcarea veșmintelor dau un aer alert desenului, preluat și de detaliile fizionomiei. Fondul de aur, presărat cu flori, potențat de reflexia sticlei la lumină, asigură o strălucire deosebită icoanei, atenuând astfel din caracterul oarecum necanonic al materialului pe care a fost pictată. | Arhiepiscopia Ortodoxă Română, Alba Iulia | Cimec    |
|      | Maica Domnului cu Pruncul Autor: Iacov Zugravul                                          | Datare: mijlocul secolului XVIII Școală: post-brâncovenesc Dimensiuni: Î: 41 cm; L: 33 cm Material: tempera pe lemn | Redată bust, cu Pruncul pe brațul stâng, Maica îndrumă spre El cu dreapta. Maforionul său roșu strălucitor și mantia portocalie a Pruncului dau o strălucire aparte compoziției. | Arhiepiscopia Ortodoxă Română, Alba Iulia | Cimec    |
|      | Buna Vestire, Proorocii Moise și Aaron Autor: Popa Nicolae                               | Datare: 1794 Școală: Feisa Dimensiuni: Î: 128 cm; L: 60 cm Material: tempera pe lemn | Cele două subiecte ocupă fiecare câte un registru: Buna Vestire pe cel superior, iar cei doi prooroci sunt redați în picioare, cu atributele caracteristice, în jumătatea inferioară. Un brâu în torsadă terminat cu o cruce de mici dimensiuni ajută la îmbinarea armonioasă și estetică a celor două voleturi. | Arhiepiscopia Ortodoxă Română, Alba Iulia | Cimec    |
|      | Sf. Nicolae Autor: Iacov Zugravul                                                        | Datare: 1745 Școală: post-brâncovenesc Dimensiuni: Î: 84,5 cm; L: 57 cm Material: tempera pe lemn | Așezat pe un tron impresionant prin bogăția decorului aurit, în veșminte arhierești, Sfântul ține Evanghelia deschisă în stânga și binecuvântează cu dreapta. În colțurile superioare, în aglomerații de nori de forma unor bărcuțe, sunt redate, bust, reprezentările miniaturale ale lui Iisus și a Maicii Domnului. Aspectul grafic și rigiditatea mișcărilor sunt atenuate de strălucirea aurului și de vioiciunea culorilor. | Arhiepiscopia Ortodoxă Română, Alba Iulia | Cimec    |
|      | Maica Domnului cu Pruncul Autor: Iacov Zugravul                                          | Datare: 1746 Școală: post-brâncovenesc Dimensiuni: Î: 84,5 cm; L: 57 cm Material: tempera pe lemn | Așezată pe un tron impresionant prin bogăția decorului aurit, Maica Domnului își ține Pruncul în brațe, sprijinindu-l pe brațul stâng. În spatele tronului, sprijinindu-se cu câte o mână de spetează, se află Arhanghelii Mihail și Gavriil. Aspectul grafic și rigiditatea mișcărilor sunt atenuate de strălucirea aurului și de vioiciunea culorilor. | Arhiepiscopia Ortodoxă Română, Alba Iulia | Cimec    |
|      | Arhanghelul Mihail Autor: Iacov Zugravul                                                 | Datare: 1746 Școală: post-brâncovenesc Dimensiuni: Î: 84 cm; L: 59 cm Material: tempera pe lemn | În veșmânt militar, cu aripi rozalii, diafane, Arhanghelul ține în dreapta sabia și în stânga potirul ultimei împărtășanii. Aspectul grafic și rigiditatea mișcărilor sunt atenuate de strălucirea aurului și de vioiciunea culorilor. | Arhiepiscopia Ortodoxă Română, Alba Iulia | Cimec    |
|      | Deisis Autor: Iacov Zugravul                                                             | Datare: 1749 Școală: post-brâncovenesc Dimensiuni: Î: 83,5 cm; L: 56,5 cm Material: tempera pe lemn | În veșminte arhierești bogat decorate, cu coroana pe cap, Iisus sprijină Evanghelia deschisă pe genunchi și binecuvântează cu dreapta. În spatele tronului, sprijinindu-se cu o mână de spetează, se înalță siluetele Maicii Domnului și a lui Ioan Botezătorul. Aspectul grafic și rigiditatea mișcărilor sunt atenuate de strălucirea aurului și de vioiciunea culorilor. | Arhiepiscopia Ortodoxă Română, Alba Iulia | Cimec    |
|      | Sf. Gheorghe Autor: Gheorghe fiul lui Iacov                                              | Datare: a doua jumătate a secolului XVIII Școală: Feisa Dimensiuni: Î: 63,5 cm; L: 47 cm Material: tempera pe lemn | Trăsăturile chipului indică execuția icoanei în primele două decenii din cariera artistică a lui Gheorghe fiul lui Iacov, dominată de învățătura primită de la tatăl său. Sfântul este redat bust, frontal, în veșminte cu un bogat decor floral, cu o cruce în mâna dreaptă și un lujer de floare, în locul ramurii de palmier, în stânga. | Arhiepiscopia Ortodoxă Română, Alba Iulia | Cimec    |
|      | Arhangelii Gavriil și Mihail, cei patru Evangheliști Autor: Gheorghe fiul lui Iacov      | Datare: a doua jumătate a secolului XVIII Școală: Feisa Dimensiuni: Î: 148 cm; L: 71 cm Material: tempera pe lemn | Cu figuri bine individualizate, cei patru evangheliști țin fiecare câte o carte în mâini, iar cei doi Arhangheli câte un sceptru. | Arhiepiscopia Ortodoxă Română, Alba Iulia | Cimec    |
|      | Hercule (Hercule Farnese)                                                                | Datare: 130 - 150 d. Chr. Școală: Atelier de sculptori din Asia Mică Dimensiuni: H – 87 cm, L - 34 cm, Adâncime – 21 cm Material: Marmură; cioplire; șlefuire | Piesa rerprezintă o statuie de cult consacrată lui Hercule, conform tipului iconografic „Hercule Farnese”. În cadrul compoziției se remarcă distinct trei elemente iconografice cheie ce fac trimitere precisă la trei din cele 12 munci ale lui Hercule. Este vorba de o blană de leu, un cap de taur și trei mere ținute la spate, în mâna dreaptă. În ordine cronologică a celebrelor munci ale eroului, este vorba de „Uciderea leului din Nemeea”, „Capturarea taurului lui Minos” din Creta și „Aducerea merelor din grădina Hesperidelor”. Realizarea stilistică este cu adevărat excepțională, cu cu tratare extrem de rafinată a volumetriei anatomice și a detaliilor iconografice. Cu siguranță marmura provine dintr-o carieră din afara Daciei, probabil de la Aphion, iar atelierul de meșteri din Asia Mică. Piese ale unor ateliere de pietrari din asia Mică sunt deseori semnalate în cadrul centrelor urbane importante din Dacia cum ar fi de pildă, Ulpia Traiana, Apulum sau Drobeta. | Muzeul Național al Unirii, Alba Iulia     | Cimec    |
|      | Martiriul Sfintei Hripsime                                                               | Datare: 1778 Școală: Autor neidentificat Dimensiuni: I: 1190 mm; LA: 830 mm; Material: ulei pe pânză | În registrul superior al picturii se află Hripsima stând pe nori, înfățișată conform canoanelor epocii baroce în veșmintele ordinului clariselor. Crinul din mâna sfintei este simbolul castității, deasupra capului ei fiind reprezentat figura unui putti, cu atributele martirilor, coroana de lauri și ramura de palmier. În registrul inferior, cel pământesc este înfățișată tortura nemiloasă și executarea fecioarelor. „Călugărița” care stă în fața regelui, ținută de doi soldați cu turban, nu este alta decât Hripsima, care este condusă la locul execuției după poruncii regelui. Tot figura Hripsimei apare și în cadrul celui de-al doilea grup din prim-planul picturii, ea fiind martira supusă celor mai crunte chinuri. Sfânta este reprezentată cu mâinile și picioarele legate de pari înfipți în pământ, unul dintre soldați fiind surprins în momentul în care îi scoate ochii, iar celălalt soldat ținând o făclie aprinsă în dreptul inimii sale. Pictura este datată de cifra 1778, ce apare în inscripția tabloului cu cifre arabe, în timp ce inscripția în limba armeană ne dezvăluie tematica tabloului: ՄԱՐՏԻՐՈՍՈՒԹԻ ՍԲՑ ՀՐԻՓՍԻՄԵԱՆՑ (Martiroszutʿi Szrb Hripʿszimeancʿ – martiriul Sfintei Hripsime). | Arhiepiscopia Romano-Catolică, Alba Iulia | Cimec    |
|      | Sfântul Grigore Iluminatorul botezând regele Tiridates (cu scenele torturării sfântului) | Datare: prima parte a sec. XVIII. Școală: Atelier transilvănean Dimensiuni: I: 1040 mm; LA: 770 mm; Material: ulei pe pânză | Conform informațiilor noastre de până acum, această pictură este cea mai veche reprezentare al Sfântului Grigore Iluminatorul din Transilvania. Provine de pe unul dintre altarele secundare ale bisericii Solomon din Gherla, astfel poate fi datată în prima jumătate a secolului al XVIII-lea. Pictura a fost îndepărtată cu ocazia restaurării bisericii din anii 1898-1899, după care a fost așezată în apropierea altarului secundar drept al bisericii Sfânta Treime din Gherla. În zona centrală a picturii este reprezentată scena botezului regelui Tiridates al III-lea. Caracteristica picturii este conferită de medalioanele dispuse în jurul scenei principale, care înfățișează diferitele modalități de tortură la care a fost supus Sfântul Grigore. (Începând din colțul de sus, partea dreaptă: 1. picioarele sale sunt strânse între bețe; 2. se bat cuie în labele piciorului; 3. se leagă pe capul lui un sac din piele umplut cu cenușă; 4. i se aplică clismă forțată; 5. corpul lui este sfâșiat de gheare din fier; 6. este culcat pe spini; 7. se fixează cu cuie tuburi din fier de picioarele sale; 8. se toarnă peste el plumb fierbinte; 9. Sfântul Grigore vindecă regele Tiridates transformat în mistreț; 10. este aruncat într-o fântână adâncă, unde trăiește timp de 14 ani; 11. se leagă zăbală (funie) pe gura lui; 12. se pun blocuri de sare pe spatele lui; 13. capul lui este strâns în presă; 14. este suspendat de un picior și bătut cu bâte). | Arhiepiscopia Romano-Catolică, Alba Iulia | Cimec    |
|      | Sfântul Mesrop Maștoț                                                                    | Datare: sf.sec. XVIII Școală: Atelier transilvănean Dimensiuni: I: 690 mm; LA: 620 mm; Material: ulei pe pânză | Mesrop Maștoț, întocmitorul alfabetului armean, este înfățișat în veșminte călugărești, așezat pe jilț, în fața picioarelor sale aflându-se un copil în haine nobiliare baroce. Pe cartea ținută de un putti se află numele sfântului: ՍԲ. Ն: ՄԵՍՐՈՊ: ՎԱՐ: (Sz[ur]bn Meszrop Var[dapet]) adică „Sfântul Mesrop Vardapet”, iar pe cartea care se află pe pământ cel al tânărului îngenunchiat: ՄԵՍՐՈՊ: ՍՕՆ.ԿՕՏԻ (Mesrop Songoti). Aceste două inscripții ne ajută în interpretarea scenei picturii: copilul armean din Gherla, cu numele de Mesrop Szongott, își încredițează viața sub ocrotirea sfântului protector și îi cere sprijinul în timpul învățăturilor sale. | Arhiepiscopia Romano-Catolică, Alba Iulia | Cimec    |
|      | Episcopul Oxendius Verzerescul                                                           | Datare: a doua parte a sec. XVIII. Școală: Atelier transilvănean Dimensiuni: I: 1330 mm; LA: 970 mm; Material: ulei pe pânză | Portretul episcopului Oxendius Verserescul, care a fost primul și în același timp ultimul episcop armeano-catolic în Transilvania, încadrat de o ramă aurită. Episcopul cu păr negru și barbă lungă este îmbrăcat cu o cămașă dantelată și pelerină neagră, cu un lanț auriu cu o cruce mare pe gât. El ține în mâna dreaptă o scriptură care, după textul ei ar putea fi documentul, din care reiese că Verzerescul a fost numit episcop de Aladia și vicarul armenilor din Transilvania. Pe masa acoperită cu draperie roșie sunt așezate câteva tocuri pentru scris și o mitră episcopală decorativă, de masă fiind sprijinită o cârjă episcopală. Fundalul este determinat de o draperie de culoare închisă. Pe partea inferioară a picturii apare o inscripție de trei rânduri despre Oxendius Verzerescul: „OXENDIUS VERZELLESCUS ARMENO MOLDAVUS / COLLEGIJ URBANI DE PROPAGANDA FIDE / ALUMNUS EPISCOPUS ALADEN ANN. D. MDCXCI”. În partea centrală a textului apare blazonul familiei Verzár (un soldat cu sabie călcând pe capul unui turc și un grifon ținând o cruce și o sabie). Anul 1691 de la sfârșitul inscripției a fost considerat de unii cercetători data genezei picturii, deși acest an se referă doar la începutul activității episcopale a lui Verzerescul. În datarea picturii singurul indiciu de referință este blazonul familiei Verzar, familia primind titlul nobiliar doar în anul 1760, astfel tabloul fiind realizat cu siguranță după anul1760.            | Arhiepiscopia Romano-Catolică, Alba Iulia | Cimec    |
|      | Paulus Piromallus                                                                        | Datare: prima parte a sec. XVIII. Școală: Autor neidentificat Dimensiuni: I: 1040 mm; LA: 710 mm; Material: ulei pe pânză | Personajul reprezentat așezat într-un fotoliu cu brațe decorate cu volute, purtând biretum și guler alb bifurcat poate fi identificat cu Paulus Piromallus (1592-1667), cel care a avut un rol accentuat în pregătirea uniunii armenilor cu biserica catolică. Fiind un călugăr dominican, din însărcinarea papei Urban al VIII-lea și a congregației Propaganda Fide, a plecat în Armenia pentru a deveni misionar. A predat limba latină în Ecimiadzin, mai târziu fiind numit episcop a exclavei Naxcivan. În imagine este surprins stând lângă o masă și scriind într-o carte următorul text: „Iesus Christo Dei Filio…De Sacros A. Christi Incarn…”. Acest act poate fi interpretat ca referire la opera faimoasă scrisă de el despre întruparea lui Hristos. Pe cartea deschisă, aflată pe masă apare titlul unei alte opere celebre scrisă de Piromallus: „THESAURUS LINGUAE ARMENAE”. În partea stângă al registrului inferior al picturii se află o inscripție ilizibilă, în limba latină. Tot pe partea stângă, deasupra figurii se află un simbol asemănător unui blazon, pe al cărui fond roșu apare o cruce grecească, un corn de lună întors, trei stele sau crini. Fondul este alcătuit dintr-o draperie de culoare închisă, iar dincolo de fereastră se vede o biserică bazilicală fără turn. | Arhiepiscopia Romano-Catolică, Alba Iulia | Cimec    |
|      | Vicarul apostolic Ștefan Ștefanovici Roska                                               | Datare: a doua jum. A sec. XVIII. Școală: Atelier transilvănean Dimensiuni: I: 740 mm; LA: 560 mm; Material: ulei pe pânză | Stephano Stephanovicz Roska, parohul armean din Stanisławów, în anul 1729 a fost trimis de către arhiepiscopul din Lvov în Transilvania pentru vizitație apostolică, pe parcursul cărei călătorii a vizitat și la Gherla. Pictura reprezintă bustul vizitatorului apostolic în chipul unui bărbat brunet, fără barbă, de vârstă mijlocie, care deasupra cămășii albe poartă o mozettă înzestrată cu tiv roșu și cu nasturi, și cu un lanț auriu cu o cruce mare pe gât. Fundalul imaginii este de culoare maro omogen. | Arhiepiscopia Romano-Catolică, Alba Iulia | Cimec    |
|      | Vicarulul apostolic Mihai Theodorovici                                                   | Datare: a doua parte a sec. XVIII. Școală: Atelier transilvănean Dimensiuni: I: 800 mm; LA: 640 mm; Material: ulei pe pânză | Împărăteasa Maria Terezia l-a numit ca succesor al episcopului Oxendius Verzerescul pe Mihai Theodorovici (1721-1760), preotul și protopopul armeano-catolic din Gherla, însă instalarea lui nu a putut fi îndeplinită din cauza împotrivirii armenilor, astfel rămânând până la sfârșitul vieții sale vicariu apostolic. Pe portretul lui, el apare ca un bărbat cu ochii mari și cu barbă lungă, așezat lângă o masă și ținând în mâna lui un act pe care apare textul „Deum Serva mandata ejus”. Vicarul este îmbrăcat cu o sutană neagră împodobită cu nasturi roșii și căptușeală, pe brațul lui purtând o haină decorată cu flori, pe unul dintre degetele lui purtând un inel. Compoziția este completată de imaginea unui raft în fundal. | Arhiepiscopia Romano-Catolică, Alba Iulia | Cimec    |
|      | Sfântul Nicolae Autor: Prodan, Maria                                                     | Datare: înc. sec. XX Școală: Maierii Bălgradului Dimensiuni: Î: 54,5 cm; L: 41 cm (inclusiv rama) Material: tempera pe sticlă; sticlă; ramă de lemn originală; băițuită cu șforț; capac de carton; foiță de aur                                                                       | Înveșmântat cu felon roșu și stihar auriu decorat cu cruci și flori, pe cap cu mitră aurită, Sf. Nicolae binecuvintează cu dreapta, iar în stânga ține Evanghelia închisă; de o parte și de alta, Iisus cu Evanghelia și Maica Domnului cu omoforul, redați bust, în aglomerații de nori; în partea superioară, draperii roșii. | Muzeul Național al Unirii, Alba Iulia     | Cimec    |
|      | Sfântul Ilie proorocul Autor: Prodan, Petru                                              | Datare: sec. XIX;2/2 Școală: Maierii Bălgradului Dimensiuni: Î: 52 cm; L: 40,5 cm (inclusiv rama) Material: tempera pe sticlă; glajă; ramă de lemn originală; băițuită cu șforț; capac de șindrilă; foiță de aur și argint                                                            | Compoziția se desfășoară pe două registre: în partea superioară, Ilie este răpit la cer într-o trăsură de argint trasă de doi cai înaripați; în partea inferioară, scena tradițională, a despărțirii de Elisei, este redusă la ambientul reprezentat de lucrarea ogorului de către un țăran care manevrează un plug tras de doi boi, în spatele căruia stă o femeie care toarce și leagănă cu piciorul o copaie în care se află un prunc; în viziunea artistului, probabil este vorba de Adam și Eva; cele două registre sunt separate de o aglomerație de nori; fundalul părții superioare îl constituie cerul albastru și o draperie de argint cu marginile roșii; în partea inferioară, pe fundalul bej se profilează copaci de argint și coline redate prin „dinți de lup”. | Muzeul Național al Unirii, Alba Iulia     | Cimec    |
|      | Sfântul Ilie proorocul Autor: Prodan, Maria                                              | Datare: sf. sec. XIX Școală: Maierii Bălgradului Dimensiuni: Î: 30 cm; L: 35,5 cm (inclusiv rama) Material: tempera pe sticlă; glajă; ramă de lemn originală; băițuită; capac de carton; foiță de aur                                                                                 | Dimensiunile reduse ale piesei au obligat la restrângerea reprezentării tradiționale, fiind redată doar răpirea lui Ilie la cer, într-o trăsură aurită trasă de doi cai înaripați; fundalul în mai multe nuanțe de ocru, cerul albastru închis și norii învolburați sugerează o atmosferă tensionată, similară celei de dinaintea producerii unei furtuni. | Muzeul Național al Unirii, Alba Iulia     | Cimec    |
|      | Maica Domnului jalnică Autor: Prodan, Petru                                              | Datare: sec. XIX;2/2 Școală: Maierii Bălgradului Dimensiuni: Î: 55,5 cm; L: 45,5 cm (inclusiv rama) Material: tempera pe sticlă; glajă; ramă de lemn originală; băițuită cu șforț; capac de șindrilă; foiță de aur                                                                    | Pe un fond ocru, înveșmântată în tunică roșie și maforion negru cu căptușeală albastră și tivitură de aur, cu capul plecat și mâinile împreunate în rugăciune, Maica Domnului privește spre un crucifix supradimensionat, pe care este răstignit Hristos, reprezentat în semiprofil spre stânga; la baza crucii, de o parte și de alta, se înalță două construcții în forma unor biserici; chipul Maicii, încadrat de un nimb cu raze roșii, este flancat de doi heruvimi înscriși în medalioane alb-gri, plasate între faldurile unei draperii roșii. Desen inspirat după o gravură sau o icoană similară din creația centrului de la Șcheii Brașovului. | Muzeul Național al Unirii, Alba Iulia     | Cimec    |
|      | Iisus vița vieții Autor: Prodan, Maria                                                   | Datare: înc. sec. XX Școală: Maierii Bălgradului Dimensiuni: Î: 51 cm; L: 42 cm (inclusiv rama) Material: tempera pe sticlă; sticlă; ramă de lemn originală; băițuită cu șforț; capac de lemn; foiță de aur                                                                           | Pe un fond bej se profilează crucea, redată cu albastru, în jurul căreia se arcuiește o viță de care atârnă ciorchini uriași de struguri vișinii, albi și albaștri; vița pornește din coasta lui Iisus, reprezentat din semiprofil spre dreapta, cu o învelitoare vișinie în jurul coapselor; așezat pe un sarcofag în formă de ladă de zestre, bogat decorat cu aur și motive geometrice, Mântuitorul stoarce un strugure într-un potir; în latura stângă vegetația în formă de „dinți de lup” sugerează o tentativă de tridimensionalizare a spațiului, la fel ca și monticulii din fața sarcofagului; scena este încadrată, în partea superioară, de draperii vișinii. Desen inspirat după o gravură sau o icoană similară din creația centrului de la Șcheii Brașovului. | Muzeul Național al Unirii, Alba Iulia     | Cimec    |
|      | Iisus vița vieții Autor: Prodan, Petru                                                   | Datare: sec. XIX;2/2 Școală: Maierii Bălgradului Dimensiuni: Î: 57 cm; L: 47 cm (inclusiv rama) Material: tempera pe sticlă; glajă; ramă de lemn originală; băițuită cu șforț; capac de lemn; cuie de lemn; foiță de aur                                                              | Pe un fond albastru se profilează crucea, redată cu ocru și decor geometric, în jurul căreia se arcuiește o viță de care atârnă ciorchini uriași de struguri roșii și verzi; vița pornește din coasta lui Iisus, reprezentat din semiprofil spre dreapta, cu o învelitoare roșie în jurul coapselor; așezat pe un sarcofag în formă de ladă de zestre, decorat cu aur și motive geometrice, Mântuitorul stoarce un strugure într-un potir; în jurul sarcofagului vegetația în formă de „dinți de lup” sugerează o tentativă de tridimensionalizare a spațiului; scena este încadrată, în partea superioară, de draperii roșii. Desen inspirat după o gravură sau o icoană similară din creația centrului de la Șcheii Brașovului. | Muzeul Național al Unirii, Alba Iulia     | Cimec    |
|      | Adam și Eva Autor: Prodan, Maria                                                         | Datare: sf. sec. XIX Școală: Maierii Bălgradului Dimensiuni: Î: 37 cm; L: 48,5 cm (inclusiv rama) Material: tempera pe sticlă; glajă; ramă de lemn originală; băițuită cu șforț; capac de șindrilă; foiță de aur                                                                      | Pe un fond albastru delimitat de draperii roșii, poziționat central, ca un arbore al vieții, se află pomul cunoașterii binelui și răului, încărcat de roade, pe a cărui tulpină stă încolăcit șarpele, ca și cum ar întreține un dialog cu Eva, plasată în partea stângă; gestica celor două personaje umane care flanchează pomul este similară cu cea din icoanele cu aceeași temă, dar lipsesc fructele din mâinile Evei; deși n-au gustat încă din fructul oprit, Adam și Eva poartă deja o învelitoare în jurul coapselor; de o parte și de alta a scenei sunt redate două lujere terminate cu o eflorescență în formă de boboc și alte două crenguțe cu flori; în partea stângă se încearcă o ușoară tridimensionalizare a fundalului, cu ajutorul vegetației tratate în forma „dinților de lup”. | Muzeul Național al Unirii, Alba Iulia     | Cimec    |

## Fond
| Foto | Informații generale                                                                 | Detalii tehnice | Descriere | Deținător                                              | Legături |
| ---- | ----------------------------------------------------------------------------------- | --- | --- | ------------------------------------------------------ | -------- |
|      | Apostolii Petru și Pavel                                                            | Datare: primele decenii ale secolului XIX Școală: atelier transilvănean neidentificat Dimensiuni: Î: 31 cm; L: 29,5 cm (inclusiv rama) Material: tempera pe sticlă; glajă; ramă de lemn originală, băițuită, cu șforț; foiță de aur                                             | Petru cu Evanghelia și cheile, Pavel doar cu Evanghelia, susțin împreună macheta bisericii. Un peisaj sterp, sugerând munți, și un cer lipsit de valorații asigură o anume sobrietate a imaginii, pe care calitatea desenului și acuratețea fizionomiilor o recomandă ca opera unui artist talentat. | Muzeul Național al Unirii, Alba Iulia                  | Cimec    |
|      | Maica Domnului cu Pruncul                                                           | Datare: prima jumătate a secolului XIX Școală: Nicula Dimensiuni: Î: 28 cm; L: 22,5 cm (inclusiv rama) Material: tempera pe sticlă; glajă; ramă de lemn originală, băițuită, cu șforț; capac de lemn; foiță de aur                                                              | Icoană pictată pe sticlă atribuită unui atelier din Nicula, inspirată de o gravură cu reprezentarea icoanei miraculoase a Maicii Domnului care a lăcrimat în 1699. Fecioara ține Pruncul pe brațul stâng, înveșmântat cu un chiton alb, strâns pe mijloc cu un brâu aurit legat în fundiță, iar pe deasupra o matie maro bordată cu verde. Rotulusul pe care îl ține în mâna stângă este aurit. În partea superioară a icoanei se înșiruie frunze verzi și maronii, apoi urmează un cadru alb în care este inlcus un aldoilea cadru, albastru, parțial desprins. În interiorul acestuia sunt redate două lujere cu flori, reminiscențe ale decorului vegetal din gravură. Compoziția nu conține inscripții, doar monogramele celor două personaje: MR THU (scris greșit din cauza neînțelegerii slovelor), IC XC și OѠИ pe aureola lui Iisus. Rama este originală, decorată cu șforțuri, băițuită. Capacul, și el original, este format dintr-o singură placă subțire de lemn. | Muzeul Național al Unirii, Alba Iulia                  | Cimec    |
|      | Maica Domnului îndurerată Autor: Maria Prodan (?)                                   | Datare: începutul secolului XX Școală: Maierii Bălgradului Dimensiuni: Î: 55,5 cm; L: 41,5 cm (inclusiv rama) Material: tempera pe sticlă; glajă; ramă de lemn originală, băițuită, cu șforț; capac de carton; bronz aurit                                                      | Pe un fond verde, înveșmântată în tunică alb-roșie și maforion albastru închis cu tivitură de aur, Maica Domnului este reprezentată din semiprofil spre stânga, cu capul plecat și mâinile împreunate în rugăciune; în fundal, pe o colină, în locul obișnuitei cruci a Răstignirii, o creangă de flori; în partea superioară, draperii roșii. | Muzeul Național al Unirii, Alba Iulia                  | Cimec    |
|      | Învierea lui Iisus Autor: Prodan Petru (?)                                          | Datare: a doua jumătate a secolului XIX Școală: Maierii Bălgradului Dimensiuni: Î: 48,5 cm; L: 43,5 cm (inclusiv rama) Material: tempera pe sticlă; glajă; ramă de lemn originală, băițuită, cu șforț; capac din bucăți de șindrilă; foiță de aur                               | Pe un fundal format din coline și cerul albastru, scena urmează varianta de reprezentare occidentală, cu Iisus redat într-o mandorlă formată dintr-un fond de aur reprezentând lumina necreată, și o aglomerație de nori, ținând în stânga steagul biruinței asupra morții, cu decor de aur (flori și un scut cu cruce) pe fond roșu, călcând în picioare mormântul închis, cu sigiliile nedesfăcute (semn al tainei); doi străjeri uimiți, înveșmântați în roșu, îl flanchează, iar un al treilea, văzut doar bust, doarme încă în fața mormântului; în partea superioară, draperii roșii, care cad și pe laterale. | Muzeul Național al Unirii, Alba Iulia                  | Cimec    |
|      | Nașterea lui Iisus Autor: Prodan, Petru (?)                                         | Datare: mijlocul secolului XIX Școală: Maierii Bălgradului Dimensiuni: Î: 45,5 cm; L: 51,5 cm (inclusiv rama) Material: tempera pe sticlă; glajă; ramă de lemn originală, băițuită, cu șforț; capac de lemn; foiță de aur                                                       | Pe un fond albastru, înveșmântată în tunică roșie și maforion negru cu căptușeală alb-albastră și tivitură de aur, cu capul plecat și mâinile împreunate în rugăciune, Maica Domnului privește spre un crucifix pe care este răstignit Hristos, reprezentat în semiprofil spre dreapta; la baza crucii, în partea dreaptă, se înalță o construcție de forma unei biserici; chipul Maicii, încadrat de un nimb cu raze roșii, este flancat de doi heruvimi, cel din dreapta înscris într-un medalion, plasați între faldurile unei draperii roșii. | Muzeul Național al Unirii, Alba Iulia                  | Cimec    |
|      | Maica Domnului cu Pruncul, încadrată de Arhangheli Autor: Prodan, Petru (?)         | Datare: mijlocul secolului XIX Școală: Maierii Bălgradului Dimensiuni: Î: 51 cm; L: 44 cm (inclusiv rama) Material: tempera pe sticlă; glajă; ramă de lemn originală, băițuită, cu șforț; capac de lemn; foiță de aur                                                           | Reprezentată bust, cu tunică alb-albastră și maforion roșu tivit cu aur, cu coroană, Maica ține pruncul pe brațul drept, indicându-l cu stânga; Iisus, cu chiton maro închis și mantie roșie, încoronat, ține în dreapta globul cruciger; în plan secund, în aglomerații de nori, Arhanghelii Gavriil și Mihail; fond albastru. | Muzeul Național al Unirii, Alba Iulia                  | Cimec    |
|      | Maica Domnului cu Pruncul Autor: Prodan, Petru (?)                                  | Datare: a doua jumătate a secolului XIX Școală: Maierii Bălgradului Dimensiuni: Î: 43 cm; L: 38 cm (inclusiv rama) Material: tempera pe sticlă; glajă; ramă de lemn originală, băițuită, cu șforț; capac din bucăți de șindrilă; foiță de aur                                   | Înveșmântată cu un maforion roșu tivit cu aur, pe care cele trei stele ale pururi-fecioriei se transformă într-un decor floral, dublat însă pe umărul vizibil de o stea, Maica ține Pruncul pe brațul drept, indicându-l cu mâna stângă; Pruncul, cu chiton albastru și mantie maro cu roșu, are fruntea lipită de obrazul Maicii, pe care o îmbrățișează cu duioșie; două cartușe decorative destinate inițialelor personajelor ocupă colțurile superioare; fondul ocru e brăzdat de linii de orizont roșii și negre. | Muzeul Național al Unirii, Alba Iulia                  | Cimec    |
|      | Încoronarea Fecioarei Autor: Prodan, Petru (?)                                      | Datare: mijlocul secolului XIX Școală: Maierii Bălgradului Dimensiuni: Î: 47 cm; L: 35 cm (inclusiv rama) Material: tempera pe sticlă; glajă; ramă de lemn originală, băițuită, cu șforț; capac de lemn; foiță de aur                                                           | Pe aglomerații de nori, înveșmântați cu mantii roșii, Iisus cu crucea Răstignirii pe umărul drept, Dumnezeu-Tatăl cu sceptru de aur în mâna stângă, sprijinind pe genunchi un glob de aur, cei doi așează o coroană de aur pe capul Fecioarei, reprezentată în picioare, pe o aglomerație de nori, înveșmântată cu o mantie verde și ținând în mâna stângă o floare de aur; deasupra, Duhul Sfânt, redat ca porumbel, își revarsă razele de aur dintr-o aglomerație de nori; fundalul este constituit dintr-un câmp redat suprarealist într-o bogată paletă de culori și un cer întunecat. | Muzeul Național al Unirii, Alba Iulia                  | Cimec    |
|      | Maica Domnului îndurerată Autor: Prodan, Petru (?)                                  | Datare: mijlocul secolului XIX Școală: Maierii Bălgradului Dimensiuni: Î: 65,5 cm; L: 52,5 cm (inclusiv rama) Material: tempera pe sticlă; glajă; ramă de lemn originală, băițuită; capac din bucăți de șindrilă; foiță de aur                                                  | Pe un fond verde, înveșmântată în tunică roșie și maforion albastru cu căptușeală maro, Maica Domnului este reprezentată din semiprofil spre stânga, cu capul plecat și mâinile împreunate în rugăciune; în fundal, într-un cadru colinar, crucea Răstignirii, cu Hristos reprezentat în semiprofil spre dreapta; în partea superioară scena este încadrată de draperii roșii. | Muzeul Național al Unirii, Alba Iulia                  | Cimec    |
|      | Maica Domnului îndurerată și Învierea lui Iisus Autor: Prodan, Petru (?)            | Datare: a doua jumătate a secolului XIX Școală: Maierii Bălgradului Dimensiuni: Î: 47,5 cm; L: 69 cm (inclusiv rama) Material: tempera pe sticlă; glajă; ramă de lemn originală, băițuită; capac nou de carton; foiță de aur                                                    | Compoziția se desfășoară pe orizontală, fiind reprezentată în stânga Maica Domnului îndurerată, iar în dreapta scena Învierii lui Iisus. Înveșmântată în maforion negru tivit cu aur și tunică roșie, cu capul plecat și mâinile împreunate a rugăciune, Maica privește spre un crucifix pe care este răstignit Hristos, reprezentat în semiprofil spre dreapta; chipul Maicii este înconjurat de un nimb cu raze roșii și de trei heruvimi reprezentați în medalioane. Învierea urmează versiunea occidentală, cu Iisus redat într-o mandorlă formată dintr-un fond de aur – semn al luminii necreate – și o aglomerație de nori, ținând în stânga steagul roșu al biruinței asupra morții, pe care este reprezentat un scut de aur cu o cruce înscrisă; El calcă în picioare mormântul închis, cu sigiliile nedesfăcute (semn al tainei), în vreme ce doi străjeri în veșminte roșii privesc uimiți scena, iar un al treilea, redat doar bust, încă nu s-a trezit. Întreaga parte superioară este decorată cu o perdea roșie. | Muzeul Național al Unirii, Alba Iulia                  | Cimec    |
|      | Iisus Hristos arhiereu și învățător, tronând Autor: Prodan, Maria (?)               | Datare: sfârșitul secolului XIX Școală: Maierii Bălgradului Dimensiuni: Î: 41,5 cm; L: 51,5 cm (inclusiv rama) Material: tempera pe sticlă; glajă; ramă de lemn originală, băițuită, cu șforț; capac din bucăți de șindrilă; foiță de aur                                       | Într-o compoziție redată pe orizontală, în veșmânt roșu, cu omofor aurit decorat cu cruci și flori roșii, așezat pe un tron impozant, decorat cu baluștri în vârful cărora sunt soarele și luna, cu crengi de flori de o parte și de alta, Iisus binecuvântează cu dreapta, iar cu stânga sprijină Evanghelia închisă pe genunchi; fundal ocru; în partea superioară, draperii roșii. | Muzeul Național al Unirii, Alba Iulia                  | Cimec    |
|      | Maica Domnului cu Pruncul Autor: Prodan, Petru (?)                                  | Datare: a doua jumătate a secolului XIX Școală: Maierii Bălgradului Dimensiuni: Î: 48,5 cm; L: 43 cm (inclusiv rama) Material: tempera pe sticlă | Înveșmântată cu un maforion roșu tivit cu aur și decor vegetal aurit, Maica ține Pruncul pe brațul drept, indicându-l cu mâna stângă; Pruncul, cu chiton galben și mantie ocru-auriu, are fruntea lipită de obrazul Maicii, pe care o îmbrățișează cu duioșie; draperii roșii încadrează scena în partea superioară; fondul este constituit dintr-un cadru colinar redat cu ajutorul „dinților de lup” și cerul albastru. | Muzeul Național al Unirii, Alba Iulia                  | Cimec    |
|      | Schimbarea la față Autor: Simon din Bălgrad                                         | Datare: sfârșitul secolului XVIII Școală: post-brâncovenesc Dimensiuni: Î: 33 cm; L: 25,5 cm Material: tempera pe lemn | Compoziția este ordonată pe două registre: în partea superioară, în mandorlă, înveșmântat în alb, Iisus plutește deasupra unui peisaj muntos, flancat de Moise și Ilie; în partea inferioară doi dintre ucenici îl observă și par să inițieze un dialog, în vreme ce al treilea este cufundat în somn. Albastrul fondului și ocrul folosit pentru peisaj sunt într-un puternic contrast, specific de altfel pictorului. | Muzeul Național al Unirii, Alba Iulia                  | Cimec    |
|      | Maica Domnului cu Pruncul                                                           | Datare: 1818 Școală: transilvănean Dimensiuni: Î: 70 cm; L: 55,5 cm Material: tempera pe lemn; lemn, grund modelat și aurit | Ca model, a fost folosită o gravură de popularizare a icoanei făcătoare de minuni din biserica iezuită de la Cluj, promovată ca adevărata icoană care a lăcrimat la Nicula în 1699. Decorul în relief al aureolelor aparține repertoriului secolului al XVI-lea și a fost inspirat de o icoană veche. Desenul rudimentar, formele nesigure ale vestimentației, coloritul redus indică un atelier de provincie, a cărui locație nu a fost încă identificată. | Muzeul Național al Unirii, Alba Iulia                  | Cimec    |
|      | Botezul lui Iisus Autor: Simon din Bălgrad                                          | Datare: sfârșitul secolului XVIII Școală: post-brâncovenesc Dimensiuni: Î: 32,5 cm; L: 23 cm Material: tempera pe lemn | Compoziția este ordonată pe două registre: în partea superioară, porumbelul Sfântului Duh își revarsă razele asupra creștetului lui Iisus, care stă în apa Iordanului, avându-i alături pe Ioan Botezătorul și un înger care se pregătește să-și transforme mantia într-un ștergar. Formațiuni stâncoase umplu jumătatea superioară a compoziției. | Muzeul Național al Unirii, Alba Iulia                  | Cimec    |
|      | Botezul lui Iisus                                                                   | Datare: prima jumătate a secolului XVIII Școală: transilvănean Dimensiuni: Î: 29,5 cm; L: 21 cm Material: tempera pe lemn | Într-un peisaj arid, străbătut de Iordan, Iisus stă pe zapisul lui Adam, piatra de sub care ies amenințători șerpii păcatelor. Ioan Botezătorul îi stropește creștetul, iar un înger întinde ștergarul. Din lumina divină care se răspândește printre crestele muntoase, porumbelul Sfântului Duh îl indică pe Mântuitor ca Fiu al lui Dumnezeu. Desen rigid, mai ales la redarea lui Iisus, a cărui binecuvântare este de-a dreptul crispată. | Muzeul Național al Unirii, Alba Iulia                  | Cimec    |
|      | Maica Domnului cu Pruncul                                                           | Datare: mijlocul secolului XIX Școală: transilvănean Dimensiuni: Î: 23 cm; L: 17 cm Material: tempera pe lemn | Pe un fond întunecat, presărat de steluțe, figura Maicii Domnului purtându-și Pruncul pe brațul stâng apare radioasă, atmosfera de voioșie fiind potențată de decorul vioi al ramei. Autorul icoanei nu poate fi indicat, dar el aparține mediului artistic din Mărginimea Sibiului. | Muzeul Național al Unirii, Alba Iulia                  | Cimec    |
|      | Arhanghelul Mihail                                                                  | Datare: a doua jumătate a secolului XVIII Școală: transilvănean Dimensiuni: Î: 44,5 cm; L: 32,5 cm Material: tempera pe lemn | Redat bust, în veșmânt militar, Arhanghelul ține sabia în mâna dreaptă și potirul în mâna stângă. Privirea ațintită în jos dă impresia unei distrageri a personajului de la rolul său de păzitor al sufletelor care tocmai și-au început călătoria spre cer. | Muzeul Național al Unirii, Alba Iulia                  | Cimec    |
|      | Intrarea în biserică a Maicii Domnului Autor: Simon din Bălgrad                     | Datare: sfârșitul secolului XVIII Școală: post-brâncovenesc Dimensiuni: Î: 32,5 cm; L: 23 cm Material: tempera pe lemn | Compoziția este ordonată pe două registre: în partea inferioară, părinții Fecioarei, însoțiți de alai, o încredințează pe copilă marelui preot. Arhitecturile convenționale din fundal sunt suport pentru desfășurarea celei de-a doua părți a narațiunii, anume hrănirea Mariei de către înger. | Muzeul Național al Unirii, Alba Iulia                  | Cimec    |
|      | Maica Domnului cu Pruncul Autor: Sima Zugravul                                      | Datare: sfârșitul secolului XVIII Școală: transilvănean Dimensiuni: Î: 42 cm; L: 24 cm Material: tempera pe lemn | Silueta Mariei se profilează pe un fundal albastru deschis, strident comparativ cu restul paletei coloristice oricum sărace a pictorului. Redată în picioare, cu Pruncul pe brațul stâng, Maica are trăsături similare cu cele ale personajelor lui Simon din Bălgrad. | Muzeul Național al Unirii, Alba Iulia                  | Cimec    |
|      | Prohodul lui Iisus Autor: Prodan, Petru (?)                                         | Datare: a doua jumătate a secolului XIX Școală: Maierii Bălgradului Dimensiuni: Î: 48,5 cm; L: 44,5 cm (inclusiv rama) Material: tempera pe sticlă; glajă; ramă de lemn originală, băițuită, cu șforț; capac nou de carton; foiță de aur                                        | Scena are în fundal crucea Răstignirii cu instrumentele torturii; sub o arcadă, Maica Domnului, care se distinge prin veșmântul negru, și femeile mironosițe jelesc trupul Mântuitorului întins pe giulgiu, pe care Nicodim și Iosif din Arimateea se pregătesc să îl așeze în mormânt; în prim-plan, doi îngeri înveșmântați în roșu îngenuncheați în rugăciune. | Muzeul Național al Unirii, Alba Iulia                  | Cimec    |
|      | Sf. Nicolae Autor: Prodan, Petru (?)                                                | Datare: a doua jumătate a secolului XIX Școală: Maierii Bălgradului Dimensiuni: Î: 43,5 cm; L: 37,5 cm (inclusiv rama) Material: tempera pe sticlă; glajă; ramă de lemn originală, băițuită, cu șforț; capac din bucăți de șindrilă; foiță de aur                               | Redat bust, pe un fond albastru cu linii de orizont divers colorate, înveșmântat cu felon roșu cu decor vegetal aurit și omofor aurit decorat cu cruci și flori roșii, Sfântul binecuvântează cu dreapta, iar în stânga ține Evanghelia închisă; de o parte și de alta, Iisus cu Evanghelia și Maica Domnului cu omoforul, redați bust, în aglomerații de nori; în partea superioară, o draperie roșie. | Muzeul Național al Unirii, Alba Iulia                  | Cimec    |
|      | Iisus Hristos Mare Arhiereu și Învățător Autor: Prodan, Petru (?)                   | Datare: mijlocul secolului XIX Școală: Maierii Bălgradului Dimensiuni: Î: 49 cm; L: 43,5 cm (inclusiv rama) Material: tempera pe sticlă; glajă; ramă de lemn originală, vopsită, cu șforț; capac de lemn; foiță de aur                                                          | Într-un veșmânt roșu, cu omofor negru decorat cu cruci de aur, așezat pe un tron impozant, decorat cu baluștri în vârful cărora sunt soarele și luna, Iisus binecuvântează cu dreapta, iar cu stânga sprijină Evanghelia închisă pe genunchi; fundal albastru închis. | Muzeul Național al Unirii, Alba Iulia                  | Cimec    |
|      | Nașterea lui Iisus Autor: Prodan, Petru (?)                                         | Datare: a doua jumătate a secolului XIX Școală: Maierii Bălgradului Dimensiuni: Î: 45,5 cm; L: 51,5 cm (inclusiv rama) Material: tempera pe sticlă; glajă; ramă de lemn originală, băițuită, cu șforț; capac din bucăți de șindrilă; foiță de aur                               | Scena se desfășoară pe un fundal albastru, într-un cadru arhitectonic încadrat la colțuri de vrejuri roșii; Pruncul stă pe un mănunchi de fân în fața Maicii, care îl ține de mână; în spatele leagănului, un înger și cei trei magi, unul îngenuncheat; în spatele Maicii, înveșmântată cu o mantie roșie, stă Iosif; central, o stea mare își coboară razele printre capetele a doi cai (în realitate boul și asinul). | Muzeul Național al Unirii, Alba Iulia                  | Cimec    |
|      | Sf. Haralambie Autor: pictor din familia Tămaș                                      | Datare: a doua jumătate a secolului XIX Școală: Făgăraș Dimensiuni: Î: 43 cm; L: 39,5 cm (inclusiv rama) Material: tempera pe sticlă; glajă; ramă nouă; fără capac; foiță de aur                                                                                                | Redat în picioare sub o arcadă, într-un decor animat de doi lujeri cu flori, îmbrăcat în veșminte arhierești, Sfântul binecuvântează cu dreapta, iar cu stânga ține cârja episcopală și lanțul cu care este legată Ciuma, redată sub forma unui personaj hirsut, prăbușit la picioarele sale, scăpând coasa din mână. | Muzeul Național al Unirii, Alba Iulia                  | Cimec    |
|      | Sf. Prooroc Ilie Autor: Prodan, Maria (?)                                           | Datare: sfârșitul secolului XIX Școală: Maierii Bălgradului Dimensiuni: Î: 49,5 cm; L: 44,5 cm (inclusiv rama) Material: tempera pe sticlă; glajă; ramă de lemn originală, băițuită, cu șforț; capac de carton; foiță de aur                                                    | Compoziția se desfășoară pe două registre: în cel superior, Ilie este răpit la cer într-o trăsură de aur trasă de doi cai înaripați; în registrul inferior, o scenă agrară ține locul reprezentării despărțirii de Elisei: un plug tras de doi boi albi este manevrat de un țăran în spatele căruia o femeie toarce; în viziunea artistei, cei doi sunt, probabil, Adam și Eva; peisajul este format din coline înalte, delimitate de „dinți de lup” și copaci; în colțul inferior stâng, un înger în zbor; în colțurile superioare, draperii roșii. | Muzeul Național al Unirii, Alba Iulia                  | Cimec    |
|      | Iisus Hristos Mare Arhiereu și Învățător Autor: Prodan, Maria (?)                   | Datare: începutul secolului XX Școală: Maierii Bălgradului Dimensiuni: Î: 50 cm; L: 40 cm (inclusiv rama) Material: tempera pe sticlă; sticlă; ramă de lemn originală, băițuită, cu șforț; capac din bucăți de șindrilă; foiță de aur                                           | Așezat pe un tron somptuos, decorat cu aur și motive geometrice și cu doi baluștri în vârful cărora se află soarele și luna, Iisus – în veșmânt roșu tivit cu aur și omofor albastru cu decor aurit (cruci și flori) – binecuvântează cu dreapta, iar cu stânga sprijină Evanghelia închisă pe genunchi; în partea superioară draperii roșii; fundal realizat din trei secțiuni orizontale, colorate albastru închis, verde și albastru deschis. | Muzeul Național al Unirii, Alba Iulia                  | Cimec    |
|      | Învierea și Prohodul lui Iisus Autor: Prodan, Maria (?)                             | Datare: sfârșitul secolului XIX Școală: Maierii Bălgradului Dimensiuni: Î: 63,5 cm; L: 74,5 cm (inclusiv rama) Material: tempera pe sticlă; glajă; ramă nouă, cu decor în stuc; capac de lemn; foiță de aur                                                                     | Compoziția se desfășoară pe orizontală, fiind reprezentată în stânga scena Învierii, în varianta iconografică occidentală: Iisus se înalță deasupra mormântului închis, așezat pe un podium similar cu cel al mormântului de alături, cu sigiliile nedesfăcute (semn al tainei); trupul îi este învăluit în lumina necreată sugerată de fondul de aur și într-o aglomerație de nori; în stânga ține steagul de aur al biruinței asupra morții, decorat cu o cruce înscrisă într-un scut și pete roșii; doi străjeri privesc uimiți de o parte și de alta a lespezii mormântului, iar un al treilea doarme încă sprijinit de mormânt; draperii roșii încadrează scena în partea superioară. Scena Prohodului se petrece sub o arcadă, având profilată pe un fundal de aur crucea Răstignirii, cu instrumentele patimilor; două candele atârnă din arcadă, iar soarele și luna participă din exteriorul arhitecturii; Iisus este întins pe giulgiul așezat de Nicodim și Iosif din Arimateea pe lespedea de mormânt sprijinită pe un soclu; central, în maforion negru, Maica Domnului, înconjurată de cinci personaje, deasupra capetelor cărora plutesc trei heruvimi; în prim-plan, doi îngeri îngenunchiați, cu mâinile în rugăciune; draperii roșii în partea superioară. | Muzeul Național al Unirii, Alba Iulia                  | Cimec    |
|      | Nașterea lui Iisus Autor: Prodan, Petru (?)                                         | Datare: a doua jumătate a secolului XIX Școală: Maierii Bălgradului Dimensiuni: Î: 39 cm; L: 47,5 cm (inclusiv rama) Material: tempera pe sticlă; glajă; ramă de lemn originală, băițuită, cu șforț; capac din bucăți de șindrilă; foiță de aur                                 | Scena se desfășoară pe un fundal albastru, într-un cadru arhitectonic încadrat la colțuri de vrejuri roșii, intercalate cu flori de aur; Pruncul stă pe un mănunchi de fân în fața Maicii, care îl ține de mână; în spatele leagănului, un înger în genunchi și cei trei magi, unul îngenuncheat; în spatele Maicii, înveșmântată cu o mantie roșie, stă Iosif; central, o stea mare își coboară razele printre capetele a doi cai (în realitate boul și asinul). | Muzeul Național al Unirii, Alba Iulia                  | Cimec    |
|      | Sf. Nicolae Autor: Prodan, Maria (?)                                                | Datare: sfârșitul secolului XIX Școală: Maierii Bălgradului Dimensiuni: Î: 49 cm; L: 39 cm (inclusiv rama) Material: tempera pe sticlă; glajă; ramă de lemn originală, băițuită, cu șforț; capac din bucăți de șindrilă; foiță de aur                                           | Redat bust, pe un fundal ocru deasupra căruia se ridică cerul albastru, înveșmântat în felon roșu, stihar galben, omofor aurit decorat cu cruci și flori, Sfântul binecuvântează cu dreapta, iar în stânga ține Evanghelia închisă; de o parte și de alta, Iisus cu Evanghelia și Maica Domnului cu omoforul, redați bust, în aglomerații de nori; în partea superioară draperii roșii. | Muzeul Național al Unirii, Alba Iulia                  | Cimec    |
|      | Sf. Arhanghel Mihail Autor: Prodan, Petru (?)                                       | Datare: a doua jumătate a secolului XIX Școală: Maierii Bălgradului Dimensiuni: Î: 50,5 cm; L: 40,5 cm (inclusiv rama) Material: tempera pe sticlă; glajă; ramă originală, băițuită, cu șforț; capac din bucăți de șindrilă; foiță de aur                                       | Redat bust, Arhanghelul poartă cămașă de zale aurită și mantie roșie și ține în mâna dreaptă sabia, iar în cea stângă cumpăna dreptății și potirul înflăcărat; în partea partea superioară atârnă draperii roșii; în colțul inferior drept, o creangă cu flori. | Muzeul Național al Unirii, Alba Iulia                  | Cimec    |
|      | Sf. Mucenic Gheorghe ucigând balaurul Autor: Prodan, Petru (?)                      | Datare: a doua jumătate a secolului XIX Școală: Maierii Bălgradului Dimensiuni: Î: 51 cm; L: 44,5 cm (inclusiv rama) Material: tempera pe sticlă; glajă; ramă de lemn originală, băițuită, cu șforț; capac din bucăți de șindrilă; foiță de aur                                 | Scena se desfășoară pe un fundal albastru; Sfântul este redat în veșmânt militar, cu mantie roșie și cămașă de zale de aur, călare pe un cal alb, străpungând cu sulița un balaur cu corp ocru, cap alb și aripi roșii; în colțul superior drept rotocoale roșii, verzi și aurite sugerând o aglomerație de nori. | Muzeul Național al Unirii, Alba Iulia                  | Cimec    |
|      | Maica Domnului îndurerată Autor: Prodan, Maria (?)                                  | Datare: începutul secolului XX Școală: Maierii Bălgradului Dimensiuni: Î: 58,5 cm; L: 41 cm (inclusiv rama) Material: tempera pe sticlă; sticlă; ramă de lemn ulterioară, cu flori sculptate; capac din bucăți de șindrilă; foiță de aur                                        | Pe un fond verde, înveșmântată în tunică roșie și maforion negru cu căptușeală alb-roșu și tivitură de aur, cu capul plecat și mâinile împreunate în rugăciune, Maica Domnului privește spre un crucifix supradimensionat pe care este răstignit Hristos, reprezentat în semiprofil spre stânga; în partea dreaptă a crucii, plasată într-un fundal bej cu benzi orizontale albastre, se află o creangă cu flori de aur; chipul Maicii, încadrat de un nimb cu raze roșii, este flancat în partea stângă de un heruvim înscris într-un medalion, iar în cea dreaptă de o draperie roșie. | Muzeul Național al Unirii, Alba Iulia                  | Cimec    |
|      | Încoronarea Fecioarei Autor: Prodan, Petru (?)                                      | Datare: a doua jumătate a secolului XIX Școală: Maierii Bălgradului Dimensiuni: Î: 53 cm; L: 42,5 cm (inclusiv rama) Material: tempera pe sticlă; glajă; ramă de lemn originală, băițuită, cu șforț; capac din bucăți de șindrilă; foiță de aur                                 | Înveșmântați cu tunici albastre și mantii roșii, susținând deasupra Fecioarei coroana, Iisus ține crucea Răstignirii pe umărul stâng, iar Dumnezeu-Tatăl, ține sceptrul de aur și un glob albastru pe genunchi; la mijloc, în veșminte colorate în diverse tonuri de ocru, Fecioara așteaptă îngenunchiată, flancată de heruvimi redați în medalioane; alți doi heruvimi zboară în spatele aureolei lui Dumnezeu-Tatăl; în partea superioară, Duhul Sfânt redat ca porumbel își revarsă din abundență razele de foc. | Muzeul Național al Unirii, Alba Iulia                  | Cimec    |
|      | Iisus Hristos Mare Arhiereu și Învățător Autor: Prodan, Maria (?)                   | Datare: sfârșitul secolului XIX Școală: Maierii Bălgradului Dimensiuni: Î: 50 cm; L: 46,5 cm (inclusiv rama) Material: tempera pe sticlă; glajă; ramă de lemn originală, băițuită, cu șforț; capac din bucăți de șindrilă; foiță de aur                                         | Așezat pe un tron somptuos, decorat cu aur și motive geometrice și cu doi baluștri în vârful cărora se află soarele și luna, Iisus – în veșmânt roșu și omofor auriu decorat cu cruci de aur și flori roșii – binecuvântează cu dreapta, iar cu stânga sprijină Evanghelia închisă pe genunchi; în partea superioară, draperii colorate în roșu și ocru; fundal verde în partea superioară. | Muzeul Național al Unirii, Alba Iulia                  | Cimec    |
|      | Sf. Nicolae Autor: Prodan, Petru (?)                                                | Datare: a doua jumătate a secolului XIX Școală: Maierii Bălgradului Dimensiuni: Î: 42 cm; L: 37 cm (inclusiv rama) Material: tempera pe sticlă; glajă; ramă de lemn originală, băițuită, cu șforț; capac din bucăți de șindrilă; foiță de aur                                   | Redat bust, pe un fundal albastru, înveșmântat în felon roșu cu decor floral, stihar albastru, omofor aurit decorat cu cruci și flori, Sfântul binecuvântează cu dreapta, iar în stânga ține Evanghelia închisă; de o parte și de alta, Iisus cu Evanghelia și Maica Domnului cu omoforul, redați bust, în aglomerații de nori; în partea superioară, o buclă dintr-o draperie roșie. | Muzeul Național al Unirii, Alba Iulia                  | Cimec    |
|      | Răstignirea lui Iisus Autor: Prodan, Maria (?)                                      | Datare: sfârșitul secolului XIX Școală: Maierii Bălgradului Dimensiuni: Î: 41,5 cm; L: 45,5 cm (inclusiv rama) Material: tempera pe sticlă; glajă; ramă originală, cu șforț, băițuită și cu resturi de la o vopsire ulterioară; capac de carton; foiță de aur                   | Compoziția se desfășoară pe orizontală, pe un fond ocru, într-un câmp cafeniu; Iisus, reprezentat din semiprofil spre dreapta, este pironit pe o cruce flancată de două flori mari, roșii, iar mai jos de lună și soare; în partea stângă este reprezentat Sf. Ioan, redat în tunică albastră și mantie roșie, iar în partea dreaptă Maica Domnului, în maforion roșu; în partea superioară, draperii roșii. | Muzeul Național al Unirii, Alba Iulia                  | Cimec    |
|      | Sf. Nicolae Autor: Prodan Petru (?)                                                 | Datare: a doua jumătate a secolului XIX Școală: Maierii Bălgradului Dimensiuni: Î: 55,5 cm; L: 45 cm (inclusiv rama) Material: tempera pe sticlă; glajă; ramă de lemn originală, cu șforț, băițuită și, ulterior, vopsită; capac din bucăți de șindrilă; foiță de aur           | Redat bust, pe un fond bej, înveșmântat cu felon roșu cu decor vegetal, stihar albastru și omofor albastru decorat cu cruci de aur și flori roșii, Sfântul binecuvântează cu dreapta, iar în stânga ține Evanghelia închisă; de o parte și de alta, Iisus cu Evanghelia și Maica Domnului cu omoforul, redați bust, în aglomerații de nori; în partea superioară, draperii roșii. | Muzeul Național al Unirii, Alba Iulia                  | Cimec    |
|      | Sf. Mucenic Gheorghe ucigând balaurul Autor: Prodan, Maria (?)                      | Datare: sfârșitul secolului XIX Școală: Maierii Bălgradului Dimensiuni: Î: 51 cm; L: 41,5 cm (inclusiv rama) Material: tempera pe sticlă; glajă; ramă de lemn originală, băițuită, cu șforț; capac din bucăți de șindrilă; foiță de aur                                         | Scena se desfășoară pe un fundal albastru, având deasupra bucle de draperii roșii; Sfântul este redat în veșmânt militar, cu mantie roșie, călare pe un cal alb, străpungând cu sulița un balaur cu corp gri, și cap alb și aripi roșii; în colțul superior stâng o creangă cu flori. | Muzeul Național al Unirii, Alba Iulia                  | Cimec    |
|      | Iisus Hristos Mare Arhiereu și Învățător Autor: Prodan Petru (?)                    | Datare: mijlocul secolului XIX Școală: Maierii Bălgradului Dimensiuni: Î: 52 cm; L: 43,5 cm (inclusiv rama) Material: tempera pe sticlă; glajă; ramă de lemn originală, băițuită, cu șforț; capac de lemn; foiță de aur                                                         | Într-un veșmânt roșu, cu omofor negru decorat cu cruci de aur și flori roșii, așezat pe un tron impozant, decorat cu baluștri în vârful cărora sunt soarele și luna, Iisus binecuvântează cu dreapta, iar cu stânga sprijină Evanghelia închisă pe genunchi; fundal albastru; în partea superioară, draperii roșii. | Muzeul Național al Unirii, Alba Iulia                  | Cimec    |
|      | Adam și Eva și Biciuirea lui Iisus la stâlp Autor: Prodan, Maria (?)                | Datare: sfârșitul secolului XIX Școală: Maierii Bălgradului Dimensiuni: Î: 38,5 cm; L: 73,5 cm (inclusiv rama) Material: tempera pe sticlă; glajă; ramă de lemn originală, băițuită, cu șforț; capac de carton; foiță de aur                                                    | Compoziția se desfășoară pe orizontală, fiind reprezentați, în stânga, Adam și Eva, iar în dreapta Biciuirea lui Iisus. Pomul cunoașterii binelui și răului este redat pe un fond albastru, încărcat de roade, cu șarpele încolăcit pe tulpină, ca și cum ar întreține un dialog cu Eva, plasată în partea stângă; aceasta duce cu o mână un fruct la gură, cu cealaltă servindu-i unul și lui Adam; ambii poartă deja o învelitoare în jurul coapselor, deși momentul conștientizării goliciunii este posterior gustării fructelor; de o parte și de alta a celor două personaje, lujeri terminați cu o eflorescență în formă de lalea; „dinți de lup” formează vegetația. Alături, încadrat de o amplă draperie roșie deschisă în forma unui cort, Iisus, cu trupul brăzdat de răni, este legat la un stâlp în formă de balustru; în colțul superior drept, un medalion cu inițialele numelui său. | Muzeul Național al Unirii, Alba Iulia                  | Cimec    |
|      | Sf. Nicolae Autor: Prodan, Maria (?)                                                | Datare: sfârșitul secolului XIX Școală: Maierii Bălgradului Dimensiuni: Î: 50,5 cm; L: 39,5 cm (inclusiv rama) Material: tempera pe sticlă; glajă; ramă de lemn originală, băițuită, cu șforț; capac din bucăți de șindrilă; foiță de aur                                       | Redat bust, pe un fond bej, înveșmântat cu felon roșu cu decor vegetal și omofor albastru decorat cu cruci de aur și flori, Sfântul binecuvântează cu dreapta, iar în stânga ține Evanghelia închisă; de o parte și de alta, Iisus cu Evanghelia și Maica Domnului cu omoforul, redați bust, în aglomerații de nori; în partea superioară, draperii roșii. | Muzeul Național al Unirii, Alba Iulia                  | Cimec    |
|      | Iisus Hristos Mare Arhiereu și Învățător Autor: Prodan, Maria (?)                   | Datare: sfârșitul secolului XIX Școală: Maierii Bălgradului Dimensiuni: Î: 50 cm; L: 46,5 cm (inclusiv rama) Material: tempera pe sticlă; glajă; ramă de lemn originală, băițuită, cu șforț; capac nou de carton; foiță de aur                                                  | Așezat pe un tron somptuos, decorat cu aur și motive geometrice și cu doi baluștri în vârful cărora se află soarele și luna, Iisus – în veșmânt roșu și omofor auriu decorat cu cruci de aur și flori roșii – binecuvântează cu dreapta, iar cu stânga sprijină Evanghelia închisă pe genunchi; în partea superioară, draperii roșii; fundal albastru în partea superioară. | Muzeul Național al Unirii, Alba Iulia                  | Cimec    |
|      | Nașterea lui Iisus Autor: Prodan, Maria (?)                                         | Datare: sfârșitul secolului XIX Școală: Maierii Bălgradului Dimensiuni: Î: 41,5 cm; L: 49 cm (inclusiv rama) Material: tempera pe sticlă; glajă; ramă de lemn originală, băițuită, cu șforț; capac de placaj, aplicat ulterior; foiță de aur                                    | Scena se desfășoară pe un fundal ocru, într-un cadru arhitectonic încadrat la colțuri de vrejuri roșii-aurii; Pruncul stă pe un mănunchi de fân în fața Maicii, care îl ține de mână; în spatele leagănului, un înger și cei trei magi, unul îngenuncheat; în spatele Maicii, înveșmântată cu o mantie albastră, stă Iosif; central, o stea mare, decorativă, își coboară razele printre capetele a doi cai (în realitate boul și asinul). | Muzeul Național al Unirii, Alba Iulia                  | Cimec    |
|      | Sf. Nicolae Autor: Prodan Petru (?)                                                 | Datare: a doua jumătate a secolului XIX Școală: Maierii Bălgradului Dimensiuni: Î: 51 cm; L: 41 cm (inclusiv rama) Material: tempera pe sticlă; glajă; ramă de lemn originală, băițuită, cu șforț; capac din bucăți de șindrilă; foiță de aur                                   | Redat bust, pe un fond albastru, înveșmântat cu felon roșu cu decor vegetal și omofor verde decorat cu cruci de aur și flori roșii, Sfântul binecuvântează cu dreapta, iar în stânga ține Evanghelia închisă; de o parte și de alta, Iisus cu Evanghelia și Maica Domnului cu omoforul, redați bust, în aglomerații de nori; în partea superioară, draperii roșii. | Muzeul Național al Unirii, Alba Iulia                  | Cimec    |
|      | Iisus Hristos Mare Arhiereu și Învățător Autor: Prodan, Maria (?)                   | Datare: începutul secolului XX Școală: Maierii Bălgradului Dimensiuni: Î: 50,5 cm; L: 41 cm (inclusiv rama) Material: tempera pe sticlă; sticlă; ramă de lemn originală, băițuită, cu șforț; capac de carton; foiță de aur                                                      | Așezat pe un tron impozant, cu baluștri decorați cu soarele și luna, în veșmânt arhieresc de culoare roșie, cu omofor aurit împodobit cu cruci și flori roșii, Iisus binecuvântează cu dreapta, iar cu stânga sprijină Evanghelia închisă pe genunchi; în partea superioară, draperii roșii și fundal albastru. | Muzeul Național al Unirii, Alba Iulia                  | Cimec    |
|      | Nașterea lui Iisus Autor: Prodan, Maria (?)                                         | Datare: începutul secolului XX Școală: Maierii Bălgradului Dimensiuni: Î: 39 cm; L: 49 cm (inclusiv rama) Material: tempera pe sticlă; sticlă; ramă de lemn originală, vopsită, cu șforț; capac din bucăți de șindrilă; foiță de aur                                            | Scena se desfășoară pe un fundal albastru, într-un cadru arhitectonic încadrat la colțuri de vrejuri roșii și flori pe laterala dreaptă și în partea inferioară; Pruncul stă pe un mănunchi de fân în fața Maicii, care îl ține de mână; în spatele leagănului, un înger în genunchi și cei trei magi, unul îngenuncheat; în spatele Maicii, înveșmântată cu o mantie albastră, stă Iosif; central, o stea mare și foarte decorativă își coboară razele printre capetele a doi cai (în realitate boul și asinul). | Muzeul Național al Unirii, Alba Iulia                  | Cimec    |
|      | Sf. Arhidiacon Ștefan Autor: Prodan, Maria (?)                                      | Datare: începutul secolului XX Școală: Maierii Bălgradului Dimensiuni: Î: 49,5 cm; L: 41 cm (inclusiv rama) Material: tempera pe sticlă; glajă; ramă de lemn originală, băițuită, cu șforț; capac de carton și bucăți de șindrilă; bronz auriu                                  | Redat în picioare, cu cădelnița în mâna stângă, iar cu dreapta susținând orarul, Sfântul poartă vestimentația specifică, de culoare roșie; în partea inferioară, de o parte și de alta, copaci cu frunzișul conic; pe mediană, crengi cu flori; în partea superioară, draperii roșii; fond albastru. | Muzeul Național al Unirii, Alba Iulia                  | Cimec    |
|      | Nașterea și Prohodul lui Iisus Autor: Prodan, Maria (?)                             | Datare: sfârșitul secolului XIX Școală: Maierii Bălgradului Dimensiuni: Î: 84 cm; L: 70,5 cm (inclusiv rama) Material: tempera pe sticlă; glajă; ramă originală, băițuită, cu marginile în relief; capac de lemn; foiță de aur                                                  | Compoziția se desfășoară pe verticală, fiind reprezentată în partea superioară scena Nașterii, cu Iisus așezat în leagăn, pe un braț de fân; Maica, înveșmântată în tunică aurie și mantie albastră, îl ține de mănă; Iosif stă în spatele ei; în spatele leagănului, un înger îngenuncheat, iar alături cei trei magi, unul stând în genunchi; în plan secund, într-un cadru arhitectonic, pe fond bej, trupurile a doi cai răsar de după iesle; între ei, o stea mare de aur își revarsă razele spre capul Pruncului; scena e înconjurată de patru vrejuri roșii la colțuri. Dedesubt, Prohodul se petrece sub o arcadă, având profilată pe un fundal bej crucea Răstignirii, cu instrumentele patimilor; Iisus este întins pe giulgiul așezat de Nicodim și Iosif din Arimateea pe lespedea de mormânt sprijinită pe un soclu; central, în maforion negru, Maica Domnului, înconjurată de cinci personaje, deasupra capetelor cărora plutesc patru heruvimi; în prim-plan, doi îngeri îngenunchiați, cu mâinile în rugăciune; în colțul inferior stâng, cetatea Ierusalimului; în partea opusă, cele trei cruci de pe Golgota, stilizate, iar deasupra, tot stilizată, grădina raiului.                                                                                   | Muzeul Național al Unirii, Alba Iulia                  | Cimec    |
|      | Sf. Nicolae Autor: Prodan, Maria (?)                                                | Datare: sfârșitul secolului XIX Școală: Maierii Bălgradului Dimensiuni: Î: 52 cm; L: 43 cm (inclusiv rama) Material: tempera pe sticlă; glajă; ramă de lemn originală, băițuită, cu șforț; capac din bucăți de șindrilă; foiță de aur                                           | Redat bust, într-un cadru colinar deasupra căruia se ridică cerul albastru, înveșmântat cu felon roșu cu decor vegetal, stihar alb și omofor verde decorat cu cruci de aur și flori roșii, Sfântul binecuvântează cu dreapta, iar în stânga ține Evanghelia închisă; de o parte și de alta, Iisus cu Evanghelia și Maica Domnului cu omoforul, redați bust, în aglomerații de nori; în partea superioară, draperii roșii. | Muzeul Național al Unirii, Alba Iulia                  | Cimec    |
|      | Sf. Prooroc Ilie Autor: Prodan, Maria (?)                                           | Datare: sfârșitul secolului XIX Școală: Maierii Bălgradului Dimensiuni: Î: 49,5 cm; L: 44,5 cm (inclusiv rama) Material: tempera pe sticlă; glajă; ramă de lemn originală, băițuită, cu șforț; capac din bucăți de șindrilă; foiță de aur                                       | Compoziția se desfășoară pe orizontală, pe două registre: în cel superior, Ilie este răpit la cer într-o trăsură de aur trasă de doi cai înaripați; în registrul inferior, în colțul stâng, Elisei întinde mâinile după veșmântul Sfântului, iar în restul spațiului, o scenă agrară: un plug tras de doi boi albi este manevrat de un țăran în spatele căruia o femeie toarce; în viziunea artistei, cei doi sunt, probabil, Adam și Eva; peisajul este format din coline înalte, delimitate de „dinți de lup” și copaci; în colțurile inferioare, crengi cu flori; în colțurile superioare, draperii roșii. | Muzeul Național al Unirii, Alba Iulia                  | Cimec    |
|      | Încoronarea Fecioarei Autor: Prodan Petru (?)                                       | Datare: mijlocul secolului XIX Școală: Maierii Bălgradului Dimensiuni: Î: 55 cm; L: 47,5 cm (inclusiv rama) Material: tempera pe sticlă; glajă; ramă de lemn originală, băițuită, cu șforț; capac de lemn; foiță de aur                                                         | Înveșmântat cu tunică maro închis și mantie roșie, Iisus ține crucea Răstignirii pe umărul stâng, iar cu mâna dreaptă sprijină coroana de aur ținută de cealaltă parte de Dumnezeu-Tatăl, înveșmântat în tunică maro deschis și mantie de asemenea roșie, cu sceptru de aur în mâna stângă și un glob albastru pe genunchi; la mijloc, în tunică albastră și maforion ocru, Fecioara așteaptă îngenunchiată între coline sugerate de „dinții de lup”, marcând astfel spațiul terestru, diferit de cel celest, redat de aglomerațiile de nori pe care stau Iisus și Dumnezeu-Tatăl, cel din urmă însoțit de trei heruvimi, poziționați unul dedesubt, iar doi în spatele aureolei; în partea superioară, printre draperii roșii și nori, Duhul Sfânt redat ca porumbel își revarsă razele de foc. | Muzeul Național al Unirii, Alba Iulia                  | Cimec    |
|      | Iisus Hristos Mare Arhiereu și Învățător Autor: Prodan Petru (?)                    | Datare: mijlocul secolului XIX Școală: Maierii Bălgradului Dimensiuni: Î: 51 cm; L: 44,5 cm (inclusiv rama) Material: tempera pe sticlă; glajă; ramă de lemn originală, băițuită, cu șforț; capac de lemn; foiță de aur                                                         | Într-un veșmânt roșu, cu omofor aurit decorat cu cruci și flori roșii, așezat pe un tron impozant, decorat cu baluștri în vârful cărora sunt soarele și luna, Iisus binecuvântează cu dreapta, iar cu stânga sprijină Evanghelia închisă pe genunchi; fundal negru; în partea superioară, draperii roșii. | Muzeul Național al Unirii, Alba Iulia                  | Cimec    |
|      | Încoronarea Fecioarei Autor: Prodan, Maria (?)                                      | Datare: sfârșitul secolului XIX Școală: Maierii Bălgradului Dimensiuni: Î: 53,5 cm; L: 46 cm (inclusiv rama) Material: tempera pe sticlă; glajă; ramă de lemn originală, băițuită, cu șforț; capac din bucăți de șindrilă; foiță de aur                                         | Pe aglomerații de nori, înveșmântați cu mantii roșii și tunici maronii, Iisus cu crucea Răstignirii pe umărul stâng, Dumnezeu-Tatăl cu sceptru de aur în mâna stângă, sprijinind pe genunchi un glob albastru, cei doi așează o coroană de aur pe capul Fecioarei, reprezentată în genunchi, înveșmântată cu maforion maro tivit cu aur și tunică albastră, cu mâinile împreunate în rugăciune; sub picioarele lui Dumnezeu, un heruvim, alți doi în spatele aureolei sale; deasupra, Duhul Sfânt, redat ca porumbel, își revarsă razele de aur dintr-o aglomerație de nori; fundalul este albastru; în colțurile superioare, draperii roșii. | Muzeul Național al Unirii, Alba Iulia                  | Cimec    |
|      | Sf. Nicolae Autor: Prodan Petru (?)                                                 | Datare: a doua jumătate a secolului XIX Școală: Maierii Bălgradului Dimensiuni: Î: 51 cm; L: 45,5 cm (inclusiv rama) Material: tempera pe sticlă; glajă; ramă de lemn originală, băițuită, cu șforț; capac din bucăți de șindrilă; foiță de aur                                 | Redat bust, într-un câmp galben deasupra căruia se ridică cerul albastru, înveșmântat cu felon roșu cu decor vegetal, stihar albastru și omofor aurit decorat cu cruci de aur și flori roșii, Sfântul binecuvântează cu dreapta, iar în stânga ține Evanghelia închisă; de o parte și de alta, Iisus cu Evanghelia și Maica Domnului cu omoforul, redați bust, în aglomerații de nori; în partea superioară, draperii roșii. | Muzeul Național al Unirii, Alba Iulia                  | Cimec    |
|      | Maica Domnului îndurerată Autor: Prodan Petru (?)                                   | Datare: a doua jumătate a secolului XIX Școală: Maierii Bălgradului Dimensiuni: Î: 55,5 cm; L: 45 cm (inclusiv rama) Material: tempera pe sticlă; glajă; ramă de lemn originală, cu șforț, băițuită și, ulterior, vopsită; capac din bucăți de șindrilă; foiță de aur           | Pe un fond bej încadrat de draperii roșii, înveșmântată în tunică roșie și maforion negru cu căptușeală albastră presărată cu lujeri aurii și tivitură de aur, cu capul plecat și mâinile împreunate în rugăciune, Maica Domnului privește spre un crucifix pe care este răstignit Hristos, reprezentat în semiprofil spre dreapta; la baza crucii, în partea dreaptă, pe un fond albastru reprezentând cerul, într-un cadru colinar sugerat prin intermediul „dinților de lup”, se înalță o construcție în formă de biserică; chipul Maicii, încadrat de un nimb cu raze roșii, este flancat de doi heruvimi înscriși în medalioane. | Muzeul Național al Unirii, Alba Iulia                  | Cimec    |
|      | Nașterea lui Iisus Autor: Gheorghe Tobias din Abrud                                 | Datare: prima jumătate a secolului XVIII Școală: transilvănean Dimensiuni: Î: 51 cm; L: 40 cm Material: tempera pe lemn | Compoziția suprinde prin contrastul între întunericul peșterii în care Fecioara stă îngenuncheată lângă iesle și strălucirea peisajului în care sunt răspândite celelalte personaje: slujnicele care spală Pruncul, grupul magilor, corul îngerilor, păstorul care află vestea de la înger, Iosif și ispititorul gândurilor sale. Deși, stilistic și ambiental, scena respectă canoanele artei bizantine, atitudinea Fecioarei este una specifică picturii occidentale. | Muzeul Național al Unirii, Alba Iulia                  | Cimec    |
|      | Buna Vestire                                                                        | Datare: mijlocul secolului XVIII Școală: transilvănean Dimensiuni: Î: 38 cm; L: 29,5 cm Material: tempera pe lemn; ramă aurită | Evenimentul se petrece în fața unor arhitecturi convenționale. Personale stau lângă o masă pe care este o carte deschisă. Fecioara întinde amândouă mâinile în semn de acceptare, Arhangelul o binecuvântează, ținând în mână un lujer de floare. Porumbelul Duhului Sfânt coboară pe raza care atinge creștetul Mariei. Rama aplicată este aurită și decorată cu motive florale. | Muzeul Național al Unirii, Alba Iulia                  | Cimec    |
|      | Maica Domnului cu Pruncul, tronând Autor: Prodan Petru (?)                          | Datare: a doua jumătate a secolului XIX Școală: Maierii Bălgradului Dimensiuni: Î: 57 cm; L: 47 cm (inclusiv rama) Material: tempera pe sticlă; glajă; ramă de lemn originală, băițuită, cu șforț; capac de carton; foiță de aur                                                | Înveșmântată cu un maforion roșu tivit cu aur și și tunică albastră, cu coroană pe cap și așezată pe un tron impozant, cu picioarele terminate în forma unor capete de animal, Maica ține Pruncul pe brațul stâng, indicându-l cu mâna dreaptă; Pruncul, cu cămășuță aurie și albastră, de asemenea cu coroană, binecuvântează cu amândouă mâinile; draperii roșii încadrează scena; fond bej. | Muzeul Național al Unirii, Alba Iulia                  | Cimec    |
|      | Maica Domnului cu Pruncul Autor: Prodan Petru (?)                                   | Datare: a doua jumătate a secolului XIX Școală: Maierii Bălgradului Dimensiuni: Î: 57 cm; L: 47 cm (inclusiv rama) Material: tempera pe sticlă; glajă; ramă de lemn originală, băițuită, cu șforț; capac de carton; foiță de aur                                                | Redată bust, înveșmântată cu maforion roșu tivit cu aur și tunică alb-albastră, cu coroană pe cap, Maica ține Pruncul pe brațul stâng, indicându-l cu mâna dreaptă; Pruncul, cu chiton maroniu, de asemenea cu coroană, sprijină cu dreapta Evanghelia pe genunchi, iar cu stânga o prezintă pe Mama Sa; pe mediană, de o parte și de alta, crengi cu flori; în partea superioară, draperii roșii și două cartușe decorative de care atârnă ciucuri de aur; fond albastru în jumătatea superioară și multicolor în cea inferioară. | Muzeul Național al Unirii, Alba Iulia                  | Cimec    |
|      | Nașterea lui Iisus Autor: Prodan Maria (?)                                          | Datare: sfârșitul secolului XIX Școală: Maierii Bălgradului Dimensiuni: Î: 47 cm; L: 54 cm (inclusiv rama) Material: tempera pe sticlă; glajă; ramă de lemn originală, băițuită, cu șforț; capac de placaj; foiță de aur                                                        | Scena se desfășoară pe un fundal albastru pe laturi și verde în mijloc, într-un cadru arhitectonic încadrat la colțuri de vrejuri roșii-aurii intercalate cu flori de aur pe laterala dreaptă și în partea inferioară și o buclă de draperie în partea superioară; Pruncul stă pe un mănunchi de fân așezat pe un scăunel, în fața Maicii, care îl ține de mână; în spatele leagănului, un înger în genunchi și cei trei magi, unul îngenuncheat; în spatele Maicii, înveșmântată cu o mantie roșie și tunică aurită, stă Iosif; central, o stea mare își coboară razele printre capetele a doi cai (în realitate boul și asinul). | Muzeul Național al Unirii, Alba Iulia                  | Cimec    |
|      | Sf. Mucenic Gheorghe ucigând balaurul Autor: Prodan Petru (?)                       | Datare: a doua jumătate a secolului XIX Școală: Maierii Bălgradului Dimensiuni: Î: 43,5 cm; L: 38 cm (inclusiv rama) Material: tempera pe sticlă; glajă; ramă de lemn originală, băițuită, cu șforț; capac din bucăți de șindrilă; foiță de aur                                 | Scena se desfășoară într-un cadru zigzagat, punctat de „dinți de lup”; Sfântul este redat în veșmânt militar, cu mantie roșie decorată cu o floare de aur, călare pe un cal alb, străpungând cu sulița un balaur cu corp maro deschis, cap alb și aripi roșii; câmpul de luptă este reprezentat sub forma unor monticuli al căror decor vegetal constă din iarba redată sub forma „dinților de lup” și lujeri roșii; fundal bej. | Muzeul Național al Unirii, Alba Iulia                  | Cimec    |
|      | Sf. Arhanghel Mihail Autor: Prodan Petru (?)                                        | Datare: mijlocul secolului XIX Școală: Maierii Bălgradului Dimensiuni: Î: 59,5 cm; L: 49 cm (inclusiv rama) Material: tempera pe sticlă; glajă; ramă de lemn originală, băițuită; capac de lemn; foiță de aur                                                                   | Reprezentat bust, în veșmânt militar, cu cămașă de zale de aur și mantie roșie, Arhanghelul ține în dreapta sabia, iar în stânga cumpăna dreptății și potirul înflăcărat al ultimei împărtășanii; în partea superioară draperii roșii prelungite pe laterale. | Muzeul Național al Unirii, Alba Iulia                  | Cimec    |
|      | Sf. Mucenic Gheorghe ucigând balaurul Autor: Prodan Petru (?)                       | Datare: a doua jumătate a secolului XIX Școală: Maierii Bălgradului Dimensiuni: Î: 54 cm; L: 41,5 cm (inclusiv rama) Material: tempera pe sticlă; glajă; ramă de lemn originală, băițuită, cu șforț; capac din bucăți de șindrilă; foiță de aur                                 | Scena se desfășoară într-un cadru colinar, cu vegetația redată sub forma „dinților de lup”; Sfântul este redat în veșmânt militar, cu mantie roșie și cămașă de zale de aur, călare pe un cal alb, străpungând cu sulița un balaur cu corp gri, cap alb și aripi roșii; fundalul este albastru; în colțul superior drept un heruvim în medalion. | Muzeul Național al Unirii, Alba Iulia                  | Cimec    |
|      | Iisus Hristos Învățător Autor: Gheorghe Jigmond din Bucium                          | Datare: sfârșitul secolului XIX Școală: transilvănean Dimensiuni: Î: 53 cm; L: 40,5 cm Material: tempera pe lemn, sculptură în lemn | Piesa este o interesantă combinație de ornamente sculptate și pictate, așezate într-o ramă. Într-un medalion central, Iisus ține o carte deschisă în stânga și binecuvântează cu dreapta. În jurul acestui medalion este creată o ghirlandă de flori din elemente sculptate, la care se adaugă, pe colțuri, alte patru medalioane mici, cu reprezentările Evangheliștilor, ale căror inițiale ale numelor sunt notate cu litere latine. | Muzeul Național al Unirii, Alba Iulia                  | Cimec    |
|      | Răstignirea lui Iisus Autor: Gheorghe Jigmond din Bucium                            | Datare: sfârșitul secolului XIX Școală: transilvănean Dimensiuni: Î: 53 cm; L: 40,5 cm Material: tempera pe lemn, sculptură în lemn | Piesa este o interesantă combinație de ornamente sculptate și pictate, așezate într-o ramă. Central este o cruce cu reprezentarea Răstignirii. În jurul său, din elemente sculptate, este realizată o ghirlandă cu struguri, flori și frunze. În colțuri, în mici medalioane, sunt redate chipurile Evangheliștilor, iar între ele, în medalioane și mai mici, sunt reprezentați heruvimi. Textele explicative constă doar din inițiale, redate cu alfabet latin. | Muzeul Național al Unirii, Alba Iulia                  | Cimec    |
|      | Nașterea lui Iisus Autor: Prodan Petru (?)                                          | Datare: a doua jumătate a secolului XIX Școală: Maierii Bălgradului Dimensiuni: Î: 38 cm; L: 43 cm (inclusiv rama) Material: tempera pe sticlă; glajă; ramă de lemn originală, băițuită, cu șforț; capac din bucăți de șindrilă; foiță de aur                                   | Scena se desfășoară pe un câmp cu vegetația redată prin intermediul „dinților de lup” și un fundal albastru, într-un cadru arhitectonic încadrat la colțurile superioare de vrejuri roșii; Pruncul stă pe un mănunchi de fân așezat pe un scăunel, în fața Maicii, care îl ține de mână; în spatele leagănului, un înger în genunchi și cei trei magi, unul îngenuncheat; în spatele Maicii, înveșmântată cu o mantie roșie și tunică aurită, stă Iosif; central, o stea mare, decorativă, își coboară razele printre capetele a doi cai (în realitate boul și asinul). | Muzeul Național al Unirii, Alba Iulia                  | Cimec    |
|      | Maica Domnului îndurerată                                                           | Datare: sfârșitul secolului XIX Școală: Șcheii Brașovului Dimensiuni: Î: 54 cm; L: 48 cm (inclusiv rama) Material: tempera pe sticlă; glajă; ramă originală, băițuită; capac de lemn; foiță de aur                                                                              | Icoană pictată pe sticlă atribuită unui atelier din Șcheii Brașovului, o reprezintă pe Maica Domnului tipul Achtyrskaia, redată din semiprofil spre stânga, cu mâinile împreunate în rugăciune, în fața crucii pe care este răstignit Hristos. Deasupra acesteia, Dumnezeu-Tatăl, redat bust, într-o aglomerație de nori, o recomandă pe Fecioară. În colțul superior drept un heruvim asistă la scenă. | Muzeul Național al Unirii, Alba Iulia                  | Cimec    |
|      | Sf. Mucenic Gheorghe, ucigând balaurul Autor: Prodan Petru (?)                      | Datare: a doua jumătate a secolului XIX Școală: Maierii Bălgradului Dimensiuni: Î: 42,5 cm; L: 38 cm (inclusiv rama) Material: tempera pe sticlă; glajă; ramă de lemn originală, băițuită, cu șforț; capac din bucăți de șindrilă; foiță de aur                                 | Scena se desfășoară într-un cadru zigzagat; Sfântul este redat în veșmânt militar, cu mantie roșie decorată cu o floare, călare pe un cal alb, străpungând cu sulița un balaur cu corp gri, cap alb și aripi roșii; fundalul este bicolor: albastru și bej; câmpul de luptă este reprezentat sub forma unor monticuli al căror decor vegetal constă din iarba redată sub forma „dinților de lup” și lujeri roșii; în jumătatea superioară, fond albastru și ocru. | Muzeul Național al Unirii, Alba Iulia                  | Cimec    |
|      | Sf. Mucenic Gheorghe, ucingând balaurul Autor: Prodan Maria (?)                     | Datare: sfârșitul secolului XIX Școală: Maierii Bălgradului Dimensiuni: Î: 54,5 cm; L: 41,5 cm (inclusiv rama) Material: tempera pe sticlă; glajă; ramă de lemn originală, băițuită, cu șforț; capac din bucăți de șindrilă; foiță de aur                                       | Sfântul este redat în veșmânt militar, cu cămașă de zale de aur și mantie roșie, călare pe un cal alb, străpungând cu sulița un balaur cu corp gri, cap alb și aripi roșii; fundal ocru; în colțul superior drept, o aglomerație de nori aurii. | Muzeul Național al Unirii, Alba Iulia                  | Cimec    |
|      | Sf. Mucenic Gheorghe, ucigând balaurul Autor: Prodan Maria (?)                      | Datare: sfârșitul secolului XIX Școală: Maierii Bălgradului Dimensiuni: Î: 53,5 cm; L: 47 cm (inclusiv rama) Material: tempera pe sticlă; glajă; ramă de lemn originală, cu șforț, băițuită și, ulterior, vopsită cu bronz argintiu; capac din bucăți de șindrilă; foiță de aur | În veșmânt militar, cu mantie vișinie și cămașă de zale de aur, călare pe un cal alb, Sfântul străpunge cu sulița un balaur gri, cu cap alb și aripi vișinii; în fundal, un copac; în colțurile superioare, draperii roșii și o creangă cu flori; fundalul este ocru și albastru închis. | Muzeul Național al Unirii, Alba Iulia                  | Cimec    |
|      | Iisus Hristos Învățător                                                             | Datare: prima jumătate a secolului XIX Școală: transilvănean Dimensiuni: Î: 33 cm; L: 25,5 cm Material: tempera pe lemn | În veșminte arhierești, dar fără coroană, Iisus ține Evanghelia închisă în stânga și binecuvântează cu dreapta. Compoziția este încadrată într-un chenar alb cu flori roșii și scurte linii negre, care ține loc de ramă. | Muzeul Național al Unirii, Alba Iulia                  | Cimec    |
|      | Întâmpinarea Domnului Autor: Gheorghe Tobias din Abrud                              | Datare: prima jumătate a secolului XVIII Școală: transilvănean Dimensiuni: Î: 33,5 cm; L: 28 cm Material: tempera pe lemn; ramă parțial aurită | Maica Domnului, însoțită de Iosif, care ține porumbelul-ofrandă în mâini, și de o suită sugerată prin multiplicarea aureolelor, îl încredințează pe Iisus marelui preot, care îl ține deja în brațe. Arhitecturi convenționale umplu fundalul și asigură un echilibru cromatic cu vestimentația personajelor. | Muzeul Național al Unirii, Alba Iulia                  | Cimec    |
|      | Duminica Floriilor Autor: Gheorghe Tobias din Abrud                                 | Datare: prima jumătate a secolului XVIII Școală: transilvănean Dimensiuni: Î: 34,5 cm; L: 27,5 cm Material: tempera pe lemn; ramă parțial aurită | Călare pe asin, Hristos ocupă centrul compoziției. În spatele său sunt grupați apostolii, iar în față, la porțile Ierusalimului, este întâmpinat de un grup în fruntea căruia se află un bătrân și o femeie cu un copil în brațe. În colțul inferior drept, un alt copil este, probabil, cel care a așternut mantia pe care calcă asinul. | Muzeul Național al Unirii, Alba Iulia                  | Cimec    |
|      | Iisus Hristos Învățător, tronând                                                    | Datare: 1844 Școală: transilvănean Dimensiuni: Î: 33,5 cm; L: 27 cm Material: tempera pe lemn; ramă parțial aurită | Așezat pe un tron ce vrea să amintească de fastul decorativ baroc, Iisus ține Evanghelia deschisă în stânga și cu dreapta îndreaptă atenția privitorului spre textul redat cu neglijență. Redat din semiprofil spre stânga, o poziție neobișnuită pentru această reprezentare, fizionomia trimite spre atelierul familiei Silaghi din Abrud. | Muzeul Național al Unirii, Alba Iulia                  | Cimec    |
|      | Iisus Hristos Mare Arhiereu și Învățător Autor: Moise Borșoș                        | Datare: 1806 Școală: Abrud Dimensiuni: Î: 54 cm; L: 43 cm Material: tempera pe lemn; fundal aurit | Icoana reproduce unul din modelele lui Simion Silaghi-Sălăgeanu și ilustrează fidelitatea ucenicului față de stilul maestrului său, reușind să redea cu acuratețe aceleași trăsături fizionomice. Așezat pe un tron cu un decor floral alambicat, Iisus binecuvântează cu dreapta, iar cu stânga ține cârja arhierească și cartea pe care o sprijină pe genunchi. Inscripția cu numele donatorului e poziționată sub tron, iar semnătura pictorului în colțul inferior stâng. | Muzeul Național al Unirii, Alba Iulia                  | Cimec    |
|      | Maica Domnului cu Pruncul, floarea neveștejită Autor: Moise Borșoș                  | Datare: 1806 Școală: Abrud Dimensiuni: Î: 54 cm; L: 43,5 cm Material: tempera pe lemn; fundal aurit | Icoana reproduce unul din modelele lui Simion Silaghi-Sălăgeanu și ilustrează fidelitatea ucenicului față de stilul maestrului său, reușind să redea cu acuratețe aceleași trăsături fizionomice. Așezată pe un tron cu un decor floral alambicat, Maica își ține Pruncul pe brațul stâng, iar cu dreapta schițează discret gestul binecuvântării, prin felul în care prinde cu degetele floarea. Iisus binecuvântează cu dreapta, iar cu stânga sprijină Evanghelia deschisă pe genunchi. Peste pictură a fost așezată, pentru mai multă protecție, o bucată de glajă. | Muzeul Național al Unirii, Alba Iulia                  | Cimec    |
|      | Nașterea lui Iisus Autor: Prodan Petru (?)                                          | Datare: a doua jumătate a secolului XIX Școală: Maierii Bălgradului Dimensiuni: Î: 39,5 cm; L: 45 cm (inclusiv rama) Material: tempera pe sticlă; glajă; ramă de lemn originală, băițuită, cu șforț; capac din bucăți de șindrilă; foiță de aur                                 | Scena se desfășoară pe un fundal albastru, într-un cadru arhitectonic încadrat la colțurile superioare și la cel inferior drept de vrejuri roșii; Pruncul stă pe un mănunchi de fân în fața Maicii, care îl ține de mână; în spatele leagănului, un înger în genunchi și cei trei magi, unul îngenuncheat; în spatele Maicii, înveșmântată cu o mantie roșie cu o stea de aur pe umăr, stă Iosif; central, o stea mare își coboară razele printre capetele a doi cai (în realitate boul și asinul). | Muzeul Național al Unirii, Alba Iulia                  | Cimec    |
|      | Iisus vița vieții Autor: Prodan Petru (?)                                           | Datare: mijlocul secolului XIX Școală: Maierii Bălgradului Dimensiuni: Î: 57 cm; L: 46 cm (inclusiv rama) Material: tempera pe sticlă; glajă; ramă de lemn originală, băițuită, cu șforț; capac de lemn; foiță de aur                                                           | Pe un fond albastru se profilează crucea, redată cu galben și decor geometric, în jurul căreia se arcuiește o viță de care atârnă ciorchini uriași de struguri roșii și galbeni; vița pornește din coasta lui Iisus, reprezentat din semiprofil spre dreapta, cu o învelitoare roșie în jurul coapselor; așezat pe un sarcofag în formă de ladă de zestre decorată cu aur și motive geometrice, Mântuitorul stoarce un strugure într-un potir; în fața sarcofagului vegetația în formă de „dinți de lup” sugerează o tentativă de tridimensionalizare a spațiului; compoziția este încadrată integral în părțile laterale de draperii roșii. | Muzeul Național al Unirii, Alba Iulia                  | Cimec    |
|      | Maica Domnului cu Pruncul Autor: Prodan Maria (?)                                   | Datare: începutul secolului XX Școală: Maierii Bălgradului Dimensiuni: Î: 45 cm; L: 37 cm (inclusiv rama) Material: tempera pe sticlă; glajă; ramă de lemn originală, băițuită, cu șforț; capac din bucăți de șindrilă; bronz auriu                                             | Înveșmântată cu un maforion roșu tivit cu aur, Maica ține Pruncul pe brațul drept, indicându-l cu mâna stângă; Pruncul, cu chiton ocru și mantie aurie, are fruntea lipită de obrazul Maicii, pe care o îmbrățișează cu duioșie; fondul este verde, decorat cu crengi cu flori de aur. | Muzeul Național al Unirii, Alba Iulia                  | Cimec    |
|      | Înălțarea lui Iisus Autor: Gheorghe Tobias din Abrud                                | Datare: prima jumătate a secolului XVIII Școală: transilvănean Dimensiuni: Î: 49,5 cm; L: 34,5 cm Material: tempera pe lemn | Susținută de doi îngeri și flancată de apostoli, Fecioara ocupă centrul registrului inferior al compoziției, despărțit de cel superior de crestele egale ale unor munți. Deasupra, într-un nimb de lumină, Iisus este ridicat la cer de doi îngeri. | Muzeul Național al Unirii, Alba Iulia                  | Cimec    |
|      | Sf. Nicolae Autor: Prodan Petru (?)                                                 | Datare: a doua jumătate a secolului XIX Școală: Maierii Bălgradului Dimensiuni: Î: 53 cm; L: 43 cm (inclusiv rama) Material: tempera pe sticlă; glajă; ramă de lemn originală, băițuită, cu șforț; capac din bucăți de șindrilă; foiță de aur                                   | Redat bust, pe un fond albastru cu linii de orizont roșii și galbene, înveșmântat cu felon roșu cu decor vegetal aurit și omofor ocru decorat cu cruci de aur și flori roșii, Sfântul binecuvântează cu dreapta, iar în stânga ține Evanghelia închisă; de o parte și de alta, Iisus cu Evanghelia și Maica Domnului cu omoforul, redați bust, în aglomerații de nori; în partea superioară, o draperie roșie. | Muzeul Național al Unirii, Alba Iulia                  | Cimec    |
|      | Sf. Nicolae Autor: Prodan Petru (?)                                                 | Datare: a doua jumătate a secolului XIX Școală: Maierii Bălgradului Dimensiuni: Î: 53,5 cm; L: 43,5 cm (inclusiv rama) Material: tempera pe sticlă; glajă; ramă de lemn originală, băițuită, cu șforț; capac din bucăți de șindrilă; foiță de aur                               | Redat bust, îndr-un câmp multicolor deasupra căruia se ridică un fundal bej, înveșmântat cu felon roșu cu decor vegetal, stihar albastru și omofor ocru decorat cu cruci de aur și flori roșii, Sfântul binecuvântează cu dreapta, iar în stânga ține Evanghelia închisă; de o parte și de alta, Iisus cu Evanghelia și Maica Domnului cu omoforul, redați bust, în aglomerații de nori; în partea superioară, draperii roșii. | Muzeul Național al Unirii, Alba Iulia                  | Cimec    |
|      | Încoronarea Fecioarei                                                               | Datare: sfârșitul secolului XIX Școală: Șcheii Brașovului Dimensiuni: Î: 42,5 cm; L: 37 cm (inclusiv rama) Material: tempera pe sticlă; glajă; ramă de lemn originală, băițuită; capac de lemn; foiță de aur                                                                    | Urmând un model de sorginte athonită, Maica Domnului este redată în jumătatea inferioară a compoziției, cu mâinile împreunate în rugăciune, flancată de Iisus la stânga și Dumnezeu-tatăl la dreapta. Cei doi susțin o coroană deasupra capului Mariei, peste care porumbelul Sfântului Duh își revarsă razele. | Muzeul Național al Unirii, Alba Iulia                  | Cimec    |
|      | Sf. Arhanghel Mihail Autor: Prodan Maria (?)                                        | Datare: sfârșitul secolului XIX Școală: Maierii Bălgradului Dimensiuni: Î: 54,5 cm; L: 41 cm (inclusiv rama) Material: tempera pe sticlă; sticlă; ramă originală, băițuită, cu șforț; capac de carton; foiță de aur                                                             | Redat bust, Arhanghelul poartă cămașă de zale aurită și mantie roșie și ține în mâna dreaptă sabia, iar în cea stângă cumpăna dreptății și potirul înflăcărat; fond ocru. | Muzeul Național al Unirii, Alba Iulia                  | Cimec    |
|      | Nașterea lui Iisus Autor: Prodan Maria (?)                                          | Datare: sfârșitul secolului XIX Școală: Maierii Bălgradului Dimensiuni: Î: 41 cm; L: 54,5 cm (inclusiv rama) Material: tempera pe sticlă; sticlă; ramă de lemn originală, vopsită, cu șforț; capac de carton; foiță de aur                                                      | Scena se desfășoară pe un fundal ocru, într-un cadru arhitectonic încadrat la colțuri de vrejuri roșii-aurii intercalate cu flori de aur pe laterala dreaptă și în partea inferioară; Pruncul stă pe un mănunchi de fân în fața Maicii, care îl ține de mână; în spatele leagănului, un înger în genunchi și cei trei magi, unul îngenuncheat; în spatele Maicii, înveșmântată cu o mantie roșie și tunică aurită, stă Iosif; central, o stea mare își coboară razele printre capetele a doi cai (în realitate boul și asinul). | Muzeul Național al Unirii, Alba Iulia                  | Cimec    |
|      | Maica Domnului îndurerată Autor: Prodan Petru (?)                                   | Datare: a doua jumătate a secolului XIX Școală: Maierii Bălgradului Dimensiuni: Î: 51 cm; L: 40,5 cm (inclusiv rama) Material: tempera pe sticlă; glajă; ramă de lemn originală, băițuită, cu șforț; capac din bucăți de șindrilă; foiță de aur                                 | Pe un fond albastru, înveșmântată în tunică roșie și maforion negru cu tivitură de aur, cu capul plecat și mâinile împreunate în rugăciune, Maica Domnului privește spre un crucifix supradimensionat, pe care este răstignit Hristos, reprezentat în semiprofil spre stânga; crucea, de al cărei vârf atârnă ca un stindard plăcuța pe care ar fi trebuit inscripționate inițialele INRI, este amplasată într-un cadru verde, în spatele unei movile, având în dreapta o creangă cu flori; chipul Maicii, încadrat de un nimb cu raze roșii, este flancat de doi heruvimi înscriși în medalioane. | Muzeul Național al Unirii, Alba Iulia                  | Cimec    |
|      | Nașterea lui Iisus Autor: Prodan Maria (?)                                          | Datare: sfârșitul secolului XIX Școală: Maierii Bălgradului Dimensiuni: Î: 40,5 cm; L: 51,5 cm (inclusiv rama) Material: tempera pe sticlă; glajă; ramă de lemn originală, băițuită, cu șforț; capac din bucăți de șindrilă; foiță de aur                                       | Scena se desfășoară pe un fundal albastru, într-un cadru arhitectonic încadrat la colțuri de vrejuri roșii intercalate cu o floare de aur în partea inferioară; Pruncul stă pe un mănunchi de fân în fața Maicii, care îl ține de mână; în spatele leagănului, un înger în genunchi și cei trei magi, unul îngenuncheat; în spatele Maicii, înveșmântată cu o mantie roșie și tunică aurită, stă Iosif; central, o stea mare își coboară razele printre capetele a doi cai (în realitate boul și asinul). | Muzeul Național al Unirii, Alba Iulia                  | Cimec    |
|      | Sf. Prooroc Ilie Autor: Prodan Petru (?)                                            | Datare: a doua jumătate a secolului XIX Școală: Maierii Bălgradului Dimensiuni: Î: 43 cm; L: 37,5 cm (inclusiv rama) Material: tempera pe sticlă; glajă; ramă de lemn originală, băițuită, cu șforț; capac din bucăți de șindrilă; foiță de aur                                 | Compoziția se desfășoară pe două registre: în cel superior, Ilie este răpit la cer într-o trăsură de aur trasă de doi cai înaripați; în registrul inferior, o scenă agrară ține locul reprezentării despărțirii de Elisei: un plug tras de doi boi albi este manevrat de un țăran în spatele căruia o femeie, așezată pe un scaun, toarce și leagănă cu piciorul o copaie cu un copil; în viziunea artistului, cei doi sunt, probabil, Adam și Eva; peisajul este format din coline delimitate de „dinți de lup” și copaci cu frunzișul în formă de umbrelă; în partea superioară, scena este delimitată de o draperie roșie; în colțul superior drept, un ochi într-un triunghi simbolizează prezența lui Dumnezeu. | Muzeul Național al Unirii, Alba Iulia                  | Cimec    |
|      | Sf. Antonie cel Mare                                                                | Datare: a doua jumătate a secolului XIX Școală: Șcheii Brașovului Dimensiuni: Î: 41,5 cm; L: 34 cm (inclusiv rama) Material: tempera pe sticlă; glajă; ramă originală, băițuită; capac din două plăci de lemn; foiță de aur                                                     | Redat bust, într-un decor animat de două draperii, îmbrăcat în veșminte arhierești, Sfântul binecuvântează cu dreapta, iar cu stânga ține Evanghelia. Coloritul și modul de sugerare a adâncimii, prin linii paralele, este specific iconarilor din Șchei. | Muzeul Național al Unirii, Alba Iulia                  | Cimec    |
|      | Sf. Mucenic Gheorghe, ucigând balaurul Autor: Prodan Maria (?)                      | Datare: sfârșitul secolului XIX Școală: Maierii Bălgradului Dimensiuni: Î: 51 cm; L: 41,5 cm (inclusiv rama) Material: tempera pe sticlă; glajă; ramă de lemn originală, băițuită, cu șforț; capac din bucăți de șindrilă; foiță de aur                                         | Sfântul este redat în veșmânt militar, cu mantie roșie, călare pe un cal alb, străpungând cu sulița un balaur cu corp gri, cap alb și aripi roșii; fundal albastru, cu draperii roșii în partea superioară și flori în colțul drept. | Muzeul Național al Unirii, Alba Iulia                  | Cimec    |
|      | Iisus Hristos Învățător Autor: Ion de la Beriu                                      | Datare: a doua jumătate a secolului XVIII Școală: transilvănean Dimensiuni: Î: 62 cm; L: 50,5 cm Material: tempera pe lemn; fundal aurit | Urmând un model ruso-ucrainean, chipul lui Iisus se remarcă prin eleganța desenului și interesul pentru detaliu, în comparație cu modul de tratare a veșmintelor, aproape neglijent, de unde și deformările anatomice ale torsului. Fundalul este specific autorului. | Muzeul Național al Unirii, Alba Iulia                  | Cimec    |
|      | Nașterea lui Iisus Autor: Prodan Maria (?)                                          | Datare: a doua jumătate a secolului XIX Școală: Maierii Bălgradului Dimensiuni: Î: 44 cm; L: 60 cm (inclusiv rama) Material: tempera pe sticlă; glajă; ramă de lemn originală, băițuită, cu șforț; capac de lemn; foiță de aur                                                  | Scena se desfășoară pe un fundal albastru, într-un cadru arhitectonic încadrat de vrejuri roșii, intercalate în partea superioară de o floare de aur; Pruncul stă pe un mănunchi de fân așezat pe un scăunel, în fața Maicii, care îl ține de mână; în spatele leagănului, un înger în genunchi și cei trei magi, unul îngenuncheat; în spatele Maicii, înveșmântată cu o mantie albastră și tunică aurită, stă Iosif; central, o stea mare, decorativă, își coboară razele printre capetele a doi cai (în realitate boul și asinul). | Muzeul Național al Unirii, Alba Iulia                  | Cimec    |
|      | Sfinții Arhangheli Mihail și Gavriil                                                | Datare: sfârșitul secolului XIX Școală: Șcheii Brașovului Dimensiuni: Î: 45 cm; L: 41 cm (inclusiv rama) Material: tempera pe sticlă; glajă; ramă de lemn originală, revopsită; capac de lemn; foiță de aur                                                                     | Imaginea îi prezintă pe cei doi arhangheli susținând globul cruciger cu inițialele numelui lui Iisus, deasupra căruia Ochiul Tatălui Ceresc își revarsă razele dintr-o aglomerație de nori. Gavril ține în mână o ramură, în vreme ce atributul lui Mihail, probabil balanța, se pierde undeva în afara reprezentării. Compoziția este tratată în modul modul specific iconarilor din Șchei, cu numeroase linii și forme geometrice cu rol decorativ, dar care sugerează o horror vacui. | Muzeul Național al Unirii, Alba Iulia                  | Cimec    |
|      | Maica Domnului cu Pruncul și Cina cea de taină Autor: Prodan Petru (?)              | Datare: a doua jumătate a secolului XIX Școală: Maierii Bălgradului Dimensiuni: Î: 57 cm; L: 72 cm (inclusiv rama) Material: tempera pe sticlă; glajă; ramă de lemn originală, băițuită, cu șforț; capac din bucăți de șindrilă; foiță de aur                                   | Compoziția se desfășoară pe orizontală, fiind reprezentată în stânga Maica Domnului cu Pruncul, iar în dreapta Cina cea de taină. De tipul Împărătiță, înveșmântată în maforion roșu cu decor floral, tivit cu aur, așezată pe un tron cu arhitectură barocă, Maica ține Pruncul pe brațul stâng, iar cu dreapta îl recomandă; Iisus poartă un veșmânt aurit și coroană și binecuvântează cu ambele mâini; două cartușe decorative cu inițialele Fecioarei și o buclă de draperie roșie încadrează scena. Alături, într-un decor arhitectural unit printr-o arcadă de care atârnă draperii aurite și o candelă, se desfășoară scena ultimei cine, la care participă 10 personaje, Iisus, poziționat central, fiind recunoscut după nimbul cruciger, pe care nu sunt însă redate inițialele consacrate; Iuda ocupă colțul inferior drept, este gata de plecare și ține în mâini punga pe care este menționată cifra 30; o învelitoare aurită cu decor floral, așezată pe masa încărcată de tacâmuri, pâini, ridichi și un potir de aur, îmbogățește atmosfera. | Muzeul Național al Unirii, Alba Iulia                  | Cimec    |
|      | Prohodul lui Iisus Autor: Prodan Maria (?)                                          | Datare: sfârșitul secolului XIX Școală: Maierii Bălgradului Dimensiuni: Î: 76,5 cm; L: 59,5 cm (inclusiv rama) Material: tempera pe sticlă; glajă; ramă de lemn originală, cu șforț, băițuită și, ulterior, vopsită cu bronz auriu; capac din bucăți de șindrilă; foiță de aur  | Scena are în fundal crucea Răstignirii cu instrumentele torturii; sub o arcadă, Maica Domnului, care se distinge prin veșmântul negru, și femeile mironosițe jelesc trupul Mântuitorului întins pe giulgiu, pe care Nicodim și Iosif din Arimateea se pregătesc să îl așeze în mormântul înălțat pe un postament; în prim-plan, doi îngeri înveșmântați în roșu îngenuncheați în rugăciune, în colțurile superioare, alți doi îngeri în zbor, iar central draperii roșii. | Muzeul Național al Unirii, Alba Iulia                  | Cimec    |
|      | Maica Domnului îndurerată Autor: Prodan Petru (?)                                   | Datare: mijlocul secolului XIX Școală: Maierii Bălgradului Dimensiuni: Î: 35 cm; L: 29,5 cm (inclusiv rama) Material: tempera pe sticlă; glajă; ramă de lemn originală, băițuită, cu șforț; capac de lemn; foiță de aur                                                         | Înveșmântată în tunică roșie și maforion negru cu căptușeală verde și tivitură de aur, cu capul plecat și mâinile împreunate în rugăciune, Maica Domnului privește spre un crucifix supradimensionat pe care este răstignit Hristos, reprezentat în semiprofil spre dreapta; chipul Maicii este încadrat de un nimb cu raze roșii; fondul este albastru, cu linii de orizont albe și negre; crucea se profilează într-un cadru colinar redat cu ajutorul „dinților de lup”. | Muzeul Național al Unirii, Alba Iulia                  | Cimec    |
|      | Sfinții împărați Constantin și Elena                                                | Datare: sfârșitul secolului XIX Școală: Șcheii Brașovului Dimensiuni: Î: 46,5 cm; L: 41 cm (inclusiv rama) Material: tempera pe sticlă; glajă; ramă originală, băițuită; capac dintr-o placă de lemn; foiță de aur                                                              | Având ca model o gravură de Hășdate, imaginea ni-i prezintă pe cei doi sfinți susținând o cruce uriașă, un adevărat pom al vieții, din care se desprind doi lujeri. De o parte și de alta străjuiesc doi heruvimi. Indicațiile din titlu sunt invers față de personajele reprezentate. | Muzeul Național al Unirii, Alba Iulia                  | Cimec    |
|      | Sfinții împărați Constantin și Elena                                                | Datare: sfârșitul secolului XIX Școală: Șcheii Brașovului Dimensiuni: Î: 46,5 cm; L: 41 cm (inclusiv rama) Material: tempera pe sticlă; glajă; ramă originală, băițuită; capac din două plăci de lemn; foiță de aur                                                             | Având ca model o gravură de Hășdate, imaginea ni-i prezintă pe cei doi sfinți susținând o cruce uriașă, un adevărat pom al vieții, din care se desprind doi lujeri. De o parte și de alta străjuiesc doi heruvimi. Indicațiile din titlu sunt invers față de personajele reprezentate. | Muzeul Național al Unirii, Alba Iulia                  | Cimec    |
|      | Nașterea lui Iisus Autor: Prodan Maria (?)                                          | Datare: sfârșitul secolului XIX Școală: Maierii Bălgradului Dimensiuni: Î: 35,5 cm; L: 52 cm (inclusiv rama) Material: tempera pe sticlă; glajă; ramă de lemn originală, băițuită; capac din bucăți de șindrilă; foiță de aur                                                   | Scena se desfășoară pe un fundal ocru-verde, într-un cadru arhitectonic încadrat la colțuri de vrejuri roșii, intercalate de o floare de aur pe laterala dreaptă; Pruncul stă pe un mănunchi de fân în fața Maicii, care îl ține de mână; în spatele leagănului, un înger în genunchi și cei trei magi, unul îngenuncheat; în spatele Maicii, înveșmântată cu o mantie roșie și tunică aurie, stă Iosif; central, o stea mare își coboară razele printre capetele a doi cai (în realitate boul și asinul). | Muzeul Național al Unirii, Alba Iulia                  | Cimec    |
|      | Sfinții trei ierarhi                                                                | Datare: sfârșitul secolului XIX Școală: Șcheii Brașovului Dimensiuni: Î: 54,5 cm; L: 48,5 cm Material: tempera pe sticlă; glajă; ramă originală, băițuită; capac de lemn; foiță de aur                                                                                          | Redați în picioare, înveșmântați ca arhierei, cu evanghelii și binecuvântând, cei trei sfinți, Ioan Gură de Aur, Grigore de Nazianz și Vasile cel Mare prezintă fizionomii bine individualizate, în ciuda stângăciei desenului. Fundalul verde este punctat de draperii roșii. | Muzeul Național al Unirii, Alba Iulia                  | Cimec    |
|      | Maica Domnului îndurerată Autor: Prodan Petru (?)                                   | Datare: a doua jumătate a secolului XIX Școală: Maierii Bălgradului Dimensiuni: Î: 48,5 cm; L: 41,5 cm (inclusiv rama) Material: tempera pe sticlă; glajă; ramă de lemn originală, băițuită, cu șforț; capac din bucăți de șindrilă; foiță de aur                               | Înveșmântată în tunică roșie și maforion negru cu căptușeală albastră și tivitură de aur, cu capul plecat și mâinile împreunate în rugăciune, Maica Domnului privește spre un crucifix pe care este răstignit Hristos, reprezentat în semiprofil spre dreapta; chipul Maicii este încadrat de un nimb cu raze roșii și de doi heruvimi în medalion; fondul este ocru, cu linii de orizont roșii și negre; crucea se profilează într-un cadru colinar, pe un fond albastru. | Muzeul Național al Unirii, Alba Iulia                  | Cimec    |
|      | Sf. Nicolae                                                                         | Datare: sfârșitul secolului XIX Școală: Șcheii Brașovului Dimensiuni: Î: 45,5 cm; L: 38,5 cm Material: tempera pe sticlă; glajă; ramă de lemn originală, băițuită, cu șforț; capac din bucăți de șindrilă; foiță de aur                                                         | În veșminte arhierești, așezat pe tron, flancat de reprezentarea miniaturală a lui Iisus și a Maicii Domnului, Sf. Nicolae sprijină Evanghelia pe genunchiul stâng și binecuvântează cu dreapta. Pe laterala stângă, în conțul inferior, îngenuncheat, este reprezentat tatăl fetelor salvate, iar deasupra lui cei trei căpitani. | Muzeul Național al Unirii, Alba Iulia                  | Cimec    |
|      | Sf. Prooroc Ilie Autor: Prodan Maria (?)                                            | Datare: începutul secolului XX Școală: Maierii Bălgradului Dimensiuni: Î: 34,5 cm; L: 53 cm (inclusiv rama) Material: tempera pe sticlă; sticlă; ramă de lemn originală, băițuită, cu șforț; capac de carton; bronz auriu                                                       | Compoziția se desfășoară pe două registre: în cel superior, Ilie este răpit la cer într-o trăsură aurită trasă de doi cai înaripați; în registrul inferior, o scenă agrară ține locul reprezentării despărțirii de Elisei: un plug tras de doi boi albi este manevrat de un țăran în spatele căruia o femeie toarce; în viziunea artistei, cei doi sunt, probabil, Adam și Eva; peisajul este format dintr-un câmp pe care se înalță o creangă cu flori; în partea superioară, draperii roșii. | Muzeul Național al Unirii, Alba Iulia                  | Cimec    |
|      | Sf. Haralambie                                                                      | Datare: sfârșitul secolului XIX Școală: Șcheii Brașovului Dimensiuni: Î: 43 cm; L: 37,5 cm (inclusiv rama) Material: tempera pe sticlă; glajă; ramă originală, revopsită; capac dintr-o placă de lemn; foiță de aur                                                             | Redat în picioare sub o arcadă, în veșminte arhierești, Sfântul ține în stânga Evanghelia, iar cu dreapta binecuvântează. Ciuma, redată sub forma unui bărbat hirsut și încornorat, este lungită la picioarele lui, cu coasa răsturnată și un lanț legat de gât, prins de mâneca Sfântului. Fondul verde este animat de steluțe albe și roșii și de coline pe care se înalță două flori. | Muzeul Național al Unirii, Alba Iulia                  | Cimec    |
|      | Iisus - vița vieții                                                                 | Datare: sfârșitul secolului XIX Școală: Șcheii Brașovului Dimensiuni: Î: 44,5 cm; L: 38 cm (inclusiv rama) Material: tempera pe sticlă; glajă; ramă de lemn originală, băițuită; capac de lemn; foiță de aur                                                                    | Urmând un model de sorginte ucraineană, Iisus, redat din semiprofil spre dreapta, este așezat pe un sarcofag care, datorită decorului, a fost adeseori identificat în literatura românească drept ladă de zestre. În spatele său se profilează crucea Răstignirii, în jurul căreia se răsucește un vrej de viță de vie cu struguri supradimensionați, din care Hristos stoarce într-un potir vinul Împărtășaniei. Compoziția este tratată în modul modul specific iconarilor din Șchei, obsesia pentru decorativ sugerând o horror vacui. | Muzeul Național al Unirii, Alba Iulia                  | Cimec    |
|      | Sfinții Arhangheli Mihail și Gavriil                                                | Datare: sfârșitul secolului XIX Școală: Șcheii Brașovului Dimensiuni: Î: 47 cm; L: 41 cm (inclusiv rama) Material: tempera pe sticlă; glajă; ramă de lemn originală, revopsită; capac de lemn; foiță de aur                                                                     | Imaginea îi prezintă pe cei doi arhangheli susținând globul cruciger cu inițialele numelui lui Iisus, deasupra căruia Ochiul Tatălui Ceresc își revarsă razele dintr-o aglomerație de nori. Gavril ține în mână o ramură, în vreme ce atributul lui Mihail, probabil balanța, se pierde undeva în afara reprezentării. Titlul compoziției este scris cu numeroase greșeli, conținutul său trebuind să fie următoru: „Sfinții voevozi arhanghelii Mihail și Gavriil”. Compoziția este tratată în modul modul specific iconarilor din Șchei, cu numeroase linii și forme geometrice cu rol decorativ, dar care sugerează o horror vacui. | Muzeul Național al Unirii, Alba Iulia                  | Cimec    |
|      | Sf. Haralambie                                                                      | Datare: sfârșitul secolului XIX Școală: Șcheii Brașovului Dimensiuni: Î: 54,5 cm; L: 49,5 cm (inclusiv rama) Material: tempera pe sticlă; glajă; ramă originală, revopsită; capac din două plăci plus una înlocuită; foiță de aur                                               | Având ca model o gravură imprimată la Mănăstirea Neamț, compoziția ni-l prezintă pe Sfânt într-un cadru arhitectonic aglomerat, ținând cartea în stânga și binecuvântând cu dreapta, iar cu picioarele călcând Ciuma lungită pe un fel de podium. Redat miniatural, Dumnezeu-Tatăl binecuvintează scena, iar un înger în zbor aduce o cunună. | Muzeul Național al Unirii, Alba Iulia                  | Cimec    |
|      | Sfinții împărați Constantin și Elena                                                | Datare: sfârșitul secolului XIX Școală: Șcheii Brașovului Dimensiuni: Î: 45 cm; L: 41 cm (inclusiv rama) Material: tempera pe sticlă; glajă; ramă originală, băițuită; capac din trei plăci de lemn; foiță de aur                                                               | Având ca model o gravură athonită, imaginea ni-i prezintă pe cei doi sfinți susținând o cruce mare, din spatele căreia strălucește, luminos, soarele. În vârful său, într-o aglomerație de noi, este reprezentată miniatural Sfânta Treime nou-testamentară, flancată de doi heruvimi. Indicațiile din titlu sunt invers față de personajele reprezentate. | Muzeul Național al Unirii, Alba Iulia                  | Cimec    |
|      | Sf. Haralambie                                                                      | Datare: sfârșitul secolului XIX Școală: Șcheii Brașovului Dimensiuni: Î: 46 cm; L: 40,5 cm (inclusiv rama) Material: tempera pe sticlă; glajă; ramă originală, băițuită; capac din două plăci de lemn; foiță de aur                                                             | Compoziția ni-l prezintă pe Sfânt în picioare, cu Evanghelia în dreapta și cu stânga ținând lanțul de care este legată Ciuma, reprezentată ca o femeie încornorată și ținând o coasă în mână. De o parte și de alta, doi îngeri sunt redați și ei în picioare, în aglomerații de nori. | Muzeul Național al Unirii, Alba Iulia                  | Cimec    |
|      | Sfinții Arhangheli Mihail și Gavriil                                                | Datare: sfârșitul secolului XIX Școală: Șcheii Brașovului Dimensiuni: Î: 46,5 cm; L: 40,5 cm (inclusiv rama) Material: tempera pe sticlă; glajă; ramă de lemn originală, băițuită; capac de lemn; foiță de aur                                                                  | Imaginea îi prezintă pe cei doi arhangheli susținând globul cruciger cu inițialele numelui lui Iisus, deasupra căruia Ochiul Tatălui Ceresc își revarsă razele dintr-o aglomerație de nori. Identitatea personajelor a fost inversată, cel cu ramura în mână fiind de fapt Gavriil. Compoziția este tratată în modul modul specific iconarilor din Șchei, cu numeroase linii și forme geometrice cu rol decorativ, dar care sugerează o horror vacui. | Muzeul Național al Unirii, Alba Iulia                  | Cimec    |
|      | Iisus - vița vieții                                                                 | Datare: sfârșitul secolului XIX Școală: Șcheii Brașovului Dimensiuni: Î: 42 cm; L: 36,5 cm (inclusiv rama) Material: tempera pe sticlă; glajă; ramă de lemn originală, băițuită; capac de lemn; foiță de aur                                                                    | Urmând un model de sorginte ucraineană, Iisus, redat din semiprofil spre dreapta, este așezat pe un sarcofag care, datorită decorului, a fost adeseori identificat în literatura românească drept ladă de zestre. În spatele său se profilează crucea Răstignirii, în jurul căreia se răsucește un vrej de viță de vie cu struguri supradimensionați, din care Hristos stoarce într-un potir vinul Împărtășaniei. Compoziția este tratată în modul modul specific iconarilor din Șchei, obsesia pentru decorativ sugerând o horror vacui. | Muzeul Național al Unirii, Alba Iulia                  | Cimec    |
|      | Maica Domnului cu Pruncul Autor: Prodan Maria (?)                                   | Datare: sfârșitul secolului XIX Școală: Maierii Bălgradului Dimensiuni: Î: 51 cm; L: 42 cm (inclusiv rama) Material: tempera pe sticlă; glajă; ramă de lemn originală, băițuită, cu șforț; capac din bucăți de șindrilă; foiță de aur                                           | Înveșmântată cu un maforion roșu tivit cu aur și decor floral aurit, Maica ține Pruncul pe brațul drept, indicându-l cu mâna stângă; Pruncul, cu chiton ocru și mantie verde, are fruntea lipită de obrazul Maicii, pe care o îmbrățișează cu duioșie; fondul este format dintr-un cadru colinar bej de pe care se înalță crengi cu flori și cerul albastru, încadrat la colțuri de bucle de draperii roșii. | Muzeul Național al Unirii, Alba Iulia                  | Cimec    |
|      | Botezul Domnului                                                                    | Datare: sfârșitul secolului XIX Școală: Șcheii Brașovului Dimensiuni: Î: 46,5 cm; L: 41,5 cm (inclusiv rama) Material: tempera pe sticlă; glajă; ramă de lemn originală, băițuită; capac de lemn; foiță de aur                                                                  | Imaginea a avut ca model o gravură athonită. Iisus este redat central, în mijlocul Iordanului, așezat pe un fel de podium cu două trepte. În stânga, Ioan revarsă asupra sa apa botezului, iar în dreapta un înger așteaptă cu ștergarul. Din partea superioară, razele Duhului Sfânt, redat sub forma unui porumbel, coboară sub forma unui evantai. Compoziția este tratată în modul modul specific iconarilor din Șchei, cu numeroase linii și forme geometrice cu rol decorativ, dar care sugerează o horror vacui. | Muzeul Național al Unirii, Alba Iulia                  | Cimec    |
|      | Încoronarea Fecioarei                                                               | Datare: a doua jumătate a secolului XIX Școală: Șcheii Brașovului Dimensiuni: Î: 46 cm; L: 42 cm (inclusiv rama) Material: tempera pe sticlă; glajă; ramă de lemn originală, băițuită; capac de lemn; foiță de aur                                                              | Urmând un model de sorginte athonită, Maica Domnului este redată în jumătatea inferioară a compoziției, cu mâinile împreunate în rugăciune, flancată de Iisus la stânga și Dumnezeu-Tatăl la dreapta. Cei doi susțin o coroană deasupra capului Mariei, peste care porumbelul Sfântului Duh își revarsă razele. | Muzeul Național al Unirii, Alba Iulia                  | Cimec    |
|      | Sf. Mucenic Gheorghe, ucigând balaurul                                              | Datare: sfârșitul secolului XIX Școală: Șcheii Brașovului Dimensiuni: Î: 42 cm; L: 38 cm (inclusiv rama) Material: tempera pe sticlă; glajă; ramă originală, băițuită; capac din trei plăci de lemn; foiță de aur                                                               | Redat călare, Sfântul înfige sulița în trupul balaurului prăbușit sub copitele calului. Fiica împăratului asistă la scena încadrată de un chenar decorat cu motive geometrice. Modelul compoziției a fost o gravură athonită. | Muzeul Național al Unirii, Alba Iulia                  | Cimec    |
|      | Maica Domnului cu Pruncul                                                           | Datare: a doua jumătate a secolului XIX Școală: Șcheii Brașovului Dimensiuni: Î: 57,5 cm; L: 48 cm (inclusiv rama) Material: tempera pe sticlă; lajă; ramă originală, revopsită; capac de lemn; foiță de aur                                                                    | Icoană pictată pe sticlă atribuită unui atelier din Șcheii Brașovului, o reprezintă pe Maica Domnului tipul Hodighitria combinat cu Maica Domnului Împărăteasa cerurilor. Încoronată de doi îngeri, cu o salbă bogată la gât și cercei în urechi, Fecioara ține Pruncul pe brațul drept. Fundalul este verde, presărat cu flori separate între ele prin bezi care sugerează succesiunea unor coline. | Muzeul Național al Unirii, Alba Iulia                  | Cimec    |
|      | Iisus – vița vieții                                                                 | Datare: sfârșitul secolului XIX Școală: Șcheii Brașovului Dimensiuni: Î: 47 cm; L: 41,5 cm (inclusiv rama) Material: tempera pe sticlă; glajă; ramă de lemn originală, băițuită; capac de lemn; foiță de aur                                                                    | Urmând un model de sorginte ucraineană, Iisus, redat din semiprofil spre dreapta, este așezat pe un sarcofag care, datorită decorului, a fost adeseori identificat în literatura românească drept ladă de zestre. În spatele său se profilează crucea Răstignirii, în jurul căreia se răsucește un vrej de viță de vie cu struguri supradimensionați, din care Hristos stoarce într-un potir vinul Împărtășaniei. Compoziția este tratată în modul modul specific iconarilor din Șchei, obsesia pentru decorativ sugerând o horror vacui. | Muzeul Național al Unirii, Alba Iulia                  | Cimec    |
|      | Sf. Mucenic Gheorghe, ucigând balaurul                                              | Datare: sfârșitul secolului XIX Școală: Șcheii Brașovului Dimensiuni: Î: 45 cm; L: 39 cm (inclusiv rama) Material: tempera pe sticlă;sticlă; ramă nouă; fără capac; foiță de aur                                                                                                | Redat călare, Sfântul înfige sulița în trupul balaurului prăbușit sub copitele calului. Fiica împăratului și un înger în zbor asistă la scenă. Modelul compoziției a fost o gravură athonită. | Muzeul Național al Unirii, Alba Iulia                  | Cimec    |
|      | Sf. Haralambie                                                                      | Datare: sfârșitul secolului XIX Școală: Șcheii Brașovului Dimensiuni: Î: 42 cm; L: 37 cm (inclusiv rama) Material: tempera pe sticlă; glajă; ramă originală, băițuită; capac din două plăci de lemn; foiță de aur                                                               | Redat în picioare sub o arcadă, în veșminte arhierești, Sfântul ține în stânga Evanghelia, iar cu dreapta binecuvântează. Ciuma, redată sub forma unui bărbat hirsut și încornorat, este lungită la picioarele lui, cu coasa răsturnată și un lanț legat de gât, prins de mâneca Sfântului. Fondul verde este animat de steluțe albe și roșii și de coline pe care se înalță două flori. | Muzeul Național al Unirii, Alba Iulia                  | Cimec    |
|      | Maica Domnului cu Pruncul                                                           | Datare: prima jumătate a secolului XIX Școală: Țara Românească (?) Dimensiuni: Î: 32 cm; L: 20 cm Material: tempera pe lemn | Urmând un model occidental, cu Iisus redat în picioare pe o pernă, susținut de brațul stâng al Maicii, care ține în aceeași mână și un spic de grâu, piesa se remarcă prin simplitatea desenului, lipsit de calitate artistică, prea puțin compensată de arcada în formă de acoladă cioplită din grosimea panoului, sub care sunt așezate personajele. | Muzeul Național al Unirii, Alba Iulia                  | Cimec    |
|      | Nașterea lui Iisus Autor: Prodan Maria (?)                                          | Datare: a doua jumătate a secolului XIX Școală: Maierii Bălgradului Dimensiuni: Î: 42 cm; L: 50 cm (inclusiv rama) Material: tempera pe sticlă; glajă; ramă de lemn originală, băițuită, cu șforț; capac din bucăți de șindrilă; foiță de aur                                   | Scena se desfășoară pe un fundal albastru, într-un cadru arhitectonic încadrat de vrejuri roșii, intercalate de flori de aur pe laterala dreaptă și în partea inferioară și de o buclă de draperie în partea superioară; Pruncul stă în leagăn, pe un mănunchi de fân, așezat în fața Maicii, care îl ține de mână; în spatele leagănului, un înger în genunchi și cei trei magi, unul îngenuncheat; în spatele Maicii, înveșmântată cu o mantie roșie și tunică aurită, stă Iosif; central, o stea mare își coboară razele printre capetele a doi cai (în realitate boul și asinul). | Muzeul Național al Unirii, Alba Iulia                  | Cimec    |
|      | Sf. Nicolae Autor: Prodan Maria (?)                                                 | Datare: începutul secolului XX Școală: Maierii Bălgradului Dimensiuni: Î: 49,5 cm; L: 38,5 cm (inclusiv rama) Material: tempera pe sticlă; sticlă; ramă de lemn originală, băițuită, cu șforț; capac din bucăți de șindrilă; foiță de aur                                       | Așezat pe un tron impozant, cu baluștri decorați cu soarele și luna, în veșmânt arhieresc de culoare vișinie, cu omofor aurit împodobit cu cruci și flori, Iisus binecuvântează cu dreapta, iar cu stânga sprijină Evanghelia închisă pe genunchi; în partea superioară, draperii roșii și fundal albastru. | Muzeul Național al Unirii, Alba Iulia                  | Cimec    |
|      | Iisus – vița vieții                                                                 | Datare: sfârșitul secolului XIX Școală: Șcheii Brașovului Dimensiuni: Î: 44,5 cm; L: 41 cm (inclusiv rama) Material: tempera pe sticlă; glajă; ramă de lemn originală, băițuită; capac de lemn; foiță de aur                                                                    | Urmând un model de sorginte ucraineană, Iisus, redat din semiprofil spre dreapta, este așezat pe un sarcofag care, datorită decorului, a fost adeseori identificat în literatura românească drept ladă de zestre. În spatele său se profilează crucea Răstignirii, în jurul căreia se răsucește un vrej de viță de vie cu struguri supradimensionați, din care Hristos stoarce într-un potir vinul Împărtășaniei. Compoziția este tratată în modul modul specific iconarilor din Șchei, obsesia pentru decorativ sugerând o horror vacui. | Muzeul Național al Unirii, Alba Iulia                  | Cimec    |
|      | Sf. Haralambie                                                                      | Datare: a doua jumătate a secolului XIX Școală: Șcheii Brașovului Dimensiuni: Î: 49 cm; L: 44 cm (inclusiv rama) Material: tempera pe sticlă; glajă; ramă originală, băițuită; capac din două plăci de lemn; foiță de aur                                                       | Redat în picioare sub o arcadă, în veșminte arhierești, Sfântul ține în stânga cârja episcopală, iar cu dreapta binecuvântează. Ciuma, redată sub forma unui animal fantastic, un fel de leopard cu cap de miel și fizionomie umană, stă tolănită la picioarele lui. Fondul verde este animat de lujeri cu flori. | Muzeul Național al Unirii, Alba Iulia                  | Cimec    |
|      | Sf. Haralambie                                                                      | Datare: sfârșitul secolului XIX Școală: Șcheii Brașovului Dimensiuni: Î: 48,5 cm; L: 44 cm (inclusiv rama) Material: tempera pe sticlă; glajă; ramă originală, băițuită; capac din două plăci; foiță de aur                                                                     | Compoziția ni-l prezintă pe Sfânt în picioare, cu Evanghelia în dreapta și cu stânga ținând lanțul de care este legată Ciuma, reprezentată ca o femeie încornorată și ținând o coasă în mână. De o parte și de alta, doi îngeri sunt redați și ei în picioare, în aglomerații de nori. | Muzeul Național al Unirii, Alba Iulia                  | Cimec    |
|      | Sf. Prooroc Ilie                                                                    | Datare: sfârșitul secolului XIX Școală: Șcheii Brașovului Dimensiuni: Î: 53,5 cm; L: 42 cm (inclusiv rama) Material: tempera pe sticlă; glajă; ramă originală, băițuită; foiță de aur                                                                                           | Compoziția este ordonată pe două registre: dedesubt Elisei, surprins în timp ce își ară ogorul, primește vestea că Ilie va fi răpit la cer, deasupra o trăsură cu doi cai înaripați îl ridică pe prooroc la cer. Elemente florale și coline realizate din linii paralele și diverse elemente geometrice dau icoanei atmosfera specifică creației șcheiene. | Muzeul Național al Unirii, Alba Iulia                  | Cimec    |
|      | Sf. Prooroc Ilie                                                                    | Datare: sfârșitul secolului XIX Școală: Șcheii Brașovului Dimensiuni: Î: 53,5 cm; L: 42 cm (inclusiv rama) Material: tempera pe sticlă; glajă; ramă originală, revopsită; foiță de aur                                                                                          | Compoziția este ordonată pe două registre: deasupra o trăsură cu doi cai înaripați îl ridică pe Ilie la cer, dedesubt Elisei prinde cojocul aruncat de prooroc, iar un al doilea personaj, care de fapt ar trebui să fie tot Elisei, își ară ogorul. Un heruvim supraveghează scena. Elemente florale și coline realizate din linii paralele și diverse elemente geometrice dau icoanei atmosfera specifică creației șcheiene. | Muzeul Național al Unirii, Alba Iulia                  | Cimec    |
|      | Sf. Mucenic Gheorghe, ucigând balaurul                                              | Datare: a doua jumătate a secolului XIX Școală: Șcheii Brașovului Dimensiuni: Î: 46 cm; L: 40,5 cm (inclusiv rama) Material: tempera pe sticlă; glajă; ramă originală, băițuită; capac dintr-o placă de lemn; foiță de aur                                                      | Redat călare, Sfântul înfige sulița în trupul balaurului prăbușit sub copitele calului, vizibil doar parțial. Adăpostită sub un turn, fiica împăratului asistă la scenă. Modelul compoziției a fost o gravură athonită. Icoana se remarcă prin desenul îngrijit. | Muzeul Național al Unirii, Alba Iulia                  | Cimec    |
|      | Buna Vestire                                                                        | Datare: sfârșitul secolului XIX Școală: Șcheii Brașovului Dimensiuni: Î: 46 cm; L: 40 cm (inclusiv rama) Material: tempera pe sticlă; glajă; ramă de lemn originală, băițuită; capac de lemn; foiță de aur                                                                      | Într-un cadru arhitectonic aglomerat, așezată în fața unei mese pe care se află o carte și o cruce, Fecioara primește vestea adusă de Arhanghelul Gavriil, care ține în mână un lujer cu trei flori. Din partea superioară, porumbelul Duhului Sfânt își revarsă razele spre chipul Fecioarei. Compoziția este tratată în modul modul specific iconarilor din Șchei, obsesia pentru decorativ sugerând o horror vacui. | Muzeul Național al Unirii, Alba Iulia                  | Cimec    |
|      | Maica Domnului îndurerată                                                           | Datare: sfârșitul secolului XIX Școală: Șcheii Brașovului Dimensiuni: Î: 54 cm; L: 48 cm (inclusiv rama) Material: tempera pe sticlă; glajă; ramă originală, băițuită; capac de lemn; foiță de aur                                                                              | Icoană pictată pe sticlă atribuită unui atelier din Șcheii Brașovului, o reprezintă pe Maica Domnului tipul Achtyrskaia, redată din semiprofil spre dreapta, cu mâinile împreunate în rugăciune, în fața crucii pe care este răstignit Hristos. Grupuri de heruvimi străjuiesc scena, în colțurile superioare. | Muzeul Național al Unirii, Alba Iulia                  | Cimec    |
|      | Sf. Haralambie                                                                      | Datare: sfârșitul secolului XIX Școală: Șcheii Brașovului Dimensiuni: Î: 56 cm; L: 49,5 cm (inclusiv rama) Material: tempera pe sticlă; glajă; ramă originală, băițuită; capac din două plăci de lemn; foiță de aur                                                             | Redat în picioare sub o arcadă, în veșminte arhierești, flancat de doi heruvimi, Sfântul ține în stânga Evanghelia, iar cu dreapta binecuvântează. Ciuma, redată sub forma unui bărbat hirsut și încornorat, este lungită la picioarele lui, cu coasa răsturnată și un lanț legat de gât, prins de mâneca Sfântului. | Muzeul Național al Unirii, Alba Iulia                  | Cimec    |
|      | Sf. Prooroc Ilie                                                                    | Datare: sfârșitul secolului XIX Școală: Șcheii Brașovului Dimensiuni: Î: 53,5 cm; L: 42 cm (inclusiv rama) Material: tempera pe sticlă; glajă; ramă originală, băițuită; foiță de aur                                                                                           | Compoziția este ordonată pe două registre: dedesubt Elisei, surprins în timp ce își ară ogorul, primește vestea că Ilie va fi răpit la cer, deasupra o trăsură cu doi cai înaripați îl ridică pe prooroc la cer. Elemente florale și coline realizate din linii paralele și diverse elemente geometrice dau icoanei atmosfera specifică creației șcheiene. | Muzeul Național al Unirii, Alba Iulia                  | Cimec    |
|      | Sf. Nicolae                                                                         | Datare: sfârșitul secolului XIX Școală: Șcheii Brașovului Dimensiuni: Î: 41,5 cm; L: 36,5 cm (inclusiv rama) Material: tempera pe sticlă; glajă; ramă originală, băițuită; capac de lemn; foiță de aur                                                                          | Redat pe tron, în veșminte arhierești, cu Evanghelia în stânga și binecuvântând cu dreapta, Sfântul este flancat, în partea superioară, de imaginile miniaturale ale lui Iisus și a Maicii Domnului, pe mediana stângă de doi din cei trei căpitani salvați de la moarte, iar în colțul inferior drept de tatăl fetelor ajutate să se mărite. | Muzeul Național al Unirii, Alba Iulia                  | Cimec    |
|      | Masa Raiului                                                                        | Datare: sfârșitul secolului XIX Școală: Șcheii Brașovului Dimensiuni: Î: 43 cm; L: 38 cm (inclusiv rama) Material: tempera pe sticlă; glajă; ramă originală, revopsită cu bronz; capac de lemn; foiță de aur                                                                    | Icoană pictată pe sticlă atribuită unui atelier din Șcheii Brașovului, având ca model o xilogravură imprimată la Hășdate. Compoziția este împărțită, prin intermediul unor benzi diagonale, în cinci câmpuri, în care sunt redați, bust, Iisus Pantocrator, Maica Domnului cu Pruncul, Sf. Nicolae, Sf. Paraschiva, iar rombul central este ocupat de un motiv floral. Culorile dominante sunt albastru și roșu. | Muzeul Național al Unirii, Alba Iulia                  | Cimec    |
|      | Arhanghelul Mihail                                                                  | Datare: sfârșitul secolului XVIII Școală: transilvănean Dimensiuni: Î: 78 cm; L: 49 cm Material: tempera pe lemn; ramă sculptată, cu baluștri | Urmând un vechi model bizantin, tratat însă în manieră populară, sub influența unui atelier rutean de provincie, icoana aparține unui fenomen artistic specific județelor Mureș și Cluj, unde s-au resimțit mai mult influențele așa-numitei școli carpatice, îndeosebi la nivelul decorului sculptat al ramelor. | Muzeul Național al Unirii, Alba Iulia                  | Cimec    |
|      | Sf. Arhanghel Mihail Autor: Prodan Maria (?)                                        | Datare: sfârșitul secolului XIX Școală: Maierii Bălgradului Dimensiuni: Î: 50 cm; L: 44 cm (inclusiv rama) Material: tempera pe sticlă; glajă; ramă de lemn originală, băițuită, cu șforț; capac de carton; foiță de aur                                                        | Reprezentat bust, în veșmânt militar, cu platoșță și mantie roșie, Arhanghelul ține în dreapta sabia, iar în stânga potirul înflăcărat al ultimei împărtășanii; în partea inferioară apare o mână cu cumpăna dreptății, semn că modelul copiat conținea reprezentările ambilor Arhangheli; în colțurile superioare flori de aur; fond albastru închis. | Muzeul Național al Unirii, Alba Iulia                  | Cimec    |
|      | Nașterea lui Iisus Autor: Prodan Maria (?)                                          | Datare: sfârșitul secolului XIX Școală: Maierii Bălgradului Dimensiuni: Î: 39 cm; L: 49 cm (inclusiv rama) Material: tempera pe sticlă; glajă; ramă de lemn originală, băițuită, cu șforț; capac din bucăți de șindrilă; foiță de aur                                           | Scena se desfășoară pe un fundal albastru, într-un cadru arhitectonic încadrat la colțuri de vrejuri roșii intercalate cu o floare de aur în partea inferioară; Pruncul stă pe un mănunchi de fân în fața Maicii, care îl ține de mână; în spatele leagănului, un înger în genunchi și cei trei magi, unul îngenuncheat; în spatele Maicii, înveșmântată cu o mantie roșie și tunică aurită, stă Iosif; central, o stea mare, decorativă, își coboară razele printre capetele a doi cai (în realitate boul și asinul). | Muzeul Național al Unirii, Alba Iulia                  | Cimec    |
|      | Maica Domnului îndurerată Autor: Prodan Petru (?)                                   | Datare: a doua jumătate a secolului XIX Școală: Maierii Bălgradului Dimensiuni: Î: 49,5 cm; L: 41 cm (inclusiv rama) Material: tempera pe sticlă; glajă; ramă de lemn originală, băițuită, cu șforț; capac din bucăți de șindrilă; foiță de aur                                 | Pe un fond albastru, înveșmântată în tunică albastru închis și maforion negru cu tivitură de aur, cu capul plecat și mâinile împreunate în rugăciune, Maica Domnului privește spre un crucifix supradimensionat, pe care este răstignit Hristos, reprezentat în semiprofil spre stânga; crucea, de al cărei vârf atârnă ca un stindard plăcuța pe care ar fi trebuit inscripționate inițialele INRI, redată într-o culoare obținută din combinarea rozului cu violetul, are în partea dreaptă o construcție de forma unei biserici; chipul Maicii, încadrat de un nimb cu raze roșii, este flancat de doi heruvimi înscriși în medalioane. | Muzeul Național al Unirii, Alba Iulia                  | Cimec    |
|      | Sf. Haralambie                                                                      | Datare: sfârșitul secolului XIX Școală: Șcheii Brașovului Dimensiuni: Î: 47 cm; L: 41,5 cm (inclusiv rama) Material: tempera pe sticlă; glajă; ramă originală, băițuită; capac din două plăci de lemn; foiță de aur                                                             | Compoziția ni-l prezintă pe Sfânt în picioare, cu Evanghelia în dreapta și cu stânga ținând lanțul de care este legată Ciuma, reprezentată ca o femeie încornorată și ținând o coasă în mână. De o parte și de alta, doi îngeri sunt redați și ei în picioare, în aglomerații de nori. | Muzeul Național al Unirii, Alba Iulia                  | Cimec    |
|      | Sf. Mucenic Gheorghe, ucigând balaurul                                              | Datare: sfârșitul secolului XIX Școală: Șcheii Brașovului Dimensiuni: Î: 48 cm; L: 40,5 cm (inclusiv rama) Material: tempera pe sticlă; glajă; ramă originală, capac din două plăci de lemn; băițuită; foiță de aur                                                             | Redat călare, Sfântul înfige sulița în trupul balaurului prăbușit sub copitele calului. Adăpostită de o clădire ce pare a fi o biserică, fiica împăratului asistă la scenă. Modelul compoziției a fost o gravură athonită. | Muzeul Național al Unirii, Alba Iulia                  | Cimec    |
|      | Sfinții Arhangheli Mihail și Gavriil                                                | Datare: sfârșitul secolului XIX Școală: Șcheii Brașovului Dimensiuni: Î: 48 cm; L: 40,5 cm (inclusiv rama) Material: tempera pe sticlă; glajă; ramă de lemn originală, băițuită; capac de lemn; foiță de aur                                                                    | Imaginea îi prezintă pe cei doi arhangheli susținând globul cruciger cu inițialele numelui lui Iisus, deasupra căruia Ochiul Tatălui Ceresc își revarsă razele dintr-o aglomerație de nori. Gavril ține în mână o ramură, în vreme ce atributul lui Mihail, probabil balanța, se pierde undeva în afara reprezentării. Compoziția este tratată în modul modul specific iconarilor din Șchei, cu numeroase linii și forme geometrice cu rol decorativ, dar care sugerează o horror vacui. | Muzeul Național al Unirii, Alba Iulia                  | Cimec    |
|      | Buna Vestire                                                                        | Datare: sfârșitul secolului XIX Școală: Șcheii Brașovului Dimensiuni: Î: 47 cm; L: 41 cm (inclusiv rama) Material: tempera pe sticlă; glajă; ramă de lemn originală, băițuită; capac de lemn; foiță de aur                                                                      | Într-un cadru arhitectonic aglomerat, așezată în fața unei mese pe care se află o carte și o cruce, Fecioara primește vestea adusă de Arhanghelul Gavriil, care ține în mână un lujer cu trei flori. Din partea superioară, porumbelul Duhului Sfânt își revarsă razele spre chipul Fecioarei. Compoziția este tratată în modul modul specific iconarilor din Șchei, obsesia pentru decorativ sugerând o horror vacui. | Muzeul Național al Unirii, Alba Iulia                  | Cimec    |
|      | Sfinții împărați Constantin și Elena                                                | Datare: sfârșitul secolului XIX Școală: Șcheii Brașovului Dimensiuni: Î: 44 cm; L: 38,5 cm (inclusiv rama) Material: tempera pe sticlă; glajă; ramă originală, revopsită; capac din două plăci de lemn; foiță de aur                                                            | Având ca model o gravură de Hășdate, imaginea ni-i prezintă pe cei doi sfinți susținând o cruce uriașă, un adevărat pom al vieții, din care se desprind doi lujeri. De o parte și de alta străjuiesc doi heruvimi. Indicațiile din titlu sunt invers față de personajele reprezentate. | Muzeul Național al Unirii, Alba Iulia                  | Cimec    |
|      | Sf. Prooroc Ilie                                                                    | Datare: sfârșitul secolului XIX Școală: Șcheii Brașovului Dimensiuni: Î: 43 cm; L: 38,5 cm (inclusiv rama) Material: tempera pe sticlă; glajă; ramă originală, revopsită; capac de lemn; foiță de aur                                                                           | Compoziția se desfășoară pe două registre: în cel superior, Sf. Ilie ține de hățuri caii care trag caleașca cu care este răpit la cer, asistat de un heruvim; în registrul inferior, împărțit și el în două secvențe, Elisei mai întâi prinde cojocul aruncat de Ilie, iar apoi își ară ogorul. | Muzeul Național al Unirii, Alba Iulia                  | Cimec    |
|      | Sfinții Nicolae și Ioan Botezătorul                                                 | Datare: a doua jumătate a secolului XIX Școală: Șcheii Brașovului Dimensiuni: Î: 46,5 cm; L: 36,5 cm (inclusiv rama) Material: tempera pe sticlă; glajă; ramă originală, băițuită; capac de lemn; foiță de aur                                                                  | Redați în picioare, Nicolae poartă veșminte arhierești, ține Evanghelia în stânga și binecuvântează cu dreapta, iar Ioan poartă veșmântul din piele de capră și crucea cu hampa lungă. Adâncimea este sugerată de linii paralele și smocuri de iarbă. Pe fundalul alb se profilează draperii roșii, fără nici o legătură cu ambientul în care sunt plasate cele două personaje. | Muzeul Național al Unirii, Alba Iulia                  | Cimec    |
|      | Maica Domnului îndurerată                                                           | Datare: mijlocul secolului XIX Școală: Șcheii Brașovului Dimensiuni: Î: 45,5 cm; L: 41 cm (inclusiv rama) Material: tempera pe sticlă; glajă; ramă originală, băițuită, revopsită; capac de lemn; foiță de aur                                                                  | Icoană pictată pe sticlă atribuită unui atelier din Șcheii Brașovului, o reprezintă pe Maica Domnului, tipul Achtyrskaia, redată din semiprofil spre dreapta, cu ochii înlăcrimați și mâinile împreunate în rugăciune, în fața crucii pe care este răstignit Hristos. Două buchete de flori decorează colțurile superioare. | Muzeul Național al Unirii, Alba Iulia                  | Cimec    |
|      | Maica Domnului îndurerată                                                           | Datare: mijlocul secolului XIX Școală: Șcheii Brașovului Dimensiuni: Î: 48 cm; L: 41,5 cm (inclusiv rama) Material: tempera pe sticlă; glajă; ramă originală, băițuită; capac de lemn; foiță de aur                                                                             | Icoană pictată pe sticlă atribuită unui atelier din Șcheii Brașovului, o reprezintă pe Maica Domnului tipul Achtyrskaia. Redată din semiprofil spre stânga, cu mâinile împreunate în rugăciune, în fața crucii pe care este răstignit Hristos, Fecioara are trăsături delicate și o expresivitate a fizionomiei remarcabilă. Doi heruvimi privesc din colțul superior stâng. | Muzeul Național al Unirii, Alba Iulia                  | Cimec    |
|      | Maica Domnului cu Pruncul                                                           | Datare: sfârșitul secolului XIX Școală: Șcheii Brașovului Dimensiuni: Î: 47 cm; L: 42 cm (inclusiv rama) Material: tempera pe sticlă; glajă; ramă originală, băițuită; capac de lemn; foiță de aur                                                                              | Icoană pictată pe sticlă atribuită unui atelier din Șcheii Brașovului, inspirată de o gravură athonită, o reprezintă pe Maica Domnului tipul Hodighitria combinat cu Maica Domnului a patimilor. Încoronată, purtând salbă și cercei, Fecioara ține Pruncul pe brațul stâng, înveșmântat cu un chiton colorat albastru-roșu în partea superioară și maro-alb în partea inferioară, strâns pe mijloc cu un brâu roșu, bordat la o mânecă cu galben, iar la cealaltă cu foiță de aur. Rotulusul pe care îl ține în mâna stângă este și el aurit. Cei doi îngeri care îi flanchează sunt redați bust, așezați pe aglomerații de nori alb-albastre, cu mâinile împreunate a rugăciune. Fundalul este verde, cu un decor liniar în partea inferioară și două pete de culoare roșie pe mediana icoanei. Artizanul a folosit vopsele industriale. | Muzeul Național al Unirii, Alba Iulia                  | Cimec    |
|      | Sf. Nicolae                                                                         | Datare: sfârșitul secolului XIX Școală: Șcheii Brașovului Dimensiuni: Î: 46,5 cm; L: 41 cm (inclusiv rama) Material: tempera pe sticlă; glajă; ramă originală, revopsită cu bronz; capac de lemn; foiță de aur                                                                  | Redat pe tron, în veșminte arhierești, cu Evanghelia în stânga și binecuvântând cu dreapta, Sfântul este flancat, în partea superioară, de doi heruvimi. Fundalul este decorat în stilul specific iconarilor din Șchei, printr-un abuz de motive decorative geometrice. | Muzeul Național al Unirii, Alba Iulia                  | Cimec    |
|      | Maica Domnului îndurerată                                                           | Datare: sfârșitul secolului XIX Școală: Șcheii Brașovului Dimensiuni: Î: 40,5 cm; L: 41 cm (inclusiv rama) Material: tempera pe sticlă; glajă; ramă originală, băițuită; capac de lemn; foiță de aur                                                                            | Icoană pictată pe sticlă atribuită unui atelier din Șcheii Brașovului, o reprezintă pe Maica Domnului tipul Achtyrskaia, redată din semiprofil spre stânga, cu mâinile împreunate în rugăciune, în fața crucii pe care este răstignit Hristos. Deasupra acesteia, Dumnezeu-Tatăl, redat bust, într-o aglomerație de nori, o recomandă pe Fecioară. | Muzeul Național al Unirii, Alba Iulia                  | Cimec    |
|      | Sf. Prooroc Ilie                                                                    | Datare: sfârșitul secolului XIX Școală: Șcheii Brașovului Dimensiuni: Î: 52 cm; L: 47 cm (inclusiv rama) Material: tempera pe sticlă; glajă; ramă originală; capac de lemn; foiță de aur                                                                                        | Registrul superior al compoziției, care ocupă mai bine de două treimi din icoană, ni-l prezintă pe Sf. Ilie ridicat la cer de o caleașcă trasă de doi cai, în timp ce un înger vine în zbor cu o cunună. Registrul inferior este împărțit în două secvențe: în prima Elisei prinde cojocul Sfântului, în cea de-a doua își ară ogorul. | Muzeul Național al Unirii, Alba Iulia                  | Cimec    |
|      | Sfinții trei ierarhi                                                                | Datare: sfârșitul secolului XIX Școală: Șcheii Brașovului Dimensiuni: Î: 42,5 cm; L: 36,5 cm (inclusiv rama) Material: tempera pe sticlă; glajă; ramă originală, revopsită; capac de lemn; foiță de aur                                                                         | Redați în picioare, înveșmântați ca arhierei, cu evanghelii și binecuvântând, cei trei sfinți prezintă fizionomii bine individualizate, în ciuda stângăciei desenului. | Muzeul Național al Unirii, Alba Iulia                  | Cimec    |
|      | Sf. Haralambie                                                                      | Datare: sfârșitul secolului XIX Școală: Șcheii Brașovului Dimensiuni: Î: 43 cm; L: 38 cm (inclusiv rama) Material: tempera pe sticlă; glajă; ramă originală, revopsită; capac din două plăci de lemn; foiță de aur                                                              | Redat în picioare sub o arcadă, în veșminte arhierești, Sfântul ține în stânga Evanghelia, iar cu dreapta binecuvântează. Ciuma, redată sub forma unui bărbat hirsut și încornorat, este lungită la picioarele lui, cu coasa răsturnată și un lanț legat de gât, prins de mâneca Sfântului. Fondul albastru este animat de steluțe albe și de coline pe care se înalță două flori. | Muzeul Național al Unirii, Alba Iulia                  | Cimec    |
|      | Botezul Domnului                                                                    | Datare: sfârșitul secolului XIX Școală: Șcheii Brașovului Dimensiuni: Î: 43 cm; L: 39 cm (inclusiv rama) Material: tempera pe sticlă; glajă; ramă de lemn originală, băițuită; capac de lemn; foiță de aur                                                                      | Imaginea a avut ca model o gravură athonită. Iisus este redat central, în mijlocul Iordanului, călcând în picioare zapisul lui Adam. În stânga, Ioan revarsă asupra sa apa botezului, iar în dreapta un înger așteaptă cu ștergarul. Din partea superioară, razele Duhului Sfânt, redat sub forma unui porumbel, coboară sub forma unui evantai. Compoziția este tratată în modul modul specific iconarilor din Șchei, cu numeroase linii și forme geometrice cu rol decorativ, dar care sugerează o horror vacui. | Muzeul Național al Unirii, Alba Iulia                  | Cimec    |
|      | Sf. Mucenic Gheorghe, ucigând balaurul                                              | Datare: sfârșitul secolului XIX Școală: Șcheii Brașovului Dimensiuni: Î: 54 cm; L: 47 cm (inclusiv rama) Material: tempera pe sticlă; glajă; ramă originală, revopsită; capac de lemn; foiță de aur                                                                             | Redat călare, Sfântul înfige sulița în trupul balaurului prăbușit sub copitele calului. Fiica împăratului asistă la scenă, iar un înger vine în zbor pentru a aduce cununa muceniciei, pe care iconarul a uitat s-o reprezinte. Modelul compoziției a fost o gravură athonită, redată în acest caz în oglindă. | Muzeul Național al Unirii, Alba Iulia                  | Cimec    |
|      | Sf. Haralambie                                                                      | Datare: sfârșitul secolului XIX Școală: Șcheii Brașovului Dimensiuni: Î: 46,5 cm; L: 41 cm (inclusiv rama) Material: tempera pe sticlă; glajă; ramă originală, băițuită; capac din trei plăci de lemn; foiță de aur                                                             | Compoziția ni-l prezintă pe Sfânt în picioare, cu Evanghelia în dreapta și cu stânga ținând lanțul de care este legată Ciuma, reprezentată ca o femeie încornorată și ținând o coasă în mână. De o parte și de alta, doi îngeri sunt redați și ei în picioare, în aglomerații de nori. | Muzeul Național al Unirii, Alba Iulia                  | Cimec    |
|      | Sf. Mucenic Gheorghe, ucigând balaurul                                              | Datare: sfârșitul secolului XIX Școală: Șcheii Brașovului Dimensiuni: Î: 46,5 cm; L: 41 cm (inclusiv rama) Material: tempera pe sticlă; glajă; ramă originală, băițuită; capac din două plăci de lemn; foiță de aur                                                             | Redat călare, Sfântul înfige sulița în trupul împăratului prăbușit sub copitele calului. Un înger asistă la scenă. În colțurile superioare, draperii și o floare. | Muzeul Național al Unirii, Alba Iulia                  | Cimec    |
|      | Sf. Paraschiva Autor: Poienaru, Ilie II                                             | Datare: începutul secolului XX Școală: Laz Dimensiuni: Î: 48 cm; L: 39 cm Material: tempera pe sticlă | Redată bust, încoronată, Sfânta ține în stânga o cruce de binecuvântare, iar în dreapta o creangă înflorită. Capete de heruvimi roiesc în jurul aureolei și un chenar cu flori de aur înconjoară compoziția. | Arhiepiscopia Ortodoxă Română, Alba Iulia              | Cimec    |
|      | Sf. Paraschiva Autor: Poienaru, Partenie                                            | Datare: începutul secolului XX Școală: Laz Dimensiuni: Î: 48 cm; L: 38,5 cm Material: tempera pe sticlă | Redată bust, încoronată, Sfânta ține în stânga o cruce de binecuvântare, iar în dreapta o creangă înflorită. Figurile miniaturale, îngenuncheate pe aglomerații de nori, ale Arhanghelilor Mihail și Gavriil străjuiesc în colțurile superioare ale icoanei. Un chenar cu flori roșii înconjoară compoziția. | Arhiepiscopia Ortodoxă Română, Alba Iulia              | Cimec    |
|      | Nașterea Sf. Ioan Botezătorul Autor: Poienaru, Ilie                                 | Datare: începutul secolului XX Școală: Laz Dimensiuni: Î: 47 cm; L: 37,5 cm Material: tempera pe sticlă | Întinsă pe pat, mama se pregătește să-și primească în brațe Pruncul adus de femeie. Alte două personaje se pregătesc să intre în scenă. În fundal, o construcție înaltă, simplă. Scena este încadrată de un chenar cu flori aurii. | Arhiepiscopia Ortodoxă Română, Alba Iulia              | Cimec    |
|      | Înălțarea Sfintei Cruci Autor: Poienaru, Ilie II                                    | Datare: începutul secolului XX Școală: Laz Dimensiuni: Î: 41,5 cm; L: 40 cm Material: tempera pe sticlă | Deși titlul se rezumă la indicarea prezenței împăraților Constantin și Elena, imaginea înfățișează de fapt scena Înălțării Sfintei Cruci, datorită prezenței în compoziție și a altor personaje pe lângă cei doi protagoniști imperiali. Neindicați cu numele ei sunt o femeie, alături de Elena, și un bărbat, alături de Constantin. Aureolele indică apartenența lor la categoria sfinților. Capete de heruvimi roiesc deasupra crucii și un chenar cu flori de aur înconjoară compoziția. | Arhiepiscopia Ortodoxă Română, Alba Iulia              | Cimec    |
|      | Sfinții împărați Constantin și Elena Autor: Poienaru, Ilie II                       | Datare: începutul secolului XX Școală: Laz Dimensiuni: Î: 46 cm; L: 36 cm Material: tempera pe sticlă | Cele două personaje poartă sceptre și susțin împreună o cruce mare. Un chenar cu flori de aur înconjoară compoziția. | Arhiepiscopia Ortodoxă Română, Alba Iulia              | Cimec    |
|      | Sf. Haralambie Autor: Poienaru, Ilie II                                             | Datare: începutul secolului XX Școală: Laz Dimensiuni: Î: 48 cm; L: 38 cm Material: tempera pe sticlă | Așezat pe un tron aurit, Sfântul sprijină cu stânga Evanghelia deschisă pe genunchi, iar cu dreapta binecuvântează. Figurile miniaturale, bust, ale lui Iisus și a Maicii Domnului străjuiesc deasupra tronului. La picioarele Sfântului, înlănțuită și înfrântă, este lungită Ciuma. Un chenar cu flori de aur înconjoară compoziția. | Arhiepiscopia Ortodoxă Română, Alba Iulia              | Cimec    |
|      | Învierea lui Iisus, cu 12 scene de praznic Autor: Poienaru, Simion                  | Datare: 1834 Școală: Laz Dimensiuni: Î: 50,5 cm; L: 45 cm Material: tempera pe sticlă | Înconjurat de lumina divină și de o ghirlandă de nori, Iisus binecuvântează, plutind deasupra unui monticul, de o parte și de alta a căruia stau două dintre Sfintele Femei. De jur-împrejur, despărțite de baghete simple, scene din viața lui Iisus și a sfinților și Cina de la Mamvri. Compoziția este înconjurată de un chenar de frunze de laur, redate stilizat. | Arhiepiscopia Ortodoxă Română, Alba Iulia              | Cimec    |
|      | Judecata de Apoi Autor: Poienaru, Partenie                                          | Datare: sfârșitul secolului XIX Școală: Laz Dimensiuni: Î: 49,5 cm; L: 39,5 cm (inclusiv rama) Material: tempera pe sticlă | Compoziția urmează modelul consacrat, cu cetele celor mântuiți ordonate de o parte și de alta a tronului Hetimasiei și a lui Iisus în mandorlă, binecuvântând cu ambele mâini. În partea inferioară, în stânga, drepții se pregătesc să intre în rai, iar în dreapta Tartarul îi înghite pe păcătoși, în vreme ce „jidovii” refuză îndemnul lui Moise de a participa la Mântuire. De jur-împrejur un chenar cu flori roșii. | Arhiepiscopia Ortodoxă Română, Alba Iulia              | Cimec    |
|      | Învierea lui Iisus și Sf. Nicolae, cu 24 scene de praznic Autor: Poienaru, Partenie | Datare: începutul secolului XX Școală: Laz Dimensiuni: Î: 50,5 cm; L: 65 cm (inclusiv rama) Material: tempera pe sticlă | Scena Învierii e redată după modelul apusean, cu Iisus plutind deasupra mormântului păzit de doi străjeri speriați de minune. Sfântul Nicolae e reprezentat bust, în veșminte arhierești, cu Evanghelia în mâna dreaptă și binecuvântând cu stânga. De jur-împrejur, delimitate de baghete simple, aurite, scene din viața lui Iisus și a Maicii Domnului și figuri de sfinți. | Arhiepiscopia Ortodoxă Română, Alba Iulia              | Cimec    |
|      | Buna Vestire                                                                        | Datare: prima jumătate a secolului XIX Școală: Șcheii Brașovului Dimensiuni: Î: 42 cm; L: 38 cm (inclusiv rama) Material: tempera pe sticlă | Fecioara primește vizita Arhanghelului îngenuncheată în fața unui tetrapod pe care se află o carte deschisă și din spatele căruia răsare un lujer de floare. Un buchet bogat de raze de lumină sunt îndreptate spre ea de porumbelul Sfântului Duh. Arhangelul e redat în picioare pe o aglomerație de nori, cu o floare în mâna dreaptă și indicând spre cer cu stânga. Icoana aparține creației foarte timpurii a iconarilor șcheieni de factură populară. | Arhiepiscopia Ortodoxă Română, Alba Iulia              | Cimec    |
|      | Prohodul lui Iisus Autor: Zamfir, Pavel                                             | Datare: sfârșitul secolului XIX Școală: Laz Dimensiuni: Î: 45,5 cm; L: 55,5 cm Material: tempera pe sticlă | Icoana urmează modelul consacrat al centrului, cu Iisus întins pe giulgiul ținut de capete de Iosif din Arimateea și Nicodim, pregătiți să-l așeze în coșciug. Maica Domnului ocupă poziția centrală și este redată aplecată asupra trupului mort al Fiului său, jelindu-L. Alte trei femei și Apostolul Ioan completează cortegiul. Crucea mare a Răstignirii e profilată în fundal. | Arhiepiscopia Ortodoxă Română, Alba Iulia              | Cimec    |
|      | Sf. Nicolae Autor: Ioan Costea-Verman                                               | Datare: prima jumătate a secolului XIX Școală: transilvănean Dimensiuni: Î: 52 cm; L: 47,5 cm Material: tempera pe sticlă | În veșminte arhierești, sprijinind cu stânga Evanghelia pe genunchi și binecuvântând cu dreapta, Sfântul este redat șezând pe un tron impozant, cu forme baroce, în jurul căruia cresc flori. Imaginile miniaturale ale lui Iisus și a Maicii Domnului, redate bust, ieșind din aglomerații de nori, flanchează figura principală. Două chenare, unul geometric și celălalt floral, înconjoară compoziția pe trei laturi. | Arhiepiscopia Ortodoxă Română, Alba Iulia              | Cimec    |
|      | Judecata de Apoi Autor: Poienaru, Partenie                                          | Datare: sfârșitul secolului XIX Școală: Laz Dimensiuni: Î: 51 cm; L: 46 cm (inclusiv rama) Material: tempera pe sticlă | Compoziția urmează modelul consacrat, cu cetele celor mântuiți ordonate de o parte și de alta a tronului Hetimasiei și a lui Iisus în mandorlă, binecuvântând cu ambele mâini. În partea inferioară, în stânga, drepții se pregătesc să intre în rai, iar în dreapta Tartarul îi înghite pe păcătoși, în vreme ce „jidovii” refuză îndemnul lui Moise de a participa la Mântuire. De jur-împrejur, un chenar maroniu. | Arhiepiscopia Ortodoxă Română, Alba Iulia              | Cimec    |
|      | Prohodul și Învierea lui Iisus Autor: Prodan Maria (?)                              | Datare: sfârșitul secolului XIX Școală: Maierii Bălgradului Dimensiuni: Î: 56 cm; L: 75,5 cm (inclusiv rama) Material: tempera pe sticlă | Icoană cu tema dublă, având reprezentat în stânga Prohodul, iar în dreapta Învierea lui Iisus. Ambele reprezentări urmează șablonul consacrat al atelierului, la prima nemaifiind redat titlul, ceea ce nu e neobișnuit pentru iconarii din familia Prodan. Scena Prohodului ni-L prezintă pe Iisus întins pe giulgiul ținut de capete de Iosif din Arimateea și Nicodim, care se pregătesc să-L pună în sarcofag. Doi îngeri stau în genunchi în fața sarcofagului, alți doi se adaugă grupului de femei înlăcrimate și Apostolului Ioan. Cinci heruvimi, Soarele și Luna, cu chipuri umanizate, completează asistența. Crucea Răstignirii, redată în fundal, e flancată de două candele. Scena Învierii urmează modelul occidental, cu Iisus fluturând steagul biruinței asupra morții în fața soldaților speriați, redat însă nu deasupra mormântului, ci ca și cum ar coborî din el. | Arhiepiscopia Ortodoxă Română, Alba Iulia              | Cimec    |
|      | Maica Domnului îndurerată Autor: Prodan Maria (?)                                   | Datare: începutul secolului XX Școală: Maierii Bălgradului Dimensiuni: Î: 77,5 cm; L: 51,5 cm (inclusiv rama) Material: tempera pe sticlă | Icoana urmează un model occidental, nu pe cel reprezentând-o pe Maica Domnului de la Achtyrka. Bust, din semiprofil spre stânga, cu părul despletit căzându-i pe umeri, Maica afișează o atitudine pietistă, care minimalizează însă obiectul durerii, crucea cu Iisus răstignit fiind redată într-un fundal îndepărtat. Un înger se îndreaptă în zbor spre Iisus, iar obișnuitele draperii ocupă zona de deasupra crucii. | Arhiepiscopia Ortodoxă Română, Alba Iulia              | Cimec    |
|      | Pogorârea Sf. Duh Autor: Ioan Pop de la Făgăraș                                     | Datare: mijlocul secolului XIX Școală: Făgăraș Dimensiuni: Î: 31,5 cm; L: 26,5 cm (inclusiv rama) Material: tempera pe sticlă | Imaginea este ușor diferită față de reprezentarea tradițională. Maica Domnului este așezată pe un tron supraînălțat, avându-i alături, împărțiți în două grupuri, pe apostoli. Vizibili sunt doar patru dintre ei, ceilalți fiind redați doar prin multiplicarea aureolelor. Dintr-o ghirlandă de nori rozalii, porumbelul Duhului Sfânt își împrăștie razele, printre florile albe ce decorează partea superioară a icoanei. Un chenar auriu cu puncte roșii înconjoară compoziția. | Arhiepiscopia Ortodoxă Română, Alba Iulia              | Cimec    |
|      | Învierea lui Iisus Autor: Ioan Pop de la Făgăraș                                    | Datare: mijlocul secolului XIX Școală: Făgăraș Dimensiuni: Î: 31,5 cm; L: 26,5 cm (inclusiv rama) Material: tempera pe sticlă | Reprezentarea urmează modelul occidental: Iisus plutește pe o ghirlandă de nori deasupra mormântului, a cărui placă este pur și simplu pusă alături, orice urmă a tainei fiind înlăturată. Soldații dorm cu toții. Un chenar auriu cu puncte roșii înconjoară scena. | Arhiepiscopia Ortodoxă Română, Alba Iulia              | Cimec    |
|      | Duminica Floriilor Autor: Ioan Pop de la Făgăraș                                    | Datare: mijlocul secolului XIX Școală: Făgăraș Dimensiuni: Î: 31,5 cm; L: 26,5 cm (inclusiv rama) Material: tempera pe sticlă | Printre smocuri de iarbă, asinul se îndreaptă supus spre poarta Ierusalimului, în care preoții îl așteaptă pe Iisus, admonestându-l. Gestul e repetat de primul apostol din spatele lui Iisus, care binecuvântează. Un chenar auriu cu puncte roșii înconjoară scena. | Arhiepiscopia Ortodoxă Română, Alba Iulia              | Cimec    |
|      | Intrarea în biserică a Maicii Domnului Autor: Ioan Pop de la Făgăraș                | Datare: mijlocul secolului XIX Școală: Făgăraș Dimensiuni: Î: 31,5 cm; L: 26,5 cm (inclusiv rama) Material: tempera pe sticlă | Ioachim și Ana, însoțiți de o asistență numeroasă, o încredințează pe Maria marelui preot, care o întâmpină stând într-un jilț. Arhitecturi convenționale asigură ambientul. Un chenar auriu cu puncte roșii înconjoară scena. | Arhiepiscopia Ortodoxă Română, Alba Iulia              | Cimec    |
|      | Buna Vestire Autor: Ioan Pop de la Făgăraș                                          | Datare: mijlocul secolului XIX Școală: Făgăraș Dimensiuni: Î: 32 cm; L: 27 cm (inclusiv rama) Material: tempera pe sticlă | Fecioara primește vizita Arhanghelului stând în genunchi lângă o masă pe care se află o carte deschisă, în curtea unei case impunătoare, chiar dacă vizibilă doar pe mici porțiuni. Gavriil stă pe o aglomerație de nori, cu o ramură de finic în mâna dreaptă și avertizând asupra porumbelului Duhului Sfânt, care revarsă raze divine asupra Mariei. Flori albe împropătează cerul. Un chenar auriu cu puncte roșii înconjoară scena. | Arhiepiscopia Ortodoxă Română, Alba Iulia              | Cimec    |
|      | Botezul lui Iisus Autor: Ioan Pop de la Făgăraș                                     | Datare: mijlocul secolului XIX Școală: Făgăraș Dimensiuni: Î: 31,5 cm; L: 26,5 cm (inclusiv rama) Material: tempera pe sticlă | Isus stă cu picioarele într-o baltă, între Ioan care îl binecuvântează și îngerul care așteaptă pregătit cu un ștergar. Dintr-o ghirlandă de nori rozalii, porumbelul Sfântului Duh împrăștie deasupra Mântuitorului raze de lumină. Un chenar auriu cu puncte roșii înconjoară scena. | Arhiepiscopia Ortodoxă Română, Alba Iulia              | Cimec    |
|      | Nașterea lui Iisus Autor: Ioan Pop de la Făgăraș                                    | Datare: mijlocul secolului XIX Școală: Făgăraș Dimensiuni: Î: 32 cm; L: 27 cm (inclusiv rama) Material: tempera pe sticlă | Pruncul Iisus este așezat înfășat pe un postament rotund, în forma unei buturugi uriașe. La capul său stau în atitudini pioase Maica, îngenuncheată, și Iosif, în spatele cărora se vede o construcție impunătoare. În partea opusă, magilor sosiți cu daruri lise alătură boul și asinul. O stea de aur își revarsă razele asupra Pruncului. Un chenar auriu cu puncte roșii înconjoară scena. | Arhiepiscopia Ortodoxă Română, Alba Iulia              | Cimec    |
|      | Nașterea Maicii Domnului Autor: Ioan Pop de la Făgăraș                              | Datare: mijlocul secolului XIX Școală: Făgăraș Dimensiuni: Î: 31 cm; L: 26 cm (inclusiv rama) Material: tempera pe sticlă | Scena se petrece pe o stradă cu clădiri asemănătoare celor dintr-un orășel german. Sfânta Ana stă la o masă cu prunca în brațe. O slujnică îi intinde un pocal, iar Ioachim se arată agitat să-i îndeplinească eventualele dorințe. Un chenar auriu cu puncte roșii înconjoară scena. | Arhiepiscopia Ortodoxă Română, Alba Iulia              | Cimec    |
|      | Iisus Hristos Învățător                                                             | Datare: a doua jumătate a secolului XIX Școală: Nicula Dimensiuni: Î: 36 cm; L: 30 cm (inclusiv rama) Material: tempera pe sticlă | Redat bust, Iisus binecuvântează cu dreapta și ține în stânga Evanghelia închisă. Un chenar cu motivul frânghiei răsucite încadrează personajul, lăsând loc și pentru un element decorativ greu de precizat, derivat cel mai probabil dintr-o frunză sau sugerând norii. Colorarea părții inferioare a veșmântului Mântuitorului a fost greșită, pictorul confundând faldurile cu desenul fundalului. | Arhiepiscopia Ortodoxă Română, Alba Iulia              | Cimec    |
|      | Înălțarea lui Iisus Autor: Poienaru, Ilie II                                        | Datare: 1912 Școală: Laz Dimensiuni: Î: 47 cm; L: 37 cm Material: tempera pe sticlă | Așezat pe un tron de nori, într-o mandorlă, având profilate în spate două din crucile de pe Golgota, Hristos este ridicat la cer de doi îngeri, alți doi așteptând în colțurile superioare ale icoanei. Din mandorlă se pogoară porumbelul Duhului Sfânt, deasupra capului Fecioarei Maria, care e sprijinită de doi îngeri. De-a dreapta și de-a stânga ei, cele două cete de apostoli. | Arhiepiscopia Ortodoxă Română, Alba Iulia              | Cimec    |
|      | Sf. Nicolae și Învierea lui Iisus, cu 24 scene de praznic Autor: Poienaru, Ilie     | Datare: 1883 Școală: Laz Dimensiuni: Î: 50 cm; L: 69 cm Material: tempera pe sticlă | Sf. Nicolae este redat în picioare, în veșminte arhierești, cu cârja în stânga și binecuvântând cu dreapta, având de o parte și de alta inscripția cu numele donatorilor și semnătura pictorului. În scena Învierii, Iisus e redat într-o ghirlandă de nori, cu o cruce mare în formă de toiag în mâna stângă, plutind deasupra mormântului lângă care se află îngerul și trei dintre sfintele femei. De jur-împrejur, scene miniaturale cu reprezentări ale sfinților și ale unor evenimente din viața lui Iisus. | Arhiepiscopia Ortodoxă Română, Alba Iulia              | Cimec    |
|      | Sf. Nicolae Autor: Sava Henția                                                      | Datare: 1899 Dimensiuni: 175 x 80 cm Material: ulei pe lemn | Redat în picioare, în veșminte arhierești, Sfântul binecuvântează cu dreapta, iar cu stânga, ascunsă sub mantie, ține Evanghelia închisă. În spatele său se întrezăresc coloanele unei construcții circulare fără acoperiș și un nor alb strălucește pe cer. Cu partea superioară semicirculară, icoana este încastrată într-o ramă impozantă, cu decor neoclasic. | Arhiepiscopia Ortodoxă Română, Alba Iulia              | Cimec    |
|      | Pogorârea Sf. Duh Autor: Sava Henția                                                | Datare: 1902 Dimensiuni: 175 x 80 cm Material: ulei pe lemn | Reprezentare cu totul diferită de recomandările erminiilor. Compoziția este împărțită pe două registre, cel superior lăsând oarecum impresia că nu are legătură cu cel inferior, atât datorită spațiului lăsat între ele, în care nu există niciun element de legătură, cât și datorită faptului că registrul superior prezintă, practic, o altă temă: Sfânta treime nou-testamentară, cu Iisus și Dumnezeu-Tatăl așezați pe dronuri de nori, susținând împreună globul cruciger, și porumbelul Sfântului Duh emanând raze de lumină. În registrul inferior, așezați în cerc, în genunchi, apostoli, fără Maica Domnului, privesc extaziați spre cer. Cu partea superioară semicirculară, icoana este încastrată într-o ramă impozantă, cu decor neoclasic. | Arhiepiscopia Ortodoxă Română, Alba Iulia              | Cimec    |
|      | Iisus Hristos Învățător Autor: Stan din Rășinari / Orăștie                          | Datare: 1774 Școală: post-brâncovenesc Dimensiuni: Î: 53 cm; L: 34 cm Material: tempera pe lemn | Icoana urmează un model ucrainean, cu caracteristicile fizionomice specifice artei ruso-ucrainene (părul pieptănat cu cărare pe mijloc, căzând în bucle pe ambii umeri, barba despicată). Redat bust, Iisus binecuvântează cu dreapta și ține Evanghelia deschisă cu stânga, într-o poziție cu totul nefirească. Inscripția de pe dosul icoanei reprezintă un pomelnic, în stilul specific acestui pictor. Numele Ana l-au purtat atât mama artistului, cât și fiica sa, care în pomelnicele ulterioare va fi numită Anița, de aceea e imposibil de stabilit la care dintre ele se referă această mențiune. | Arhiepiscopia Ortodoxă Română, Alba Iulia              | Cimec    |
|      | Maica Domnului cu Pruncul Autor: Stan din Rășinari / Orăștie                        | Datare: 1774 Școală: post-brâncovenesc Dimensiuni: Î: 53 cm; L: 34 cm Material: tempera pe lemn | Redată bust, cu Pruncul pe brațul stâng, binecuvântând spre privitor și sprijinind un glob pe genunchi, Maica Domnului îndrumă spre El cu dreapta. Inscripția de pe dosul icoanei reprezintă un pomelnic, în stilul specific acestui pictor. În acest caz, artistul și-a asociat numele soției. | Arhiepiscopia Ortodoxă Română, Alba Iulia              | Cimec    |
|      | Iisus Hristos Învățător Autor: Simion Silaghi-Sălăgeanu                             | Datare: 1791 Școală: Abrud Dimensiuni: Î: 74 cm; L: 58 cm Material: tempera pe lemn | Icoana a avut ca model reprezentarea similară din iconostasul de la Certege (jud. Alba), pictat în 1752 de Vasile Zboroschi. Redat bust, Iisus binecuvântează cu dreapta și ține în stânga Evanghelia deschisă. Fundalul este decorat în spiritul icoanelor ucrainene, cu motive vegetale ștanțate în grund. Similar este decorată și rama, dar elementul decorativ este geometric și amintește de neo-clasicism. | Arhiepiscopia Ortodoxă Română, Alba Iulia              | Cimec    |
|      | Maica Domnului cu Pruncul Autor: Simion Silaghi-Sălăgeanu                           | Datare: ultimul deceniu al secolului XVIII Școală: Abrud Dimensiuni: Î: 78 cm; L: 61 cm Material: tempera pe lemn | Redată bust, cu Pruncul pe brațul stâng, binecuvântând cu dreapta și ținând în stânga globul cruciger, Maica Domnului îndrumă spre El cu stânga. Unul dintre modelele folosite pentru realizarea acestei icoane a fost o gravură cu imaginea icoanei făcătoare de minuni din biserica iezuiților de la Cluj, promovată ca adevărata icoană care a plâns la Nicula în 1699. Fundal decorat în spiritul icoanelor ucrainene, cu motive vegetale ștanțate în grund. Similar este decorată și rama, dar elementul decorativ este geometric și amintește de neo-clasicism. | Arhiepiscopia Ortodoxă Română, Alba Iulia              | Cimec    |
|      | Sf. Nicolae Autor: Simion Silaghi-Sălăgeanu                                         | Datare: începutul secolului XIX Școală: Abrud Dimensiuni: Î: 79 cm; L: 59 cm Material: tempera pe lemn | Modelul după care a fost realizată această icoană este imaginea similară din iconostasul de la Certege (jud. Alba), pictat în 1752 de Vasile Zboroschi. Redat bust, în veșminte arhierești bogat decorate, dar fără mitră, Sfântul binecuvântează cu dreapta și ține în stânga o Evanghelie închisă, cu o copertă în al cărei decor a fost inserată scena Răstignirii. Cele două chenare decorative în care este inserat numele Sfântului formează un fel de postamente din care se ridică figurile miniaturale, bust, ale lui Iisus și a Maicii Domnului. Aureola, fundalul și rama sunt decorate cu motive florale ștanțate în grund. | Arhiepiscopia Ortodoxă Română, Alba Iulia              | Cimec    |
|      | Arhanghelii Mihail și Gavriil                                                       | Datare: prima jumătate a secolului XVIII Școală: transilvănean Dimensiuni: Î: 86,5 cm; L: 66,5 cm Material: tempera pe lemn | Cei doi Arhangheli sunt redați din semiprofil, în picioare într-un câmp de flori, susținând pecetea lui Iisus, cu imaginea lui Iisus Emmanuel, și afișând fiecare încă un atribuit: Mihail sabia, iar Gavriil balanța. Execuție tehnică de foarte bună calitate, proporții armonioase, desen îngrijit. Datarea a fost stabilită în relație cu icoana cu nr. inv. 638, creație a aceluiași autor, datată 1732. | Arhiepiscopia Ortodoxă Română, Alba Iulia              | Cimec    |
|      | Maica Domnului cu Pruncul                                                           | Datare: 1737 Școală: transilvănean Dimensiuni: Î: 89 cm; L: 64 cm Material: tempera pe lemn | Redată bust, înveșmântată cu un maforion roșu cu flori de aur, cu o coroană imensă pe cap, Maica își susține Pruncul cu stânga și îndrumă spre El cu dreapta. Imaginile miniaturale ale Arhanghelilor Mihail și Gavriil răsar din aglomerații de nori, în atitudini pioase. | Arhiepiscopia Ortodoxă Română, Alba Iulia              | Cimec    |
|      | Sf. Nicolae Autor: Ioan Morar din Laz                                               | Datare: a doua jumătate a sec. XIX Școală: Atelier transilvănean Dimensiuni: Î: 52 cm; L: 47 cm (inclusiv rama) Material: tempera pe sticlă | Așezat pe un tron impozant, în veșminte arhierești, cu Evanghelia închisă în stânga și binecuvântând cu dreapta, Sfântul îi are de o parte și de alta, redați miniatural, pe Iisus și pe Maica Domnului, și pe beneficiarii principali ai minunilor sale: tatăl fetelor salvate de la prostituție, în partea stângă, și trei personaje în partea dreaptă, greu de spus dacă cele trei fete sau cei trei ofițeri salvați de la moarte. Imaginea este dezechilibrată, laterala stângă fiind mai puțin populată cu personaje ca cea dreaptă. De asemenea, tronul este suspendat în aer, din cauza redării nepotrivite a subpedaneumului. | Arhiepiscopia Ortodoxă Română, Alba Iulia              | Cimec    |
|      | Maica Domnului îndurerată Autor: Zamfir, Pavel                                      | Datare: sfârșitul secolului XIX Școală: Laz Dimensiuni: Î: 49 cm; L: 39 cm (inclusiv rama) Material: tempera pe sticlă | Cu mâinile împreunate pe piept, într-o atitudine de profundă tristețe, Fecioara privește peste crucifixul cu Iisus răstignit, situat în fundal. Doi arhangheli desfășoară filactere. | Arhiepiscopia Ortodoxă Română, Alba Iulia              | Cimec    |
|      | Maica Domnului îndurerată (Răstignirea lui Iisus) Autor: Poienaru, Partenie         | Datare: începutul secolului XX Școală: Laz Dimensiuni: Î: 63 cm; L: 50 cm (inclusiv rama) Material: tempera pe sticlă | Reprezentare insolită, greu de identificat tematic, deoarece ea combină imaginea Maicii Domnului îndurerate, care apare supradimensionată, cu cea a Răstignirii, în care Iisus răstignit este și El supradimensionat și adus în prim-plan, împreună însă cu Apostolul Ioan, a cărui prezență indică foarte clar că nu avem de-a face cu o variantă a reprezentării Maicii Domnului de la Achtyrka. Combinarea celor două icoane demonstrează că artistul nu a cunoscut semnificația modelului cu reprezentarea Maicii Domnului îndurerate. | Arhiepiscopia Ortodoxă Română, Alba Iulia              | Cimec    |
|      | Botezul lui Iisus / Răstignirea lui Iisus Autor: Silaghi-Sălăgeanu, Simion          | Datare: a doua jumătate a sec. XVIII Școală: Abrud Dimensiuni: Î: 52 cm; L: 31 cm Material: lemn cioplit și traforat, pictură în tempera | Fața 1: Cu mâinile împreunate pe piept și picioarele în apa Iordanului, Iisus primește botezul de la Ioan, redat în extremitatea stângă a crucii. În extremitatea dreaptă, îngerul așteaptă cu ștergarul. În extremitatea superioară, porumbelul Sfântului Duh își trimite razele spre capul lui Iisus. Fața 2: Răstignit pe o cruce decorată cu motive geometrice, Iisus este flancat de reprezentările bust ale Maicii Domnului și a Evanghelistului Ioan. În extremitatea superioară, soarele, luna și câteva stele, delimitate de scena Răstignirii de o ghirlandă de nori. | Arhiepiscopia Ortodoxă Română, Alba Iulia              | Cimec    |
|      | Sf. Nicolae Autor: Nicolae Oancea                                                   | Datare: a doua jumătate a secolului XIX Școală: Vale, jud.Sibiu Dimensiuni: Î: 46 cm; L: 41,5 cm (inclusiv rama) Material: tempera pe sticlă | Redat în picioare în veșminte arhierești, cu Evanghelia închisă în mâna stângă și binecuvântând cu dreapta, Sfântul este flancat, în colțurile superioare ale icoanei, de reprezentările miniaturale ale lui Iisus și a Maicii Domnului. În colțul inferior stâng, îngenunchiat, se află tatăl fetelor salvate de la prostituție. Pe mediana celeilalte laterale sunt reprezentate trei personaje, care cel mai probabil sunt fetele și nu cei trei ofițeri salvați de la moarte. | Arhiepiscopia Ortodoxă Română, Alba Iulia              | Cimec    |
|      | Sf. Treime nou-testamentară Autor: Poienaru, Ilie I                                 | Datare: 1909 Școală: Laz Dimensiuni: Î: 52 cm; L:42 cm (inclusiv rama) Material: tempera pe sticlă | Așezați pe o aglomerație de nori, Iisus cu crucea Răstignirii pe umărul drept, arată cu stânga spre Dumnezeu-Tatăl, care ține în dreapta sceptrul, iar cu stânga pare să trimită spre globul uriaș de la picioarele lor, în jurul căruia zboară îngerași. Porumbelul Sfântului Duh luminează din înălțime. Un chenar cu flori roșii înconjoară compoziția. | Arhiepiscopia Ortodoxă Română, Alba Iulia              | Cimec    |
|      | Încoronarea Fecioarei / Apostolii Petru și Pavel Autor: Poienaru, Ilie              | Datare: 1886 Școală: Laz Dimensiuni: Î: 139 cm; L: 100 cm Material: tempera pe pânză | Pictură pe ambele fețe. Fața 1: Dumnezeu-Tatăl și Iisus Hristos, însoțiți de însemnele specifice, sceptrul, respectiv crucea, susțin coroana împărătească deasupra capului Mariei, reprezentată în picioare pe un glob mare, verde; deasupra, Duhul Sfânt pogoară sub forma unui porumbel; în colțurile inferioare, soarele și luna; lateral, heruvimi și serafimi; pe fondul roșu, flori cu frunze albastre; semnătura și datarea în partea inferioară. Fața 2: Sfinții Apostoli Petru – însoțit de Evanghelie cu cheile Raiului, și Pavel – fără sabie, cu un colț al mantiei în mâna dreaptă, susțin macheta unei biserici; lateral, în 12 medalioane, sunt redați bust apostolii și proorocul Iona, cu Evanghelii închise în mâini. | Arhiepiscopia Ortodoxă Română, Alba Iulia              | Cimec    |
|      | Deisis Autor: Ioan Pop de la Făgăraș                                                | Datare: mijlocul sec. XIX Școală: Făgăraș Dimensiuni: Î: 48 cm; L:42 cm (inclusiv rama) Material: tempera pe sticlă | Redat demi-figură, din semiprofil spre stânga, Iisus binecuvântează cu dreapta și ține în stânga globul cruciger. Dincolo de linia orizontului, Maica Domnului și Ioan Botezătorul, cu mâinile împreunate pe piept, invocă milă pentru muritori. Falduri de draperii acoperă colțurile superioare. Smocuri de iarbă în formă de palmete sunt răspândite pe câmpul care formează fundalul. | Arhiepiscopia Ortodoxă Română, Alba Iulia              | Cimec    |
|      | Maica Domnului cu Pruncul Autor: Prodan, Petru (?)                                  | Datare: a doua jumătate a sec. XIX Școală: Maierii Bălgradului Dimensiuni: Î: 53 cm; L: 41 cm (inclusiv rama) Material: tempera pe sticlă | Cu Pruncul pe brațul drept și îndrumând spre El cu stânga, Maica Domnului este flancată de crenguțe cu flori de măr. | Arhiepiscopia Ortodoxă Română, Alba Iulia              | Cimec    |
|      | Sf. Paraschiva                                                                      | Datare: a doua jumătate a sec. XIX Școală: Nicula Dimensiuni: Î: 30 cm; L: 25 cm (inclusiv rama) Material: tempera pe sticlă | Redată demifigură, Sfânta ține o cruce în dreapta și un băț în stânga. Bucle de draperii înconjoară compoziția. | Arhiepiscopia Ortodoxă Română, Alba Iulia              | Cimec    |
|      | Apostolii Petru și Pavel                                                            | Datare: a doua jumătate a sec. XIX Școală: Nicula Dimensiuni: Î: 27 cm; L: 22 cm (inclusiv rama) Material: tempera pe sticlă | Redați demi-figură, Petru cu cheile, Pavel cu o sabie din care a fost desenat doar mânerul, cei doi susțin împreună macheta unei construcții. Bucle de draperii delimitează compoziția pe laterale. | Arhiepiscopia Ortodoxă Română, Alba Iulia              | Cimec    |
|      | Masa Raiului                                                                        | Datare: a doua jumătate a sec. XIX Școală: Nicula Dimensiuni: Î: 36 cm; L: 30 cm (inclusiv rama) Material: tempera pe sticlă | Compoziția, în formă de fagure, ni-i înfățișează pe Maica Domnului cu Pruncul, Iisus, o figură indefinibilă, care în alte situații similare este Sf. Paraschiva, și Sf. Nicolae. Slovele folosite pentru scrierea titlului sunt aproximativ corecte. | Arhiepiscopia Ortodoxă Română, Alba Iulia              | Cimec    |
|      | Nașterea Maicii Domnului                                                            | Datare: prima jumătate a sec. XIX Școală: Nicula Dimensiuni: Î: 34 cm; L: 28 cm (inclusiv rama) Material: tempera pe sticlă | Așezată pe un pat deasupra căruia atârnă o perdea bogată, Sf. Ana are prunca la picioare. Ioachim o îndeamnă să mănânce din vasele pe care le aduce. Un chenar cu motivul funiei înconjoară compoziția. Ineditul imaginii constă în modul de orientare a pavimentului, redat ca un acoperiș de olane, care concentrează toată atenția pe gestul lui Ioachim. | Arhiepiscopia Ortodoxă Română, Alba Iulia              | Cimec    |
|      | Nașterea lui Iisus Autor: Prodan, Petru (?)                                         | Datare: a doua jumătate a sec. XIX Școală: Maierii Bălgradului Dimensiuni: Î: 38 cm; L: 48 cm (inclusiv rama) Material: tempera pe sticlă | Compoziția este cea consacrată a atelierului, înconjurată de elementele vegetale caracteristice, cu Iisus poziționat central, pe o moviliță de fân, păzit la cap de un înger, cu lumina stelei căzând asupra Lui și cu vitele suflând căldură. La picioarele Sale stă îngenunchiată Maica Domnului, iar alături dreptul Iosif. În partea opusă, magii își prezintă darurile. | Arhiepiscopia Ortodoxă Română, Alba Iulia              | Cimec    |
|      | Iisus - vița de vie Autor: Prodan, Petru (?)                                        | Datare: a doua jumătate a sec. XIX Școală: Maierii Bălgradului Dimensiuni: Î: 50 cm; L: 45 cm (inclusiv rama) Material: tempera pe sticlă | Așezat pe sarcofagul decorat ca o ladă de zestre, Iisus stoarce în potir un strugure mare, din vița care, crescând din coasta Sa, se întinde peste crucea Răstignirii din fundal. | Arhiepiscopia Ortodoxă Română, Alba Iulia              | Cimec    |
|      | Sfinții împărați Constantin și Elena Autor: Ioan Pop de la Făgăraș                  | Datare: prima jumătate a sec. XIX Școală: Făgăraș Dimensiuni: Î: 47 cm; L: 42 cm (inclusiv rama) Material: tempera pe sticlă | Constantin cu sceptrul și Elena cu un buchet de narcise susțin împreună o cruce mare. | Arhiepiscopia Ortodoxă Română, Alba Iulia              | Cimec    |
|      | Sf. Teodor Tiron Autor: Petru din Topârcea                                          | Datare: sfârșitul sec. XVIII Școală: Mărginimea Sibiului Dimensiuni: Î: 35 cm; L: 28 cm (inclusiv rama) Material: tempera pe sticlă | Cu o ramură de palmier în dreapta și lancea în stânga, Sfântul este prezentat în picioare, în veșminte militare, într-un cadru natural stilizat. Două chenare cu motive geometrice și vegetale încadrează compoziția. | Arhiepiscopia Ortodoxă Română, Alba Iulia              | Cimec    |
|      | Coborârea de pe cruce                                                               | Datare: mijlocul sec. XIX Școală: Șcheii Brașovului Dimensiuni: Î: 49 cm; L: 45 cm (inclusiv rama) Material: tempera pe sticlă | Icoana a avut ca model o gravură de Hășdate, contribuția pictorului constând în acest caz mai ales în îngrămădirea numărului impresionant de stele de pe cer. Cu ajutorul a două scări, pe care sunt urcate inclusiv personaje care nu mai aveau cum să asiste la această scenă, cum e cazul lui Iosif logodnicul Mariei, Iisus este coborât de pe cruce și preluat de mâinile lui Ioan și ale Sfintelor femei, al căror nume este iarăși greșit. | Arhiepiscopia Ortodoxă Română, Alba Iulia              | Cimec    |
|      | Sf. Gheorghe, ucigând balaurul                                                      | Datare: mijlocul sec. XIX Școală: Șcheii Brașovului Dimensiuni: Î: 49 cm; L: 45 cm (inclusiv rama) Material: tempera pe sticlă | Icoana a avut ca model o gravură athonită, contribuția pictorului constând în acest caz mai ales în îngrămădirea numărului impresionant de stele de pe cer. Călare pe un cal alb, Sfântul înfige sulița în gura unui balaur înaripat, în prezența fetei de împărat și a părinților ei, care privesc din turnul unei cetăți. | Arhiepiscopia Ortodoxă Română, Alba Iulia              | Cimec    |
|      | Apostolii Petru și Pavel Autor: Ioan Pop de la Făgăraș                              | Datare: prima jumătate a sec. XIX Școală: Făgăraș Dimensiuni: Î: 44 cm; L: 39 cm (inclusiv rama) Material: tempera pe sticlă | Redați în picioare, Petru cu cheile Raiului, Pavel cu sabia, susțin împreună macheta unei biserici cu o arhitectură elaborată. Un detaliu insolit, introdus cu certitudine de artist, este mâna care agită o cădelniță, scoasă prin ușa bisericii. Fondul alb este presărat cu flori roșii. | Arhiepiscopia Ortodoxă Română, Alba Iulia              | Cimec    |
|      | Sf. Nicolae                                                                         | Datare: mijlocul sec. XIX Școală: Nicula Dimensiuni: Î: 44 cm; L: 37,5 cm (inclusiv rama) Material: tempera pe sticlă | Redat în picioare, în veșminte arhierești, cu o carte deschisă în mâna dreaptă, ale cărei file au rămas însă goale, și binecuvântând cu stânga, Sfântul este flancat, în partea superioară, de figurile miniaturale ale Maicii Domnului și a lui Iisus, iar lateral de cei trei ofițeri salvați de la moarte, pe mediana stângă, și de tatăl fetelor salvate de la prostituție, în colțul inferior drept. | Arhiepiscopia Ortodoxă Română, Alba Iulia              | Cimec    |
|      | Învierea lui Iisus                                                                  | Datare: începutul sec. XIX Școală: Nicula Dimensiuni: Î: 31 cm; L: 25,5 cm (inclusiv rama) Material: tempera pe sticlă | Iisus plutește deasupra mormântului sigilat, alături de care un soldat doarme, iar altul atenționează asupra minunii. Poziția de fundal a îngerului exclude implicarea sa în deschiderea mormântului. Un chenar cu motivul funiei răsucite încadrează compoziția. | Arhiepiscopia Ortodoxă Română, Alba Iulia              | Cimec    |
|      | Sfinții împărați Constantin și Elena                                                | Datare: a doua jumătate a sec. XIX Școală: Nicula Dimensiuni: Î: 28 cm; L: 22 cm (inclusiv rama) Material: tempera pe sticlă | Redați demi-figură, Elena cu o mână pierdută la desenare, Constantin cu globul cruciger, susțin împreună o cruce mare, cu capetele brațelor terminate într-o treflă care seamănă cu un turban. Soarele și Luna odihnesc pe brațul orizontal al crucii, decorată cu un vrej. | Arhiepiscopia Ortodoxă Română, Alba Iulia              | Cimec    |
|      | Mormântul Domnului                                                                  | Datare: prima jumătate a sec. XIX Școală: Nicula Dimensiuni: Î: 21,5 cm; L: 27 cm (inclusiv rama) Material: tempera pe sticlă | Icoana urmează o imagine de factură occidentală, cel mai probabil tot o pictură pe sticlă. Iisus este întins într-o raclă transparentă, pe giulgiu. La capetele raclei stau doi îngeri îngenunchiați. Deasupra raclei sunt așezate patru sfeșnice și o monstranță, iar două candele atârnă deasupra. | Arhiepiscopia Ortodoxă Română, Alba Iulia              | Cimec    |
|      | Schimbarea la față                                                                  | Datare: prima jumătate a sec. XIX Școală: Nicula Dimensiuni: Î: 27 cm; L: 22,5 cm (inclusiv rama) Material: tempera pe sticlă | În lipsa titlului, imaginea ar fi ininteligibilă. Sunt reprezentate doar cele cele trei personaje din registrul superior al acestei compoziții: Iisus și însoțitorii săi cerești, nu și apostolii care l-au urmat pentru rugăciune. Iisus pare să țină în mână un obiect, deși în desenul inițial se poate să fi fost vorba doar de un fald al veșmântului. El și personajul din stânga binecuvântează spre personajul din dreapta, care binecuvântează și el o asistență aflată undeva dedesubtul ghirlandei de nori care sugerează dimensiunea celestă a spațiului unde cei trei s-au întâlnit. | Arhiepiscopia Ortodoxă Română, Alba Iulia              | Cimec    |
|      | Nașterea Maicii Domnului                                                            | Datare: mijlocul sec. XIX Școală: Nicula Dimensiuni: Î: 28 cm; L: 22 cm (inclusiv rama) Material: tempera pe sticlă | Sf. Ana este așezată pe patul lângă care se află leagănul cu prunca. Ioachim o invită să bea dintr-un potir. | Arhiepiscopia Ortodoxă Română, Alba Iulia              | Cimec    |
|      | Buna Vestire                                                                        | Datare: prima jumătate a sec. XIX Școală: Nicula Dimensiuni: Î: 28,5 cm; L: 23 cm (inclusiv rama) Material: tempera pe sticlă | Cu mâinile împreunate pe piept în semn de supunere, Fecioara primește vizita Arhanghelului lângă o măsuță pe care se află o carte închisă. Cu o mână energic îndreptată în sus, înspre raza de lumină pe care porumbelul Sfântului Duh o trimite spre Maria, Gavriil ține în cealaltă o floare pe care artistul a uitat să o coloreze diferit, astfel că se pierde între faldurile mantiei. | Arhiepiscopia Ortodoxă Română, Alba Iulia              | Cimec    |
|      | Arhanghelul Mihail Autor: Petru din Topârcea                                        | Datare: sfârșitul sec. XVIII Școală: Mărginimea Sibiului Dimensiuni: Î: 30 cm; L: 24 cm (inclusiv rama) Material: tempera pe sticlă | Așezat pe o ghirlandă de nori, Arhanghelul, în veșminte militare, agită sabia și balanța. O pâclă de nori închiși la culoare încadrează imaginea, ca pe o viziune. | Arhiepiscopia Ortodoxă Română, Alba Iulia              | Cimec    |
|      | Iisus Hristos Mare Arhiereu și Învățător, tronând Autor: Prodan, Petru (?)          | Datare: a doua jumătate a sec. XIX Școală: Maierii Bălgradului Dimensiuni: Î: 63 cm; L: 50 cm (inclusiv rama) Material: tempera pe sticlă | Așezat pe un tron ale cărui forme sunt total distorsionate de naivitatea desenului, Iisus ține în stânga globul cruciger și binecuvântează cu dreapta. Draperii încadrează imaginea. | Arhiepiscopia Ortodoxă Română, Alba Iulia              | Cimec    |
|      | Sfintii Mihail și Gavril Autor: Prodan, Maria (?)                                   | Datare: sfârșitul sec. XIX Școală: Maierii Bălgradului Dimensiuni: Î: 56 cm; L: 48 cm (inclusiv rama) Material: tempera pe sticlă | Cele două personaje sunt redate în picioare pe aglomerații de nori, Mihail în veșmânt militar, cu sabia și potirul ultimei împărtășanii, Gavriil în veșminte antice, cu balanța și globul cruciger. | Arhiepiscopia Ortodoxă Română, Alba Iulia              | Cimec    |
|      | Sf. Nicolae Autor: Ioan Pop de la Făgăraș                                           | Datare: a doua jumătate a secolului XIX Școală: Făgăraș Dimensiuni: Î: 54 cm; L: 49 cm (inclusiv rama) Material: tempera pe sticlă | Reprezentat demi-figură, în veșminte arhierești, cu Evanghelia închisă în stânga și binecuvântând cu dreapta, Sfântul îi are alături pe tatăl fetelor salvate de la prostituție și pe cei trei ofițeri salvați de la moarte. | Arhiepiscopia Ortodoxă Română, Alba Iulia              | Cimec    |
|      | Sf. Nicolae Autor: Prodan, Petru (?)                                                | Datare: a doua jumătate a sec. XIX Școală: Maierii Bălgradului Dimensiuni: Î: 48 cm; L: 39 cm (inclusiv rama) Material: tempera pe sticlă | Redat bust, în veșminte arhierești, cu Evanghelia închisă în stânga și binecuvântând cu dreapta, Sfântul este flancat de reprezentările miniaturale ale lui Iisus și a Maicii Domnului. | Arhiepiscopia Ortodoxă Română, Alba Iulia              | Cimec    |
|      | Iisus Hristos Mare Arhiereu și Învățător, tronând                                   | Datare: prima jumătate a sec. XIX Școală: Nicula Dimensiuni: Î: 42 cm; L: 36,5 cm (inclusiv rama) Material: tempera pe sticlă | Așezat pe un tron ale cărui forme se pierd în fundalul aurit, Iisus binecuvântează cu stânga și ține în dreapta o carte deschisă, cu paginile goale. Lujeri cu flori completează admirabil compoziția. | Arhiepiscopia Ortodoxă Română, Alba Iulia              | Cimec    |
|      | Botezul lui Iisus                                                                   | Datare: începutul sec. XX Școală: Gherla Dimensiuni: Î: 40 cm; L: 35,5 cm (inclusiv rama) Material: tempera pe sticlă | Amândoi cu picioarele în apa Iordanului, Ioan îl botează pe Iisus. Alături, pe o piatră, îngerul pare să aștepte în genunchi. Porumbelul Sfântului Duh își revarsă lumina peste creștetul lui Iisus, culoarea răspândindu-se și pe fond și dând impresia că lumina divină e un copac. De jur-împrejur, două ghirlande de flori. | Arhiepiscopia Ortodoxă Română, Alba Iulia              | Cimec    |
|      | Încoronarea Fecioarei Autor: Popa Sandu                                             | Datare: 1833 Școală: Iernuțeni Dimensiuni: Î: 48 cm; L: 43 cm (inclusiv rama) Material: tempera pe sticlă | Așezați pe tronuri de nori, Iisus cu crucea Răstignirii pe umărul stâng, Dumnezeu-Tatăl cu sceptrul în stânga, susțin împreună o coroană deasupra capului Fecioarei îngenunchiate. Grupuri de heruvimi asistă de-a stânga și de-a dreapta Fecioarei, sub grupul din stânga fiind notat anul 1833. Porumbelul Sfântului Duh revarsă lumina divină asupra capului Mariei. Pe capacul icoanei se află o lungă inscripție cu numele donatoarei și semnătura pictorului. | Arhiepiscopia Ortodoxă Română, Alba Iulia              | Cimec    |
|      | Apostolii Petru și Pavel                                                            | Datare: prima jumătate a sec. XIX Școală: Nicula Dimensiuni: Î: 27 cm; L: 22 cm (inclusiv rama) Material: tempera pe sticlă | Petru cu cheile, Pavel cu sabia, susțin împreună macheta unei biserici din care cresc lujeri cu flori. Bucle de raperii atârnă de chenarul cu motive liniare care încadrează compoziția. | Arhiepiscopia Ortodoxă Română, Alba Iulia              | Cimec    |
|      | Maica Domnului îndurerată                                                           | Datare: mijlocul sec. XIX Școală: Mărginimea Sibiului Dimensiuni: Î: 47 cm; L: 41 cm (inclusiv rama) Material: tempera pe sticlă | Cu mâinile împreunate în atitudine de rugăciune, Maica Domnului se reculege în fața unui crucifix pe care este răstignit Iisus. Două cartușe decorative cu monogramul Mariei ocupă colțurile superioare. | Arhiepiscopia Ortodoxă Română, Alba Iulia              | Cimec    |
|      | Maica Domnului cu Pruncul, tronând, înconjurată de prooroci Autor: Ioan Costea      | Datare: prima jumătate a sec. XIX Școală: Lancrăm Dimensiuni: Î: 48 cm; L: 42 cm (inclusiv rama) Material: tempera pe sticlă | Așezată pe un tron cu forme baroce, încoronată, Maica își ține Pruncul pe genunchiul stâng și binecuvântează cu dreapta. În jurul său, în casete despărțite de baghete simple, pe care sunt menționate numele, 12 medalioane cu chipuri de prooroci, care țin în mâini filactere desfășurate, cu diverse texte. Datorită folosirii unei palete coloristice foarte restrânse, icoana trebuie să fi avut ca fundal hârtie argintată sau aurită. | Arhiepiscopia Ortodoxă Română, Alba Iulia              | Cimec    |
|      | Prohodul lui Iisus Autor: Ioan Costea Verman                                        | Datare: prima jumătate a sec. XIX Școală: Atelier transilvănean Dimensiuni: Î: 45 cm; L: 40 cm (inclusiv rama) Material: tempera pe sticlă | Așezat în mormânt de Iosif din Arimateea și Nicodim, Iisus este jelit de trei dintre Sfintele femei și de Apostolul Ioan, care ocupă, în acest caz, poziția din stânga privitorului. Doi îngeri țin făclii, iar crucea Răstignirii, cu instrumentele Patimilor, domină fundalul. Un chenar de aur cu decor punctiform înconjoară imaginea pe toate laturile. | Arhiepiscopia Ortodoxă Română, Alba Iulia              | Cimec    |
|      | Maica Domnului cu Pruncul Autor: Popa Sandu                                         | Datare: 1833 Școală: Iernuțeni Dimensiuni: Î: 47 cm; L: 43 cm (inclusiv rama) Material: tempera pe sticlă | Icoana reproduce o gravură a lui Josef Ernst Mansfeld care înfățișa imaginea făcătoare de minuni a Maicii Domnului din biserica iezuită de la Cluj, promovată ca adevărata icoană care a plâns la Nicula în 1699. Semnătura, datarea și mențiunea donației se află pe capacul icoanei. Împreună cu perechea sa ilustrând Încoronarea Fecioarei, aceasta este cea mai târzie lucrare datată a Popii Sandu din Iernuțeni. | Arhiepiscopia Ortodoxă Română, Alba Iulia              | Cimec    |
|      | Iisus Hristos Pantocrator                                                           | Datare: mijlocul sec. XIX Școală: Nicula Dimensiuni: Î: 27 cm; L: 22 cm (inclusiv rama) Material: tempera pe sticlă | Redat demi-figură, încoronat, înveșmântat cu tunică și mantie, Iisus ține stânga globul cruciger, iar cu dreapta binecuvântează. Două lujere cu frunze se înalță de o parte și de alta, în spatele său. | Arhiepiscopia Ortodoxă Română, Alba Iulia              | Cimec    |
|      | Sf. Gheorghe, ucigând balaurul Autor: Prodan, Petru (?)                             | Datare: a doua jumătate a sec. XIX Școală: Maierii Bălgradului Dimensiuni: Î: 48,5 cm; L: 38,5 cm (inclusiv rama) Material: tempera pe sticlă | Călare pe un cal alb, Sfântul înfige cu ambele mâini sulița în gura unul balaur înaripat. O creangă cu flori roșii și albe ocupă colțul superior drept și o buclă de draperie pe cel stâng. | Arhiepiscopia Ortodoxă Română, Alba Iulia              | Cimec    |
|      | Maica Domnului cu Pruncul Autor: Prodan, Petru (?)                                  | Datare: a doua jumătate a sec. XIX Școală: Maierii Bălgradului Dimensiuni: Î: 48,5 cm; L: 38,5 cm (inclusiv rama) Material: tempera pe sticlă | Cu Pruncul pe brațul drept, Maica îndrumă spre El cu stânga. Crenguțe cu flori completează compoziția. | Arhiepiscopia Ortodoxă Română, Alba Iulia              | Cimec    |
|      | Nașterea lui Iisus Autor: Prodan, Petru (?)                                         | Datare: a doua jumătate a sec. XIX Școală: Maierii Bălgradului Dimensiuni: Î: 26 cm; L: 39,5 cm (inclusiv rama) Material: tempera pe sticlă | Compoziția urmează modelul consacrat al atelierului: Iisus într-un leagăn vegheat de un înger și încălzit de răsuflarea vitelor, se joacă cu Mama Sa, care îl ține de mână, avându-l alături, proteguitor, pe dreptul Iosif. În partea opusă, cei trei magi își oferă darurile. Doar razele stelei au mai încăput în imagine. | Arhiepiscopia Ortodoxă Română, Alba Iulia              | Cimec    |
|      | Sf. Gheorghe, ucigând balaurul Autor: Prodan, Petru (?)                             | Datare: a doua jumătate a sec. XIX Școală: Maierii Bălgradului Dimensiuni: Î: 50,5 cm; L: 42 cm (inclusiv rama) Material: tempera pe sticlă | Călare pe un cal alb, Sfântul înfige cu ambele mâini sulița în gura unui balaur înaripat. Crenguțe cu flori cresc în colțul inferior stâng. | Arhiepiscopia Ortodoxă Română, Alba Iulia              | Cimec    |
|      | Maica Domnului îndurerată Autor: Poienaru, Ilie                                     | Datare: 1883 Școală: Laz Dimensiuni: Î: 52,5 cm; L: 47 cm (inclusiv rama) Material: tempera pe sticlă | Cu mâinile suprapuse pe piept, într-o atitudine pietistă, Maica se reculege în fața crucifixului cu Iisus răstignit, deasupra căruia zboară doi heruvimi. Arhanghelii Mihail și Gavriil desfășoară filactere. Un alt heruvim planează în dreptul umărului drept al Fecioarei. | Arhiepiscopia Ortodoxă Română, Alba Iulia              | Cimec    |
|      | Răstignirea lui Iisus Autor: Prodan, Maria (?)                                      | Datare: începutul sec. XX Școală: Maierii Bălgradului Dimensiuni: Î: 54,5 cm; L: 40 cm (inclusiv rama) Material: tempera pe sticlă | În prim-pan, Iisus răstignit pe o cruce în al cărei vârf atârnă o placă fără inscripție și pe care, în partea inferioară, este aplicat craniul și oasele încrucișate ale lui Adam. Alături, Apostolul Ioan în stânga și Maica Domnului în dreapta. Bucle de draperii ornează partea superioară a icoanei. | Arhiepiscopia Ortodoxă Română, Alba Iulia              | Cimec    |
|      | Maica Domnului îndurerată și Învierea lui Iisus Autor: Prodan, Petru (?)            | Datare: a doua jumătate a sec. XIX Școală: Maierii Bălgradului Dimensiuni: Î: 60,5 cm; L: 70 cm (inclusiv rama) Material: tempera pe sticlă | Cele două teme se înșiruie pe orizontală: în stânga, Maica Domnului îndurerată, în varianta cea mai cunoscută pictată în atelierul din Maieri, cu Fecioara din semiprofil spre dreapta, cu mâinile împreunate în rugăciune în fața crucifixului pe care este răstignit Iisus și cu doi heruvimi planând în partea superioară; în dreapta, de asemenea urmând modelul consacrat al atelierului, Iisus calcă pe mormântul cu sigiliile intacte, speriindu-i pe doi dintre cei trei soldați puși de pază. Bucle de draperii ornează partea superioară a icoanei. | Arhiepiscopia Ortodoxă Română, Alba Iulia              | Cimec    |
|      | Sf. Gheorghe, ucigând balaurul Autor: Prodan, Maria (?)                             | Datare: sfârșitul sec. XIX Școală: Maierii Bălgradului Dimensiuni: Î: 47,5 cm; L: 41 cm (inclusiv rama) Material: tempera pe sticlă | Călare pe un cal alb, Sfântul înfige cu ambele mâini sulița în gura unui balaur înaripat. O draperie vișinie completează compoziția în colțul superior drept. | Arhiepiscopia Ortodoxă Română, Alba Iulia              | Cimec    |
|      | Sf. Haralambie Autor: Prodan, Petru (?)                                             | Datare: a doua jumătate a sec. XIX Școală: Maierii Bălgradului Dimensiuni: Î: 51 cm; L: 41,5 cm (inclusiv rama) Material: tempera pe sticlă | Redat în picioare, în veșminte arhierești, cu o carte deschisă în mâna dreaptă, ale cărei file au rămas albe, și cu o ramură de palmier în mâna stângă, cu care ține și lanțul cu care este legată Ciuma, Sfântul se află în mijlocul unor elemente de decor care seamănă cu niște flăcări. În colțurile superioare ale icoanei, imaginile miniaturale ale lui iisus și a Maicii Domnului. Pe mediana stângă, o placă cu numele Sfântului. | Arhiepiscopia Ortodoxă Română, Alba Iulia              | Cimec    |
|      | Sf. Nicolae                                                                         | Datare: sfârșitul sec. XIX Școală: Nicula Dimensiuni: Î: 31,5 cm; L: 27 cm (inclusiv rama) Material: tempera pe sticlă | Redat bust, cu Evanghelia închisă în dreapta, Sfântul binecuvântează cu stânga. O ghirlandă cu flori încarează imaginea pe trei laturi. Numele personajului este redat cu caractere chirilice, dar incorect. | Arhiepiscopia Ortodoxă Română, Alba Iulia              | Cimec    |
|      | Maica Domnului cu Pruncul Autor: Ioan Costea Verman                                 | Datare: începutul sec. XIX Școală: Atelier transilvănean Dimensiuni: Î: 31 cm; L: 26 cm (inclusiv rama) Material: tempera pe sticlă | Icoana impresionează prin contrastul între dimensiunile mici și puterea de concentrare a mesajului într-un desen extrem de frust. Cu Pruncul pe brațul stâng și îndrumând spre El cu dreapta, Maica are o extraordinară putere de convingere datorită ochilor supradimensionați, atent fixați asupra privitorului. Forma lor indică mâna unuia dintre cei mai prolifici pictori ai primei jumătăți de secol XIX, Ioan Costea-Verman, putând fi una dintre cele mai timpurii lucrări ale sale. | Arhiepiscopia Ortodoxă Română, Alba Iulia              | Cimec    |
|      | Învierea lui Iisus                                                                  | Datare: a doua jumătate a sec. XIX Școală: Nicula Dimensiuni: Î: 35 cm; L: 29,5 cm Material: tempera pe sticlă | Compoziția se remarcă prin ineditul poziționării personajelor implicate. Iisus, binecuvântând, plutește nu deasupra mormântului, ci a unuia dintre paznici, care stă lungit, dar nu mai doarme, căci tovarășul său se agită să-i arate minunea. Țâșnind parcă din mandorla care-l înconjoară pe Iisus, un înger se îndreaptă spre piatra mormântului, greu de spus dacă pentru a o sprijini sau pentru a o ridica. O ghrilandă de flori înconjoară compoziția pornind din colțul inferior drept până aproape de mediana stângă a icoanei. În partea inferioară, o tentativă de datare a icoanei a rămas nefinalizată, cifra unităților nemaifiind notată, nu atât din cauza unei scăpări a iconarului, cât mai degrabă datorită neînțelegerii semnificației acelor semne, care aparțin deci modelului, mult mai vechi, nu unei intenții explicite de datare. | Arhiepiscopia Ortodoxă Română, Alba Iulia              | Cimec    |
|      | Pogorârea Sf. Duh                                                                   | Datare: a doua jumătate a sec. XIX Școală: Nicula Dimensiuni: Î: 26,5 cm; L: 22,5 cm Material: tempera pe sticlă | Compoziția se remarcă prin simplitatea formulei în care este transmis mesajul Rusaliilor. Sofisticatele arhitecturi întâlnite de obicei în reprezentările acestui eveniment sunt înlocuite cu câteva linii sugerând dealuri. Numărul personajelor este redus la trei: Maica Domnului, deasupra căreia își desfășoară aripile porumbelul Sfântului Duh, și doi apostoli care se precipită la vederea păsării. Bucle de nori se desprind din aglomerația care-l înconjoară pe porumbel, încadrând misterios întreaga scenă. | Arhiepiscopia Ortodoxă Română, Alba Iulia              | Cimec    |
|      | Ridicarea la cer a proorocului Ilie                                                 | Datare: mijlocul sec. XIX Școală: Nicula Dimensiuni: Î: 28 cm; L: 22,5 cm Material: tempera pe sticlă | Așezat într-un vehicul care seamănă cu cun car de război, Ilie ține hățurile a doi cai de foc, în aceeași mână având și un buchet de flori. Bucle de nori înconjoară scena. | Arhiepiscopia Ortodoxă Română, Alba Iulia              | Cimec    |
|      | Prohodul lui Iisus                                                                  | Datare: prima jumătate a sec. XIX Școală: Nicula Dimensiuni: Î: 39 cm; L: 44,5 cm Material: tempera pe sticlă | Așezat pe un giulgiu negru, Iisus este jelit de Maica Domnului și alte patru personaje, cărora li se alătură doi îngeri. În fundal se profilează crucea Răstignirii, de care sunt sprijinite sulița și toiagul cu buretele. Atmosfera este înviorată de roșul strălucitor al veșmintelor și de cele două vrejuri de viță de vie cu struguri ce flanchează scena. Titlul temei este scris corect, integral, pe o bandă albă ce străbate icoana de la un capăt la altul pe orizontală, în partea superioară. | Arhiepiscopia Ortodoxă Română, Alba Iulia              | Cimec    |
|      | Arhanghelul Mihail Autor: Toader Zugravul                                           | Datare: mijlocul sec. XVIII Școală: transilvănean Dimensiuni: Î: 68 cm; L: 48 cm Material: tempera pe lemn | Imaginea reproduce un model al lui Iacov din Rășinari, foarte ușor recognoscibil în forma nefirească a mâinii care ține sabia și în trăsăturile fizionomice. Arhanghelul este redat bust, în veșminte militare, ținând sabia ridicată în mâna dreaptă și potirul ultimei împărtășanii în stânga. | Arhiepiscopia Ortodoxă Română, Alba Iulia              | Cimec    |
|      | Botezul lui Iisus                                                                   | Datare: prima jumătate a sec. XIX Școală: atelier transilvănean neidentificat Dimensiuni: Î: 34,5 cm; L: 28 cm (inclusiv rama) Material: tempera pe sticlă | Cu picioarele în apa Iordanului, Iisus este botezat de Ioan, care stă pe o stâncă. În partea opusă, pe o altă stâncă, îngerul așteaptă cu ștergarul. Dintr-o aglomerație de nori, porumbelul Sfântului Duh își împrăștie lumina divină spre creștetul lui Iisus. | Arhiepiscopia Ortodoxă Română, Alba Iulia              | Cimec    |
|      | Sfinții apostoli Petru și Pavel                                                     | Datare: sfârșitul secolului XIX Școală: Nicula Dimensiuni: Î: 29 cm; L: 24 cm Material: tempera pe sticlă | Compoziția se remarcă prin simplitate: separate de un lujer de floare, cele două personaje țin fiecare în câte o mână atributele specifice (Petru o cheie, Pavel sabia), iar cu cealaltă mână indică în afara spațiului icoanei. Culoarea de fond pare să fi suferit de pe urma scurgerii unei substanțe uleioase. Inscripția a fost în mod evident doar desenată, nu și înțeleasă. | Muzeul Național al Unirii, Alba Iulia                  | Cimec    |
|      | Sf. Dumitru                                                                         | Datare: începutul secolului XX Școală: Gherla Dimensiuni: Î: 28 cm; L: 22 cm Material: tempera pe sticlă | Redat semifigură, cu o cruce mare în stânga și una mai subțire în dreapta, personajul este flancat de două lujere cu flori. Textul explicativ este corect, situație aproape neobișnuită pentru icoanele pictate la Gherla. | Muzeul Național al Unirii, Alba Iulia                  | Cimec    |
|      | Nașterea lui Iisus                                                                  | Datare: începutul secolului XX Școală: Gherla Dimensiuni: Î: 32 cm; L: 26,5 cm Material: tempera pe sticlă | Încadrați de o ghirlandă cu flori, dreptul Iosif și Maria stau în genunchi având între ei Pruncul înfășat, spre care suflă căldură o cornută și un cal. O stea foarte decorativă, care se confundă cu decorul floral, completează compoziția. Icoana nu a avut inscripție explicativă. | Muzeul Național al Unirii, Alba Iulia                  | Cimec    |
|      | Sf. Paraschiva                                                                      | Datare: a doua jumătate a secolului XIX Școală: Nicula Dimensiuni: Î: 33,5 cm; L: 22,5 cm Material: tempera pe sticlă | Redată semifigură, încoronată, sfânta ține în stânga o ramură de palmier și în dreapta o cruce. Personajul e încadrat de brâul în frânghie specific iconarilor de la Nicula și de un șir de bucle care ar putea indica un iconar din familia Feur. Numele a fost redat greșit, semn că autorul nu înțelegea semnificația slovelor. | Muzeul Național al Unirii, Alba Iulia                  | Cimec    |
|      | Sf. Paraschiva                                                                      | Datare: începutul secolului XX Școală: Gherla Dimensiuni: Î: 30 cm; L: 25 cm Material: tempera pe sticlă | Redată semifigură, încoronată, Sf. Paraschiva ține în stânga o cruce, iar în dreapta o creangă cu frunze. De o parte și de alta câte un lujer cu flori. | Muzeul Național al Unirii, Alba Iulia                  | Cimec    |
|      | Sf. Paraschiva                                                                      | Datare: a doua jumătate a secolului XIX Școală: Nicula Dimensiuni: Î: 29 cm; L: 22,5 cm Material: tempera pe sticlă | Redată semifigură, încoronată, Sf. Paraschiva ține în stânga o ramură de palmier, iar în dreapta crucea. Doi lujeri cu flori sunt redați în dreptul umerilor. Personajul este încadrat de chenarul în frânghie specific iconarilor de la Nicula. | Muzeul Național al Unirii, Alba Iulia                  | Cimec    |
|      | Nașterea lui Iisus                                                                  | Datare: începutul secolului XX Școală: Gherla Dimensiuni: Î: 28,5 cm; L: 23 cm Material: tempera pe sticlă | Compoziția pare structurată pe două registre, delimitate de linia verticală a unei clădiri, un grajd din care se ivesc capetele a două animale. Corespondenta acestei construcții, în prim-plan, este Maica Domnului, redată în genunchi, cu mâinile împreunate a rugăciune, în fața Pruncului înfășat așezat alături, căruia i se roagă și dreptul Iosif și asupra căruia își revarsă lumina steaua. Nelipsita ghirlandă de flori încadrează partea dreaptă a compoziției. A existat o tentativă de scriere, dar au rezultat doar linii fără semnificație. | Muzeul Național al Unirii, Alba Iulia                  | Cimec    |
|      | Nașterea lui Iisus                                                                  | Datare: începutul secolului XX Școală: Gherla Dimensiuni: Î: 29,5 cm; L: 25,5 cm (inclusiv rama) Material: tempera pe sticlă | În prim-plan se află leagănul cu Iisus înfășat, alături de care stau, Fecioara în rugăciune și Iosif cu un toiag. În fundal se ițesc capetele animalelor care au asistat la naștere și o stea decorativă. Compoziția este înconjurată de o ghirlandă de flori. | Muzeul Național al Unirii, Alba Iulia                  | Cimec    |
|      | Maica Domnului cu Pruncul                                                           | Datare: a doua jumătate a secolului XIX Școală: Nicula Dimensiuni: Î: 25,5 cm; L: 20 cm (inclusiv rama) Material: tempera pe sticlă | Susținându-și Pruncul pe brațul stâng, Maica Domnului îndrumă spre El cu dreapta. Modelul folosit, în ciuda naivității desenului, este recognoscibil într-una dintre gravurile prin care a fost promovată imaginea icoanei miraculoase din biserica iezuită de la Cluj, considerată adevărata icoană care a lăcrimat la Nicula în 1699. Prin înlocuirea capacului, s-a pierdut însemnarea cu numele donatorului, Nicolae Fer din Alba Iulia, și anul donației, 1927. | Muzeul Național al Unirii, Alba Iulia                  | Cimec    |
|      | Nașterea lui Iisus                                                                  | Datare: începutul secolului XX Școală: Gherla Dimensiuni: Î: 28 cm; L: 23 cm (inclusiv rama) Material: tempera pe sticlă | În prim-plan se află leagănul cu Iisus înfășat, alături de care stau Fecioara și Iosif în atitudini pioase. În fundal se ițesc capetele animalelor care au asistat la naștere și o stea decorativă. Doi lujeri cu flori încadrează compoziția. | Muzeul Național al Unirii, Alba Iulia                  | Cimec    |
|      | Intrarea în biserică a Maicii Domnului                                              | Datare: mijlocul secolului XIX Școală: Nicula Dimensiuni: Î: 27,5 cm; L: 23 cm (inclusiv rama) Material: tempera pe sticlă | Așezat pe un tron deasupra căruia se desfășoară draperia unui baldachin, Marele Preot o primește pe Fecioara încredințată de Ioachim și Ana. Compoziția este încadrată de un chenar cu motivul funiei răsucite. Încercarea de a identifica scena ca Vovedenia a eșuat. | Muzeul Național al Unirii, Alba Iulia                  | Cimec    |
|      | Sf. Nicolae                                                                         | Datare: sfârșitul secolului XIX Școală: Nicula Dimensiuni: Î: 28,5 cm; L: 23,5 cm Material: tempera pe sticlă | Redat demifigură, în veșminte arhierești, cu o figură tânără, Sfântul ține Evanghelia în stânga și binecuvântează cu dreapta. O ghirlandă de flori înconjoară compoziția. | Muzeul Național al Unirii, Alba Iulia                  | Cimec    |
|      | Sf. Nicolae Autor: Poienaru, Simion                                                 | Datare: primul sfert al secolului XIX Școală: Laz Dimensiuni: Î: 30 cm; L: 25,5 cm (inclusiv rama) Material: tempera pe sticlă | Reprezentat bust, pe fond alb, în veșminte arhierești, cu Evanghelia în mâna stângă și binecuvântând cu dreapta, flancat de două ghirlande de flori, Sfântul își trădează vârsta înaintată prin barba și părul cărunte, redate simplu, prin linii paralele distanțate. | Muzeul Național al Unirii, Alba Iulia                  | Cimec    |
|      | Masa Raiului                                                                        | Datare: sfârșitul secolului XIX Școală: Nicula Dimensiuni: Î: 37 cm; L: 31 cm Material: tempera pe sticlă | În spații romboidale sunt redați, sus, Iisus binecuvântând cu dreapta și ținând în stânga un rotulus, și Maica Domnului cu Pruncul, iar jos probabil Sf. Nicolae și Sf. Paraschiva. Rombul central și jumătățile de romb dintre personaje sunt decorate cu delicate elemente florale. Semnele grafice care însoțesc personajele de pe rândul de jos nu sunt decât tentative de litere. Biletul lipit pe spate cu numele donatorului, Iacob Mârza, și anul 1931, a fost distrus. | Muzeul Național al Unirii, Alba Iulia                  | Cimec    |
|      | Maica Domnului cu Pruncul                                                           | Datare: începutul secolului XX Școală: Gherla Dimensiuni: Î: 35 cm; L: 29 cm (inclusiv rama) Material: tempera pe sticlă | Susținându-și Pruncul pe brațul stâng, Maica Domnului îndrumă spre El cu dreapta. Modelul folosit, în ciuda naivității desenului, este recognoscibil într-una dintre gravurile prin care a fost promovată imaginea icoanei miraculoase din biserica iezuită de la Cluj, considerată adevărata icoană cae a lăcrimat la Nicula în 1699. | Muzeul Național al Unirii, Alba Iulia                  | Cimec    |
|      | Sfinții Apostoli Petru și Pavel                                                     | Datare: începutul secolului XX Școală: Gherla Dimensiuni: Î: 31,5 cm; L: 25 cm Material: tempera pe sticlă | Redați demifigură, cu atributele pierdute printre faldurile veșmintelor, Petru cu cheia, Pavel cu sabia, cei doi apostoli par să întrețină o conversație în fața clădirii unei biserici. Flori și draperii încadrează scena. | Muzeul Național al Unirii, Alba Iulia                  | Cimec    |
|      | Buna Vestire                                                                        | Datare: începutul secolului XX Școală: Gherla Dimensiuni: Î: 31 cm; L: 25,5 cm Material: tempera pe sticlă | Maica Domnului, în dreapta, cu brațele împreunate în rugăciune, primește vestea adusă de Arhanghelul care ține în dreapta o creangă cu o terminație indecisă și cu dreapta atentționează asupra porumbelului Duhului Sfânt, care își revarsă razele de lumină asupra Fecioarei. | Muzeul Național al Unirii, Alba Iulia                  | Cimec    |
|      | Masa Raiului                                                                        | Datare: începutul secolului XX Școală: Gherla Dimensiuni: Î: 31 cm; L: 26,5 cm Material: tempera pe sticlă | În spații romboidale sunt redați Iisus binecuvântând cu stânga și ținând în dreapta o ostie, Maica Domnului cu Pruncul, Sf. Paraschiva și Sf. Nicolae. Rombul central este ocupat de un element floral. Singurul personaj identificat cu text explicat este Iisus. | Muzeul Național al Unirii, Alba Iulia                  | Cimec    |
|      | Sf. Mucenic Gheorghe, ucigând balaurul                                              | Datare: mijlocul secolului XIX Școală: Nicula Dimensiuni: Î: 32 cm; L: 26 cm Material: tempera pe sticlă | Călare pe un cal alb cu pete griji, Sfântul înfige cu ambele mâini sulița în gura unui balaur în formă de șarpe. Compoziția este încadrată de un chenar cu motivul funiei răsucite. | Muzeul Național al Unirii, Alba Iulia                  | Cimec    |
|      | Adam și Eva                                                                         | Datare: începutul secolului XX Școală: Gherla Dimensiuni: Î: 32,5 cm; L: 26 cm Material: tempera pe sticlă | Cu șorțuri de frunze în jurul coapselor, cele două personaje conversează sub pomul cunoașterii binelui și răului, încărcat de flori, dar fără fructe. Eva întinde mâna spre Adam, dar nu-i oferă nimic și nici el nu schițează vreun gest de dorință. Bucle de draprii și lujeri cu flori completează scena. | Muzeul Național al Unirii, Alba Iulia                  | Cimec    |
|      | Judecata de Apoi Autor: Poienaru, Partenie                                          | Datare: 1892 Școală: Laz Dimensiuni: Î: 53 cm; L: 38 cm (inclusiv rama) Material: tempera pe sticlă | Compoziția urmează modelul consacrat, cu cetele celor mântuiți ordonate de o parte și de alta a tronului Hetimasiei și a lui Iisus în mandorlă, binecuvântând cu ambele mâini. În partea inferioară, în stânga, drepții se pregătesc să intre în rai, iar în dreapta Tartarul îi înghite pe păcătoși, în vreme ce „jidovii” refuză îndemnul lui Moise de a participa la Mântuire. Ghirlande de flori roșii bordează compoziția pe laterale. | Muzeul Național al Unirii, Alba Iulia                  | Cimec    |
|      | Învierea lui Iisus, cu 12 scene de praznic Autor: Poienaru, Ilie                    | Datare: sfârșitul secolului XIX Școală: Laz Dimensiuni: Î: 48,5 cm; L: 41,5 cm (inclusiv rama) Material: tempera pe sticlă | Înconjurat de lumina divină și de o ghirlandă de nori, Iisus plutește deasupra mormântului străjuit de doi soldați. De jur-împrejur, în casetele despărțite de chenare simple, sunt ilustrate diverse scene de praznic. Un chenar cu flori roșii și albastre încadrează întreaga compoziție. | Muzeul Național al Unirii, Alba Iulia                  | Cimec    |
|      | Arhanghelii Mihail și Gavriil Autor: Poienaru, Ilie II                              | Datare: începutul secolului XX Școală: Laz Dimensiuni: Î: 49 cm; L: 39 cm (inclusiv rama) Material: tempera pe sticlă | Gavriil cu un lujer de floare în mâna dreaptă, Mihail cu sabia, susțin împreună globul cruciger cu inscripția Is Hs Ni Ka. Deasupra, Ochiul lui Dumnezeu țintește spre privitor. În partea inferioară, reprezentarea miniaturală a morții creștinului, care zace pe pat vegheat la căpătâi de o femeie, iar la picioare de Arhanghelul Mihail, care ține în mâini sabia și potirul ultimei împărtășanii. Sufletul celui decedat se ridică la cer pe un fuior de fum. Micile personaje sunt aureolate, scena indicând deci, cu probabilitate, moartea omului bun. | Muzeul Național al Unirii, Alba Iulia                  | Cimec    |
|      | Sf. Nicolae Autor: Poienaru, Ilie II                                                | Datare: începutul secolului XX Școală: Laz Dimensiuni: Î: 50 cm; L: 39,5 cm (inclusiv rama) Material: tempera pe sticlă | Reprezentat în picioare, în veșminte arhierești, Sfântul ține Evanghelia în stânga și binecuvântează cu dreapta. Figurile miniaturale ale lui Iisus și a Maicii Domnului îl flanchează în partea superioară, iar cele ale beneficiarilor minunilor sale pe laterale. Compoziția este încadrată de un chenar cu flori roșii și albastre. | Muzeul Național al Unirii, Alba Iulia                  | Cimec    |
|      | Sf. Mucenic Gheorghe, ucigând balaurul                                              | Datare: a doua jumătate a secolului XIX Școală: Nicula Dimensiuni: Î: 35 cm; L: 29,5 cm Material: tempera pe sticlă | Călare pe un cal alb, Sfântul înfige cu ambele mâini sulița în gura unui balaur înaripat. Compoziția este încadrată de chenarul cu motivul funiei răsucite. Din încercarea de a scrie numele Sfântului a rezultat doar o înșiruire de semne ilizibile. | Muzeul Național al Unirii, Alba Iulia                  | Cimec    |
|      | Judecata de Apoi Autor: Poienaru, Partenie                                          | Datare: 1895 Școală: Laz Dimensiuni: Î: 49 cm; L: 38 cm (inclusiv rama) Material: tempera pe sticlă | Compoziția urmează modelul consacrat, cu cetele celor mântuiți ordonate de o parte și de alta a tronului Hetimasiei și a lui Iisus în mandorlă, binecuvântând cu ambele mâini. În partea inferioară, în stânga, drepții se pregătesc să intre în rai, iar în dreapta Tartarul îi înghite pe păcătoși, în vreme ce „jidovii” refuză îndemnul lui Moise de a participa la Mântuire. | Muzeul Național al Unirii, Alba Iulia                  | Cimec    |
|      | Sf. Mucenic Gheorghe, ucigând balaurul Autor: Poienaru, Ilie                        | Datare: 1908 Școală: Laz Dimensiuni: Î: 45 cm; L: 44 cm (inclusiv rama) Material: tempera pe sticlă | În veșminte militare, călare pe un cal alb, sfântul înfige cu ambele mâini sulița în gura balaurului prăbușit cub copitele calului. În fundal, fata de împărat asistă temăroare la scenă. De jur-împrejur, un chenar de vrejuri stilizate. Prototipul îndepărtat al compoziției este o gravură venețiană. | Muzeul Național al Unirii, Alba Iulia                  | Cimec    |
|      | Sf. Nicolae, cu 12 scene de praznic Autor: Zamfir, Savu                             | Datare: începutul secolului XX Școală: Laz Dimensiuni: Î: 51 cm; L: 40 cm (inclusiv rama) Material: tempera pe sticlă | Reprezentat bust, în caseta centrală, Sfântul ține Evanghelia în dreapta și binecuvântează cu stânga. De jur-împrejur sunt redate, miniatural, scene din viețile sfinților. | Muzeul Național al Unirii, Alba Iulia                  | Cimec    |
|      | Răpirea la cer a Sfântului Ilie Autor: Poienaru, Ilie                               | Datare: sfârșitul secolului XIX - începutul secolului XX Școală: Laz Dimensiuni: Î: 53 cm; L: 38,5 cm (inclusiv rama) Material: tempera pe sticlă | Compoziția se desfășoară pe două registre: în partea superioară, Ilie se ridică la cer într-o trăsură trasă de un cal înaripat; în partea inferioară, în stânga, Ilie este hrănit în peșteră de corb, în mijloc Ilie îl sfătuiește pe Elisei, iar în dreapta Elisei prinde cojocul aruncat de Ilie. De jur-împrejur, o ghirlandă de flori albastre. | Muzeul Național al Unirii, Alba Iulia                  | Cimec    |
|      | Apostolii Petru și Pavel Autor: Poienaru, Ilie                                      | Datare: sfârșitul secolului XIX Școală: Laz Dimensiuni: Î: 48,5 cm; L: 38 cm (inclusiv rama) Material: tempera pe sticlă | Petru, cu cheile Raiului, și Pavel, cu sabia, susțin împreună macheta bisericii. Scena este încadrată de un chenar cu flori roșii. | Muzeul Național al Unirii, Alba Iulia                  | Cimec    |
|      | Judecata de Apoi Autor: Poienaru, Ilie                                              | Datare: începutul secolului XX Școală: Laz Dimensiuni: Î: 48,5 cm; L: 38 cm (inclusiv rama) Material: tempera pe sticlă | Compoziția urmează modelul consacrat, cu cetele celor mântuiți ordonate de o parte și de alta a tronului Hetimasiei și a lui Iisus în mandorlă, binecuvântând cu ambele mâini. În partea inferioară, în stânga, drepții se pregătesc să intre în rai, iar în stânga Tartarul îi înghite pe păcătoși, în vreme ce „jidovii” refuză îndemnul lui Moise de a participa la Mântuire. Un chenar cu flori roșii înconjoară compoziția, în care nu a mai încăput și filactera pe care, în mod obișnuit, era scris numele icoanei. | Muzeul Național al Unirii, Alba Iulia                  | Cimec    |
|      | Sf. Paraschiva Autor: Poienaru, Ilie II                                             | Datare: începutul secolului XX Școală: Laz Dimensiuni: Î: 48,5 cm; L: 40,5 cm (inclusiv rama) Material: tempera pe sticlă | Încoronată, cu o cruce în mâna stângă și un lujer cu flori în dreapya, Sfânta este redată bust, însoțită de șapte heruvimi, grupați în colțurile superioare. Un chenar cu flori roșii înconjoară compoziția. | Muzeul Național al Unirii, Alba Iulia                  | Cimec    |
|      | Sf. Haralambie Autor: Zamfir, Pavel                                                 | Datare: începutul secolului XX Școală: Laz Dimensiuni: Î: 50 cm; L: 39,5 cm (inclusiv rama) Material: tempera pe sticlă | Reprezentat pe tron, Sfântul sprijină cu stânga Evanghelia deschisă pe genunchi și binecuvântează cu dreapta. Ochiul lui Dumnezeu veghează asupra scenei, iar figurile miniaturale ale lui Iisus și a Maicii Domnului străjuiesc tronul. Sub picioarele Sfântului stă întinsă Ciuma, redată sub forma unui bărbat încornorat, cu o coasă în mâini. Compoziția este încadrată de un chenar cu flori albastre. | Muzeul Național al Unirii, Alba Iulia                  | Cimec    |
|      | Sf. Mucenic Gheorghe, ucigând balaurul                                              | Datare: a doua jumătate a secolului XIX Școală: Nicula Dimensiuni: Î: 27,5 cm; L: 21 cm Material: tempera pe sticlă | Călare pe un cal alb pătat cu negru, Sfântul ține cu dreapta hățurile, iar cu stânga înfige sulița în gura unui balaur în formă de șarpe. | Muzeul Național al Unirii, Alba Iulia                  | Cimec    |
|      | Duminica Floriilor                                                                  | Datare: a doua jumătate a secolului XIX Școală: Nicula Dimensiuni: Î: 31 cm; L: 24 cm Material: tempera pe sticlă | Iisus călare pe asin susține un vas cu flori împreună cu două personaje în veșminte și cu atribute specifice preoților evrei. Un chenar cu motivul frânghiei răsucite încadrează scena. | Muzeul Național al Unirii, Alba Iulia                  | Cimec    |
|      | Maica Domnului cu Pruncul                                                           | Datare: mijlocul secolului XIX Școală: Nicula Dimensiuni: Î: 29 cm; L: 24 cm Material: tempera pe sticlă | În ciuda simplității desenului și a caracterului artistic rudimentar, prototipul imaginii poate fi identificat: o gravură cu imaginea icoanei făcătoare de minuni din biserica iezuită de la Cluj, considerată adevărata icoană care a plâns la Nicula în 1699. | Muzeul Național al Unirii, Alba Iulia                  | Cimec    |
|      | Sfinții împărați Constantin și Elena                                                | Datare: sfârșitul secolului XIX Școală: Nicula Dimensiuni: Î: 31 cm; L: 25 cm Material: tempera pe sticlă | Cele două personaje sunt redate demifigură, Constantin cu o cruce în mână, Elena cu o ramură de palmier, susținând împreună o cruce mare, pe care este răstignit Hristos și din care cresc ramuri cu frunze. Din cauza neatenției iconarului, partea centrală a brațului vertical al crucii a rămas neconturat, Iisus rămânând suspendat între cele două componente extreme ale obiectului supliciului. | Muzeul Național al Unirii, Alba Iulia                  | Cimec    |
|      | Sf. Nicolae Autor: Poienaru, Ilie II                                                | Datare: începutul secolului XX Școală: Laz Dimensiuni: Î: 49,5 cm; L: 40 cm (inclusiv rama) Material: tempera pe sticlă | Reprezentat pe un tron impozant, în veșminte arhierești, Sfântul ține Evanghelia în dreapta și binecuvântează cu stânga. Figurile miniaturale ale lui Iisus și a Maicii Domnului îl flanchează în colțurile superioare, iar cele ale beneficiarilor minunilor sale pe laterale. | Muzeul Național al Unirii, Alba Iulia                  | Cimec    |
|      | Cina cea de taină Autor: Poienaru, Toma                                             | Datare: 1867 Școală: Laz Dimensiuni: Î: 53 cm; L: 47 cm (inclusiv rama) Material: tempera pe sticlă | Așezați de-o parte și de alta a mesei, apostolii îl au în mijloc pe Iisus binecuvântând, iar în fața lui pe Iuda pregătindu-se de plecare, ținând în mână punga cu răsplata trădării. Două draperii negre și un candelabru contribuie la sugerarea adâncimii, împreună cu pavajul vizibil în partea inferioară a icoanei. | Muzeul Național al Unirii, Alba Iulia                  | Cimec    |
|      | Sf. Mucenic Gheorghe, ucigând balaurul                                              | Datare: sfârșitul secolului XIX - începutul secolului XX Școală: Gherla Dimensiuni: Î: 31 cm; L: 26 cm Material: tempera pe sticlă | Călare pe un cal alb, Sfântul ține cu ambele mâini sulița pe care o înfige în gura unui balaur în formă de mormoloc. Seriozitatea gestului este compromisă de linia aleatorie a suliței. | Muzeul Național al Unirii, Alba Iulia                  | Cimec    |
|      | Răpirea la cer a Sfântului Ilie Autor: Zamfir, Pavel                                | Datare: 1884 Școală: Laz Dimensiuni: Î: 43 cm; L: 48 cm (inclusiv rama) Material: tempera pe sticlă | Compoziția se desfășoară pe două registre: în partea superioară, într-o fereastră de nori, Dumnezeu îl așteaptă pe Ilie, adus de o trăsură trasă de patru cai înaripați mânați de doi îngeri; în partea inferioară, în stânga, Ilie este hrănit în peșteră de corb, în mijloc Ilie îl sfătuiește pe Elisei, iar în dreapta Elisei prinde cojocul aruncat de Ilie. Două ghirlande flori roșii mărginesc icoana pe laterale. | Muzeul Național al Unirii, Alba Iulia                  | Cimec    |
|      | Maica Domnului îndurerată Autor: Poienaru, Ilie                                     | Datare: sfârșitul secolului XIX - începutul secolului XX Școală: Laz Dimensiuni: Î: 49 cm; L: 39 cm (inclusiv rama) Material: tempera pe sticlă | Înlăcrimată, cu mâinile suprapuse, Fecioara se apleacă spre scena Răstignirii redată în fundal. Redați bust, în medalioane rotunde amplasate în colțuri, cei patru evangheliști completează compoziția. | Muzeul Național al Unirii, Alba Iulia                  | Cimec    |
|      | Iisus Hristos Pantocrator Autor: Poienaru, Partenie                                 | Datare: începutul secolului XX Școală: Laz Dimensiuni: Î: 73 cm; L: 58 cm (inclusiv rama) Material: tempera pe sticlă | Redat bust, Mântuitorul sprijină globul pe genunchiul stâng, ca și cum ar fi așezat pe un tron invizibil, iar cu dreapta binecuvântează. Imaginea este încadrată de un chenar cu flori. Monogramul este redat cu litere latine. | Muzeul Național al Unirii, Alba Iulia                  | Cimec    |
|      | Sf. Mucenic Gheorghe, ucigând balaurul Autor: Poienaru, Ilie                        | Datare: sfârșitul secolului XIX Școală: Laz Dimensiuni: Î: 48,5 cm; L: 39 cm (inclusiv rama) Material: tempera pe sticlă | În veșminte militare, călare pe un cal alb, sfântul înfige sulița în gura balaurului prăbușit cub copitele calului. În fundal, fata de împărat asistă temăroare la scenă. Arhanghelii Mihail și Gavriil vin în zbor cu cununile muceniciei. Prototipul îndepărtat al compoziției este o gravură athonită. | Muzeul Național al Unirii, Alba Iulia                  | Cimec    |
|      | Maica Domnului îndurerată Autor: Rodean, Aurel                                      | Datare: 1925 Școală: Laz Dimensiuni: Î: 53 cm; L: 42,5 cm (inclusiv rama) Material: tempera pe sticlă | Cu mâinile suprapuse, flancată de cei doi Arhangheli, Fecioara este detașată de scena Răstignirii, redată în fundal, în partea stângă. Patru heruvimi plutesc deasupra crucii pe al cărei filacter pictorul a scris Is Hs Ni Ka. Aceste însemne sunt reluate pe cruce, cu mențiunea că, în loc de Hs e scris Hr. Lipsesc inițialele Fecioarei și numele arhanghelilor. | Muzeul Național al Unirii, Alba Iulia                  | Cimec    |
|      | Răpirea la cer a Sfântului Ilie Autor: Poienaru, Ilie II                            | Datare: începutul secolului XX Școală: Laz Dimensiuni: Î: 46,5 cm; L: 38,5 cm (inclusiv rama) Material: tempera pe sticlă | Compoziția se desfășoară pe două registre: în partea superioară, Ilie este ridicat la cer într-o trăsură trasă de doi cai înaripați mânați de doi îngeri; un al treilea înger vine în zbor cu o carte în mâini; în partea inferioară, în stânga, Ilie este hrănit în peșteră de corb, în mijloc Ilie îl sfătuiește pe Elisei, iar în dreapta Elisei prinde cojocul aruncat de Ilie. | Muzeul Național al Unirii, Alba Iulia                  | Cimec    |
|      | Sf. Nicolae Autor: Poienaru, Ilie II                                                | Datare: începutul secolului XX Școală: Laz Dimensiuni: Î: 49,5 cm; L: 29,5 cm (inclusiv rama) Material: tempera pe sticlă | Reprezentat în picioare, în veșminte arhierești, Sfântul ține Evanghelia în stânga și binecuvântează cu dreapta. Figurile miniaturale ale lui Iisus și a Maicii Domnului îl flanchează în partea superioară, iar cele ale beneficiarilor minunilor sale pe laterale. | Muzeul Național al Unirii, Alba Iulia                  | Cimec    |
|      | Arhanghelii Mihail și Gavriil Autor: Zamfir, Savu                                   | Datare: începutul secolului XX Școală: Laz Dimensiuni: Î: 49 cm; L: 43,5 cm (inclusiv rama) Material: tempera pe sticlă | Datarea este a izvodului folosit de zugrav. Cele două personaje sunt redate în picioare, pe aglomerații de nori, în veșminte militare, Mihail cu potirul, Gavriil cu Sabia, susținând împreună discul cu inscripția Is Hs Ni Ka. Elemente vegetale încearcă să compenseze aspectul tern al culorilor. | Muzeul Național al Unirii, Alba Iulia                  | Cimec    |
|      | Sfinții Apostoli Petru și Pavel                                                     | Datare: a doua jumătate a secolului XIX Școală: Nicula Dimensiuni: Î: 28 cm; L: 22,5 cm Material: tempera pe sticlă | Redați în picioare, susținând împreună macheta unei biserici, cei doi apostoli au fost înzestrați - cel puțin ca intenție - și cu alte atribute: din cheia Sfântului Petru se vede însă doar partea inferioară, iar brațele crucii pe care o ține în stânga Pavel se confundă cu pliurile veșmântului. | Muzeul Național al Unirii, Alba Iulia                  | Cimec    |
|      | Sfinții Apostoli Petru și Pavel                                                     | Datare: sfârșitul secolului XIX - începutul secolului XX Școală: Gherla Dimensiuni: Î: 32 cm; L: 26 cm Material: tempera pe sticlă | Ținând în mâini atributele specifice (Petru o cheie, Pavel o sabie, aici cu dimensiunile unui pumnal), cei doi apostoli par a se fi întâlnit pe un drum ce duce la biserica profilată în fundal, încadrată de o ghirlandă de flori. | Muzeul Național al Unirii, Alba Iulia                  | Cimec    |
|      | Sf. Paraschiva                                                                      | Datare: începutul secolului XX Școală: Gherla Dimensiuni: Î: 31 cm; L: 26 cm Material: tempera pe sticlă | Reprezentată demifigură, încoronată, Sfânta ține în dreapta o ramură cu câteva frunze, ce a mai rămas din ramura de palmier - simbol al muzeniciei din izvodul inițial, iar în mâna stângă are o cruce. Două ghirlande de flori încadrează compoziția. | Muzeul Național al Unirii, Alba Iulia                  | Cimec    |
|      | Maica Domnului cu Pruncul                                                           | Datare: începutul secolului XX Școală: Gherla Dimensiuni: Î: 31 cm; L: 26 cm (inclusiv rama) Material: tempera pe sticlă | Susținându-și Pruncul pe brațul stâng, Maica Domnului îndrumă spre El cu dreapta. Două ghirlande de flori încadrează compoziția. | Muzeul Național al Unirii, Alba Iulia                  | Cimec    |
|      | Maica Domnului cu Pruncul                                                           | Datare: mijlocul secolului XIX Școală: Nicula Dimensiuni: Î: 27 cm; L: 22 cm Material: tempera pe sticlă | În ciuda simplității desenului și a caracterului artistic rudimentar, prototipul imaginii poate fi identificat: o gravură cu imaginea icoanei făcătoare de minuni din biserica iezuită de la Cluj, considerată adevărata icoană care a plâns la Nicula în 1699. | Muzeul Național al Unirii, Alba Iulia                  | Cimec    |
|      | Sf. Nicolae                                                                         | Datare: sfârșitul secolului XIX Școală: Nicula Dimensiuni: Î: 28 cm; L: 23 cm Material: tempera pe sticlă | Redat demifigură, în veșminte arhierești, cu o figură tânără, Sfântul ține Evanghelia în stânga și binecuvântează cu dreapta. O ghirlandă de flori înconjoară compoziția. | Muzeul Național al Unirii, Alba Iulia                  | Cimec    |
|      | Sf. Nicolae                                                                         | Datare: prima jumătate a secolului XIX Școală: Nicula Dimensiuni: Î: 26 cm; L: 20,5 cm (inclusiv rama) Material: tempera pe sticlă | Redat bust, în veșminte arhierești, Sfântul se sprijină cu mâna stângă în cârja episcopală, iar cu dreapta binecuvântează. Coloritul este redus la roșu, verde, albastru, alb și aur. | Muzeul Național al Unirii, Alba Iulia                  | Cimec    |
|      | Învierea lui Iisus                                                                  | Datare: prima jumătate a secolului XIX Școală: Nicula Dimensiuni: Î: 29,5 cm; L: 26,5 cm (inclusiv rama) Material: tempera pe sticlă | Cu steagul biruinței în dreapta și binecuvântând cu stânga, înconjurat de o ghirlandă de nori, Iisus se înalță deasupra mormântului închis și sigilat, în prezența unui soldat care-și agită sabia și a altuia gânditor sau adormit. Scena este înconjurată de chenarul cu motivul funiei răsucite și de un al doilea chenar decorat doar cu pete de culoare. | Muzeul Național al Unirii, Alba Iulia                  | Cimec    |
|      | Înălțarea Sfintei Cruci                                                             | Datare: mijlocul secolului XIX Școală: Nicula Dimensiuni: Î: 31 cm; L: 26 cm (inclusiv rama) Material: tempera pe sticlă | Compoziția este împărțită pe verticală în două registre: în stânga două personaje masculine, posibil preoți, prezintă crucea mare a Răstignirii poporului prosternat redat în partea dreaptă. Un lujer cu o floare, care crește din brațul vertical al crucii, unește cele două registre. Compoziția este încadrată de un chenar cu motivul funiei răsucite. | Muzeul Național al Unirii, Alba Iulia                  | Cimec    |
|      | Nașterea lui Iisus                                                                  | Datare: mijlocul secolului XIX Școală: Nicula Dimensiuni: Î: 35 cm; L: 30 cm (inclusiv rama) Material: tempera pe sticlă | Iisus, așezat în leagănul spre care suflă căldură boul și asinul, este vegheat de Iosif și Maria, redați în picioare, în atitudini pioase. O stea mare, decorativă, își revarsă lumina asupra leagănului, iar doi lujeri cu flori încadrează scena. Tentativa de a da nume reprezentării a eșuat, semnele grafice desenate neputând fi legate în cuvinte. | Muzeul Național al Unirii, Alba Iulia                  | Cimec    |
|      | Sf. Nicolae                                                                         | Datare: sfârșitul secolului XIX Școală: Nicula Dimensiuni: Î: 31 cm; L: 26 cm Material: tempera pe sticlă | Redat demifigură, în veșminte arhierești, încadrat de două lujere cu flori, Sfântul ține Evanghelia în stânga și binecuvântează cu dreapta. Buclele decorative din partea superioară indică execuția icoanei de un artizan din familia Feur. Numele Sfântului este recognoscibil în câteva slove, dar cele mai multe sunt doar tentative de semne grafice. | Muzeul Național al Unirii, Alba Iulia                  | Cimec    |
|      | Maica Domnului cu Pruncul                                                           | Datare: sfârșitul secolului XIX - începutul secolului XX Școală: Gherla Dimensiuni: Î: 31 cm; L: 26 cm (inclusiv rama) Material: tempera pe sticlă | Susținându-și Pruncul pe brațul stâng, Maica Domnului îndrumă spre El cu dreapta. Modelul folosit, în ciuda naivității desenului, este recognoscibil într-una dintre gravurile prin care a fost promovată imaginea icoanei miraculoase din biserica iezuită de la Cluj, considerată adevărata icoană care a lăcrimat la Nicula în 1699. Tentativa de a identifica personajele prin texte a eșuat. | Muzeul Național al Unirii, Alba Iulia                  | Cimec    |
|      | Sf. Mucenic Gheorghe, ucigând balaurul                                              | Datare: sfârșitul secolului XIX - începutul secolului XX Școală: Gherla Dimensiuni: Î: 30 cm; L: 25 cm (inclusiv rama) Material: tempera pe sticlă | Călare pe un cal alb, înconjurat de o ghirlandă de flori, Sfântul înfige cu ambele mâini sulița în gura unui balaur verde de forma unei șopârle. Intenția de a reda numele personajului a existat, dar iconarul nu a știut să-l scrie, iar modelul nu mai conținea, probabil, acest detaliu. | Muzeul Național al Unirii, Alba Iulia                  | Cimec    |
|      | Maica Domnului cu Pruncul                                                           | Datare: a doua jumătate a secolului XIX Școală: Nicula Dimensiuni: Î: 35 cm; L: 29 cm (inclusiv rama) Material: tempera pe sticlă | Susținându-și Pruncul pe brațul stâng, Maica Domnului îndrumă spre El cu dreapta. Modelul folosit, în ciuda naivității desenului, este recognoscibil într-una dintre gravurile prin care a fost promovată imaginea icoanei miraculoase din biserica iezuită de la Cluj, considerată adevărata icoană care a lăcrimat la Nicula în 1699. | Muzeul Național al Unirii, Alba Iulia                  | Cimec    |
|      | Arhanghelii Mihail și Gavriil                                                       | Datare: începutul secolului XX Școală: Gherla Dimensiuni: Î: 31 cm; L: 25,5 cm Material: tempera pe sticlă | Ținând în mâini atribute care, în mod obișnuit îl definesc doar pe Arhanghelul Mihail (potirul ultimei împărtășanii, balanța pentru cântărirea păcatelor și sabia dreptății), cele două personaje sunt redate pe un câmp pe care cresc lujeri cu flori. Alte ghirlande și bucle de draperii încadrează compoziția. | Muzeul Național al Unirii, Alba Iulia                  | Cimec    |
|      | Masa Raiului                                                                        | Datare: a doua jumătate a secolului XIX Școală: Nicula Dimensiuni: Î: 31,5 cm; L: 24 cm Material: tempera pe sticlă | În spații romboidale sunt redați Maica Domnului cu Pruncul (stânga sus), Sf. Nicolae (dreapta jos), posibil Sf. Paraschiva (stânga jos) și un personaj imposibil de identificat (dreapta sus). După ezitările cu care e redată denumirea scenei e mai probabil că datarea 1866 aparține modelului și nu momentului execuției efective a icoanei, ea fiind doar preluată mecanic. | Muzeul Național al Unirii, Alba Iulia                  | Cimec    |
|      | Sfinții împărați Constantin și Elena                                                | Datare: începutul secolului XX Școală: Gherla Dimensiuni: Î: 35 cm; L: 29,5 cm Material: tempera pe sticlă | Cele două personaje sunt redate demifigură, cu câte o cruce în mâini și susținând împreună o cruce mare, pe care este răstignit Hristos. Compoziția este încadrată de două lejere cu flori. | Muzeul Național al Unirii, Alba Iulia                  | Cimec    |
|      | Sf. Paraschiva                                                                      | Datare: sfârșitul secolului XIX - începutul secolului XX Școală: Gherla Dimensiuni: Î: 32,5 cm; L: 26 cm Material: tempera pe sticlă | Reprezentată bust, încoronată, Sfânta ține în dreapta crucea și în stânga ramura de palmier. Doi lujeri cu flori completează compoziția. | Muzeul Național al Unirii, Alba Iulia                  | Cimec    |
|      | Sf. Ecaterina                                                                       | Datare: a doua jumătate a secolului XIX Școală: Nicula Dimensiuni: Î: 28 cm; L: 22,5 cm Material: tempera pe sticlă | Reprezentată bust, încoronată, Sfânta ține în stânga crucea și binecuvântează cu dreapta. Un chenar cu motivul frânghiei răsucite, din care cresc frunze, încadrează compoziția. Numele este redată în varianta populară locală, dacă nu luăm în calcul și varianta unei grafii greșite, Cataaina în loc de Catarina. | Muzeul Național al Unirii, Alba Iulia                  | Cimec    |
|      | Masa Raiului                                                                        | Datare: a doua jumătate a secolului XIX Școală: Nicula Dimensiuni: Î: 32 cm; L: 27 cm Material: tempera pe sticlă | În spații romboidale sunt redați Maica Domnului cu Pruncul (stânga sus, fără text explicativ), Iisus binecuvântând, Sf. Paraschiva și Sf. Nicolae. Rombul central este ocupat de un element floral. Chenarul cu motivul funiei răsucite și flori separă personajele | Muzeul Național al Unirii, Alba Iulia                  | Cimec    |
|      | Buna Vestire                                                                        | Datare: începutul secolului XX Școală: Gherla Dimensiuni: Î: 30 cm; L: 25 cm Material: tempera pe sticlă | Maica Domnului, în stânga, cu brațele împreunate în rugăciune, primește vestea adusă de Arhanghelul care o binecuvântează cu o ramură cu frunze. Porumbelul Sfântului Duh își îndreaptă atenția spre Gavrill, nu spre Fecioară, și nu răspândește lumină divină. În fundal se află o masă cu o carte deschisă, iar o alta planează deasupra mesei. Identitatea acestui obiect în modelul inițial este greu de identificat, dar cu siguranță cei care l-au reprodus și i-au dat forma de carte nu au înțeles nici ei ce este. O ghirlandă cu flori înconjoară compoziția. | Muzeul Național al Unirii, Alba Iulia                  | Cimec    |
|      | Sfinții Apostoli Petru și Pavel                                                     | Datare: începutul secolului XX Școală: Gherla Dimensiuni: Î: 31,5 cm; L: 25 cm Material: tempera pe sticlă | Redați demifigură, Petru cu cheia, Pavel cu sabia, cei doi apostoli par să întrețină o conversație în fața clădirii unei biserici. Flori și draperii încadrează scena. | Muzeul Național al Unirii, Alba Iulia                  | Cimec    |
|      | Sf. Nicolae                                                                         | Datare: sfârșitul secolului XIX Școală: Nicula Dimensiuni: Î: 28 cm; L: 23 cm Material: tempera pe sticlă | Binecuvântând cu dreapta și ținând Evanghelia în stânga, Sfântul este redat bust, în veșminte arhierești, înconjurat de o ghirlandă de flori. Numele nu a mai fost scris, identificarea personajului fiind posibilă doar prin analogie cu alte icoane similare. | Muzeul Național al Unirii, Alba Iulia                  | Cimec    |
|      | Sfânta Treime nou-testamentară                                                      | Datare: prima jumătate a secolului XIX Școală: Șcheii Brașovului Dimensiuni: Î: 42 cm; L: 38 cm (inclusiv rama) Material: tempera pe sticlă | Redată în versiunea occidentală nou-testamentară, compoziția îi cuprinde pe Iisus în stânga, arătându-și mâinile străpunse de răni, Dumnezeu-Tatăl în dreapta, cu sceptru și arptând spre Fiul, iar între ei crucea mare a Răstignirii, din spatele căreia luminează razelel Sfântului Duh, redat în formă de porumbel. În colțurile inferioare, doi putti stau în genunchi, cu mâinile împreunate în rugăciune. | Muzeul Național al Unirii, Alba Iulia                  | Cimec    |
|      | Buna Vestire                                                                        | Datare: începutul secolului XX Școală: Gherla Dimensiuni: Î: 31,5 cm; L: 26 cm Material: tempera pe sticlă | Redată în stânga, cu mâinile împreunate, Fecioara primește vestea de la Arhanghelul care arată cu mâna spre porumbelul Sfântului Duh, care împrăștie o lumină puternică în centrul compoziției. Pe o masă acoperită cu un ștergar se află o carte. Neînțelegând detaliul, artistul a mai desenat o carte și în spațiul care separă masa de lumina divină răspândită de porumbel. Nelipsita ghirlandă de flori încadrează compoziția. Inscripția este ininteligibilă. | Muzeul Național al Unirii, Alba Iulia                  | Cimec    |
|      | Sf. Mucenic Gheorghe, ucigând balaurul Autor: Prodan Maria (?)                      | Datare: sfârșitul secolului XIX Școală: Maierii Bălgradului Dimensiuni: Î: 42,5 cm; L: 38 cm (inclusiv rama) Material: tempera pe sticlă | În veșmânt militar, cu mantie roșie și cămașă de zale de aur, călare pe un cal alb, Sfântul străpunge cu sulița un balaur maro, cu cap alb și aripi roșii; în partea superioară, draperii roșii și o creangă cu flori; fundalul este ocru și albastru închis. | Muzeul Național al Unirii, Alba Iulia                  | Cimec    |
|      | Masa Raiului                                                                        | Datare: sfârșitul secolului XIX Școală: Șcheii Brașovului Dimensiuni: Î: 42 cm; L: 37 cm (inclusiv rama) Material: tempera pe sticlă | Icoană pictată pe sticlă atribuită unui atelier din Șcheii Brașovului, având ca model o xilogravură imprimată la Hășdate. Compoziția este împărțită, prin intermediul unor benzi diagonale, în cinci câmpuri, în care sunt redați, bust, Iisus Pantocrator, Maica Domnului cu Pruncul, Sf. Nicolae, Sf. Paraschiva, iar rombul central este ocupat de un motiv floral. Culori dominate: albastru și roșu carmin. | Muzeul Național al Unirii, Alba Iulia                  | Cimec    |
|      | Masa Raiului                                                                        | Datare: sfârșitul secolului XIX Școală: Șcheii Brașovului Dimensiuni: Î: 42,5 cm; L: 38,5 cm (inclusiv rama) Material: tempera pe sticlă | Icoană pictată pe sticlă atribuită unui atelier din Șcheii Brașovului, având ca model o xilogravură imprimată la Hășdate. Compoziția este împărțită, prin intermediul unor benzi diagonale, în cinci câmpuri, în care sunt redați, bust, Iisus Pantocrator, Maica Domnului cu Pruncul, Sf. Nicolae, Sf. Paraschiva, iar rombul central este ocupat de un motiv floral. Culorile dominante sunt albastru închis și roșu. | Muzeul Național al Unirii, Alba Iulia                  | Cimec    |
|      | Iisus – vița vieții                                                                 | Datare: sfârșitul secolului XIX Școală: Șcheii Brașovului Dimensiuni: Î: 45 cm; L: 40 cm (inclusiv rama) Material: tempera pe sticlă | Urmând un model de sorginte ucraineană, Iisus, redat din semiprofil spre dreapta, este așezat pe un sarcofag care, datorită decorului, a fost adeseori identificat în literatura românească drept ladă de zestre. În spatele său se profilează crucea Răstignirii, în jurul căreia se răsucește un vrej de viță de vie cu struguri supradimensionați, din care Hristos stoarce într-un potir vinul Împărtășaniei. Compoziția este tratată în modul modul specific iconarilor din Șchei, obsesia pentru decorativ sugerând o horror vacui. | Muzeul Național al Unirii, Alba Iulia                  | Cimec    |
|      | Sf. Nicolae                                                                         | Datare: sfârșitul secolului XIX Școală: Șcheii Brașovului Dimensiuni: Î: 46 cm; L: 40,5 cm (inclusiv rama) Material: tempera pe sticlă | Redat pe tron, flancat de doi heruvimi, Sfântul ține în stânga Evanghelia închisă și binecuvântează cu dreapta. | Muzeul Național al Unirii, Alba Iulia                  | Cimec    |
|      | Sf. Nicolae                                                                         | Datare: sfârșitul secolului XIX Școală: Șcheii Brașovului Dimensiuni: Î: 46 cm; L: 40 cm (inclusiv rama) Material: tempera pe sticlă | Redat pe tron, în veșminte arhierești, cu Evanghelia în stânga și binecuvântând cu dreapta, Sfântul este flancat, în partea superioară, de doi heruvimi. Fundalul este decorat în stilul specific iconarilor din Șchei, printr-un abuz de motive decorative geometrice. | Muzeul Național al Unirii, Alba Iulia                  | Cimec    |
|      | Maica Domnului cu Pruncul                                                           | Datare: a doua jumătate a secolului XIX Școală: Șcheii Brașovului Dimensiuni: Î: 44,5 cm; L: 40,5 cm (inclusiv rama) Material: tempera pe sticlă | Icoană pictată pe sticlă atribuită unui atelier din Șcheii Brașovului, inspirată de o gravură athonită, o reprezintă pe Maica Domnului tipul Hodighitria, încoronată, purtând salbă și cercei, ținând Pruncul pe brațul stâng, și el încoronat, în veșmânt albastru cu o bandă de aur pe umărul drept și un rotulus în mâna stângă. Partea inferioară a fundalului este albă, presărată cu șiruri de steluțe negre, redate sub forma unor sârme ghimpate. Partea superioară este verde și decorată cu doi lujeri roșii cu alb. Compoziția nu conține inscripții, doar monogramul de pe aureola lui Iisus, din care se văd însă doar literele grecești O și H. Rama este originală, băițuită, decorată cu un șforț. | Muzeul Național al Unirii, Alba Iulia                  | Cimec    |
|      | Sf. Nicolae                                                                         | Datare: a doua jumătate a secolului XIX Școală: Șcheii Brașovului Dimensiuni: Î: 45,5 cm; L: 42 cm (inclusiv rama) Material: tempera pe sticlă | Redat pe tron, în veșminte arhierești, cu Evanghelia în stânga și binecuvântând cu dreapta, Sfântul este flancat, în partea superioară, de imaginile miniaturale ale lui Iisus și a Maicii Domnului, pe mediana stângă de cei trei căpitani salvați de la moarte, iar în colțul inferior stâng de tatăl fetelor ajutate să se mărite. Pe Evanghelia deschisă se pot citi cuvintele „Veniți blagosloviții Părintelui ...”, specifice reprezentărilor lui Iisus. Din cauza stângăciei desenului, perna pe care ar fi trebuit să stea așezat Sfântul a fost amplasată mai jos. | Muzeul Național al Unirii, Alba Iulia                  | Cimec    |
|      | Sfinții Nicolae și Vasile cel Mare                                                  | Datare: sfârșitul secolului XIX Școală: Șcheii Brașovului Dimensiuni: Î: 46,5 cm; L: 41 cm (inclusiv rama) Material: tempera pe sticlă | Cele două personaje sunt redate în veșminte arhierești, cu evanghelii în mâna stângă și binecuvântând cu dreapta. Un vrej cu flori și draperii ocupă partea superioară, iar partea inferioară este decorată cu diverse motive geometrice și liniare. | Muzeul Național al Unirii, Alba Iulia                  | Cimec    |
|      | Sf. Nicolae                                                                         | Datare: ultimele decenii ale secolului XIX Școală: Șcheii Brașovului Dimensiuni: Î: 43,5 cm; L: 38,5 cm (inclusiv rama) Material: tempera pe sticlă | Redat pe tron, cu Evanghelia deschisă în stânga și binecuvântând cu dreapta, Sfântul Nicolae este flancat de reprezentările miniaturale ale lui Iisus și a Maicii Domnului. În colțul inferior drept, îngenunchiat, stă tatăl fetelor salvate, iar din spatele tronului, pe laterala stângă, se văd două din silutele celor trei căpitani. | Muzeul Național al Unirii, Alba Iulia                  | Cimec    |
|      | Sf. Nicolae                                                                         | Datare: sfârșitul secolului XIX Școală: Șcheii Brașovului Dimensiuni: Î: 42,5 cm; L: 38 cm (inclusiv rama) Material: tempera pe sticlă | Redat pe tron, în veșminte arhierești, cu Evanghelia în stânga și binecuvântând cu dreapta, Sfântul este flancat, în partea superioară, de imaginile miniaturale ale lui Iisus și a Maicii Domnului, pe mediana stângă de doi din cei trei căpitani salvați de la moarte, iar în colțul inferior drept de tatăl fetelor ajutate să se mărite. | Muzeul Național al Unirii, Alba Iulia                  | Cimec    |
|      | Prohodul lui Iisus                                                                  | Datare: sfârșitul secolului XIX Școală: Șcheii Brașovului Dimensiuni: Î: 38 cm; L: 44,5 cm (inclusiv rama) Material: tempera pe sticlă | Desfășurată pe orizontală, compoziția îi reunește pe Iisus, așezat pe giulgiul ținut de Nicodim și Iosif din Arimateea, pe Maica Domnului și două dintre sfintele femei. În fundal se profilează crucea Răstignirii. Culoarea dominantă este roșul. | Muzeul Național al Unirii, Alba Iulia                  | Cimec    |
|      | Sf. Mucenic Gheorghe, ucigând balaurul                                              | Datare: ultimele decenii ale secolului XIX Școală: Șcheii Brașovului Dimensiuni: Î: 43 cm; L: 38,5 cm (inclusiv rama) Material: tempera pe sticlă | Călare pe un cal alb, Sfântul înfige lancea în trupul încolăcit al balaurului, în prezența fetei de împărat, care așteaptă deznodământul luptei în poarta unei clădiri. Rama icoanei este pictată cu ramuri de brad și pete de culoare albă pe fond albastru. | Muzeul Național al Unirii, Alba Iulia                  | Cimec    |
|      | Maica Domnului îndurerată                                                           | Datare: sfârșitul secolului XIX Școală: Șcheii Brașovului Dimensiuni: Î: 46,5 cm; L: 41 cm (inclusiv rama) Material: tempera pe sticlă | Icoană pictată pe sticlă atribuită unui atelier din Șcheii Brașovului, o reprezintă pe Maica Domnului tipul Achtyrskaia, redată din semiprofil spre dreapta, cu mâinile împreunate în rugăciune, în fața crucii pe care este răstignit Hristos. În colțurile superioare străjuiesc heruvimi. | Muzeul Național al Unirii, Alba Iulia                  | Cimec    |
|      | Încoronarea Fecioarei                                                               | Datare: sfârșitul secolului XIX Școală: Șcheii Brașovului Dimensiuni: Î: 43,5 cm; L: 38,5 cm (inclusiv rama) Material: tempera pe sticlă | Urmând un model de sorginte athonită, Maica Domnului este redată în jumătatea inferioară a compoziției, cu mâinile împreunate în rugăciune, flancată de Iisus la stânga și Dumnezeu-tatăl la dreapta. Cei doi susțin o coroană deasupra capului Mariei, peste care porumbelul Sfântului Duh își revarsă razele. | Muzeul Național al Unirii, Alba Iulia                  | Cimec    |
|      | Sfinții trei ierarhi                                                                | Datare: sfârșitul secolului XIX Școală: Șcheii Brașovului Dimensiuni: Î: 42,5 cm; L: 38,5 cm (inclusiv rama) Material: tempera pe sticlă | Redați în picioare, înveșmântați ca arhierei, cu evanghelii și binecuvântând, cei trei sfinți prezintă fizionomii bine individualizate, în ciuda stângăciei desenului. | Muzeul Național al Unirii, Alba Iulia                  | Cimec    |
|      | Sfinții împărați Constantin și Elena                                                | Datare: sfârșitul secolului XIX Școală: Șcheii Brașovului Dimensiuni: Î: 42,5 cm; L: 38 cm (inclusiv rama) Material: tempera pe sticlă | Având ca model o gravură de Hășdate, imaginea ni-i prezintă pe cei doi sfinți susținând o cruce uriașă, un adevărat pom al vieții, din care se desprind doi lujeri și un ciorchine de strugure. De o parte și de alta străjuiesc doi heruvimi. Indicațiile din titlu sunt invers față de personajele reprezentate. | Muzeul Național al Unirii, Alba Iulia                  | Cimec    |
|      | Sfinții împărați Constantin și Elena                                                | Datare: sfârșitul secolului XIX Școală: Șcheii Brașovului Dimensiuni: Î: 42 cm; L: 37 cm (inclusiv rama) Material: tempera pe sticlă | Având ca model o gravură de Hășdate, imaginea ni-i prezintă pe cei doi sfinți susținând o cruce uriașă, un adevărat pom al vieții, din care se desprind doi lujeri. De o parte și de alta străjuiesc doi heruvimi. Indicațiile din titlu sunt invers față de personajele reprezentate. | Muzeul Național al Unirii, Alba Iulia                  | Cimec    |
|      | Sfinții împărați Constantin și Elena                                                | Datare: mijlocul secolului XIX Școală: Șcheii Brașovului Dimensiuni: Î: 53,5 cm; L: 42 cm (inclusiv rama) Material: tempera pe sticlă | Compoziția este extrem de simplă, iar desenul foarte rudimentar. Cele două personaje susțin o cruce mare, care are de o parte și de alta reprezentările umanizate ale Soarelui și Lunii. Pe fundalul albastru au fost presărate stele, care s-au șters. | Muzeul Național al Unirii, Alba Iulia                  | Cimec    |
|      | Prăznicar cu patru scene                                                            | Datare: sfârșitul secolului XIX Școală: Șcheii Brașovului Dimensiuni: Î: 50,5 cm; L: 46,5 cm (inclusiv rama) Material: tempera pe sticlă | Suprafața pictată este împărțită în patru casete, în care sunt redate Maica Domnului cu Pruncul, Sf. Nicolae, Sf. Dimitrie și Sf. Gheorghe. | Muzeul Național al Unirii, Alba Iulia                  | Cimec    |
|      | Botezul Domnului                                                                    | Datare: mijlocul secolului XIX Școală: Șcheii Brașovului Dimensiuni: Î: 47 cm; L: 42,5 cm (inclusiv rama) Material: tempera pe sticlă | Redat în centrul compoziției, Iisus este botezat de Ioan, în timp ce Arhanghelii Mihail și Gavriil asistă în partea dreaptă a scenei. Porumbelul Duhul Sfânt e prezent și el, în partea superioară a compoziției. Prin colorit și forma draperiilor din colțurile superioare, icoana anunță deja stilul dominant la Șchei în ultimele decenii ale secolului XIX. | Muzeul Național al Unirii, Alba Iulia                  | Cimec    |
|      | Iisus – vița vieții                                                                 | Datare: sfârșitul secolului XIX Școală: Șcheii Brașovului Dimensiuni: Î: 46,5 cm; L: 41 cm (inclusiv rama) Material: tempera pe sticlă | Urmând un model de sorginte ucraineană, Iisus, redat din semiprofil spre stânga, este așezat pe un sarcofag care, datorită decorului, a fost adeseori identificat în literatura românească drept ladă de zestre. În spatele său se profilează crucea Răstignirii, în jurul căreia se răsucește un vrej de viță de vie cu struguri supradimensionați, din care Hristos stoarce într-un potir vinul Împărtășaniei. Compoziția este tratată în modul modul specific iconarilor din Șchei, obsesia pentru decorativ sugerând o horror vacui. | Muzeul Național al Unirii, Alba Iulia                  | Cimec    |
|      | Sf. Haralambie                                                                      | Datare: sfârșitul secolului XIX Școală: Șcheii Brașovului Dimensiuni: Î: 45 cm; L: 41 cm (inclusiv rama) Material: tempera pe sticlă | Compoziția ni-l prezintă pe Sfânt în picioare, cu Evanghelia în dreapta și cu stânga ținând lanțul de care este legată Ciuma, reprezentată ca o femeie încornorată și ținând o coasă în mână. De o parte și de alta, doi îngeri sunt redați și ei în picioare, în aglomerații de nori. | Muzeul Național al Unirii, Alba Iulia                  | Cimec    |
|      | Sfinții Nicolae și Vasile cel Mare                                                  | Datare: sfârșitul secolului XIX Școală: Șcheii Brașovului Dimensiuni: Î: 46,5 cm; L: 41 cm (inclusiv rama) Material: tempera pe sticlă | Cele două personaje sunt redate în veșminte arhierești, cu evanghelii în mâna stângă și binecuvântând cu dreapta. Un vrej cu flori ocupă partea superioară, iar partea inferioară este decorată cu diverse motive geometrice și liniare. | Muzeul Național al Unirii, Alba Iulia                  | Cimec    |
|      | Maica Domnului cu Pruncul                                                           | Datare: sfârșitul secolului XIX Școală: Șcheii Brașovului Dimensiuni: Î: 43 cm; L: 37 cm (inclusiv rama) Material: tempera pe sticlă | Icoană pictată pe sticlă atribuită unui atelier din Șcheii Brașovului, inspirată de o gravură athonită, o reprezintă pe Maica Domnului tipul Hodighitria combinat cu Maica Domnului a patimilor. Încoronată, purtând cercei, Fecioara ține Pruncul pe brațul stâng, înveșmântat cu un chiton colorat galben-portocaliu în partea superioară și maro-alb în partea inferioară, strâns pe mijloc cu un brâu galben. Rotulusul pe care îl ține în mâna stângă se pierde în culoarea veșmântului. Cei doi îngeri care îi flanchează sunt redați stând în picioare pe aglomerații de nori roz, cu mâinile împreunate a rugăciune. Fundalul este albastru în partea superioară și cu un decor geometric divers colorat în partea inferioară. Artizanul a folosit vopsele industriale. | Muzeul Național al Unirii, Alba Iulia                  | Cimec    |
|      | Sf. Paraschiva                                                                      | Datare: sfârșitul secolului XIX Școală: Șcheii Brașovului Dimensiuni: Î: 43,5 cm; L: 38,5 cm (inclusiv rama) Material: tempera pe sticlă | Redată bust, încoronată, Cuvioasa ține în dreapta o cruce, iar în stânga o ramură de palmier, semn al martiriului. În fundal se profilează chipurile miniaturale a doi heruvimi. Compoziția este încadrată, pe laterale, de două ghirlande de flori. | Muzeul Național al Unirii, Alba Iulia                  | Cimec    |
|      | Sf. Haralambie                                                                      | Datare: sfârșitul secolului XIX Școală: Șcheii Brașovului Dimensiuni: Î: 43 cm; L: 38,5 cm (inclusiv rama) Material: tempera pe sticlă | Redat în picioare sub o arcadă, în veșminte arhierești, Sfântul ține în stânga Evanghelia, iar cu dreapta binecuvântează. Ciuma, redată sub forma unui bărbat hirsut și încornorat, este lungită la picioarele lui, cu coasa răsturnată și un lanț legat de gât, prins de mâneca Sfântului. Fondul albastru este animat de steluțe albe și roșii și de coline pe care se înalță două flori. | Muzeul Național al Unirii, Alba Iulia                  | Cimec    |
|      | Masa Raiului                                                                        | Datare: sfârșitul secolului XIX Școală: Șcheii Brașovului Dimensiuni: Î: 42 cm; L: 37 cm (inclusiv rama) Material: tempera pe sticlă | Icoană pictată pe sticlă atribuită unui atelier din Șcheii Brașovului, având ca model o xilogravură imprimată la Hășdate. Compoziția este împărțită, prin intermediul unor benzi diagonale, în cinci câmpuri, în care sunt redați, bust, Iisus Pantocrator, Maica Domnului cu Pruncul, Sf. Nicolae, Sf. Paraschiva, iar rombul central este ocupat de un motiv floral. Culorile dominante sunt albastru deschis și roșu. | Muzeul Național al Unirii, Alba Iulia                  | Cimec    |
|      | Sfinții împărați Constantin și Elena                                                | Datare: sfârșitul secolului XIX Școală: Șcheii Brașovului Dimensiuni: Î: 42 cm; L: 37,5 cm (inclusiv rama) Material: tempera pe sticlă | Având ca model o gravură athonită, imaginea ni-i prezintă pe cei doi sfinți susținând o cruce mare, în spatele căreia strălucește, puternic, soarele. | Muzeul Național al Unirii, Alba Iulia                  | Cimec    |
|      | Încoronarea Fecioarei                                                               | Datare: sfârșitul secolului XIX Școală: Șcheii Brașovului Dimensiuni: Î: 42 cm; L: 37,5 cm (inclusiv rama) Material: tempera pe sticlă | Urmând un model de sorginte athonită, Maica Domnului este redată în jumătatea inferioară a compoziției, cu mâinile împreunate în rugăciune, flancată de Iisus la stânga și Dumnezeu-tatăl la dreapta. Cei doi susțin o coroană deasupra capului Mariei, peste care porumbelul Sfântului Duh își revarsă razele. | Muzeul Național al Unirii, Alba Iulia                  | Cimec    |
|      | Sf. Paraschiva                                                                      | Datare: sfârșitul secolului XIX Școală: Șcheii Brașovului Dimensiuni: Î: 46,5 cm; L: 40,5 cm (inclusiv rama) Material: tempera pe sticlă | | Muzeul Național al Unirii, Alba Iulia                  | Cimec    |
|      | Sf. Haralambie                                                                      | Datare: sfârșitul secolului XIX Școală: Șcheii Brașovului Dimensiuni: Î: 40 cm; L: 38 cm (inclusiv rama) Material: tempera pe sticlă | Redat în picioare sub o arcadă, în veșminte arhierești, Sfântul ține în stânga Evanghelia, iar cu dreapta binecuvântează. Ciuma, redată sub forma unui bărbat hirsut și încornorat, este lungită la picioarele lui, cu coasa răsturnată și un lanț legat de gât, prins de mâneca Sfântului. Fondul verde este animat de flori roșii stilizate și de coline. | Muzeul Național al Unirii, Alba Iulia                  | Cimec    |
|      | Sf. Prooroc Ilie                                                                    | Datare: sfârșitul secolului XIX Școală: Șcheii Brașovului Dimensiuni: Î: 46,5 cm; L: 41,5 cm (inclusiv rama) Material: tempera pe sticlă | Compoziția este împărțită în două registre: în cel superior Ilie se înalță la cer într-o caleașcă trasă de doi cai, sub privirile unui heruvim; registrul inferior este și el împărțit în două secvențe, prima prezentându-l pe Elisei prinzând cojocul Sfântului Ilie, cea de-a doua ilustrând același personaj arându-și ogorul. | Muzeul Național al Unirii, Alba Iulia                  | Cimec    |
|      | Sf. Haralambie                                                                      | Datare: sfârșitul secolului XIX Școală: Șcheii Brașovului Dimensiuni: Î: 43 cm; L: 38,5 cm (inclusiv rama) Material: tempera pe sticlă | Redat în picioare sub o arcadă, în veșminte arhierești, Sfântul ține în stânga Evanghelia, iar cu dreapta binecuvântează. Ciuma, redată sub forma unui bărbat hirsut și încornorat, este lungită la picioarele lui, cu coasa răsturnată și un lanț legat de gât, prins de mâneca Sfântului. Adâncimea este obținută dintr-o succesiune de linii și romburi care sugerează coline, pe care se înalță două flori. | Muzeul Național al Unirii, Alba Iulia                  | Cimec    |
|      | Iisus – vița vieții                                                                 | Datare: sfârșitul secolului XIX Școală: Șcheii Brașovului Dimensiuni: Î: 46 cm; L: 41 cm (inclusiv rama) Material: tempera pe sticlă | Urmând un model de sorginte ucraineană, Iisus, redat din semiprofil spre dreapta, este așezat pe un sarcofag care, datorită decorului, a fost adeseori identificat în literatura românească drept ladă de zestre. În spatele său se profilează crucea Răstignirii, în jurul căreia se răsucește un vrej de viță de vie cu struguri supradimensionați, din care Hristos stoarce într-un potir vinul Împărtășaniei. Compoziția este tratată în modul modul specific iconarilor din Șchei, obsesia pentru decorativ sugerând o horror vacui. | Muzeul Național al Unirii, Alba Iulia                  | Cimec    |
|      | Sfinții împărați Constantin și Elena                                                | Datare: sfârșitul secolului XIX Școală: Șcheii Brașovului Dimensiuni: Î: 44,5 cm; L: 40,5 cm (inclusiv rama) Material: tempera pe sticlă | Având ca model o gravură de Hășdate, imaginea ni-i prezintă pe cei doi sfinți susținând o cruce uriașă, un adevărat pom al vieții, din care se desprind doi lujeri. De o parte și de alta străjuiesc doi heruvimi, iar în partea inferioară cresc doi lujeri cu flori. Indicațiile din titlu sunt invers față de personajele reprezentate. | Muzeul Național al Unirii, Alba Iulia                  | Cimec    |
|      | Buna Vestire                                                                        | Datare: sfârșitul secolului XIX Școală: Șcheii Brașovului Dimensiuni: Î: 46,5 cm; L: 41,5 cm (inclusiv rama) Material: tempera pe sticlă | Într-un cadru arhitectonic aglomerat, așezată în fața unei mese pe care se află o carte și o cruce, Fecioara primește vestea adusă de Arhanghelul Gavriil, care ține în mână un lujer cu trei flori. Din partea superioară, porumbelul Duhului Sfânt își revarsă razele spre chipul Fecioarei. Compoziția este tratată în modul modul specific iconarilor din Șchei, obsesia pentru decorativ sugerând o horror vacui. | Muzeul Național al Unirii, Alba Iulia                  | Cimec    |
|      | Iisus – vița vieții                                                                 | Datare: sfârșitul secolului XIX Școală: Șcheii Brașovului Dimensiuni: Î: 42,5 cm; L: 37 cm (inclusiv rama) Material: tempera pe sticlă | Urmând un model de sorginte ucraineană, Iisus, redat din semiprofil spre dreapta, este așezat pe un sarcofag care, datorită decorului, a fost adeseori identificat în literatura românească drept ladă de zestre. În spatele său se profilează crucea Răstignirii, în jurul căreia se răsucește un vrej de viță de vie cu struguri supradimensionați, din care Hristos stoarce într-un potir vinul Împărtășaniei. Compoziția este tratată în modul modul specific iconarilor din Șchei, obsesia pentru decorativ sugerând o horror vacui. | Muzeul Național al Unirii, Alba Iulia                  | Cimec    |
|      | Maica Domnului îndurerată                                                           | Datare: sfârșitul secolului XIX Școală: Șcheii Brașovului Dimensiuni: Î: 42,5 cm; L: 37 cm (inclusiv rama) Material: tempera pe sticlă | Icoană pictată pe sticlă atribuită unui atelier din Șcheii Brașovului, o reprezintă pe Maica Domnului tipul Achtyrskaia, redată din semiprofil spre stânga, cu mâinile împreunate în rugăciune, în fața crucii pe care este răstignit Hristos. Deasupra acesteia, Dumnezeu-Tatăl, redat bust, într-o aglomerație de nori, o recomandă pe Fecioară. | Muzeul Național al Unirii, Alba Iulia                  | Cimec    |
|      | Iisus – vița vieții                                                                 | Datare: sfârșitul secolului XIX Școală: Șcheii Brașovului Dimensiuni: Î: 42,5 cm; L: 37 cm (inclusiv rama) Material: tempera pe sticlă | Urmând un model de sorginte ucraineană, Iisus, redat din semiprofil spre dreapta, este așezat pe un sarcofag care, datorită decorului, a fost adeseori identificat în literatura românească drept ladă de zestre. În spatele său se profilează crucea Răstignirii, în jurul căreia se răsucește un vrej de viță de vie cu struguri supradimensionați, din care Hristos stoarce într-un potir vinul Împărtășaniei. Compoziția este tratată în modul modul specific iconarilor din Șchei, obsesia pentru decorativ sugerând o horror vacui. | Muzeul Național al Unirii, Alba Iulia                  | Cimec    |
|      | Sf. Paraschiva                                                                      | Datare: sfârșitul secolului XIX Școală: Șcheii Brașovului Dimensiuni: Î: 47 cm; L: 41 cm (inclusiv rama) Material: tempera pe sticlă | Încoronată, așezată pe un tron somptuos, Cuvioasa ține în stânga o cruce, iar cu dreapta binecuvântează. În spatele tronului, redați bust, stau Arhanghelii Mihail și Gavriil. Compoziția se remarcă prin obsesia pentru decorativ și prin greșelile de ortografie cu care este redat titlul temei. | Muzeul Național al Unirii, Alba Iulia                  | Cimec    |
|      | Iisus – vița vieții                                                                 | Datare: a doua jumătate a secolului XIX Școală: Șcheii Brașovului Dimensiuni: Î: 45,5 cm; L: 42 cm (inclusiv rama) Material: tempera pe sticlă | Urmând un model de sorginte ucraineană, Iisus, redat din semiprofil spre stânga, este așezat pe un sarcofag care, datorită decorului, a fost adeseori identificat în literatura românească drept ladă de zestre. În spatele său se profilează crucea Răstignirii, în jurul căreia se răsucește un vrej de viță de vie cu struguri supradimensionați, din care Hristos stoarce într-un potir vinul Împărtășaniei. Compoziția este tratată în modul modul specific iconarilor din Șchei, obsesia pentru decorativ sugerând deja o horror vacui. | Muzeul Național al Unirii, Alba Iulia                  | Cimec    |
|      | Maica Domnului cu Pruncul                                                           | Datare: a doua jumătate a secolului XIX Școală: Șcheii Brașovului Dimensiuni: Î: 55 cm; L: 51,5 cm (inclusiv rama) Material: tempera pe sticlă | Icoană pictată pe sticlă atribuită unui atelier din Șcheii Brașovului, o reprezintă pe Maica Domnului tipul Hodighitria combinat cu Maica Domnului Împărăteasa cerurilor. Încoronată de doi îngeri, cu o salbă bogată la gât, Fecioara ține Pruncul pe brațul drept. Fundalul este albastru, în partea superioară, iar decorul în romburi din jumătatea inferioară, bordat cu motivul spiralei, sugerează existența unui tron. | Muzeul Național al Unirii, Alba Iulia                  | Cimec    |
|      | Sf. Paraschiva                                                                      | Datare: a doua jumătate a secolului XIX Școală: Șcheii Brașovului Dimensiuni: Î: 55 cm; L: 50 cm (inclusiv rama) Material: tempera pe sticlă | Încoronată, Cuvioasa ține în dreapta o cruce, iar în stânga o ramură de palmier, semn al muceniciei. Stângăcia desenului face greu identificabilă poziția în care este reprezentată, partea inferioară a veșmântului sugerând că ar sta în picioare, în timp ce în spatele său se văd spătarul unui tron și o pernă. În spatele tronului, cu mâinile împreunate în rugăciune, stau Arhanghelii Mihail și Gavriil. | Muzeul Național al Unirii, Alba Iulia                  | Cimec    |
|      | Sf. Prooroc Ilie                                                                    | Datare: sfârșitul secolului XIX Școală: Șcheii Brașovului Dimensiuni: Î: 53 cm; L: 49 cm (inclusiv rama) Material: tempera pe sticlă | Separate de o ghirlandă de nori și de una de flori, cele două registre ale compoziției ni-i prezintă, sus, pe Sf. ilie răpit la cer într-o caleașcă trasă de doi cai, sub privirile a trei heruvimi, iar jos pe Elisei prinzând cojocul Sfântului și arându-și ogorul. | Muzeul Național al Unirii, Alba Iulia                  | Cimec    |
|      | Sf. Paraschiva                                                                      | Datare: a doua jumătate a secolului XIX Școală: Șcheii Brașovului Dimensiuni: Î: 49 cm; L: 44 cm (inclusiv rama) Material: tempera pe sticlă | Încoronată, așezată pe un tron somptuos, Cuvioasa ține în dreapta o cruce, iar cu stânga binecuvântează. În spatele tronului, redați bust, stau Arhanghelii Mihail și Gavriil. Puțin cunoscător al scrisului, artistul a redat ca titlu numele unui personaj secundar. | Muzeul Național al Unirii, Alba Iulia                  | Cimec    |
|      | Sf. Nicolae                                                                         | Datare: sfârșitul secolului XIX Școală: Șcheii Brașovului Dimensiuni: Î: 47 cm; L: 41,5 cm (inclusiv rama) Material: tempera pe sticlă | Redat pe tron, în veșminte arhierești, cu Evanghelia în stânga și binecuvântând cu dreapta, Sfântul este flancat, în partea superioară, de imaginile miniaturale ale lui Iisus și a Maicii Domnului, pe mediana stângă de cei trei căpitani salvați de la moarte, iar în colțul inferior stâng de tatăl fetelor ajutate să se mărite. Pe Evanghelia deschisă se pot citi cuvintele „Veniți blagosloviții Părintelui ...”, specifice reprezentărilor lui Iisus. Din cauza stângăciei desenului, perna pe care ar fi trebuit să stea așezat Sfântul a fost amplasată mai jos. | Muzeul Național al Unirii, Alba Iulia                  | Cimec    |
|      | Sf. Prooroc Ilie                                                                    | Datare: sfârșitul secolului XIX Școală: Șcheii Brașovului Dimensiuni: Î: 47 cm; L: 41,5 cm (inclusiv rama) Material: tempera pe sticlă | Separate de o ghirlandă de nori și de una de flori, cele două registre ale compoziției ni-i prezintă, sus, pe Sf. ilie răpit la cer într-o caleașcă trasă de doi cai, sub privirile a trei heruvimi, iar jos pe Elisei prinzând cojocul Sfântului și arându-și ogorul. | Muzeul Național al Unirii, Alba Iulia                  | Cimec    |
|      | Sf. Mucenic Gheorghe, ucigând balaurul                                              | Datare: sfârșitul secolului XIX Școală: Șcheii Brașovului Dimensiuni: Î: 47 cm; L: 41 cm (inclusiv rama) Material: tempera pe sticlă | Redat călare, Sfântul înfige sulița în trupul balaurului prăbușit sub copitele calului. Fiica împăratului și un înger în zbor, cu un glob în mâini, asistă la scenă. Modelul compoziției a fost o gravură athonită. | Muzeul Național al Unirii, Alba Iulia                  | Cimec    |
|      | Învierea lui Iisus                                                                  | Datare: sfârșitul secolului XIX Școală: Șcheii Brașovului Dimensiuni: Î: 44 cm; L: 40 cm (inclusiv rama) Material: tempera pe sticlă | Icoana urmează un model de sorginte athonită. Iisus este redat plutind victorios deasupra mormântului deschis, ținând în mână steagul biruinței asupra morții. În fața mormântului stau prăbușiți de uimire doi soldați. Sfintele femei sunt reprezentate în partea opusă a mormântului. La picioarele lui Iisus este îngenunchiat un înger. | Muzeul Național al Unirii, Alba Iulia                  | Cimec    |
|      | Prohodul lui Iisus                                                                  | Datare: sfârșitul secolului XIX Școală: Șcheii Brașovului Dimensiuni: Î: 39,5 cm; L: 44,5 cm (inclusiv rama) Material: tempera pe sticlă | Redată pe orizontală, compoziția îi reunește pe Iisus, așezat pe giulgiul ținut de Nicodim și Iosif din Arimateea, pe Maica Domnului și două dintre sfintele femei. În fundal se profilează crucea Răstignirii. Culoarea dominantă este verde. | Muzeul Național al Unirii, Alba Iulia                  | Cimec    |
|      | Maica Domnului îndurerată                                                           | Datare: sfârșitul secolului XIX Școală: Șcheii Brașovului Dimensiuni: Î: 43 cm; L: 37,5 cm (inclusiv rama) Material: tempera pe sticlă | Icoană pictată pe sticlă atribuită unui atelier din Șcheii Brașovului, o reprezintă pe Maica Domnului tipul Achtyrskaia, redată din semiprofil spre stânga, cu mâinile împreunate în rugăciune, în fața crucii pe care este răstignit Hristos. Deasupra acesteia, Dumnezeu-Tatăl, redat bust, într-o aglomerație de nori, o recomandă pe Fecioară. | Muzeul Național al Unirii, Alba Iulia                  | Cimec    |
|      | Sf. Prooroc Ilie                                                                    | Datare: sfârșitul secolului XIX Școală: Șcheii Brașovului Dimensiuni: Î: 40 cm; L: 35,5 cm (inclusiv rama) Material: tempera pe sticlă | Separate de o ghirlandă de nori și de una de flori, cele două registre ale compoziției ni-i prezintă, sus, pe Sf. Ilie răpit la cer într-o caleașcă trasă de doi cai, sub privirile unui heruvim, iar jos pe Elisei prinzând cojocul Sfântului și arându-și ogorul. | Muzeul Național al Unirii, Alba Iulia                  | Cimec    |
|      | Sf. Mucenic Gheorghe, ucigând balaurul                                              | Datare: sfârșitul secolului XIX Școală: Șcheii Brașovului Dimensiuni: Î: 44 cm; L: 37 cm (inclusiv rama) Material: tempera pe sticlă | Redat călare, Sfântul înfige sulița în trupul balaurului prăbușit sub copitele calului. Adăpostită sub o clădire ce pare să fie o biserică, fiica împăratului asistă la scenă. Modelul compoziției a fost o gravură athonită. | Muzeul Național al Unirii, Alba Iulia                  | Cimec    |
|      | Sf. Mucenic Gheorghe, ucigând balaurul                                              | Datare: a doua jumătate a secolului XIX Școală: Șcheii Brașovului Dimensiuni: Î: 43 cm; L: 38 cm (inclusiv rama) Material: tempera pe sticlă | Redat călare, Sfântul înfige sulița în trupul balaurului prăbușit sub copitele calului, vizibil doar parțial. Adăpostită sub un turn, fiica împăratului asistă la scenă. Modelul compoziției a fost o gravură athonită. | Muzeul Național al Unirii, Alba Iulia                  | Cimec    |
|      | Sfinții împărați Constantin și Elena                                                | Datare: sfârșitul secolului XIX Școală: Șcheii Brașovului Dimensiuni: Î: 47 cm; L: 41,5 cm (inclusiv rama) Material: tempera pe sticlă | Având ca model o gravură de Hășdate, imaginea ni-i prezintă pe cei doi sfinți susținând o cruce uriașă, un adevărat pom al vieții, din care se desprind doi lujeri. De o parte și de alta străjuiesc doi heruvimi, iar în partea inferioară cresc doi lujeri cu flori. Indicațiile din titlu sunt invers față de personajele reprezentate. | Muzeul Național al Unirii, Alba Iulia                  | Cimec    |
|      | Încoronarea Fecioarei                                                               | Datare: sfârșitul secolului XIX Școală: Șcheii Brașovului Dimensiuni: Î: 52,5 cm; L: 47 cm (inclusiv rama) Material: tempera pe sticlă | Urmând un model de sorginte athonită, Maica Domnului este redată în jumătatea inferioară a compoziției, cu mâinile împreunate în rugăciune, flancată de Iisus la stânga și Dumnezeu-tatăl la dreapta. Cei doi susțin o coroană deasupra capului Mariei, peste care porumbelul Sfântului Duh își revarsă razele. | Muzeul Național al Unirii, Alba Iulia                  | Cimec    |
|      | Sfinții trei ierarhi                                                                | Datare: sfârșitul secolului XIX Școală: Șcheii Brașovului Dimensiuni: Î: 45 cm; L: 37,5 cm (inclusiv rama) Material: tempera pe sticlă | Redați în picioare, înveșmântați ca arhierei, cu evanghelii și binecuvântând, cei trei sfinți prezintă fizionomii bine individualizate, în ciuda stângăciei desenului. | Muzeul Național al Unirii, Alba Iulia                  | Cimec    |
|      | Învierea lui Iisus                                                                  | Datare: sfârșitul secolului XIX Școală: Șcheii Brașovului Dimensiuni: Î: 54 cm; L: 48,5 cm (inclusiv rama) Material: tempera pe sticlă | Icoana urmează un model de sorginte athonită. Iisus este redat plutind victorios deasupra mormântului deschis, ținând în mână steagul biruinței asupra morții. În fața mormântului stau prăbușiți de uimire trei soldați. Sfintele femei sunt reprezentate la un capăt al mormântului, iar la celălalt capăt, la picioarele lui Iisus, este îngenunchiat un înger. | Muzeul Național al Unirii, Alba Iulia                  | Cimec    |
|      | Sfinții împărați Constantin și Elena                                                | Datare: sfârșitul secolului XIX Școală: Șcheii Brașovului Dimensiuni: Î: 43 cm; L: 38 cm (inclusiv rama) Material: tempera pe sticlă | Având ca model o gravură de Hășdate, imaginea ni-i prezintă pe cei doi sfinți susținând o cruce uriașă, un adevărat pom al vieții, din care se desprind doi lujeri. De o parte și de alta străjuiesc doi heruvimi. Indicațiile din titlu sunt invers față de personajele reprezentate. | Muzeul Național al Unirii, Alba Iulia                  | Cimec    |
|      | Maica Domnului îndurerată                                                           | Datare: sfârșitul secolului XIX Școală: Șcheii Brașovului Dimensiuni: Î: 55 cm; L: 50 cm (inclusiv rama) Material: tempera pe sticlă | Icoană pictată pe sticlă atribuită unui atelier din Șcheii Brașovului, o reprezintă pe Maica Domnului tipul Achtyrskaia, redată din semiprofil spre stânga, cu mâinile împreunate în rugăciune, în fața crucii pe care este răstignit Hristos. Deasupra acesteia, Dumnezeu-Tatăl, redat bust, într-o aglomerație de nori, o recomandă pe Fecioară. În colțul superior drept un heruvim străjuiește scena. | Muzeul Național al Unirii, Alba Iulia                  | Cimec    |
|      | Sf. Vasile cel Mare                                                                 | Datare: sfârșitul secolului XIX Școală: Șcheii Brașovului Dimensiuni: Î: 54 cm; L: 48,5 cm (inclusiv rama) Material: tempera pe sticlă | Redat sub o arcadă, așezat pe tron, în veșminte arhierești, Sfântul ține cârja episcopală în stânga și binecuvântează cu dreapta. Stângăcia desenului dă impresia că stă în picioare în fața tronului. | Muzeul Național al Unirii, Alba Iulia                  | Cimec    |
|      | Sf. Paraschiva                                                                      | Datare: sfârșitul secolului XIX Școală: Șcheii Brașovului Dimensiuni: Î: 45,5 cm; L: 40,5 cm (inclusiv rama) Material: tempera pe sticlă | Redată bust, încoronată, Cuvioasa ține în dreapta o cruce, iar în stânga o ramură de palmier, semn al martiriului. În fundal se profilează chipurile miniaturale a doi heruvimi. Compoziția este încadrată, pe laterale, de două benzi decorate cu motive geometrice. | Muzeul Național al Unirii, Alba Iulia                  | Cimec    |
|      | Sf. Prooroc Ilie                                                                    | Datare: sfârșitul secolului XIX Școală: Șcheii Brașovului Dimensiuni: Î: 46 cm; L: 41,5 cm (inclusiv rama) Material: tempera pe sticlă | Separate de o ghirlandă de nori și de una de flori, cele două registre ale compoziției ni-i prezintă, sus, pe Sf. Ilie răpit la cer într-o caleașcă trasă de doi cai, sub privirile unui heruvim, iar jos pe Elisei prinzând cojocul Sfântului și arându-și ogorul. | Muzeul Național al Unirii, Alba Iulia                  | Cimec    |
|      | Maica Domnului cu Pruncul                                                           | Datare: sfârșitul secolului XIX Școală: Șcheii Brașovului Dimensiuni: Î: 43,5 cm; L: 38,5 cm (inclusiv rama) Material: tempera pe sticlă | Icoană pictată pe sticlă atribuită unui atelier din Șcheii Brașovului, o reprezintă pe Maica Domnului tipul Hodighitria combinat cu Maica Domnului a Patimilor. Încoronată, cu salbă la gât și cercei în urechi, Fecioara ține Pruncul pe brațul stâng. Fundalul este verde, presărat cu steluțe albe și roșii, în partea superioară, iar decorul din linii paralele din jumătatea inferioară sugerează o succesiune de coline. | Muzeul Național al Unirii, Alba Iulia                  | Cimec    |
|      | Sfinții împărați Constantin și Elena                                                | Datare: sfârșitul secolului XIX Școală: Șcheii Brașovului Dimensiuni: Î: 42 cm; L: 37 cm (inclusiv rama) Material: tempera pe sticlă | Având ca model o gravură athonită, imaginea ni-i prezintă pe cei doi sfinți susținând o cruce mare, din spatele căreia strălucește, puternic, soarele. Fundalul albastru a fost împânzit cu flori albe și roșii. | Muzeul Național al Unirii, Alba Iulia                  | Cimec    |
|      | Sfinții Arhangheli Mihail și Gavriil                                                | Datare: sfârșitul secolului XIX Școală: Șcheii Brașovului Dimensiuni: Î: 45 cm; L: 38,5 cm (inclusiv rama) Material: tempera pe sticlă | Imaginea îi prezintă pe cei doi arhangheli susținând globul cruciger cu inițialele numelui lui Iisus, deasupra căruia Ochiul Tatălui Ceresc își revarsă razele dintr-o aglomerație de nori. Gavril ține în mână o ramură, în vreme ce atributul lui Mihail, probabil balanța, se pierde undeva în afara reprezentării. Compoziția este tratată în modul modul specific iconarilor din Șchei, cu numeroase linii și forme geometrice cu rol decorativ, dar care sugerează o horror vacui. | Muzeul Național al Unirii, Alba Iulia                  | Cimec    |
|      | Sfinții împărați Constantin și Elena                                                | Datare: sfârșitul secolului XIX Școală: Șcheii Brașovului Dimensiuni: Î: 42 cm; L: 37 cm (inclusiv rama) Material: tempera pe sticlă | Având ca model o gravură de Hășdate, imaginea ni-i prezintă pe cei doi sfinți susținând o cruce uriașă, un adevărat pom al vieții, din care se desprind doi lujeri. De o parte și de alta străjuiesc doi heruvimi. Indicațiile din titlu sunt invers față de personajele reprezentate. | Muzeul Național al Unirii, Alba Iulia                  | Cimec    |
|      | Sfinții împărați Constantin și Elena                                                | Datare: sfârșitul secolului XIX Școală: Șcheii Brașovului Dimensiuni: Î: 44 cm; L: 39 cm (inclusiv rama) Material: tempera pe sticlă | Având ca model o gravură de Hășdate, imaginea ni-i prezintă pe cei doi sfinți susținând o cruce uriașă, un adevărat pom al vieții, din care se desprind doi lujeri. De o parte și de alta străjuiesc doi heruvimi. Indicațiile din titlu sunt invers față de personajele reprezentate. | Muzeul Național al Unirii, Alba Iulia                  | Cimec    |
|      | Maica Domnului îndurerată                                                           | Datare: sfârșitul secolului XIX Școală: Șcheii Brașovului Dimensiuni: Î: 46,5 cm; L: 41 cm (inclusiv rama) Material: tempera pe sticlă | Icoană pictată pe sticlă atribuită unui atelier din Șcheii Brașovului, o reprezintă pe Maica Domnului tipul Achtyrskaia, redată din semiprofil spre stânga, cu mâinile împreunate în rugăciune, în fața crucii pe care este răstignit Hristos. Deasupra acesteia, Dumnezeu-Tatăl, redat bust, într-o aglomerație de nori, o recomandă pe Fecioară. | Muzeul Național al Unirii, Alba Iulia                  | Cimec    |
|      | Sf. Prooroc Ilie                                                                    | Datare: sfârșitul secolului XIX Școală: Șcheii Brașovului Dimensiuni: Î: 43 cm; L: 37,5 cm (inclusiv rama) Material: tempera pe sticlă | Separate de o ghirlandă de nori și de una de flori, cele două registre ale compoziției ni-i prezintă, sus, pe Sf. Ilie răpit la cer într-o caleașcă trasă de doi cai, sub privirile unui heruvim, iar jos pe Elisei prinzând cojocul Sfântului și arându-și ogorul. | Muzeul Național al Unirii, Alba Iulia                  | Cimec    |
|      | Sfinții împărați Constantin și Elena                                                | Datare: sfârșitul secolului XIX Școală: Șcheii Brașovului Dimensiuni: Î: 43 cm; L: 38 cm (inclusiv rama) Material: tempera pe sticlă | Având ca model o gravură de Hășdate, imaginea ni-i prezintă pe cei doi sfinți susținând o cruce uriașă, un adevărat pom al vieții, din care se desprind doi lujeri. De o parte și de alta străjuiesc doi heruvimi. Indicațiile din titlu sunt invers față de personajele reprezentate. | Muzeul Național al Unirii, Alba Iulia                  | Cimec    |
|      | Sf. Mucenic Gheorghe, ucigând balaurul                                              | Datare: sfârșitul secolului XIX Școală: Șcheii Brașovului Dimensiuni: Î: 42 cm; L: 37 cm (inclusiv rama) Material: tempera pe sticlă | Încadrată de un chenar vegetal, scena ilustrează uciderea balaurului de către Sf. Gheorghe, în prezența fetei de împărat. | Muzeul Național al Unirii, Alba Iulia                  | Cimec    |
|      | Iisus – vița vieții                                                                 | Datare: sfârșitul secolului XIX Școală: Șcheii Brașovului Dimensiuni: Î: 46,5 cm; L: 41,5 cm (inclusiv rama) Material: tempera pe sticlă | Urmând un model de sorginte ucraineană, Iisus, redat din semiprofil spre dreapta, este așezat pe un sarcofag care, datorită decorului, a fost adeseori identificat în literatura românească drept ladă de zestre. În spatele său se profilează crucea Răstignirii, în jurul căreia se răsucește un vrej de viță de vie cu struguri supradimensionați, din care Hristos stoarce într-un potir vinul Împărtășaniei. Compoziția este tratată în modul modul specific iconarilor din Șchei, obsesia pentru decorativ sugerând o horror vacui. | Muzeul Național al Unirii, Alba Iulia                  | Cimec    |
|      | Sf. Mucenic Gheorghe, ucigând balaurul                                              | Datare: sfârșitul secolului XIX Școală: Șcheii Brașovului Dimensiuni: Î: 42 cm; L: 36 cm (inclusiv rama) Material: tempera pe sticlă | Redat călare, Sfântul înfige sulița în trupul balaurului prăbușit sub copitele calului. Adăpostită sub o clădire ce pare să fie o biserică, fiica împăratului asistă la scenă. Modelul compoziției a fost o gravură athonită. | Muzeul Național al Unirii, Alba Iulia                  | Cimec    |
|      | Încoronarea Fecioarei                                                               | Datare: sfârșitul secolului XIX Școală: Șcheii Brașovului Dimensiuni: Î: 43 cm; L: 40 cm (inclusiv rama) Material: tempera pe sticlă | Urmând un model de sorginte athonită, Maica Domnului este redată în jumătatea inferioară a compoziției, cu mâinile împreunate în rugăciune, flancată de Iisus la stânga și Dumnezeu-tatăl la dreapta. Cei doi susțin o coroană deasupra capului Mariei, peste care porumbelul Sfântului Duh își revarsă razele. | Muzeul Național al Unirii, Alba Iulia                  | Cimec    |
|      | Sfinții Arhangheli Mihail și Gavriil                                                | Datare: sfârșitul secolului XIX Școală: Șcheii Brașovului Dimensiuni: Î: 45,5 cm; L: 41 cm (inclusiv rama) Material: tempera pe sticlă | Imaginea îi prezintă pe cei doi arhangheli susținând globul cruciger cu inițialele numelui lui Iisus, deasupra căruia Ochiul Tatălui Ceresc își revarsă razele dintr-o aglomerație de nori. Identitatea personajelor este inversată, numele Mihail fiind pus deasupra celui care ține atributul binevestitorului Mariei. Celălalt arhanghel și-a pierdut atributul. Compoziția este tratată în modul modul specific iconarilor din Șchei, cu numeroase linii și forme geometrice cu rol decorativ, dar care sugerează o horror vacui. | Muzeul Național al Unirii, Alba Iulia                  | Cimec    |
|      | Maica Domnului cu Pruncul                                                           | Datare: a doua jumătate a secolului XIX Școală: Șcheii Brașovului Dimensiuni: Î: 46,5 cm; L: 41 cm (inclusiv rama) Material: tempera pe sticlă | Icoană pictată pe sticlă atribuită unui atelier din Șcheii Brașovului, o reprezintă pe Maica Domnului tipul Hodighitria combinat cu Maica Domnului Împărăteasa cerurilor. Încoronată de doi îngeri, cu o salbă bogată la gât, Fecioara ține Pruncul pe brațul drept. Fundalul este verde, în partea superioară, iar în partea inferioară cadrul cu romburi bordat de motivul spiralei sugerează că personajele stau pe un tron. | Muzeul Național al Unirii, Alba Iulia                  | Cimec    |
|      | Sf. Paraschiva                                                                      | Datare: sfârșitul secolului XIX Școală: Șcheii Brașovului Dimensiuni: Î: 43 cm; L: 38 cm (inclusiv rama) Material: tempera pe sticlă | Redată bust, încoronată, Cuvioasa ține în dreapta o cruce, iar în stânga o ramură de palmier, semn al martiriului. În fundal se profilează chipurile miniaturale a doi heruvimi. Compoziția este încadrată, pe laterale, de două ghirlande de flori stilizate. | Muzeul Național al Unirii, Alba Iulia                  | Cimec    |
|      | Botezul Domnului                                                                    | Datare: sfârșitul secolului XIX Școală: Șcheii Brașovului Dimensiuni: Î: 43 cm; L: 37 cm (inclusiv rama) Material: tempera pe sticlă | Imaginea a avut ca model o gravură athonită. Iisus este redat central, în mijlocul Iordanului, călcând în picioare zapisul lui Adam. În stânga, Ioan revarsă asupra sa apa botezului, iar în dreapta un înger așteaptă cu ștergarul. Din partea superioară, razele Duhului Sfânt, redat sub forma unui porumbel, coboară sub forma unui evantai. Compoziția este tratată în modul modul specific iconarilor din Șchei, cu numeroase linii și forme geometrice cu rol decorativ, dar care sugerează o horror vacui. | Muzeul Național al Unirii, Alba Iulia                  | Cimec    |
|      | Masa Raiului                                                                        | Datare: sfârșitul secolului XIX Școală: Șcheii Brașovului Dimensiuni: Î: 43 cm; L: 36,5 cm (inclusiv rama) Material: tempera pe sticlă | Separate prin benzi în diagonală, casetele romboidale îi prezintă în demi-figură pe Iisus, Maica Domnului cu Pruncul, Sf. Nicolae și Sf. Paraschiva. Caseta centrală are un decor floral. | Muzeul Național al Unirii, Alba Iulia                  | Cimec    |
|      | Sfinții trei ierarhi                                                                | Datare: sfârșitul secolului XIX Școală: Șcheii Brașovului Dimensiuni: Î: 47 cm; L: 41,5 cm (inclusiv rama) Material: tempera pe sticlă | Redați în picioare, înveșmântați ca arhierei, Vasile și Grigore cu evanghelii și binecuvântând, Ioan cu cârja episcopală, cei trei sfinți prezintă fizionomii bine individualizate, în ciuda stângăciei desenului. | Muzeul Național al Unirii, Alba Iulia                  | Cimec    |
|      | Sfinții trei ierarhi                                                                | Datare: sfârșitul secolului XIX Școală: Șcheii Brașovului Dimensiuni: Î: 46,5 cm; L: 41 cm (inclusiv rama) Material: tempera pe sticlă | Redați în picioare, înveșmântați ca arhierei, Vasile și Grigore cu evanghelii și binecuvântând, iar Ioan Gură de Aur cu cârja episcopală, prezintă fizionomii bine individualizate, în ciuda stângăciei desenului. Fundalul albastru este presărat cu steluțe albe și roșii. | Muzeul Național al Unirii, Alba Iulia                  | Cimec    |
|      | Sf. Paraschiva                                                                      | Datare: sfârșitul secolului XIX Școală: Șcheii Brașovului Dimensiuni: Î: 43 cm; L: 38 cm (inclusiv rama) Material: tempera pe sticlă | Redată bust, încoronată, Cuvioasa ține în dreapta o cruce, iar în stânga o ramură de palmier, semn al martiriului. În fundal se profilează chipurile miniaturale a doi heruvimi. Compoziția este încadrată, pe laterale, de două ghirlande de flori. | Muzeul Național al Unirii, Alba Iulia                  | Cimec    |
|      | Deisis                                                                              | Datare: sfârșitul secolului XIX Școală: Șcheii Brașovului Dimensiuni: Î: 47 cm; L: 40 cm (inclusiv rama) Material: tempera pe sticlă | În veșminte arhierești, cu Evanghelia în dreapta și binecuvântând cu stânga, Iisus este așezat pe un tron din spatele căruia se profilează siluetele Maicii Domnului, în dreapta, și a Sfântului Ioan Botezătorul, în stânga. Compoziția este tratată în modul modul specific iconarilor din Șchei, obsesia pentru decorativ sugerând o horror vacui. | Muzeul Național al Unirii, Alba Iulia                  | Cimec    |
|      | Sf. Mucenic Gheorghe, ucigând balaurul                                              | Datare: sfârșitul secolului XIX Școală: Șcheii Brașovului Dimensiuni: Î: 45 cm; L: 41 cm (inclusiv rama) Material: tempera pe sticlă | Redat călare, Sfântul înfige sulița în trupul balaurului prăbușit sub copitele calului. Adăpostită sub o clădire, fiica împăratului asistă la scenă. Compoziția este animată de o bandă decorativă plasată în partea superioară, decorată cu un lujer cu flori. Modelul compoziției a fost o gravură athonită. | Muzeul Național al Unirii, Alba Iulia                  | Cimec    |
|      | Încoronarea Fecioarei                                                               | Datare: sfârșitul secolului XIX Școală: Șcheii Brașovului Dimensiuni: Î: 46,5 cm; L: 41,5 cm (inclusiv rama) Material: tempera pe sticlă | Redați pe aglomerații de nori, greu de spus dacă șezând sau în picioare, Iisus cu crucea Răstignirii pe umărul stâng, într-o poziție destul de incomodă, și Dumnezeu-Tatăl cu globul și sceptrul în mâna stângă, susțin o coroană deasupra capului Fecioarei, asupra căreia Sfântul Duh – în chip de porumbel – își revarsă și El razele. | Muzeul Național al Unirii, Alba Iulia                  | Cimec    |
|      | Sfinții Împărați Constantin și Elena                                                | Datare: sfârșitul secolului XIX Școală: Șcheii Brașovului Dimensiuni: Î: 46 cm; L: 41 cm (inclusiv rama) Material: tempera pe sticlă | Având ca model o gravură de Hășdate, imaginea ni-i prezintă pe cei doi sfinți susținând o cruce uriașă, un adevărat pom al vieții, din care se desprind doi lujeri. De o parte și de alta străjuiesc doi heruvimi. Indicațiile din titlu sunt invers față de personajele reprezentate. Compoziția este tratată în modul modul specific iconarilor din Șchei, obsesia pentru decorativ sugerând o horror vacui. | Muzeul Național al Unirii, Alba Iulia                  | Cimec    |
|      | Sfinții trei ierarhi                                                                | Datare: sfârșitul secolului XIX Școală: Șcheii Brașovului Dimensiuni: Î: 46 cm; L: 41,5 cm (inclusiv rama) Material: tempera pe sticlă | Redați în picioare, înveșmântați ca arhierei, Vasile și Grigore cu evanghelii și binecuvântând, iar Ioan Gură de Aur cu cârja episcopală, prezintă fizionomii bine individualizate, în ciuda stângăciei desenului. Fundalul albastru este presărat cu steluțe albe și roșii. | Muzeul Național al Unirii, Alba Iulia                  | Cimec    |
|      | Maica Domnului cu Pruncul                                                           | Datare: a doua jumătate a secolului XIX Școală: Șcheii Brașovului Dimensiuni: Î: 46 cm; L: 40,5 cm (inclusiv rama) Material: tempera pe sticlă | Icoană pictată pe sticlă atribuită unui atelier din Șcheii Brașovului, o reprezintă pe Maica Domnului tipul Hodighitria combinat cu Maica Domnului Împărăteasa cerurilor. Încoronată de doi îngeri, cu o salbă bogată la gât, Fecioara ține Pruncul pe brațul drept. Fundalul este albastru, iar partea superioară are un decor în romburi, albastru și alb. În partea superioară un text ininteligibil reproduce, probabil, titlul altei icoane. | Muzeul Național al Unirii, Alba Iulia                  | Cimec    |
|      | Maica Domnului îndurerată                                                           | Datare: sfârșitul secolului XIX Școală: Șcheii Brașovului Dimensiuni: Î: 46,5 cm; L: 41 cm (inclusiv rama) Material: tempera pe sticlă | Icoană pictată pe sticlă atribuită unui atelier din Șcheii Brașovului, o reprezintă pe Maica Domnului tipul Achtyrskaia, redată din semiprofil spre stânga, cu mâinile împreunate în rugăciune, în fața crucii pe care este răstignit Hristos. Deasupra acesteia, Dumnezeu-Tatăl, redat bust, într-o aglomerație de nori, o recomandă pe Fecioară. În ciuda tristeții pe care ar trebui s-o degaje scena, abundă decorul floral. | Muzeul Național al Unirii, Alba Iulia                  | Cimec    |
|      | Maica Domnului cu Pruncul                                                           | Datare: sfârșitul secolului XIX Școală: Șcheii Brașovului Dimensiuni: Î: 46,5 cm; L: 41 cm (inclusiv rama) Material: tempera pe sticlă | Icoană pictată pe sticlă atribuită unui atelier din Șcheii Brașovului, inspirată de o gravură athonită, o reprezintă pe Maica Domnului tipul Hodighitria combinat cu Maica Domnului a patimilor. Încoronată, purtând cercei, Fecioara ține Pruncul pe brațul stâng, înveșmântat cu un chiton colorat albastru-roșu-galben-negru în partea superioară și maro-alb-negru în partea inferioară, strâns pe mijloc cu un brâu maro, bordat la o mâneci cu aur. Rotulusul pe care îl ține în mâna stângă este și el aurit. Cei doi îngeri care îi flanchează sunt redați bust, așezați pe aglomerații de nori alb-albastre, cu mâinile împreunate a rugăciune. Fundalul este verde, presărat cu steluțe albe și roșii în partea superioară și cu un decor liniar în partea inferioară. Artizanul a folosit vopsele industriale. | Muzeul Național al Unirii, Alba Iulia                  | Cimec    |
|      | Maica Domnului cu Pruncul                                                           | Datare: a doua jumătate a secolului XIX Școală: Șcheii Brașovului Dimensiuni: Î: 46,5 cm; L: 41,5 cm (inclusiv rama) Material: tempera pe sticlă | Icoană pictată pe sticlă atribuită unui atelier din Șcheii Brașovului, o reprezintă pe Maica Domnului tipul Hodighitria combinat cu Maica Domnului Împărăteasa cerurilor. Încoronată de doi îngeri, cu o salbă bogată la gât, Fecioara ține Pruncul pe brațul drept. Fundalul este albastru, în partea superioară, iar decorul în romburi din jumătatea inferioară, bordat cu motivul spiralei, sugerează existența unui tron. Textul ininteligibil din partea superioară redă, probabil, titlul altei icoane. | Muzeul Național al Unirii, Alba Iulia                  | Cimec    |
|      | Iisus – vița vieții                                                                 | Datare: mijlocul secolului XIX Școală: Șcheii Brașovului Dimensiuni: Î: 46 cm; L: 40 cm (inclusiv rama) Material: tempera pe sticlă | Urmând un model de sorginte ucraineană, Iisus, redat din semiprofil spre dreapta, este așezat pe un sarcofag care, datorită decorului, a fost adeseori identificat în literatura românească drept ladă de zestre. În spatele său se profilează crucea Răstignirii, în jurul căreia se răsucește un vrej de viță de vie cu struguri, din care Hristos stoarce într-un potir vinul Împărtășaniei. Compoziția anunță deja obsesia pentru decorativ a iconarilor din Șchei. | Muzeul Național al Unirii, Alba Iulia                  | Cimec    |
|      | Sfinții Împărați Constantin și Elena                                                | Datare: sfârșitul secolului XIX Școală: Șcheii Brașovului Dimensiuni: Î: 48,5 cm; L: 41 cm (inclusiv rama) Material: tempera pe sticlă | Cu sceptrul – Constantin – și o ramură de palmier – Elena –, cei doi susțin o cruce uriașă în vârful căreia, susținuți de o aglomerație de nori, stau Iisus și Dumnezeu-Tatăl. Draperii, steluțe și elemente decorative florale umplu restul spațiului. | Muzeul Național al Unirii, Alba Iulia                  | Cimec    |
|      | Nașterea lui Iisus Autor: Prodan Petru (?)                                          | Datare: mijlocul secolului XIX Școală: Maierii Bălgradului Dimensiuni: Î: 33 cm; L: 38,5 cm (inclusiv rama) Material: tempera pe sticlă | Scena se desfășoară pe un fundal maro închis, sugerând noaptea, un cadru arhitectonic format din două clădiri sunt unite printr-o succesiune de arcade ce închipuie grajdul, în spatele cărora sunt vizibili pe jumătate doi cai, unul maro și celălalt alb; în prim plan, așezat pe smocuri de verdeață redate prin „dinții de lup”, un leagăn în care, pe un smoc de fân, stă Pruncul, susținut din spate de un înger îngenuncheat; Maica, înveșmântată într-o mantie roșie, e așezată în genunchi în fața leagănului și-l ține pe Prunc de o mână; în spatele ei, într-un veșmânt ocru, Iosif o indică pe Născătoarea de Dumnezeu; cei trei magi, doi îmbrăcați militărește, cel de al treilea, cu un butoiaș la brâu și îngenuncheat, ocupă colțul inferior drept; central, o stea mare, decorativă, își coboară razele printre cei doi cai (care țin locul boului și asinului). | Muzeul Național al Unirii, Alba Iulia                  | Cimec    |
|      | Prohodul lui Iisus Autor: Prodan Maria (?)                                          | Datare: sfârșitul secolului XIX Școală: Maierii Bălgradului Dimensiuni: Î: 64 cm; L: 54 cm (inclusiv rama) Material: tempera pe sticlă | Scena se petrece sub o arcadă așezată într-un cadru colinar, cu soarele și luna în colțurile superioare; în fundal crucea Răstignirii cu instrumentele patimilor; central, Maica Domnului, care se distinge prin veșmântul negru, și femeile mironosițe jelesc trupul Mântuitorului, așezat pe lespedea mormântului, pe întins pe giulgiul ținut de Nicodim și Iosif din Arimateea; în prim-plan, doi îngeri înveșmântați în roșu, îngenuncheați în rugăciune. | Muzeul Național al Unirii, Alba Iulia                  | Cimec    |
|      | Maica Domnului cu Pruncul, împărăteasă tronând Autor: Zamfir, Pavel                 | Datare: 1897 Școală: Laz Dimensiuni: Î: 74 cm; L: 60 cm (inclusiv rama) Material: tempera pe sticlă | Cu sceptru în mâna dreaptă, așezată pe un tron masiv, flancată de figurile miniaturale a doi îngeri redați în zbor și a doi heruvimi încoronați, Maica are trăsături aspre, masculine, contrastante cu opulența ansamblului. Pruncul ține globul în dreapta și binecuvântează spre privitor. | Muzeul Național al Unirii, Alba Iulia                  | Cimec    |
|      | Sf. Haralambie                                                                      | Datare: sfârșitul secolului XIX Școală: Șcheii Brașovului Dimensiuni: Î: 55 cm; L: 49 cm (inclusiv rama) Material: tempera pe sticlă | Compoziția ni-l prezintă pe Sfânt în picioare, cu Evanghelia în dreapta și cu stânga ținând lanțul de care este legată Ciuma, reprezentată ca o femeie încornorată și ținând o coasă în mână. De o parte și de alta, doi îngeri sunt redați și ei în picioare, în aglomerații de nori. Compoziția este încadrată într-un chenar decorat, pe laterale, cu motive liniare, iar în partea superioară, cu motive florale. | Muzeul Național al Unirii, Alba Iulia                  | Cimec    |
|      | Sf. Mucenic Gheorghe, ucigând balaurul                                              | Datare: sfârșitul secolului XIX Școală: Șcheii Brașovului Dimensiuni: Î: 42 cm; L: 38 cm (inclusiv rama) Material: tempera pe sticlă | Călare pe un cal alb, care contribuie și el cu copitele din spate la zdrobirea balaurului, Sfântul înfige cu ambele mâini sulița în gura fiarei, sub privirile fetei de împărat. Bogăția de flori de pe câmp și de pe cer atenuează latura dramatică a scenei. | Muzeul Național al Unirii, Alba Iulia                  | Cimec    |
|      | Masa Raiului                                                                        | Datare: sfârșitul secolului XIX Școală: Șcheii Brașovului Dimensiuni: Î: 43 cm; L: 38,5 cm (inclusiv rama) Material: tempera pe sticlă | Icoană pictată pe sticlă atribuită unui atelier din Șcheii Brașovului, având ca model o xilogravură imprimată la Hășdate. Compoziția este împărțită, prin intermediul unor benzi diagonale, în cinci câmpuri, în care sunt redați, bust, Iisus Pantocrator, Maica Domnului cu Pruncul, Sf. Nicolae, Sf. Paraschiva, iar rombul central este ocupat de un motiv floral. La îmbinarea benzilor, decorate cu motivul frânghiei pe fond de aur, sunt redate flori. | Muzeul Național al Unirii, Alba Iulia                  | Cimec    |
|      | Sf. Paraschiva                                                                      | Datare: sfârșitul secolului XIX Școală: Șcheii Brașovului Dimensiuni: Î: 42 cm; L: 32 cm (inclusiv rama) Material: tempera pe sticlă | Redată bust, încoronată, Cuvioasa ține în dreapta o cruce, iar în stânga o ramură de palmier, semn al martiriului. În fundal se profilează chipurile miniaturale a doi heruvimi. Compoziția este încadrată, pe laterale, de două benzi decorate cu motive geometrice. | Muzeul Național al Unirii, Alba Iulia                  | Cimec    |
|      | Sf. Haralambie Autor: Poienaru, Ilie                                                | Datare: sfârșitul secolului XIX Școală: Laz Dimensiuni: Î: 48,5 cm; L: 38,5 cm (inclusiv rama) Material: tempera pe sticlă | Reprezentat pe tron, Sfântul sprijină cu stânga Evanghelia deschisă pe genunchi și binecuvântează cu dreapta. Figurile miniaturale ale lui Iisus și a Maicii Domnului veghează din colțurile spetezei tronului. Sub picioarele Sfântului, redată miniatural, stă întinsă Ciuma, redată sub forma unui bărbat încornorat, cu o coasă în mână. Compoziția este încadrată de un chenar cu flori roșii și albastre. | Muzeul Național al Unirii, Alba Iulia                  | Cimec    |
|      | Sf. Mucenic Gheorghe, ucigând balaurul Autor: Maria Deac Poenariu                   | Datare: 1979 Școală: Laz Dimensiuni: Î: 45 cm; L: 37 cm (inclusiv rama) Material: tempera pe sticlă | Icoana încearcă să urmeze unul din modelele vechiului atelier, schimbările introduse fiind însă dovada că povestea reprezentată nu mai este cunoscută. Astfel, arhitecturile sub care se adăpostea fata de împărat au fost izolate în fundal, fata e stingheră și pare să nu înțeleagă de ce se află acolo, copacii sunt o inovație care nu reușește să sporească nici măcar aspectul decorativ. Partea cea mai reușită rămâne ghirlanda de flori care înconjoară scena, cândva o marcă a iconarilor din Laz. | Muzeul Național al Unirii, Alba Iulia                  | Cimec    |
|      | Sfinții Gheorghe și Teodor Tiron Autor: Maria Deac Poenariu                         | Datare: 1977 Școală: Laz Dimensiuni: Î: 50 cm; L: 43 cm (inclusiv rama) Material: tempera pe sticlă | Icoana încearcă să urmeze unul din modelele vechilor iconari din Făgăraș și Mărginimea Sibiului, un izvod care, la rândul său, fusese inspirat de o gravură athonită. Desenul este însă lipsit de suplețe. | Muzeul Național al Unirii, Alba Iulia                  | Cimec    |
|      | Sf. Nicolae Autor: Maria Deac Poenariu                                              | Datare: 1979 Școală: Laz Dimensiuni: Î: 45 cm; L: 37 cm (inclusiv rama) Material: tempera pe sticlă | Icoana încearcă să urmeze unul din modelele vechiului atelier. S-a încercat chiar și reproducerea textului chirilic de pe Evanghelia din mâna Sfântului, dar fără rezultate demne de a fi reținute. | Muzeul Național al Unirii, Alba Iulia                  | Cimec    |
|      | Învierea lui Iisus, cu 12 scene de praznic Autor: Poienaru, Partenie                | Datare: sfârșitul secolului XIX Școală: Laz Dimensiuni: Î: 51 cm; L: 66 cm (inclusiv rama) Material: tempera pe sticlă | Înconjurat de lumina divină, Iisus plutește deasupra mormântului deschis, străjuit de soldați și de înger. De jur-împrejur, în casetele despărțite de chenare simple, sunt ilustrate scene din viața lui Iisus, a Maicii Domnului și a sfinților. | Muzeul Național al Unirii, Alba Iulia                  | Cimec    |
|      | Învierea lui Iisus, cu 26 scene de praznic Autor: Poienaru, Partenie                | Datare: 1891 Școală: Laz Dimensiuni: Î: 42 cm; L: 52 cm (inclusiv rama) Material: tempera pe sticlă | Înconjurat de lumina divină, Iisus stă pe piatra mormântului deschis, străjuit de soldați și de înger. De jur-împrejur, în casetele despărțite de chenare simple, sunt ilustrate scene din viața lui Iisus, a Maicii Domnului și a sfinților. | Muzeul Național al Unirii, Alba Iulia                  | Cimec    |
|      | Maica Domnului îndurerată Autor: Poienaru, Ilie II                                  | Datare: începutul secolului XX Școală: Laz Dimensiuni: Î: 48,5 cm; L: 39 cm (inclusiv rama) Material: tempera pe sticlă | Cu mâinile suprapuse, flancată de cei doi Arhangheli purtând filactere, Fecioara privește undeva în afara scenei Răstignirii, redată în fundal. Scena este bordată de jur-împrejur de chenare cu flori. | Muzeul Național al Unirii, Alba Iulia                  | Cimec    |
|      | Cina cea de taină Autor: Poienaru, Ilie II                                          | Datare: începutul secolului XX Școală: Laz Dimensiuni: Î: 38,5 cm; L: 48 cm (inclusiv rama) Material: tempera pe sticlă | Așezați de-o parte și de alta a mesei, apostolii îl au în mijloc pe Iisus binecuvântând, iar în fața lui pe Iuda pregătindu-se de plecare, ținând în mână punga cu răsplata trădării. Draperii, ferestre și două candelabre contribuie la sugerarea adâncimii, împreună cu pavajul vizibil în partea inferioară a icoanei. | Muzeul Național al Unirii, Alba Iulia                  | Cimec    |
|      | Sfânta Treime nou-testamentară                                                      | Datare: 1866 Școală: Șcheii Brașovului Dimensiuni: Î: 41 cm; L: 35,5 cm (inclusiv rama) Material: tempera pe sticlă | Iisus, în partea stângă, cu crucea răstignirii pe umăr și binecuvântând, și Dumnezeu-Tatăl cu sceptru în mâna dreaptă, stau așezați așezați pe nori, cu picioarele sprijinite pe Pământul redat stilizat, sub forma unui cerc roșu cu marginea albastră. În partea superioară strălucește lumina Sfântului Duh, răspândită de porumbel. Deasupra, draperii divers colorate. În mijloc, o floare, a cărei formă sugerează descendența meșterului de la Nicula, deși desenul de foarte bună calitate și proporțiile corecte indică o ucenicie pe lângă un meșter profesionist. Icoana a fost donată Muzeului de oficiul județean de patrimoniu, semn că a fost confiscată. | Muzeul Național al Unirii, Alba Iulia                  | Cimec    |
|      | Sfinții 40 de mucenici Autor: Rodean, Aurel                                         | Datare: începutul secolului XX Școală: Laz Dimensiuni: Î: 48 cm; L: 36 cm (inclusiv rama) Material: tempera pe sticlă | Reprezentare este cea obișnuită, cu grupul de sfinți așteptând în fața clădirii băii, în care unul dintre ei intră spre a se încălzi, în vreme ce deasupra capetelor lor plutesc coroanele muceniciei. Autorul, poate pentru că nu cunoștea foarte bine povestea, a reprezentat nu 40, ci 41 de personaje și 41 de cununi, pentru a rămâne cu cifra consacrată întreagă, după reducerea ei la 39 prin abandonul unuia dintre martiri, neștiind că cifra s-a completat prin convertirea unuia dintre paznici. | Muzeul Național al Unirii, Alba Iulia                  | Cimec    |
|      | Învierea lui Iisus                                                                  | Datare: sfârșitul secolului XIX Școală: Șcheii Brașovului Dimensiuni: Î: 42 cm; L: 37,5 cm (inclusiv rama) Material: tempera pe sticlă | Icoana urmează un model de sorginte athonită. Iisus este redat plutind victorios deasupra mormântului deschis, ținând în mână steagul biruinței asupra morții. În fața mormântului stau prăbușiți de uimire doi soldați. Sfintele femei sunt reprezentate în partea opusă a mormântului. La picioarele lui Iisus este îngenunchiat un înger. | Muzeul Național al Unirii, Alba Iulia                  | Cimec    |
|      | Prohodul lui Iisus                                                                  | Datare: sfârșitul secolului XIX Școală: Șcheii Brașovului Dimensiuni: Î: 38 cm; L: 42 cm (inclusiv rama) Material: tempera pe sticlă | Desfășurată relativ pe orizontală, compoziția îi reunește pe Iisus, așezat pe giulgiul ținut de Nicodim și Iosif din Arimateea, pe Maica Domnului și două dintre sfintele femei. În fundalul încărcat de flori albe și roșii se profilează crucea Răstignirii. Culorile dominante sunt roșul și albastrul. | Muzeul Național al Unirii, Alba Iulia                  | Cimec    |
|      | Botezul Domnului                                                                    | Datare: sfârșitul secolului XIX Școală: Șcheii Brașovului Dimensiuni: Î: 43 cm; L: 39 cm (inclusiv rama) Material: tempera pe sticlă | Imaginea a avut ca model o gravură athonită. Iisus este redat central, în mijlocul Iordanului, călcând în picioare zapisul lui Adam. În stânga, Ioan revarsă asupra sa apa botezului, iar în dreapta un înger așteaptă cu ștergarul. Din partea superioară, razele Duhului Sfânt, redat sub forma unui porumbel, coboară sub forma unui evantai. Compoziția este tratată în modul modul specific iconarilor din Șchei, cu numeroase linii și forme geometrice cu rol decorativ, dar care sugerează o horror vacui. | Muzeul Național al Unirii, Alba Iulia                  | Cimec    |
|      | Maica Domnului cu Pruncul                                                           | Datare: sfârșitul secolului XIX Școală: Șcheii Brașovului Dimensiuni: Î: 47 cm; L: 41 cm (inclusiv rama) Material: tempera pe sticlă | Icoană pictată pe sticlă atribuită unui atelier din Șcheii Brașovului, o reprezintă pe Maica Domnului tipul Hodighitria combinat cu Maica Domnului Împărăteasa cerurilor. Încoronată de doi îngeri, cu o salbă bogată la gât, Fecioara ține Pruncul pe brațul drept. Fundalul este albastru, presărat cu steluțe albe și roșii. | Muzeul Național al Unirii, Alba Iulia                  | Cimec    |
|      | Încoronarea Fecioarei                                                               | Datare: sfârșitul secolului XIX Școală: Șcheii Brașovului Dimensiuni: Î: 46 cm; L: 41,5 cm (inclusiv rama) Material: tempera pe sticlă | Urmând un model de sorginte athonită, Maica Domnului este redată în jumătatea inferioară a compoziției, cu mâinile împreunate în rugăciune, flancată de Iisus la stânga și Dumnezeu-tatăl la dreapta. Cei doi susțin o coroană deasupra capului Mariei, peste care porumbelul Sfântului Duh își revarsă razele. Compoziția este tratată în modul modul specific iconarilor din Șchei, obsesia pentru decorativ sugerând o horror vacui. | Muzeul Național al Unirii, Alba Iulia                  | Cimec    |
|      | Sf. Mucenic Gheorghe, ucigând balaurul                                              | Datare: sfârșitul secolului XIX Școală: Șcheii Brașovului Dimensiuni: Î: 55 cm; L: 50,5 cm (inclusiv rama) Material: tempera pe sticlă | Redat călare, Sfântul înfige sulița în trupul balaurului prăbușit sub copitele calului. Fiica împăratului și un înger în zbor, cu un glob în mâini, asistă la scenă. Modelul compoziției a fost o gravură athonită. | Muzeul Național al Unirii, Alba Iulia                  | Cimec    |
|      | Sf. Prooroc Ilie                                                                    | Datare: sfârșitul secolului XIX Școală: Șcheii Brașovului Dimensiuni: Î: 46 cm; L: 41 cm (inclusiv rama) Material: tempera pe sticlă | Compoziția este ordonată pe două registre: în cel superior, Sf. Ilie este răpit la cer într-o caleașcă trasă de doi cai, sub privirile unui heruvim; în registrul inferior, împărțit la rândul său în două secvențe, Elisei prinde cojocul aruncat de Ilie și își ară ogorul. | Muzeul Național al Unirii, Alba Iulia                  | Cimec    |
|      | Învierea lui Iisus Autor: Maria Deac Poenariu                                       | Datare: 1994 Școală: Laz Dimensiuni: Î: 41,5 cm; L: 36,5 cm Material: tempera pe sticlă | Icoana încearcă să urmeze unul din modelele vechiului atelier. Iisus este redat în mandorlă, supradimensionat, cu steagul biruinței în mâna stângă și binecuvântând cu dreapta. Mormântul este o simplă placă, nu se distinge dacă e închis sau a fost deschis de îngerul care le îndrumă pe Sfintele Femei. | Muzeul Național al Unirii, Alba Iulia                  | Cimec    |
|      | Maica Domnului îndurerată Autor: Maria Deac Poenariu                                | Datare: 1991 Școală: Laz Dimensiuni: Î: 46,5 cm; L: 36 cm Material: tempera pe sticlă | Icoana încearcă să reproducă unul din modelele favorite ale centrului, fără a reuși să-i pătrundă dramatismul. Desenul este rigid, lipsit de suplețe. | Muzeul Național al Unirii, Alba Iulia                  | Cimec    |
|      | Răstignirea lui Iisus Autor: Maria Deac Poenariu                                    | Datare: 1980 Școală: Laz Dimensiuni: Î: 55,5 cm; L: 42 cm Material: tempera pe sticlă | Scena este redată în spirit occidental, cu accent pe jalea Sfintelor Femei. | Muzeul Național al Unirii, Alba Iulia                  | Cimec    |
|      | Prohodul lui Iisus Autor: Maria Deac Poenariu                                       | Datare: 1996 Școală: Laz Dimensiuni: Î: 58,5 cm; L: 52 cm Material: tempera pe sticlă | Icoana încearcă să reproducă un vechi izvod, din care a preluat inclusiv textul chirilic - devenit de neînțeles prin reproducerea în oglindă - și anul 1864. | Muzeul Național al Unirii, Alba Iulia                  | Cimec    |
|      | Cina cea de taină Autor: Maria Deac Poenariu                                        | Datare: 1987 Școală: Laz Dimensiuni: Î: 40,5 cm; L: 50,5 cm Material: tempera pe sticlă | Icoana reproduce „în oglindă” vechiul model al zugravilor din Laz. Coloritul strident și desenul rigid dezavantajează aspectul de ansamblu. | Muzeul Național al Unirii, Alba Iulia                  | Cimec    |
|      | Învierea lui Iisus, cu 12 scene de praznic Autor: Maria Deac Poenariu               | Datare: 1972 Școală: Laz Dimensiuni: Î: 52 cm; L: 45,5 cm Material: tempera pe sticlă | Icoana reproduce unul dintre modelele de succes ale vechiului atelier. Denumirile reprezentărilor sunt redate cu litere chirilice, dar lizibilitatea e îngreunată de faptul că semnificația semnelor nu mai era cunoscută. | Muzeul Național al Unirii, Alba Iulia                  | Cimec    |
|      | Arborele genealogic al pictorilor din familia Poienaru Autor: Maria Deac Poenariu   | Datare: 1988 Școală: Laz Dimensiuni: Î: 38,5 cm; L: 35 cm Material: tempera pe sticlă | Construit sub forma unui sfeșnic, pornind de jos în sus, adică exact contrariu regulilor heraldicii, arborele începe cu Savu și se încheie cu autoarea imaginii. Informațiile redate au fost păstrate prin tradiție, nu au un suport științific, de aceea nici nu sunt corecte. | Muzeul Național al Unirii, Alba Iulia                  | Cimec    |
|      | Iisus Hristos Mare Arhiereu și Învățător Autor: Poienaru, Simion                    | Datare: prima jumătate a secolului XIX Școală: Laz Dimensiuni: Î: 30 cm; L: 24,5 cm (inclusiv rama) Material: tempera pe sticlă | Redat bust, în veșminte arhierești și purtând mitră, Mântuitorul ține în stânga o carte închisă, iar cu dreapta binecuvântează. Imaginea este încadrată de un chenar cu motive geometrice. Două cartușe cu monogramul încadrează personajul. | Muzeul Național al Unirii, Alba Iulia                  | Cimec    |
|      | Duminica Floriilor                                                                  | Datare: sfârșitul secolului XIX Școală: trasilvănean Dimensiuni: Î: 29 cm; L: 26 cm Material: tempera pe lemn | Așezat pe măgar, cu o ramură în mână și însoțit de apostolii care par să poarte și ei același accesoriu, Iisus intră pe poarta Ierusalimului, în prezența lumii adunate: soldați, demnitari și un copil care întinde o pânză sub picioarele măgarului. Desen rudimentar, colorit lipsit de orice simț artistic, valorațiile datorându-se restauratorului. | Arhiepiscopia Ortodoxă Română, Alba Iulia              | Cimec    |
|      | Botezul lui Iisus                                                                   | Datare: prima jumătate a secolului XIX Școală: transilvănean Dimensiuni: Î: 32 cm; L: 28 cm Material: tempera pe lemn | Iisus, cu mâinile împreunate în rugăciune, stă în apa Iordanului; Ioan îl binecuvântează, ținând în mână o cruce; îngerul întinde ștergarul; porumbelul Sfântului Duh coboară aproape până pe creștetul Mântuitorului; în fundal, munți redați stilizat, sub forma unui grilaj în zig-zag. Trăsăturile personajelor trimit spre școala de pictură de la Abrud a familiei Silaghi. Desen rudimentar, aspect grafic accentuat. | Arhiepiscopia Ortodoxă Română, Alba Iulia              | Cimec    |
|      | Duminica Floriilor                                                                  | Datare: prima jumătate a secolului XIX Școală: transilvănean Dimensiuni: Î: 31,5 cm; L: 28 cm Material: tempera pe lemn | Iisus, călare pe măgar, intră în Ierusalim binecuvântându-i pe cei care îl întâmpină. În urma sa vin apostolii. În fundal, o construcție de forma unui dom. Trăsăturile personajelor trimit spre școala de pictură de la Abrud a familiei Silaghi. Desen rudimentar, aspect grafic accentuat. | Arhiepiscopia Ortodoxă Română, Alba Iulia              | Cimec    |
|      | Înălțarea Domnului                                                                  | Datare: prima jumătate a secolului XIX Școală: transilvănean Dimensiuni: Î: 32 cm; L: 28 cm Material: tempera pe lemn | Compoziția e împărțită în două registre aproape egale: jos, Maica Domnului susținută de doi îngeri supradimensionați și apostolii așezați pe două rânduri, sus Mântuitorul într-o mandorlă ridicată de îngeri. Între cele două lumi se interpune un șir de munți redați extrem de stilizat. Trăsăturile personajelor trimit spre școala de pictură de la Abrud a familiei Silaghi. Desen rudimentar, aspect grafic accentuat. | Arhiepiscopia Ortodoxă Română, Alba Iulia              | Cimec    |
|      | Nașterea Domnului                                                                   | Datare: prima jumătate a secolului XIX Școală: transilvănean Dimensiuni: Î: 32 cm; L: 28 cm Material: tempera pe lemn | Scena este redată cu un real simț al echilibrului. Locul nașterii pare a fi pivnița unui castel maiestuos care umple fundalul, lăsând loc doar razei stelei să-l indice pe noul născut. Maica Domnului stă îngenuncheată lângă leagăn, iar vitele suflă spre Prunc prin deschiderile unei arcade. Restul personajelor sunt atent distribuite pe cele două margini: slujnica ce spală copilul îl are în pandant pe Iosif îngândurat, cei trei magi pe păstorul sosit la îndemnul îngerului, iar figura acestuia are ca și corespondente crestele unui munte. Între cele două lumi se interpune un șir de munți redați extrem de stilizat. Trăsăturile personajelor trimit spre școala de pictură de la Abrud a familiei Silaghi. Desen rudimentar, aspect grafic accentuat, dar plăcut. | Arhiepiscopia Ortodoxă Română, Alba Iulia              | Cimec    |
|      | Tăierea împrejur                                                                    | Datare: prima jumătate a secolului XIX Școală: transilvănean Dimensiuni: Î: 32 cm; L: 28 cm Material: tempera pe lemn | Scena se petrece într-un cadru arhitectonic impozant, decorat cu o draperie inspirată de tablourile baroce. Maica Domnului cu mâinile în rugăciune și Iosif ținând un coșuleț cu doi porumbei, însoțiți de mai multe persoane, ocupă partea dreaptă a încăperii. În partea cealaltă, marele preot îl ține în brațe pe Iisus, redat nu sub forma unui prunc, ci parcă ar fi trupul rigid coborât de pe cruce după Răstignire. Un paviment cu forme patrulatere și o ușă în fundal dau credibil senzația tridimensionalității. Trăsăturile personajelor trimit spre școala de pictură de la Abrud a familiei Silaghi. Desen rudimentar, aspect grafic accentuat, dar plăcut. | Arhiepiscopia Ortodoxă Română, Alba Iulia              | Cimec    |
|      | Buna Vestire                                                                        | Datare: prima jumătate a secolului XIX Școală: transilvănean Dimensiuni: Î: 32 cm; L: 28 cm Material: tempera pe lemn | Îngerul, redat în partea dreaptă, o surprinde pe Maria lângă o masă pe care se află o uriașă carte deschisă, iar în spatele mesei un lujer cu flori stilizate. Porumbelul Sfântului Duh se îndreaptă spre Fecioară printre două construcții despărțite de lumina divină, în care, rudimentar schițată, se distinge mâna lui Dumnezeu. Trăsăturile personajelor trimit spre școala de pictură de la Abrud a familiei Silaghi. Desen rudimentar, aspect grafic accentuat, dar plăcut. | Arhiepiscopia Ortodoxă Română, Alba Iulia              | Cimec    |
|      | Pogorârea Sf. Duh                                                                   | Datare: prima jumătate a secolului XIX Școală: transilvănean Dimensiuni: Î: 32 cm; L: 28 cm Material: tempera pe lemn | Așezați în fața unor clădiri în formă de dom, Maica Domnului și apostolii îl au la picioare pe Cosmos. Dintr-o lumină divină de mari dimensiuni, porumbelul Duhului Sfânt împrăștie raze. Trăsăturile personajelor trimit spre școala de pictură de la Abrud a familiei Silaghi. Desen rudimentar, aspect grafic accentuat, dar plăcut. | Arhiepiscopia Ortodoxă Română, Alba Iulia              | Cimec    |
|      | Nașterea Maicii Domnului                                                            | Datare: prima jumătate a secolului XIX Școală: transilvănean Dimensiuni: Î: 32 cm; L: 28 cm Material: tempera pe lemn | Sfânta Ana stă pe un pat cu o incomodă pernă sub cap și având prunca așezată la picioare. Pe masa de alături se află deja un vas și o pâine, iar o slujnică mai aduce un pocal, în vreme ce alta pare să-i facă vânt lehuzei. Trăsăturile personajelor trimit spre școala de pictură de la Abrud a familiei Silaghi. Desen rudimentar, aspect grafic accentuat, dar plăcut. | Arhiepiscopia Ortodoxă Română, Alba Iulia              | Cimec    |
|      | Iisus Hristos Pantocrator                                                           | Datare: 1757 Școală: transilvănean Dimensiuni: Î: 58 cm; L: 37 cm Material: tempera pe lemn | Cu Evanghelia închisă, redată sub forma unui codice, în mâna stângă și binecuvântând cu dreapta, Iisus păstrează trăsăturile modelului de tradiție bizantină care a inspirat icoana, dar maniera de execuție, prin renunțarea la blicuri în favoarea tușelor, este profund atașată de arta ucraineană. | Arhiepiscopia Ortodoxă Română, Alba Iulia              | Cimec    |
|      | Sf. Nicolae                                                                         | Datare: a doua jumătate a secolului XVIII Școală: transilvănean Dimensiuni: Î: 65 cm; L: 50 cm Material: tempera pe lemn | Redat bust, în veșminte arhierești, dar fără mitră, Sfântul ține în stânga Evanghelia închisă și binecuvântează cu dreapta. În colțurile superioare, figurile miniaturale ale lui Iisus și a Maicii Domnului, plutind pe aglomerații de nori. Icoana pare a fi fost inspirată de piesa similară din iconostasul de la Certege pictat de Vasile Zboroschi în 1752. Surprinzătoare e modalitatea de sugerare a bătrâneții, nu doar prin căruntețea părului și a bărbii, ci și prin ridurile dizgrațioase care brăzdează fața Sfântului. | Arhiepiscopia Ortodoxă Română, Alba Iulia              | Cimec    |
|      | Maica Domnului cu Pruncul Autor: Simon din Bălgrad                                  | Datare: sfârșitul secolului XVIII Școală: post-brâncovenesc Dimensiuni: Î: 54 cm; L: 44 cm Material: tempera pe lemn | Mai greu recognoscibil, modelul acestei icoane a fost o gravură cu imaginea icoanei făcătoare de minuni din biserica iezuiților de la Cluj, considerată adevărata icoană care a plâns la Nicula în 1699. | Arhiepiscopia Ortodoxă Română, Alba Iulia              | Cimec    |
|      | Maica Domnului cu Pruncul Autor: Popa Ștefan și fratele său Ioan                    | Datare: 1832 Școală: neidentificat Dimensiuni: Î: 94 cm; L: 85 cm Material: tempera pe lemn | Așezată pe un tron cu o arhitectură sofisticată, încoronată de îngeri, Maica Domnului ține sceptrul în mâna dreaptă, iar cu stânga sprijină pe genunchi un glob mare. Pruncul e așezat în poala ei, cu fața spre privitor, pe care îl binecuvântează cu amândouă mâinile. Icoana a ajuns în posesia parohiei abia în 1929. | Arhiepiscopia Ortodoxă Română, Alba Iulia              | Cimec    |
|      | Maica Domnului cu Pruncul                                                           | Datare: 1823 Școală: neidentificat Dimensiuni: Î: 94 cm; L: 75 cm Material: tempera pe lemn | Cu Pruncul pe brațul stâng și un sceptru în mâna dreaptă, Maica privește insistent spre privitorul icoanei, îndemnând astfel spre Fiul care cu o mână ține globul, iar în cealaltă are o ramură de finic. În colțurile superioare, siluetele miniaturale a doi îngeri. | Arhiepiscopia Ortodoxă Română, Alba Iulia              | Cimec    |
|      | Soborul Arhanghelilor Autor: Popa Ștefan și fratele său Ioan                        | Datare: 1835 Școală: neidentificat Dimensiuni: Î: 77 cm; L: 58 cm Material: tempera pe lemn | Compoziția este foarte diferită de cea consacrată de tradiția bizantină. În mijloc se află Arhanghelul Mihail cu flacăra credinței în mâna dreaptă, iar cu stânga ținând garda sabiei sau doar un toiag (?). În stânga lui se află Arhanghelul Rafael ținându-l cu o mână pe Tobie și cu cealaltă indicându-i-l pe Hristos, a cărui figură se întrezărește în partea superioară a icoanei, într-o aglomerație de nori. Tot spre Hristos îndrumă și al treilea Arhanghel din prim-plan, posibil Gavriil, care ține în mâna stângă un steag cu inscripția Is Hs Nika. Restul arhanghelilor sunt împărțiți în două cete pe laterale, lăsând mijlocul liber pentru a fi vizibilă figura îndepărtată a lui Hristos. Ultimul cuvânt din textul cu numele pictorilor s-ar putea să indice locația atelierului. Din păcate, lectura lui este incertă. | Arhiepiscopia Ortodoxă Română, Alba Iulia              | Cimec    |
|      | Maica Domnului cu Pruncul                                                           | Datare: sfârșitul secolului XIX - începutul secolului XX Școală: neidentificat Dimensiuni: Î: 70 cm; L: 58 cm Material: tempera pe lemn | Icoana are o compoziție cu totul neobișnuită. Maica Domnului își ține Pruncul pe brațul stâng, iar cu dreapta îi asigură un sprijin suplimentar, ca pentru a nu-l scăpa din brațe. Cei doi sfinți însoțitori au fost în timpul existenței lor terestre călugări, după cum dovedesc veșmintele pe care le poartă. Sfântul, al cărui nume nu a putut fi lecturat, ar trebui să poată fi identificat prin pruncul pe care îl ține în brațe. Sfânta are un nume care nu se regăsește printre cele cunoscute. Redactarea textelor însoțitoare cu litere latine și în varianta de asemenea improprie M(a)r(ia) și D(o)mn(ul), precum și textul de pe filactera din mâna lui Iisus (Dom(nu)l D(o)mnului pre) indică fie un pictor care nu era român, fie unul nefamiliarizat cu iconografia ortodoxă. | Arhiepiscopia Ortodoxă Română, Alba Iulia              | Cimec    |
|      | Maica Domnului cu Pruncul Autor: Simion Silaghi-Sălăgeanu                           | Datare: 1830 Școală: Abrud Dimensiuni: Î: 98 cm; L: 73 cm Material: tempera pe lemn | Așezată pe un tron somptuos și călcând pe nori, Maica Domnului încoronată își ține Pruncul pe brațul stând și îndrumă spre El cu dreapta. Icoana este neobișnuită pentru creația lui Simion Silaghi din cauza vestimentației Maicii, cu marginile maforionului prinse pe piept și cingătoarea de pe mijloc. Pruncul are fizionomia din icoanele care au ca prototip icoana făcătoare de minuni din biserica iezuiților de la Cluj, considerată adevărata imagine care a plâns la Nicula în 1699. Icoana se numără printre ultimele lucrări ale lui Simion Silaghi-Sălăgeanu. | Arhiepiscopia Ortodoxă Română, Alba Iulia              | Cimec    |
|      | Iisus Hristos Mare Arhiereu Autor: Simion Silaghi-Sălăgeanu                         | Datare: prima jumătate a secolului XIX Școală: Abrud Dimensiuni: Î: 98 cm; L: 68 cm Material: tempera pe lemn | Așezat pe un tron somptuos și călcând pe nori, în veșminte arhierești bogat împodobite cu fir de aur, Iisus ține în stânga globul și binecuvântează cu dreapta. Icoana aparține unui lot posibil realizat integral în 1830, numărându-se astfel printre ultimele lucrări ale lui Simion Silaghi-Sălăgeanu. | Arhiepiscopia Ortodoxă Română, Alba Iulia              | Cimec    |
|      | Deisis                                                                              | Datare: mijlocul secolului XVIII Școală: transilvănean Dimensiuni: Î: 68 cm; L: 55 cm Material: tempera pe lemn | Desenul sobru contrastează cu vibrația tușelor, indicând îmbinarea reușită a tradiției bizantine cu noile tehnici de execuție. Și mai contrastant e aspectul general al icoanei, marcat de meticulozitate și atenție la detaliu, comparativ cu neglijența cu care a fost redactat textul de pe Evanghelie, chiar dacă în esență este corect. Icoana a fost atribuită lui Simon din Bălgrad, opinie care nu se poate susține. | Arhiepiscopia Ortodoxă Română, Alba Iulia              | Cimec    |
|      | Cina de la Mamvri Autor: Ioan Costea-Verman                                         | Datare: 1835 Școală: transilvănean Dimensiuni: Î: 49 cm; L: 43 cm Material: tempera pe lemn | Cu mari probleme de perspectivă, compoziția ni-i prezintă în prim-plan pe cei trei îngeri așezați pe o bancă în jurul unei mese pătrate pe care se află pâinișoare, ridichi și veselă. În fundal, două turnuri înalte încearcă să sugereze ideea de adâncime, dar figurile lui Avraam și a Sarei, poziționate pe aceeași linie cu înălțimea arhitecturilor, nu cu baza lor, anulează această timidă tentativă de tridimensionalizare a spațiului. Desenul naiv și coloritul tern accentuează lipsa de calitate artistică a piesei. Ea are însă o mare importanță pentru că, fiind semnată, permite identificarea autorului unui important număr de icoane pictate pe sticlă. | Arhiepiscopia Ortodoxă Română, Alba Iulia              | Cimec    |
|      | Arhanghelul Mihail și Sf. Nicolae                                                   | Datare: a doua jumătate a secolului XIX Școală: Abrud Dimensiuni: Î: 80 cm; L: 62 cm Material: tempera pe lemn | Cele două personaje sunt redate în picioare, Sfântul Nicolae mai în prim-plan, în bogate veșminte arhierești, cu cârja în stânga și binecuvântând cu dreapta, iar Arhanghelul în spatele său, cu sabia pe umărul drept și îndemnând cu stânga, așezat pe o aglomerație de nori, ca pentru a sublinia caracterul ceresc al ființei sale. Autorul este unul dintre ucenicii lui Simion Silaghi-Sălăgeanu. | Arhiepiscopia Ortodoxă Română, Alba Iulia              | Cimec    |
|      | Sfinții împărați Constantin și Elena Autor: Poienaru, Ilie                          | Datare: 1864 Școală: Laz Dimensiuni: Î: 46 cm; L: 37,5 cm (inclusiv rama) Material: tempera pe lemn | Așezați sub o arcadă, Constantin la stânga și Elena la dreapta, susțin împreună o cruce mare. La originea compoziției se află o gravură de Hășdate. | Arhiepiscopia Ortodoxă Română, Alba Iulia              | Cimec    |
|      | Sf. Dumitru                                                                         | Datare: prima jumătate a secolului XIX Școală: transilvănean Dimensiuni: Î: 29 cm; L: 22 cm Material: tempera pe lemn | Redat în picioare, în veșmânt militar, cu lancea în stânga și o cruce în dreapta, Sfântul este plasat într-un peisaj plin de viață: o pădure se zărește la orizont, dar până acolo se află un râu pe care plutesc ambarcațiuni și un drum pe care trec soldați călare. În ciuda acestor detalii, foarte bine surprinse, desenul nu este întotdeauna corect: mâna stângă a Sfântului este întoarsă cu cotul spre privitor. | Arhiepiscopia Ortodoxă Română, Alba Iulia              | Cimec    |
|      | Deisis                                                                              | Datare: a doua jumătate a secolului XIX Școală: transilvănean Dimensiuni: Î: 64 cm; L: 45 cm Material: tempera pe lemn | Redat bust, cu Evanghelia deschisă în stânga și binecuvântând cu dreapta, cu figurile miniaturale ale intercesorilor în dreptul umerilor, Iisus reproduce unul din modelele favorite ale lui Simion Silaghi-Sălăgeanu, diluat însă de caracterul rudimentar al desenului și de lipsa de gust a coloritului. | Arhiepiscopia Ortodoxă Română, Alba Iulia              | Cimec    |
|      | Maica Domnului cu Pruncul                                                           | Datare: a doua jumătate a secolului XIX Școală: transilvănean Dimensiuni: Î: 62 cm; L: 45 cm Material: tempera pe lemn | Cu Pruncul pe brațul stâng și îndrumând spre El cu dreapta, Maica este redată ușor supradimensionată din cauza lărgimii veșmintelor. Ochii albaștri, lipsiți de viață, dau o notă de disconfort privitorului. Siluetele a doi îngeri, în poziții rigide, contribuie și ele la lipsa de armonie a compoziției. | Arhiepiscopia Ortodoxă Română, Alba Iulia              | Cimec    |
|      | Pogorârea Sf. Duh Autor: Simion Silaghi-Sălăgeanu                                   | Datare: prima jumătate a secolului XIX Școală: Abrud Dimensiuni: Î: 80 cm; L: 58 cm Material: tempera pe lemn | Așezată pe un tron somptuos, în mijlocul apostolilor așezați în semicerc, Maica Domnului este principalul receptacol al razelor răspândite de porumbelul Sfântului Duh printre impozantele arhitecturi din fundal. | Arhiepiscopia Ortodoxă Română, Alba Iulia              | Cimec    |
|      | Buna Vestire Autor: Simion Silaghi-Sălăgeanu                                        | Datare: 1815 Școală: Abrud Dimensiuni: Î: 80 cm; L: 58 cm Material: tempera pe lemn | Așezată pe un tron cu baldachin, cu o carte pe genunchi și un lujer de floare în mână, Fecioara primește vizita Arhanghelului care sosește pe o aglomerație de nori, cu un crin roșu în mâna dreaptă, în vreme ce stânga o ține ridicată, arătând spre porumbelul Sfântului Duh care își revarsă razele asupra Mariei. | Arhiepiscopia Ortodoxă Română, Alba Iulia              | Cimec    |
|      | Încoronarea Fecioarei                                                               | Datare: prima jumătate a secolului XIX Școală: transilvănean Dimensiuni: Î: 82,5 cm; L: 64 cm Material: tempera pe lemn | Așezată în genunchi pe globul în jurul căruia stă încolăcit șarpele păcatului, Maria îi are alături pe Dumnezeu-Tatăl cu un sceptru în mâna stângă și pe Iisus binecuvântând cu dreapta, ambii pregătindu-se să-i așeze o coroană pe creștet. Atmosfera este înviorată de spațiul larg lăsat razelor de aur împrăștiate de porumbelul Sfântului Duh. Grupuri de heruvimi redați sub formă de putti roiesc în jurul scenei. | Arhiepiscopia Ortodoxă Română, Alba Iulia              | Cimec    |
|      | Sf. Nicolae Autor: Simion Silaghi-Sălăgeanu                                         | Datare: începutul secolului XIX Școală: Abrud Dimensiuni: Î: 82 cm; L: 54 cm Material: tempera pe lemn | Redat bust, în veșminte arhierești, dar fără mitră, Sfântul ține Evanghelia închisă în mâna stângă și binecuvântează cu dreapta. Icoana se remarcă prin fundalul cu un bogat și sofisticat decor în grund, dar care nu a mai fost aurit. Un element decorativ suplimentar, care face legătura cu rama de asemenea decorată prin ștanțare în grundul cu care a fost acoperită, este galonul cu fir auriu, desprins însă de suport în cea mai mare parte. Modul de redare a trăsăturilor feței indică o tempera foarte grasă, poate chiar folosirea uleiului. | Arhiepiscopia Ortodoxă Română, Alba Iulia              | Cimec    |
|      | Maica Domnului cu Pruncul                                                           | Datare: mijlocul secolului XVIII Școală: transilvănean Dimensiuni: Î: 55,5 cm; L: 41 cm Material: tempera pe lemn | Icoana are ca prototip imaginea făcătoare de minuni a Maicii Domnului din biserica iezuiților din Cluj, promovată ca adevărata icoană care a plâns la Nicula în 1699. Chiar și coroanele ar putea reproducere podoabele aplicate în 1724, odată cu rețeau de perle și rubine din cauza căreia mantia Pruncului a primit acea dungă roșie pe umărul drept. | Arhiepiscopia Ortodoxă Română, Alba Iulia              | Cimec    |
|      | Iisus Hristos Învățător                                                             | Datare: mijlocul secolului XVIII Școală: transilvănean Dimensiuni: Î: 55,5 cm; L: 41 cm Material: tempera pe lemn | Pereche a icoanei cu nr. 197, imaginea urmează un model ucrainean, chiar dacă trăsăturile chipului lui Iisus sunt redate în spiritul artei bizantine. Pentru veșminte, s-au folosit tușe, nu blicuri, iar minuțiozitatea și opulența coroanei și a fundalului fac de neînțeles lipsa de interes a pictorului pentru aspectul textului înșirat pe paginile Evangheliei deschise. | Arhiepiscopia Ortodoxă Română, Alba Iulia              | Cimec    |
|      | Maica Domnului cu Pruncul Autor: Iacov Zugravul                                     | Datare: a doua jumătate a secolului XVIII Școală: post-brâncovenesc Dimensiuni: Î: 70 cm; L: 47 cm Material: tempera pe lemn | Minuțiozitatea detaliului și decorul din fundal dau senzația de arhaism. Icoana ne-o prezintă pe Maica Domnului cu Pruncul pe brațul stâng și îndrumând spre El cu dreapta. Motivul decorativ al fundalului aparține repertoriului iconarilor din sudul regatului polono-ucrainian, dar Iacov l-a cunoscut prin intermediul icoanelor realizate în secolul XVII pentru bisericile din Transilvania de pictori ucraineni itineranți. Datorită fizionomiilor mai schematizate decât de obicei, icoana a fost inițial atribuită ucenicului lui Iacov, Toader Zugravul. | Arhiepiscopia Ortodoxă Română, Alba Iulia              | Cimec    |
|      | Arhanghelul Mihail Autor: Simon din Bălgrad                                         | Datare: ultimele decenii ale secolului XVIII Școală: post-brâncovenesc Dimensiuni: Î: 55 cm; L: 40,5 cm Material: tempera pe lemn | Cu potirul ultimei împărtășanii în mâna stângă și cu dreapta sprijinind sabia pe umăr, imaginea Arhanghelului nu este una dintre cele mai reușite ale pictorului, care a greșit proporțiile la redarea părții inferioare a platoșei și a înnodat mantia de tăișul sabiei. Atribuită inițial lui Toader Zugravul, icoana este fără îndoială opera lui Simon din Bălgrad, după cum dovedesc cu prisosință detaliile fizionomiei. | Arhiepiscopia Ortodoxă Română, Alba Iulia              | Cimec    |
|      | Nașterea Domnului                                                                   | Datare: mijlocul sau a doua jumătate a secolului XIX Școală: transilvănean Dimensiuni: Î: 33 cm; L: 26 cm Material: tempera pe lemn | Imaginea e departe de aspectul unei icoane și e profund impregnată de spiritul catolic, nu doar în ceea ce privește maniera de execuție. Maica Domnului stă cu Pruncul pe genunchi, sprijinindu-l cu o mână, iar în cealaltă ținând o carte de rugăciuni. Cei trei magi, purtând coroane și hlamide regale, îi oferă darurile. Un al doilea rând de personaje grupează heruvimi, pe Iosif și alte figuri a căror identitate nu poate fi precizată. În colțul superior stâng, vitele se alătură și ele evenimentului, iar alături o stea decorativă, supradimensionată, înconjurată de putti, contrastează prin naivitatea formei cu străduința pictorului de a afișa un stil academic. | Arhiepiscopia Ortodoxă Română, Alba Iulia              | Cimec    |
|      | Pogorârea Sf. Duh                                                                   | Datare: mijlocul sau a doua jumătate a secolului XIX Școală: transilvănean Dimensiuni: Î: 33 cm; L: 26 cm Material: tempera pe lemn | Imaginea e profund impregnată de spiritul catolic, nu doar în ceea ce privește maniera de execuție. Personajele sunt redate pe două rânduri, așezate în genunchi, receptând cu evlavie lumina sfântă împrăștiată de porumbelul Sf. Duh. O arcadă simplă oferă cadru scenei, contrastând prin naivitatea formei cu străduința pictorului de a afișa un stil academic. | Arhiepiscopia Ortodoxă Română, Alba Iulia              | Cimec    |
|      | Arhanghelul Mihail Autor: Simion Silaghi-Sălăgeanu                                  | Datare: 1797 Școală: Abrud Dimensiuni: Î: 86 cm; L: 66 cm Material: tempera pe lemn | Icoana este una dintre cele mai frumoase ale artistului dedicată Arhistrategului oștilor cerești. Redat bust, într-un veșmânt militar ce indică un model vienez, Arhanghelul ține sabia ridicată în dreapta și un glob în stânga. Fundalul și rama, acum revopsite cu bronz, au fost decorate cu motive florale modelate din grund, în spiritul icoanelor ucrainene. Fizionomia - puternic umanizată, aproape un portret - susține ipoteza conlucrării între artistul stabilit la Abrud și pictorul Ștefan Tenețchi din Arad, în chiar anul morții acestuia din urmă la Abrud. | Arhiepiscopia Ortodoxă Română, Alba Iulia              | Cimec    |
|      | Maica Domnului cu Pruncul Autor: Simion Silaghi-Sălăgeanu                           | Datare: sfârșitul secolului XVIII Școală: Abrud Dimensiuni: Î: 88 cm; L: 66 cm Material: tempera pe lemn | Fecioara își ține Pruncul pe brațul stâng și îndrumă spre El cu dreapta. Fundalul și rama, acum revopsite cu bronz, au fost decorate cu motive florale modelate din grund, în spiritul icoanelor ucrainene. Fizionomiile - puternic umanizate, a Maicii însă mai puțin reușită - susțin ipoteza folosirii ca model a unei gravuri cu imaginea icoanei făcătoare a Maicii Domnului din biserica iezuiților din Cluj, promovată ca adevărata icoană care a lăcrimat la Nicula în 1699. | Arhiepiscopia Ortodoxă Română, Alba Iulia              | Cimec    |
|      | Iisus Hristos Învățător Autor: Simion Silaghi-Sălăgeanu                             | Datare: 1797 Școală: Abrud Dimensiuni: Î: 87 cm; L: 66 cm Material: tempera pe lemn | Icoana este una dintre cele mai frumoase ale artistului dedicată Mântuitorului. Redat bust, cu Evanghelia deschisă în stânga și binecuvântând cu dreapta, palma mâinii care binecuvântează este ușor mai mică decât ar fi firesc, ținând cont de brațul viguros care urmează. Fundalul și rama, acum revopsite cu bronz, au fost decorate cu motive florale modelate din grund, în spiritul icoanelor ucrainene. Fizionomia - puternic umanizată, aproape un portret - susține ipoteza conlucrării între artistul stabilit la Abrud și pictorul Ștefan Tenețchi din Arad, în chiar anul morții acestuia din urmă la Abrud. | Arhiepiscopia Ortodoxă Română, Alba Iulia              | Cimec    |
|      | Sf. Nicolae Autor: Simion Silaghi-Sălăgeanu                                         | Datare: sfârșitul secolului XVIII Școală: Abrud Dimensiuni: Î: 86 cm; L: 66 cm Material: tempera pe lemn | Redat bust, în veșminte arhierești, dar fără mitră, Sfântul ține în stânga Evanghelia închisă și binecuvântează cu dreapta. Fundalul și rama, acum revopsite cu bronz, au fost decorate cu motive florale modelate din grund, în spiritul icoanelor ucrainene. Fizionomia - puternic umanizată, aproape un portret - susține ipoteza conlucrării între artistul stabilit la Abrud și pictorul Ștefan Tenețchi din Arad, în chiar anul morții acestuia din urmă la Abrud. Este surprinzător contrastul între sprâncenele încă negre și părul și barba cărunte ale personajului. Mâna care binecuvântează este și ea un pic mai mică, în comparație cu restul proporțiilor. | Arhiepiscopia Ortodoxă Română, Alba Iulia              | Cimec    |
|      | Maica Domnului cu Pruncul Autor: Simion Silaghi-Sălăgeanu                           | Datare: sfârșitul secolului XVIII Școală: Abrud Dimensiuni: Î: 68 cm; L: 50 cm Material: tempera pe lemn | Ușor diferită față de celelalte reprezentări similare atribuibile lui Simion Silaghi-Sălăgeanu, Maica este redată frontal, susținându-și Pruncul pe brațul stâng și îndrumând spre El cu dreapta. | Arhiepiscopia Ortodoxă Română, Alba Iulia              | Cimec    |
|      | Deisis Autor: Dumitru Zugravul                                                      | Datare: prima jumătate a secolului XVIII ? Școală: transilvănean Dimensiuni: Î: 63 cm; L: 48 cm Material: tempera pe lemn | Redat bust, cu Evanghelia deschisă în stânga și binecuvântând cu dreapta, Mântutorul este flancat de reprezentările aproape întreci ale intercesorilor, care stau în spatele său, cu picioarele ascunse de aglomerații de nori. Desen rudimentar, dezordonat. | Arhiepiscopia Ortodoxă Română, Alba Iulia              | Cimec    |
|      | Arhanghelul Mihail                                                                  | Datare: a doua jumătate a secolului XVIII Școală: transilvănean Dimensiuni: Î: 50 cm; L: 36 cm Material: tempera pe lemn | Redat bust, cu potirul ultimei împărtășanii în mâna stângă și sabia ridicată în dreapta, Arhanghelul poartă veșminte militare inspirate de vestimentația occidentală. Icoana se află într-o stare de degradare avansată, o bună parte din stratul de culoare fiind pierdută. Trăsăturile prelungi ale chipului, desenul elegant, cu forme alungite, tipul de ramă indică, însă, cu precizie, mâna meșterului din a cărui creație au fost identificate aproape 100 de lucrări, niciuna semnată. | Arhiepiscopia Ortodoxă Română, Alba Iulia              | Cimec    |
|      | Coborârea la iad                                                                    | Datare: prima jumătate a secolului XIX Școală: transilvănean Dimensiuni: Î: c; L: 28 cm Material: tempera pe lemn | Înconjurat de o mandorlă cu margini roșii, Iisus plutește deasupra porților sfărâmate ale iadului, ridicându-i de mâini din morminte pe Adam și Eva. Câte două personaje de o parte și de alta, în stânga încoronate, în dreapta probabil prooroci, completează scena. Trăsăturile fizionomiilor trimit spre atelierul familiei Silaghi din Abrud. | Arhiepiscopia Ortodoxă Română, Alba Iulia              | Cimec    |
|      | Apostolii Petru și Pavel                                                            | Datare: 1830 Școală: transilvănean Dimensiuni: Î: 39 cm; L: 31 cm Material: tempera pe lemn | Cu atributele specifice în mâini (cheia Raiului pentru Sf. Petru, sabia pentru Sf. Pavel), cei doi apostoli susțin împreună macheta unei biserici, deasupra căreia, într-o aglomerație de nori, este redat miniatural Iisus, binecuvântând cu ambele mâini. | Arhiepiscopia Ortodoxă Română, Alba Iulia              | Cimec    |
|      | Adormirea Maicii Domnului                                                           | Datare: prima jumătate a secolului XIX Școală: transilvănean Dimensiuni: Î: 39 cm; L: 32 cm Material: tempera pe lemn | Maica Domnului este așezată pe patul vegheat de cele două grupuri de apostoli, dintre care unul poartă mitră episcopală. Lipit de pat, Iisus ține în stânga sufletul-prunc al Maicii Sale, iar cu dreapta binecuvântează. Scena este încadrată de draperii baroce. | Arhiepiscopia Ortodoxă Română, Alba Iulia              | Cimec    |
|      | Nașterea Sf. Ioan Botezătorul                                                       | Datare: prima jumătate a secolului XIX Școală: transilvănean Dimensiuni: Î: 40 cm; L: 32 cm Material: tempera pe lemn | Elisabeta, cu pruncul în brațe, este așezată pe un pat care este, de fapt, un scaun (!). O slujnică o îmbie cu un bol. În fața ei, șezând pe un scaun, Zaharia îi întinde și el un obiect, poate un pocal, iar în cealaltă mână ține o carte. O draperie decorează colțul superior drept. | Arhiepiscopia Ortodoxă Română, Alba Iulia              | Cimec    |
|      | Tăierea capului Sf. Ioan Botezătorul                                                | Datare: prima jumătate a secolului XIX Școală: transilvănean Dimensiuni: Î: 39 cm; L: 31 cm Material: tempera pe lemn | Scena se petrece în fața unui turn cu arcade, de unde privesc Irod și Irodiada. Călăul așează capul pe tipsia întinsă de Salomeea, trupul prăbușit al Botezătorului zăcând între ei. | Arhiepiscopia Ortodoxă Română, Alba Iulia              | Cimec    |
|      | Înălțarea lui Iisus                                                                 | Datare: prima jumătate a secolului XIX Școală: transilvănean Dimensiuni: Î: 38 cm; L: 29 cm Material: tempera pe lemn | Scena se petrece pe două registre: în cel superior, așezat pe o aglomerație de nori, binecuvântând cu ambele mâini, Iisus se înalță la cer, însoțit de Arhanghelii Mihail și Gavriil, care atenționează asupra minunii; în registrul inferior, înconjurând parcă movila deasupra căreia plutește Iisus, se află Fecioara și apostolii, dar lipsesc îngerii care ar fi trebuit să o susțină. | Arhiepiscopia Ortodoxă Română, Alba Iulia              | Cimec    |
|      | Sf. Gheorghe                                                                        | Datare: prima jumătate a secolului XIX Școală: transilvănean Dimensiuni: Î: 40 cm; L: 31 cm Material: tempera pe lemn | Redat în picioare, cu o mantie roșie bogată în falduri înnodată pe umărul drept, Sfântul poartă veșminte militare occidentale și ține în mâna stângă o lance, iar în dreapta o cruce. | Arhiepiscopia Ortodoxă Română, Alba Iulia              | Cimec    |
|      | Nașterea Maicii Domnului                                                            | Datare: prima jumătate a secolului XIX Școală: transilvănean Dimensiuni: Î: 38,5 cm; L: 30,5 cm Material: tempera pe lemn | Pe un pat care e de fapt un scaun, așezat sub un baldachin, stă Sfânta Ana, pregătindu-se să o ia în brațe pe prunca adusă de o însoțitoare. Ioachim stă în fața ei pe un scaun, cu tablele legii în mâini. Ce excepția baldachinului care înlocuiește draperia, compoziția urmează același model folosit de autor și la ilustrarea scenei Nașterii Sf. Ioan Botezătorul (inv. 222). | Arhiepiscopia Ortodoxă Română, Alba Iulia              | Cimec    |
|      | Buna Vestire                                                                        | Datare: prima jumătate a secolului XIX Școală: transilvănean Dimensiuni: Î: 38 cm; L: 27 cm Material: tempera pe lemn | Stând în genunchi pe o pernă, sub o draperie, Fecioara este surprinsă de înger citind dintr-o carte așezată pe un stativ patrulater acoperit cu o țesătură. Arhanghelul binevestitor ține în stânga un lujer de floare, iar cu dreapta atenționează asupra luminii răspândite de porumbelul Sfântului Duh printr-o aglomerație de nori. | Arhiepiscopia Ortodoxă Română, Alba Iulia              | Cimec    |
|      | Duminica Floriilor                                                                  | Datare: prima jumătate a secolului XIX Școală: transilvănean Dimensiuni: Î: 37,5 cm; L: 28,5 cm Material: tempera pe lemn | Călare pe asinul care calcă în picioare veșmintele așternute de un copil, Iisus binecuvântează mulțimea venită să-l întâmpine la porțile Ierusalimului. În spatele Său, grupul de apostoli îl urmează cu ramuri de finic în mâini. | Arhiepiscopia Ortodoxă Română, Alba Iulia              | Cimec    |
|      | Sfinții împărați Constantin și Elena                                                | Datare: prima jumătate a secolului XIX Școală: transilvănean Dimensiuni: Î: 40 cm; L: 31 cm Material: tempera pe lemn | Încoronați, în veșminte înflorate, Constantin și Elena țin în mâini sceptre de dimensiuni și o formă neobișnuită și susțin împreună o cruce mare, așezată pe un postament. Deasupra, într-o aflomerație de nori, Iisus binecuvântează cu ambele mâini. | Arhiepiscopia Ortodoxă Română, Alba Iulia              | Cimec    |
|      | Nașterea Domnului                                                                   | Datare: prima jumătate a secolului XIX Școală: transilvănean Dimensiuni: Î: 40 cm; L: 35 cm Material: tempera pe lemn | Scena se petrece în câmp. Iisus stă în așternut pe un cearceaf ținut de capetele superioare de Maica Domnului, în spatele căreia se agită cu daruri cei trei magi. În partea opusă, Iosif stă cu mâinile în rugăciune, iar un cioban ține în brațe un miel. O vită suflă căldură spre Prunc, iar deasupra doi îngeri desfășoară o filacteră pe care este scris cu lipsuri textul Slavă întru cei de sus, lui Dumnezeu și pe pământ pace. O stea decorativă strălucește într-o aglomerație de nori. | Arhiepiscopia Ortodoxă Română, Alba Iulia              | Cimec    |
|      | Sf. Nicolae                                                                         | Datare: prima jumătate a secolului XIX Școală: transilvănean Dimensiuni: Î: 39,5 cm; L: 30,5 cm Material: tempera pe lemn | Redat în picioare, dar cu proporții incorecte, Sfântul este înveșmântat în ornatele arhierești, ține cârja în mâna stângă și binecuvântează cu dreapta. | Arhiepiscopia Ortodoxă Română, Alba Iulia              | Cimec    |
|      | Schimbarea la față                                                                  | Datare: prima jumătate a secolului XIX Școală: transilvănean Dimensiuni: Î: 39,5 cm; L: 31,5 cm Material: tempera pe lemn | Înveșmântat în alb, cum recomandă erminia, Iisus plutește pe nori în vârful unei coline, înconjurat de lumina divină. Redați bust, Moise și Ilie îl flanchează din aglomerații de nori. La poalele colinei, speriați de viziune, se agită cei trei apostoli, ale căror nume sunt poziționate deasupra aureolelor. | Arhiepiscopia Ortodoxă Română, Alba Iulia              | Cimec    |
|      | Tăierea împrejur                                                                    | Datare: prima jumătate a secolului XIX Școală: transilvănean Dimensiuni: Î: 39 cm; L: 30 cm Material: tempera pe lemn | Evenimentul are loc sub o draperie cu falduri bogate. Iisus, desfășat, stă pe o masă, într-o atitudine ce sugerează că nu se simte deloc confortabil. În jurul său doi preoți, Maica Domnului și Iosif formează parcă un zid uman, care nu pare să-l încurajeze pe Prunc. | Arhiepiscopia Ortodoxă Română, Alba Iulia              | Cimec    |
|      | Sf. prooroc Ilie                                                                    | Datare: 1835 Școală: transilvănean Dimensiuni: Î: 38,5 cm; L: 31 cm Material: tempera pe lemn | Personajul este reprezentat în două ipostaze: în picioare, în centrul compoziției, cu un cuțit ritual în dreapta și o filacteră în stânga, și miniatural, așezat la gura peșterii, primind mâncarea adusă de corb. | Arhiepiscopia Ortodoxă Română, Alba Iulia              | Cimec    |
|      | Pogorârea Sf. Duh                                                                   | Datare: prima jumătate a secolului XIX Școală: transilvănean Dimensiuni: Î: 39,5 cm; L: 31,5 cm Material: tempera pe lemn | Așezată pe tron, cu picioarele pe un subpedaneum cu două trepte, Maica Domnului binecuvântează cu ambele mâini. Așezați de-a dreapta și de-a stânga ei, în formă de semicerc, apostolii stau pe jilțuri. În fundal, arhitecturi impozante, printre care se strecoară ghirlanda de nori din care porumbelul Sfântului Duh trimite limbile de foc. În partea inferioară artistul a redat o parte din încăperea în care ar fi trebuit să stea Cosmos, a cărui reprezentare lipsind, acest detaliu pare mai degrabă un element decorativ. | Arhiepiscopia Ortodoxă Română, Alba Iulia              | Cimec    |
|      | Arhanghelii Mihail și Gavriil                                                       | Datare: 1806 Școală: transilvănean Dimensiuni: Î: 39,5 cm; L: 31,5 cm Material: tempera pe lemn | Redați în picioare, Mihail în veșminte militare occidentale, cu sabia în dreapta, Gabriil cu tunica și mantie și cu floarea de crin în stânga, cei doi Arhangheli țin în mâini globuri cu texte care fac trimitere la Iisus și Maica Domnului. Deasupra, într-o aglomerație de nori, triunghiul cu ochiul neadormit al Tatălui ceresc. Între cele două personaje, posibila monogramă a autorului: patru inițiale, din care clare sunt doar primele două, fără a fi evident dacă ele trebuie considerate ca aparținând alfabetului chirilic sau celui latin. | Arhiepiscopia Ortodoxă Română, Alba Iulia              | Cimec    |
|      | Buna Vestire                                                                        | Datare: mijlocul secolului XVIII Școală: atelier din Țara Românească ? Dimensiuni: Î: 50 cm; L: 38 cm Material: tempera pe lemn | Pe un fundal arhitectonic convențional, scena se desfășoară în maniera specifică ambientului brâncovenesc: Fecioara este poziționată în fața unui tron bogat ornamentat, indicând într-o carte deschisă cuvintele cu care i-a răspuns îngerului. Acesta o binecuvântează, indicând în același timp spre raza de lumină divină care coboară pe creștetul Mariei. Desenul elegant nu a împiedicat greșeli de redare. Astfel, după poziția mâinii, floarea pe care o ține Arhanghelul ar fi trebuit să fie orientată cu vârful în jos. | Arhiepiscopia Ortodoxă Română, Alba Iulia              | Cimec    |
|      | Duminica Floriilor                                                                  | Datare: prima jumătate a secolului XIX Școală: transilvănean Dimensiuni: Î: 38 cm; L: 27 cm Material: tempera pe lemn | Imaginea pare inspirată de un tablou romantic, cerul înnorat, ruinele construcției din planul apropiat și silueta elegantă a castelului din fundal scoțând cu totul reprezentarea din canoanele obieșnuite ale artei de tradiție bizantină. Compoziția este ordonată pe două linii de fugă destul de sinuoase. Una pleacă din colțul inferior drept și urmează șirul mulțimii care îi iese în întâmpinare lui Iisus, bulucindu-se pe poarta Ierusalimului, cealaltă pleacă din colțul inferior drept, urcă până la jumătatea icoanei, apoi se îndreaptă spre stânga, în direcția din care vine un alt grup, care nu pare să fie cel al apostolilor, aceștia fiind deci absenți din reprezentare. | Arhiepiscopia Ortodoxă Română, Alba Iulia              | Cimec    |
|      | Tăierea capului Sf. Ioan Botezătorul                                                | Datare: prima jumătate a secolului XIX Școală: transilvănean Dimensiuni: Î: 37,5 cm; L: 26 cm Material: tempera pe lemn | Evenimentul este redat în două secvențe: jumătatea inferioară a compoziției este ocupată de încăperea temniței, unde Ioan Botezătorul stă îngenuncheat și încătușat, în vreme ce călăul se avântă să-i reteze capul, iar alături, cu o tavă în mâini, așteaptă Salomeea, însoțită de încă o figură feminină. O scară duce la un balcon, unde este amenajată o masă la care se află Iron și Irodiada, cărora Salomeea le prezintă tava cu capul retezat al Sfântului. Desen de foarte bună calitate, posibil mâna lui Simion Silaghi-Sălăgeanu. | Arhiepiscopia Ortodoxă Română, Alba Iulia              | Cimec    |
|      | Nașterea Sf. Ioan Botezătorul                                                       | Datare: prima jumătate a secolului XIX Școală: transilvănean Dimensiuni: Î: 37,5 cm; L: 26 cm Material: tempera pe lemn | Scena se petrece într-un interior cu ferestre decorate cu draperii elegante. Elisabeta stă pe un pat cu baldachin. Alături, o slujică se pregătește să spele copilul în vasul pregătit lângă patul mamei. Zaharia, în veșminte de mare preot, stă la o masă și notează în catastif nașterea fiului său. Desenul de foarte bună calitate, proporțiile corecte, fizionomiile expresive, tratate cu profesionalism, sunt argumente pentru atribuirea icoanei lui Simion Silaghi-Sălăgeanu. | Arhiepiscopia Ortodoxă Română, Alba Iulia              | Cimec    |
|      | Deisis Autor: Gheorghe Tobias din Abrud                                             | Datare: prima jumătate a secolului XVIII Școală: transilvănean Dimensiuni: Î: 75 cm; L: 53 cm Material: tempera pe lemn | Cu Evanghelia închisă în stânga și binecuvântând cu dreapta, Iisus este însoțit de reprezentările miniaturale ale intercesorilor, redate pe mediană. | Arhiepiscopia Ortodoxă Română, Alba Iulia              | Cimec    |
|      | Sf. Dumitru                                                                         | Datare: prima jumătate a secolului XVIII Școală: transilvănean Dimensiuni: Î: 41 cm; L: 37 cm Material: tempera pe lemn | Redat bust, cu o fizionomie juvenilă și o vestimentație simplă, al cărei unic decor îl reprezintă vrejul decorativ de pe guler, Sfântul binecuvântează cu stânga și ține o cruce în dreapta. | Arhiepiscopia Ortodoxă Română, Alba Iulia              | Cimec    |
|      | Sf. Nicolae                                                                         | Datare: secolul XVIII Școală: rutean ? Dimensiuni: Î: 68 cm; L: 45 cm Material: tempera pe lemn | Redat bust, sub o draperie, într-un veșmânt bogat împodobit, Sfântul Nicolae binecuvântează cu dreapta și ține în stânga o carte deschisă, a cărei sfințenie este sugerată de țesătura prin intermediul căreia este atinsă. Reprezentări minuscule și azi aproape cu totul șterse, figurile Mântuitorului și a Fecioarei sunt poziționate deasupra umerilor Sfântului. Finețea trăsăturilor și a detaliului contrastează cu simplitatea fundalului și cu linia dezordonată a decorului chenarului. | Arhiepiscopia Ortodoxă Română, Alba Iulia              | Cimec    |
|      | Iisus Hristos Învățător                                                             | Datare: secolul XVIII Școală: rutean ? Dimensiuni: Î: 68 cm; L: 45 cm Material: tempera pe lemn | Redat bust, Mântuitorul binecuvântează cu dreapta și ține în stânga o carte deschisă. Decorul chenarului indică execuția icoanei în același atelier ca și piesa cu nr. inv. 258. Ezitarea între rigiditatea fizionomiei și eleganța desenului mâinii susține vechimea mai mare a icoanei, dar și lipsa unor studii aprofundate, semn că a fost executată într-un atelier de provincie. | Arhiepiscopia Ortodoxă Română, Alba Iulia              | Cimec    |
|      | Iisus Hristos Mare Arhiereu și Învățător Autor: Simion Silaghi-Sălăgeanu            | Datare: începutul secolului XIX Școală: Abrud Dimensiuni: Î: 54 cm; L: 39 cm Material: tempera pe lemn | Înveșmântat în ornate arhierești, așezat pe un tron fastuos, Mântuitorul sprijină Evanghelia pe genunchiul stâng și binecuvântează cu dreapta. Paleta coloristică redusă reliefează și mai mult expresivitatea fizionomiei. | Arhiepiscopia Ortodoxă Română, Alba Iulia              | Cimec    |
|      | Arhanghelul Mihail Autor: Nistor din Rășinari                                       | Datare: mijlocul secolului XVIII Școală: transilvănean Dimensiuni: Î: 64,5 cm; L: 40 cm Material: tempera pe lemn | Cu sabia în dreapta și oglinda de jasp cu inițialele IS Hs Nika în stânga, Arhanghelul este redat demifigură, în veșmânt militar. Trăsăturile chipului sunt luminate de blicuri, care îndulcesc sobrietatea înfățișării și atenuează stângăcia conturului. | Arhiepiscopia Ortodoxă Română, Alba Iulia              | Cimec    |
|      | Sf. Dumitru                                                                         | Datare: a doua jumătate a secolului XVIII Școală: transilvănean Dimensiuni: Î: 46 cm; L: 36 cm Material: tempera pe lemn | Redat demifigură, cu sulița în stânga și o cruce în dreapta, Sfântul are trăsături juvenile, aproape de copil. În spatele său, pe laterala stângă, pe un fel de scenă sub care se înșiruie vârfuri de sulițe, este înfățișată lupta dintre tânărul Nestor și Lie. Rama, profilată din grosimea panoului, este decorată cu elemente vegetale. | Arhiepiscopia Ortodoxă Română, Alba Iulia              | Cimec    |
|      | Nașterea Maicii Domnului Autor: Iacov din Rășinari                                  | Datare: a doua jumătate a secolului XVIII Școală: post-brâncovenesc Dimensiuni: Î: 30 cm; L: 24 cm Material: tempera pe lemn | Ioachim și Sfânta Ana stau la masă, așteptând să fie serviți de cele trei slujnice care sosesc cu diverse obiecte. În fața mesei, în leagăn, prunca este vegheată de o slujnică ce toarce. Fundalul aurit, care ocupă jumătatea superioară a icoanei, conferă opulență icoanei și asigură un plăcut impact vizual. | Arhiepiscopia Ortodoxă Română, Alba Iulia              | Cimec    |
|      | Coborârea la iad                                                                    | Datare: prima jumătate a secolului XVIII Școală: transilvănean Dimensiuni: Î: 38 cm; L: 32 cm Material: tempera pe lemn | Învăluit în lumina divină, călcând peste porțile iadului, prăbușite, Iisus îi ridică din morminte pe Adam și pe Eva, în spatele cărora sunt grupați și alți îndreptățiți la mântuire: figuri încoronate, alături de Ioan Botezătorul, în partea stângă, figuri comune în partea dreaptă. Zveltețea stâncilor din fundal contribuie la mărirea senzației de adâncime a iadului, a cărui prăpastie se cască la poalele lor. | Arhiepiscopia Ortodoxă Română, Alba Iulia              | Cimec    |
|      | Duminica Floriilor                                                                  | Datare: prima jumătate a secolului XVIII Școală: transilvănean Dimensiuni: Î: 38 cm; L: 29,5 cm Material: tempera pe lemn | Călare pe asin, Iisus îi întâlnește pe cei veniți să-l întâmpine la poarta Ierusalimului. O mantie e deja așternută sub copitele animalului. Grupul apostolilor îl urmează cu discreție. Arhitecturi convenționale ilustrează un oraș prosper, de mari dimensiuni. | Arhiepiscopia Ortodoxă Română, Alba Iulia              | Cimec    |
|      | Maica Domnului cu Pruncul Autor: Iacov din Rășinari                                 | Datare: a doua jumătate a secolului XVIII Școală: post-brâncovenesc Dimensiuni: Î: 45 cm; L: 30 cm Material: tempera pe lemn | Icoana urmează unul din modelele favorite ale artistului din tinerețe, ilustrând însă nu numai trecerea anilor, ci și evoluția stilistică a autorului. | Arhiepiscopia Ortodoxă Română, Alba Iulia              | Cimec    |
|      | Nașterea lui Iisus                                                                  | Datare: prima jumătate a secolului XVIII Școală: transilvănean Dimensiuni: Î: 40 cm; L: 31 cm Material: tempera pe lemn | Așezată în genunchi la intrarea în peșteră, Maica își adoră Pruncul spre care steaua luminii divine trimite o scânteie, ajutând efortul animalelor de a-l încălzi pe noul-născut. Din depărtare sosesc cei trei magi. În prim-plan, două femei pregătesc baia Pruncului, iar Iosif se întreține cu un păstor. | Arhiepiscopia Ortodoxă Română, Alba Iulia              | Cimec    |
|      | Cina de la Mamvri                                                                   | Datare: prima jumătate a secolului XVIII Școală: transilvănean Dimensiuni: Î: 38 cm; L: 32 cm Material: tempera pe lemn | Cei trei îngeri primiți în ospeție de Avraam stau în jurul unei mese pe care sunt așezate mai multe vase, tacâmuri, pâinișoare și o ridiche. Doi dintre ei binecuvântează, al treilea întinde mâna spre unul din bolurile e pe masă. Avraam și Sara lipsesc din imagine. Arhitecturi convenționale încadrează copacul sub care a avut loc cina. O bucată de pânză atârnă peste una dintre clădiri, într-o poziție care indică neputința artistului de a-i mai înțelege semnificația, astfel de văluri indicând, în vechile icoane, taina care a învăluit evenimentul ilustrat. | Arhiepiscopia Ortodoxă Română, Alba Iulia              | Cimec    |
|      | Maica Domnului cu Pruncul                                                           | Datare: secolul XVIII Școală: rutean ? Dimensiuni: Î: 63 cm; L: 41,5 cm Material: tempera pe lemn | Tipologia reprezentării nu aparține iconografiei de tradiție bizantină. Redată demifigură, cu un lujer cu numeroase flori în mâna dreaptă, Maica Domnului își susține Pruncul cu stânga, dar gestul este oarecum inutil, deoarece acesta stă în picioare pe un postament pe care mai este așezată o vază cu flori. Cele trei coroane de pe capul său trimit spre un model occidental și poate chiar spre una din reprezentările din Imperiul Habsburgic care se bucura de o venerație aparte, în speță cea de la Mariazell. Piesa aparține aceluiași atelier ca și icoanele cu nr. inv. 258 și 259. Trăsăturile fizionomiei Mariei îl localizează cel mai probabil în Galiția. | Arhiepiscopia Ortodoxă Română, Alba Iulia              | Cimec    |
|      | Sf. Ioan Botezătorul Autor: Simion Silaghi-Sălăgeanu                                | Datare: 1804 Școală: Abrud Dimensiuni: Î: 64 cm; L: 47 cm Material: tempera pe lemn | Redat bust, cu mantia verde peste tunica încinsă la mijloc, Sfântul Ioan ține în stânga o filacteră desfășurată și binecuvântează cu dreapta. În colțul inferior stâng se mai văd părți din câteva slove care au putut forma semnătura artistului. | Arhiepiscopia Ortodoxă Română, Alba Iulia              | Cimec    |
|      | Isus Hristos Pantocrator Autor: Simon din Bălgrad                                   | Datare: 1795 Școală: post-brâncovenesc Dimensiuni: Î: 87 cm; L: 58 cm Material: tempera pe lemn | Cu un glob mare în stânga și binecuvântând cu dreapta, Iisus este redat demifigură, sub o arcadă aplicată, sculptată cu motivul funiei răsucite. În colțurile superioare sunt redați doi heruvimi. Semnătura pictorului se află pe laterala dreaptă, în dreptul globului. | Arhiepiscopia Ortodoxă Română, Alba Iulia              | Cimec    |
|      | Arhanghelul Mihail                                                                  | Datare: a doua jumătate a secolului XVIII Dimensiuni: Î: 57 cm; L: 33 cm Material: tempera pe lemn | Cu sabia ridicată în mâna dreaptă și un potir în mâna stângă, Mihail este redat demifigură, în veșmânt militar. Desen rigid, dar greșelile anatomice provin din respectarea cu o oarecare fidelitate a modelului | Arhiepiscopia Ortodoxă Română, Alba Iulia              | Cimec    |
|      | Iisus Hristos Învățător Autor: Simion Silaghi-Sălăgeanu                             | Datare: începutul secolului XIX Școală: Abrud Dimensiuni: Î: 92 cm; L: 75 cm Material: tempera pe lemn | Redat bust, cu mantia verde peste tunica încinsă la mijloc, Sfântul Ioan ține în stânga o filacteră desfășurată și binecuvântează cu dreapta. În colțul inferior stâng se mai văd părți din câteva slove care au putut forma semnătura artistului. | Arhiepiscopia Ortodoxă Română, Alba Iulia              | Cimec    |
|      | Buna Vestire Autor: Gheorghe Tobias din Abrud                                       | Datare: prima jumătate a secolului XVIII Școală: transilvănean Dimensiuni: Î: 47 cm; L: 36,5 cm Material: tempera pe lemn | Fecioara este surprinsă de înger citind dintr-o carte, lângă o masă cu un singur picior. Printre arhitecturile convenționale din fundal se strecoară o rază din lumina divină, pe care porumbelul Duhului Sfânt o direcționează spre pântecele Mariei. | Arhiepiscopia Ortodoxă Română, Alba Iulia              | Cimec    |
|      | Maica Domnului cu Pruncul Autor: Simion Poienaru                                    | Datare: 1842 Școală: Laz Dimensiuni: Î: 86 cm; L: 65 cm Material: tempera pe lemn | Așezată pe tron, sub o arcadă, cu Pruncul pe brațul stâng, Maica ține în mâna dreapta un sceptru. Redați frontal, cei doi poartă coroane, iar Maica este încinsă peste mijloc cu un brâu. Aspect grafic accentuat, colorit tern, lipsit de strălucire. | Arhiepiscopia Ortodoxă Română, Alba Iulia              | Cimec    |
|      | Sf. Ioan Botezătorul și Sf. Nicolae Autor: Pavel Zamfir                             | Datare: sfârșitul secolului XIX Școală: Laz Dimensiuni: Î: 85 cm; L: 66 cm Material: tempera pe lemn | Redați în picioare pe un paviment amenajat direct în câmp, Sfântul Ioan Botezătorul are înfățișarea îngerului pustiei, fiind redat cu aripi, cu o cârjă și o filacteră în mâna stângă și binecuvântând cu dreapta, iar alături, la picioare, având așezat într-un vas capul decapitat la ordinul lui Irod, iar Sfântul Nicolae e înfățișat în bogate veșminte arhierești, ținând o carte mare, închisă, în mâna stângă și binecuvântând cu dreapta. | Arhiepiscopia Ortodoxă Română, Alba Iulia              | Cimec    |
|      | Încoronarea Fecioarei Autor: Simion Poienaru                                        | Datare: mijlocul secolului XIX Școală: Laz Dimensiuni: Î: 97 cm; L: 63 cm Material: tempera pe lemn | Iisus, cu crucea Răstignirii sprijinită pe umărul drept și Dumnezeu-Tatăl cu sceptrul în mâna stângă, sprijinită pe glob, susțin împreună o coroană deasupra capului Fecioarei, îngenuncheată între ei pe o aglomerație de nori, flancată de reprezentările în picioare ale Arhanghelilor Mihail și Gavriil. Deasupra, porumbelul Sfântului Duh împrăștie razele luminii divine. | Arhiepiscopia Ortodoxă Română, Alba Iulia              | Cimec    |
|      | Schimbarea la față Autor: Poienaru, Toma                                            | Datare: 1866 Școală: Laz Dimensiuni: Î: 49,5 cm; L: 40,5 cm Material: tempera pe lemn | Iisus, flancat de Moise și Ilie, redați toți trei în picioare pe aglomerații de nori, ocupă registrul superior al compoziției. Dedesubt, trei ucenici adormiți. Veșmântul lui Iisus e de aur, nu alb, cum prevede erminia. | Arhiepiscopia Ortodoxă Română, Alba Iulia              | Cimec    |
|      | Iisus Hristos Mare Arhiereu și Învățător Autor: Poienaru, Toma                      | Datare: 1866 Școală: Laz Dimensiuni: Î: 48,5 cm; L: 40 cm Material: tempera pe lemn | Așezat pe un tron impozant, în veșminte arhierești, Iisus ține Evanghelia deschisă în mâna stângă și binecuvântează cu dreapta. | Arhiepiscopia Ortodoxă Română, Alba Iulia              | Cimec    |
|      | Sf. Apostol Matei Autor: Poienaru, Toma                                             | Datare: a doua jumătate a secolului XIX Școală: Laz Dimensiuni: Î: 48,5 cm; L: 40 cm Material: tempera pe lemn | Așezat sub o arcadă, Apostolul ține în dreapta o carte închisă, iar cu cealaltă mână prinde marginile mantiei. | Arhiepiscopia Ortodoxă Română, Alba Iulia              | Cimec    |
|      | Sf. Apostol Bartolomeu Autor: Poienaru, Toma                                        | Datare: a doua jumătate a secolului XIX Școală: Laz Dimensiuni: Î: 48,5 cm; L: 40 cm Material: tempera pe lemn | Așezat sub o arcadă, Apostolul ține în dreapta o carte închisă, pregătindu-se să-și apuce marginile mantiei cu mâna stângă. | Arhiepiscopia Ortodoxă Română, Alba Iulia              | Cimec    |
|      | Maica Domnului Autor: Poienaru, Toma                                                | Datare: a doua jumătate a secolului XIX Școală: c Dimensiuni: Î: 48,5 cm; L: 40 cm Material: tempera pe lemn | Așezată sub o arcadă, Fecioara ține mâna dreaptă cu palma îndreptată spre privitor, în semn de acceptare a calității de Maică a Fiului divin. | Arhiepiscopia Ortodoxă Română, Alba Iulia              | Cimec    |
|      | Sf. Apostol Toma Autor: Poienaru, Toma                                              | Datare: a doua jumătate a secolului XIX Școală: Laz Dimensiuni: Î: 48,5 cm; L: 40 cm Material: tempera pe lemn | | Arhiepiscopia Ortodoxă Română, Alba Iulia              | Cimec    |
|      | Sf. Apostol Andrei Autor: Poienaru, Toma                                            | Datare: a doua jumătate a secolului XIX Școală: Laz Dimensiuni: Î: 48,5 cm; L: 40 cm Material: tempera pe lemn | Așezat sub o arcadă, Apostolul ține în dreapta o carte închisă, iar cu stânga, ridicată, cu palma deschisă, îl atenționează pe privitor. | Arhiepiscopia Ortodoxă Română, Alba Iulia              | Cimec    |
|      | Sf. Apostol Petru Autor: Poienaru, Toma                                             | Datare: a doua jumătate a secolului XIX Școală: Laz Dimensiuni: Î: 48,5 cm; L: 40 cm Material: tempera pe lemn | Așezat sub o arcadă, Apostolul ține în stânga o carte închisă, iar în dreapta două chei. | Arhiepiscopia Ortodoxă Română, Alba Iulia              | Cimec    |
|      | Sf. Apostol Luca Autor: Poienaru, Toma                                              | Datare: a doua jumătate a secolului XIX Școală: Laz Dimensiuni: Î: 48,5 cm; L: 40 cm Material: tempera pe lemn | Așezat sub o arcadă, Apostolul ține în stânga o carte închisă, iar cu dreapta prinde marginea mantiei. | Arhiepiscopia Ortodoxă Română, Alba Iulia              | Cimec    |
|      | Sf. Apostol Iacov Autor: Poienaru, Toma                                             | Datare: a doua jumătate a secolului XIX Școală: Laz Dimensiuni: Î: 48,5 cm; L: 40 cm Material: tempera pe lemn | Așezat sub o arcadă, Apostolul ține în stânga o carte închisă, iar cu dreapta binecuvântează. | Arhiepiscopia Ortodoxă Română, Alba Iulia              | Cimec    |
|      | Sf. Apostol Iacov al lui Alfeu Autor: Poienaru, Toma                                | Datare: a doua jumătate a secolului XIX Școală: Laz Dimensiuni: Î: 48,5 cm; L: 40 cm Material: tempera pe lemn | Așezat sub o arcadă, Apostolul ține în dreapta o carte închisă, iar cu stânga binecuvântează. | Arhiepiscopia Ortodoxă Română, Alba Iulia              | Cimec    |
|      | Sf. Apostol Filip Autor: Poienaru, Toma                                             | Datare: a doua jumătate a secolului XIX Școală: Laz Dimensiuni: Î: 48,5 cm; L: 40 cm Material: tempera pe lemn | Așezat sub o arcadă, Apostolul ține în stânga o carte închisă, iar cu stânga indică spre învățătura din ea. | Arhiepiscopia Ortodoxă Română, Alba Iulia              | Cimec    |
|      | Sf. Iosif, logodnicul Fecioarei Maria Autor: Poienaru, Toma                         | Datare: a doua jumătate a secolului XIX Școală: Laz Dimensiuni: Î: 48,5 cm; L: 40 cm Material: tempera pe lemn | Așezat sub o arcadă, Iosif are mâinile în dreptul pieptului, pregătindu-se pentru rugăciune. | Arhiepiscopia Ortodoxă Română, Alba Iulia              | Cimec    |
|      | Sf. Apostol Ioan Autor: Poienaru, Toma                                              | Datare: a doua jumătate a secolului XIX Școală: Laz Dimensiuni: Î: 48,5 cm; L: 40 cm Material: tempera pe lemn | Așezat sub o arcadă, Apostolul ține în stânga o carte închisă, iar cu dreapta își aranjează faldurile mantiei. | Arhiepiscopia Ortodoxă Română, Alba Iulia              | Cimec    |
|      | Sf. Apostol Simon Autor: Poienaru, Toma                                             | Datare: a doua jumătate a secolului XIX Școală: Laz Dimensiuni: Î: 48,5 cm; L: 40 cm Material: tempera pe lemn | Așezat sub o arcadă, Apostolul ține în dreapta o carte închisă, iar cu stânga indică spre cer. | Arhiepiscopia Ortodoxă Română, Alba Iulia              | Cimec    |
|      | Sf. Apostol Pavel Autor: Poienaru, Toma                                             | Datare: a doua jumătate a secolului XIX Școală: Laz Dimensiuni: Î: 48,5 cm; L: 40 cm Material: tempera pe lemn | Așezat sub o arcadă, Apostolul ține în dreapta o carte închisă, iar cu stânga o sabie. | Arhiepiscopia Ortodoxă Română, Alba Iulia              | Cimec    |
|      | Sf. Apostol Marcu Autor: Poienaru, Toma                                             | Datare: a doua jumătate a secolului XIX Școală: Laz Dimensiuni: Î: 48,5 cm; L: 40 cm Material: tempera pe lemn | Așezat sub o arcadă, Apostolul ține în dreapta o carte închisă, iar cu stânga pare să indice spre cer sau să-l avertizeze pe privitor. | Arhiepiscopia Ortodoxă Română, Alba Iulia              | Cimec    |
|      | Sf. Apostol Tadeu Autor: Poienaru, Toma                                             | Datare: a doua jumătate a secolului XIX Școală: Laz Dimensiuni: Î: 48,5 cm; L: 40 cm Material: tempera pe lemn | Așezat sub o arcadă, Apostolul ține în stânga o carte închisă, iar cu dreapta binecuvântează cu palma deschisă. | Arhiepiscopia Ortodoxă Română, Alba Iulia              | Cimec    |
|      | Sf. Treime nou-testamentară                                                         | Datare: prima jumătate a secolului XIX Școală: transilvănean Dimensiuni: Î: 65 cm; L: 55 cm Material: tempera pe lemn | Așezați pe tronuri din care se zăresc doar câteva elemente, Iisus, cu o cruce mai degrabă ornamentală pe umărul drept, și Dumnezeu-tatăl cu mâna stângă ridicată cu un scop destul de dificil de precizat, susțin împreună o cruce decorativă deasupra căreia o ghirlandă de nori înconjoară simbolul Sfântul Duh. | Arhiepiscopia Ortodoxă Română, Alba Iulia              | Cimec    |
|      | Sf. Treime nou-testamentară Autor: Popa Nicolae                                     | Datare: 1823 Școală: Feisa Dimensiuni: Î: 38 cm; L: 28,5 cm Material: tempera pe lemn | Iisus, cu crucea Răstignirii pe umărul drept, și Dumnezeu-Tatăl, cu sceptrul în mâna stângă, șed pe tronuri imaginare pe o aglomerație de nori, părând să binecuvânteze deasupra unui obiect greu de deslușit din cauza stratului de murdărie. Deasupra, porumbelul Sfântului Duh împrăștie razele de lumină divină. | Arhiepiscopia Ortodoxă Română, Alba Iulia              | Cimec    |
|      | Soborul Arhanghelilor Autor: Simon din Bălgrad                                      | Datare: sfârșitul secolului XVIII Școală: post-brâncovenesc Dimensiuni: Î: 33 cm; L: 26 cm Material: tempera pe lemn | Redați în picioare, în veșminte de modă bizantină, șase arhangheli sunt grupați în jurul peceții lui Hristos, redată în formă de flacără, cu reprezentarea lui Iisus Emmanuel ținând în stânga Evanghelia și binecuvântând cu dreapta. | Arhiepiscopia Ortodoxă Română, Alba Iulia              | Cimec    |
|      | Iisus Hristos Învățător Autor: Toader Zugravul                                      | Datare: 1752 Școală: transilvănean Dimensiuni: Î: 73 cm; L: 44 cm Material: tempera pe lemn | Icoana urmează, în limitele putințelor artistului, un model din repertoriul timpuriu al lui Iacov din Rășinari. Cu Evanghelia deschisă în mâna stângă și binecuvântând cu dreapta, Iisus se remarcă prin trăsăturile geometrizate, care imită de asemenea stilul maestrului rășinărean la care a ucenicit autorul. | Arhiepiscopia Ortodoxă Română, Alba Iulia              | Cimec    |
|      | Maica Domnului cu Pruncul Autor: Ioan Zugravul                                      | Datare: sfârșitul secolului XVIII Școală: transilvănean Dimensiuni: Î: 113 cm; L: 65,5 cm Material: tempera pe lemn | Icoana urmează un model baroc care a intrat în repertoriul mai multor pictori români transilvăneni. Încoronată, stând pe un tron cu o arhitectură sofisticată, din spatele căruia se ivesc doi îngeri cu instrumente ale patimilor, Maica Domnului își ține Pruncul pe brațul stâng, pregătindu-se să-l sprijine și cu dreapta. Cu mișcări dezinvolte, Iisus binecuvântează cu ambele mâini spre privitor. Desenul de bună calitate și proporțiile anatomice corecte indică formarea artistului într-un atelier local, dar neromânesc. | Arhiepiscopia Ortodoxă Română, Alba Iulia              | Cimec    |
|      | Sf. Nicolae Autor: Ioan Zugravul                                                    | Datare: sfârșitul secolului XVIII Școală: transilvănean Dimensiuni: Î: 113 cm; L: 65,5 cm Material: tempera pe lemn | În veșminte arhierești, Sfântul stă pe un tron impunător, sprijinind cu stânga Evanghelia deschisă și binecuvântând cu dreapta. Desenul de bună calitate și proporțiile anatomice corecte indică formarea artistului într-un atelier local, dar neromânesc. | Arhiepiscopia Ortodoxă Română, Alba Iulia              | Cimec    |
|      | Deisis Autor: Ioan Zugravul                                                         | Datare: 1789 Școală: transilvănean Dimensiuni: Î: 113 cm; L: 65,5 cm Material: tempera pe lemn | Încoronat, în veșminte arhierești, Iisus stă pe un tron cu o arhitectură sofisticată, din spatele căruia se ivesc cei doi intercesori. Desenul de bună calitate și proporțiile anatomice corecte indică formarea artistului într-un atelier local, dar neromânesc. | Arhiepiscopia Ortodoxă Română, Alba Iulia              | Cimec    |
|      | Maica Domnului cu Pruncul Autor: Toader Zugravul                                    | Datare: mijlocul secolului XVIII Școală: transilvănean Dimensiuni: Î: 73 cm; L: 44 cm Material: tempera pe lemn | Icoana urmează, în limitele putințelor artistului, un model din repertoriul timpuriu al lui Iacov din Rășinari. Personajele se remarcă prin trăsăturile geometrizate, care imită de asemenea stilul maestrului rășinărean la care a ucenicit autorul. | Arhiepiscopia Ortodoxă Română, Alba Iulia              | Cimec    |
|      | Soborul Arhanghelilor Autor: Ioan Zugravul                                          | Datare: sfârșitul secolului XVIII Școală: transilvănean Dimensiuni: Î: 113 cm; L: 65,5 cm Material: tempera pe lemn | Redați în picioare, Mihail în veșminte militare de modă apuseană, cu sabia în dreapta, Gavrii în veșminte bizantine, cei doi arhangheli susțin împreună pecetea lui Iisus, cu reprezentarea acestuia copil, binecuvântând spre Mihail și arătând spre Gavriil. Deasupra, de după o aglomerație de nori, Dumnezeu-Tatăl binecuvântează cu dreapta și sprijină cu stânga globul. Stele de aur împânzesc fundalul albastru, dar și porțiunea de lumină roșie delimitată de ghirlanda de nori. Desenul de bună calitate și proporțiile anatomice corecte indică formarea artistului într-un atelier local, dar neromânesc. | Arhiepiscopia Ortodoxă Română, Alba Iulia              | Cimec    |
|      | Iisus Hristos Învățător Autor: Ion de la Beriu                                      | Datare: mijlocul secolului XVIII Școală: transilvănean Dimensiuni: Î: 70 cm; L: 48 cm Material: tempera pe lemn | Cu o carte închisă în stânga și binecuvântând cu dreapta, Iisus este reprezentat bust, după un model ruso-ucrainean. Chipul său se remarcă prin eleganța desenului și interesul pentru detaliu, în comparație cu modul aproape neglijent de tratare a veșmintelor. Fundalul este specific autorului. | Arhiepiscopia Ortodoxă Română, Alba Iulia              | Cimec    |
|      | Iisus Hristos Învățător Autor: Gheorghe fiul lui Iacov                              | Datare: 1790 Școală: Feisa Dimensiuni: Î: 88 cm; L: 65 cm Material: tempera pe lemn | Prototipul acestei icoane este imaginea similară din iconostasul de la Certege, pictat la 1752 de Vasile Zboroschi. În veșminte cu broderie de aur, redat bust, Iisus ține Evanghelia deschisă în mâna stângă și binecuvântează cu dreapta. Aceasta icoană este una din lucrările în care influența occidentală prevalează asupra tradiției de factură bizantină. | Arhiepiscopia Ortodoxă Română, Alba Iulia              | Cimec    |
|      | Maica Domnului cu Pruncul                                                           | Datare: a doua jumătate a secolului XVIII Școală: transilvănean Dimensiuni: Î: 88 cm; L: 63 cm Material: tempera pe lemn | Prototipul acestei icoane este imaginea făcătoare de minuni a Maicii Domnului din biserica iezuită din Cluj, promovată ca adevărata icoană care a plâns la Nicula în 1699. Încoronată, Maica își ține Pruncul pe brațul stâng și îndrumă spre El cu dreapta. Fundalul aurit înnobilează și înviorează compoziția. Amestecarea câlților în grund este sursa numeroaselor desprinderi ale suportului picturii de blatul de lemn. | Arhiepiscopia Ortodoxă Română, Alba Iulia              | Cimec    |
|      | Sf. Nicolae Autor: Simon din Bălgrad                                                | Datare: 1780 Școală: post-brâncovenesc Dimensiuni: Î: 84 cm; L: 60 cm Material: tempera pe lemn | Demi-figură, în veșminte arhierești, Sfântul ține în mâna stângă o carte închisă și binecuvântează cu dreapta. În aglomerații de nori, redați bust, Iisus și Maica Domnului ocupă colțurile superioare ale icoanei. | Arhiepiscopia Ortodoxă Română, Alba Iulia              | Cimec    |
|      | Deisis Autor: Simon din Bălgrad                                                     | Datare: 1779 Școală: post-brâncovenesc Dimensiuni: Î: 84 cm; L: 60 cm Material: tempera pe lemn | Așezat pe un tron somptuos, cu un bogat decor vegetal și aurit, Iisus ține în stânga Evanghelia deschisă și binecuvântează cu dreapta. În spatele tronului, redate în întregime, figurile celor doi intercesori completează compoziția. | Arhiepiscopia Ortodoxă Română, Alba Iulia              | Cimec    |
|      | Tăierea capului Sf. Ioan Botezătorul                                                | Datare: sfârșitul secolului XIX Școală: transilvănean Dimensiuni: Î: 30,5 cm; L: 24,5 cm Material: tempera pe lemn | Scena decapitării se petrece pe un câmp negru presărat cu flori roșii și iarbă albă. Desprins de trup de călăul redat în dreapta, capul lui Ioan este ridicat de jos de Salomeea, care stă în poarta unei construcții. Fundalul galben punctat de stele albe și roșii accentuează sentimentul apăsător generat de naivitatea reprezentării. | Arhiepiscopia Ortodoxă Română, Alba Iulia              | Cimec    |
|      | Nașterea Maicii Domnului                                                            | Datare: începutul secolului XIX Școală: transilvănean Dimensiuni: Î: 34 cm; L: 27 cm Material: tempera pe lemn | Vălul care unește cele două clădiri din fundal este o dovadă că autorul a avut ca model o veche reprezentare a temei, în spirit bizantin, dar capacitatea sa de realizare a fost foarte limitată. Scena pare să se petreacă undeva în exterior. Sfânta Ana e așezată pe un fel de pat și întinde mâinile către prunca pe care două slujnice o îmbăiază într-un vas lângă care se află un obiect imposibil de identificat. Trei fete aduc daruri, dar masa obișnuită pe care urmau să fie puse lipsește din decor. Există în schimb un pavilion-baldachin sub care nu se află nimic. | Arhiepiscopia Ortodoxă Română, Alba Iulia              | Cimec    |
|      | Duminica Floriilor Autor: Simon din Bălgrad                                         | Datare: a doua jumătate a secolului XVIII Școală: post-brâncovenesc Dimensiuni: Î: 38 cm; L: 29 cm Material: tempera pe lemn | Așezat pe asin, Iisus este întâmpinat de o mulțime de oameni. În spatele său, apostolii poartă ramuri de palmier, iar un palmier completează compoziția foarte agitată și cu totul neobișnuită comparativ cu celelalte ilustrări contemporane ale temei în mediul românesc transilvănean. | Arhiepiscopia Ortodoxă Română, Alba Iulia              | Cimec    |
|      | Învierea lui Iisus Autor: Vasile Munteanu din Săliște                               | Datare: 1808 Școală: transilvănean Dimensiuni: Î: 44 cm; L: 36 cm Material: tempera pe lemn | Înconjurat de lumina divină, cu steagul biruinței în stânga și binecuvântând cu dreapta, cu care mai ține și o cruce mare, Iisus plutește deasupra sarcofagului cu pecețile nedesfăcute, păzit de o mulțime de soldați adormiți. În zare se văd Sfintele Femei îndreptându-se spre mormânt, și zidurile Ierusalimului. În colțurile superioare, soarele și luna. | Arhiepiscopia Ortodoxă Română, Alba Iulia              | Cimec    |
|      | Sf. Nicolae Autor: Gheorghe fiul lui Iacov                                          | Datare: sfârșitul secolului XVIII Școală: Feisa Dimensiuni: Î: 86 cm; L: 64 cm Material: tempera pe lemn | Redat bust, în veșminte arhierești, dar fără mitră, Sfântul ține Evanghelia închisă în stânga și binecuvântează cu dreapta. În colțurile superioare ale icoanei, în aglomerații de nori roșii de forma unor bărcuțe, sunt redați bust Maica Domnului și Iisus. Decorul vegetal al fundalului din jumătatea inferioară este o moștenire din icoanele tatălui artistului, în vădit contrast cu degradeul din jumătatea superioară, care atestă influențe dinspre arta Occidentului. Folosirea în combinație a foiței de argint cu foița de aur dă un plus de prețiozitate unei imagini parcă vădit întoarse spre trecut. | Arhiepiscopia Ortodoxă Română, Alba Iulia              | Cimec    |
|      | Arhanghelul Mihail Autor: Simon din Bălgrad                                         | Datare: 1780 Școală: post-brâncovenesc Dimensiuni: Î: 85 cm; L: 60 cm Material: tempera pe lemn | Demi-figură, în veșminte militară de factură occidentală, Arhanghelul ține în mâna dreaptă sabia, iar cu stânga prinde într-un mod destul de nefiresc fie pecetea lui Iisus cu reprezentarea potirului euharistic, fie o patenă pe care este așezat potirul, a cărui semnificație devine una liturgică. | Arhiepiscopia Ortodoxă Română, Alba Iulia              | Cimec    |
|      | Arhanghelii Mihail și Gavriil Autor: Gheorghe fiul lui Iacov                        | Datare: sfârșitul secolului XVIII Școală: Feisa Dimensiuni: Î: 82 cm; L: 69 cm Material: tempera pe lemn | Reprezentați în picioare, în veșminte militare după moda occidentală, Mihail ține în mâna stângă sabia și în dreapta potirul ultimei împărtășanii, iar Gavriil are în dreapta un glob cruciger și în stânga sabia de foc. Influența artei ucrainene este foarte puternic resimțită, mai ales la redarea fizionomiilor, care sunt aproape identice. | Arhiepiscopia Ortodoxă Română, Alba Iulia              | Cimec    |
|      | Maica Domnului cu Pruncul Autor: Simon din Bălgrad                                  | Datare: 1779 Școală: post-brâncovenesc Dimensiuni: Î: 86 cm; L: 60 cm Material: tempera pe lemn | Așezată pe un tron somptuos, încoronată, Maica Domnului își sprijină Pruncul pe brațul stâng, iar cu dreapta ține un sceptru. În spatele tronului, redate în picioarele, siluetele Arhanghelilor Mihail și Gavril. | Arhiepiscopia Ortodoxă Română, Alba Iulia              | Cimec    |
|      | Maica Domnului cu Pruncul                                                           | Datare: primii anin ai secolului XVIII Școală: transilvănean Dimensiuni: Î: 70 cm; L: 55 cm Material: tempera pe lemn | Cu Pruncul pe brațul stâng și îndrumând spre El cu dreapta, Maica se remarcă prin sobrietatea trăsăturilor chipului, prin linia elegantă a desenului mâinilor și a pliurilor veșmintelor. | Arhiepiscopia Ortodoxă Română, Alba Iulia              | Cimec    |
|      | Arhanghelul Mihail Autor: Ion de la Beriu                                           | Datare: mijlocul secolului XVIII Școală: transilvănean Dimensiuni: Î: 62,5 cm; L: 50 cm Material: tempera pe lemn | Redat bust, în veșmânt militar, Arhanghelul ține sabia în dreapta și potirul ultimei împărtășanii în stânga. Toată priceperea artistului s-a concentrat asupra fizionomiei personajului, mâinile fiind tratate grosier și nefiresc din punct de vedere anatomic. Fundalul este specific autorului. | Arhiepiscopia Ortodoxă Română, Alba Iulia              | Cimec    |
|      | Înălțarea Domnului                                                                  | Datare: secolul XIX Școală: transilvănean Dimensiuni: Î: 36 cm; L: 28 cm Material: tempera pe lemn | Compoziția se desfășoară pe două registre: în cel superior, Iisus, șezând ca pe un tron pe lumina divină, e ridicat la cer de doi îngeri; în registrul inferior, personajele umane sunt ordonate pe două rânduri, cel din față având-o în mijloc pe Maica Domnului, între ea și apostolii de pe rândul din spate poziționându-se doi îngeri care arată spre minunea petrecută deasupra. | Arhiepiscopia Ortodoxă Română, Alba Iulia              | Cimec    |
|      | Pogorârea Sf. Duh Autor: Grigore Ranite din Craiova                                 | Datare: prima jumătate a secolului XVIII Școală: atelier din Țara Românească Dimensiuni: Î: 48 cm; L: 34 cm Material: tempera pe lemn | | Arhiepiscopia Ortodoxă Română, Alba Iulia              | Cimec    |
|      | Nașterea Maicii Domnului Autor: Simon din Bălgrad                                   | Datare: ultimele decenii ale secolului XVIII Școală: post-brâncovenesc Dimensiuni: Î: 34 cm; L: 28 cm Material: tempera pe lemn | Așezată pe pat, Sfânta Ana întinde brațele spre prunca înfășată, așezată la picioarele sale. O masă o desparte de Ioachim, dar și de cele trei fete venite cu daruri, față de care cele două personaje deja amintite par niște uriași. Arhitecturile din fundal sporesc senzația de înălțime, comparativ cu siluetele minuscule ale celor trei însoțitoare. | Arhiepiscopia Ortodoxă Română, Alba Iulia              | Cimec    |
|      | Adormirea Maicii Domnului                                                           | Datare: secolul XVIII Școală: transilvănean Dimensiuni: Î: 38 cm; L: 29 cm Material: tempera pe lemn | Întinsă pe catafalc, orientată cu capul spre dreapta, Maica Domnului este plânsă de ceata Apostolilor, în timp ce Iisus, supradimensionat, îi ține în brațe sufletul-prunc. Stratul gros de murdărie împiedică recunoașterea autorului, care ar putea fi Popa Ivan din Rășinari și atunci datarea ar coborî spre primele decenii ale secolului XVIII, sau Simon din Bălgrad, caz în care icoana este databilă la sfârșitul secolului XVIII. | Arhiepiscopia Ortodoxă Română, Alba Iulia              | Cimec    |
|      | Soborul Sfinților Apostoli Autor: Vasile Munteanu din Săliște                       | Datare: sfârșitul secolului XVIII - începutul secolului XIX Școală: transilvănean Dimensiuni: Î: 37 cm; L: 29 cm Material: tempera pe lemn | Deși titlul anunță doar prezența apostolilor Petru și Pavel, redați în picioare susținând macheta bisericii, totuși numărul personajelor e mai mare, fiecare dintre ei având în proximitate încă o persoană și e posibil ca stratul de murdărie să ascundă și aureole multiplicate, de aceea e mai corect să considerăm că tema reprezentată este Soborul Sfinților Apostoli. Atmosferă dinamică, fizionomii foarte bine individualizate. | Arhiepiscopia Ortodoxă Română, Alba Iulia              | Cimec    |
|      | Botezul lui Iisus Autor: Vasile Munteanu din Săliște                                | Datare: începutul secolului XIX Școală: transilvănean Dimensiuni: Î: 37 cm; L: 28 cm Material: tempera pe lemn | Iisus stă cu picioarele pe un fel de cărămidă, în apa Iordanului, cu genunchii îndoiți și mâinile în rugăciune, acceptând parcă cu smerenie botezul lui Ioan, care îi stropește creștetul cu apă, în timp ce un înger întinde ștergarul, alți doi stând discret în spatele acestuia. Doi heruvimi asistă și ei la eveniment, unul cu privirile ațintite spre porumbelul Sfântului Duh, care revarsă raze de lumină asupra lui Iisus. Rama icoanei a fost aurită și pictată cu frunze de laur. | Arhiepiscopia Ortodoxă Română, Alba Iulia              | Cimec    |
|      | Buna Vestire Autor: Vasile Munteanu din Săliște                                     | Datare: 1799 Școală: transilvănean Dimensiuni: Î: 37,5 cm; L: 27 cm Material: tempera pe lemn | Fecioara, încoronată, stă pe un postament lângă un fel de șezlong, pe care e desfășurată o filacteră. Arhanghelul plutește îngenuncheat pe o aglomerație de nori, cu un lujer de floare în mâna dreaptă, iar cu stânga atenționând asupra porumbelului Duhului Sfânt, care îndreaptă spre Maria trei raze de lumină. O draperie sporește bogăția interiorului somptuos, în ton cu aerul de prințesă al Maicii Domnului. | Arhiepiscopia Ortodoxă Română, Alba Iulia              | Cimec    |
|      | Sf. Teodor Tiron Autor: Vasile Munteanu din Săliște                                 | Datare: 1808 Școală: transilvănean Dimensiuni: Î: 36 cm; L: 27 cm Material: tempera pe lemn | Călare pe un cal alb, Sfântul înfige sulița în gura balaurului prăbușit sub copitele calului, sub privirile speriate ale fetei de împărat, care așteaptă pe pajiște, în fundal. Un înger aduce în zbor însemnele muceniciei: cununa de lauri și o ramură de palmier. Un castel impunător se zărește în planul îndepărtat. | Arhiepiscopia Ortodoxă Română, Alba Iulia              | Cimec    |
|      | Sf. Treime și Ceata apostolilor Autor: Lica Zugravul                                | Datare: 1798 Școală: transilvănean Dimensiuni: Î: 70 cm; L: 50 cm Material: tempera pe lemn | Compoziția este organizată într-un cadru patrulater cu partea superioară de forma unei arcade, profilat din grosimea panoului, cu marginile evazate, rezultând o ramă falsă. În registrul superior este redată Sfânta Treime nou-testamentară, cu Iisus și Dumnezeu-Tatăl pe tronuri, susținând o cruce decorativă și binecuvântând cu mâinile rămase libere, iar deasupra porumbelul Sfântului Duh. Dedesubt, apostolii o au în mijloc pe Maica Domnului, care stă lângă o masă cu o carte deschisă, pe care se poate citi cuvântul „Bucură-te”. Reprezentarea este cu totul neobișnuită în iconografia transilvăneană. Ceva asemănător va mai picta la 1902 pictorul academic Sava Henția pentru biserica din Vințu de Jos, sub denumirea de Pogorârea Sf. Duh. Posibil ca ambii artiști să fi folosit surse de inspirație occidentale. | Arhiepiscopia Ortodoxă Română, Alba Iulia              | Cimec    |
|      | Arhanghelul Mihail Autor: Oprea (?) Zugravul                                        | Datare: 1795 Școală: transilvănean Dimensiuni: Î: 80 cm; L: 53 cm Material: tempera pe lemn | În veșminte militare de modă bizantină, Arhanghelul înfige cu dreapta sabia în trupul Lumii, un personaj cu trăsături feminine prăbușit sub picioarele sale, iar în stânga ține un potir din care ies flăcări. Un șir de munți tratați sumar constituie singurul element al ambientului. Toată atenția artistului s-a concentrat asupra chipurilor, desenul suferind pe alocuri de neputință în exprimarea formelor anatomice. Lectura numelui pictorului nu este sigură, alte opțiuni fiind Ion sau Onea. | Arhiepiscopia Ortodoxă Română, Alba Iulia              | Cimec    |
|      | Sf. Nicolae Autor: Simon din Bălgrad                                                | Datare: 1779 Școală: post-brâncovenesc Dimensiuni: Î: 84 cm; L: 59 cm Material: tempera pe lemn | Așezat pe un tron somptuos, cu un bogat decor vegetal și aurit, Sfântul ține în stânga Evanghelia închisă și binecuvântează cu dreapta. În colțurile superioare ale icoanei, redate bust în aglomerații de nori, figurile celor doi intercesori completează compoziția. | Arhiepiscopia Ortodoxă Română, Alba Iulia              | Cimec    |
|      | Sfinții trei ierarhi Autor: Vasile Munteanu din Săliște                             | Datare: sfârșitul secolului XVIII - începutul secolului XIX Școală: transilvănean Dimensiuni: Î: 28,5 cm; L: 22 cm Material: tempera pe lemn | Înveșmântați în ornate arhierești, cei trei ierarhi țin fiecare câte o carte în mâna stângă și binecuvântează cu dreapta. Compoziția este încadrată de un chenar cu frunte de laur stilizate. | Arhiepiscopia Ortodoxă Română, Alba Iulia              | Cimec    |
|      | Maica Domnului cu Pruncul Autor: Ion de la Beriu                                    | Datare: mijlocul secolului XVIII Școală: transilvănean Dimensiuni: Î: 68 cm; L: 48 cm Material: tempera pe lemn | Redată bust, Maica Domnului îndrumă cu dreapta spre Pruncul pe care îl ține cu brațul stâng, într-o poziție ușor nefirească. Sprijinit cu spatele de brațul mamei și cu vârful picioarelor în palma ei, Iisus binecuvântează spre privitor cu ambele mâini. Fizionomiile amintesc de lucrările timpurii ale pictorului, dar modul de tratare al veșmintelor și fundalul denotă receptarea influențelor ucrainene. | Arhiepiscopia Ortodoxă Română, Alba Iulia              | Cimec    |
|      | Maica Domnului cu Pruncul                                                           | Datare: prima jumătate a secolului XIX Școală: transilvănean Dimensiuni: Î: 34 cm; L: 24 cm Material: tempera pe lemn | Redată bust, Maica Domnului îndrumă cu dreapta spre Pruncul pe care îl ține cu brațul stâng. Fundalul este presărat cu stele mari, în jumătatea superioară, și cu linii paralele orizontale, în jumătate inferioară. Compoziția este delimitată printr-o linie roșie de chenarul decorat cu un motiv vegetal stilizat, care ține loc de ramă. Desen lipsit de calitate artistică, aspect grafic accentuat, colorit redus la roșu, bleumarin și ocru-galben. | Arhiepiscopia Ortodoxă Română, Alba Iulia              | Cimec    |
|      | Maica Domnului cu Pruncul Autor: atelierul lui Iacov din Rășinari                   | Datare: a doua jumătate a secolului XVIII Școală: transilvănean Dimensiuni: Î: 79 cm; L: 50 cm Material: tempera pe lemn | Tronând, Maica Domnului își susține cu ambele mâini Pruncul pe brațul stâng. În spatele tronului, sprijiniți cu o mână de spetează, stau Arhanghelii Mihail și Gavriil. Modelul folosit a fost consacrat de Iacov din Rășinari, dar anumite detalii fizionomice și în ansamblu desenul mai puțin exact indică mâna unui ucenic. În literatura de specialitate mai veche, acesta a fost identificat cu Toader Zugravul, dar caracteristicile sale stilistice sunt diferite. | Arhiepiscopia Ortodoxă Română, Alba Iulia              | Cimec    |
|      | Maica Domnului cu Pruncul                                                           | Datare: prima jumătate a secolului XVIII Școală: transilvănean Dimensiuni: Î: 73 cm; L: 52 cm Material: tempera pe lemn | Susținut pe brațul stâng și indicat cu dreapta de Maica Sa, Pruncul este reprezentat frontal, binecuvântând cu ambele mâini spre privitor. Privirea absentă a Maicii și atmosfera sobră a ansamblului indică un artist foarte înzestrat, format în ambientul carpatic. | Arhiepiscopia Ortodoxă Română, Alba Iulia              | Cimec    |
|      | Deisis                                                                              | Datare: a doua jumătate a secolului XVIII Școală: transilvănean Dimensiuni: Î: 52,5 cm; L: 36 cm Material: tempera pe lemn | Redat bust sub o arcadă trilobată sprijinită pe colonete cu fusul torsadat, Iisus binecuvântează cu dreapta și ține în stânga Evanghelia închisă. Figurile miniaturale, reprezentate tot bust, ale celor doi intercesori sunt integrate în același spațiu, porțiunile delimitate de colonete și ramă rămânând goale. Icoana i-a fost atribuită unui Toader Zugravul în a cărui biografie au fost combinate lucrările a doi pictori omonimi, ambii activi la mijlocul secolului XVIII în special în județul Mureș. Caracteristicile desenului și aspectul general al piesei indică o altă mână, mai târzie. | Arhiepiscopia Ortodoxă Română, Alba Iulia              | Cimec    |
|      | Maica Domnului cu Pruncul                                                           | Datare: a doua jumătate a secolului XVIII Școală: transilvănean Dimensiuni: Î: 53 cm; L: 36 cm Material: tempera pe lemn | Redată bust, sub o arcadă trilobată sprijinită pe colonete cu fusul torsadat, Maica Domnului îndrumă cu dreapta spre Pruncul susținut pe brațul stâng. Modul de redare a fizionomiei și vestimentației Pruncului indică familiaritate cu imaginile gravate prin care a fost promovată icoana Maicii Domnului cu Pruncul din biserica iezuită de la Cluj, considerată adevărata icoană care a lăcrimat la Nicula în 1699. Icoana i-a fost atribuită unui Toader Zugravul în a cărui biografie au fost combinate lucrările a doi pictori omonimi, ambii activi la mijlocul secolului XVIII în special în județul Mureș. Caracteristicile desenului și aspectul general al piesei indică o altă mână, mai târzie. | Arhiepiscopia Ortodoxă Română, Alba Iulia              | Cimec    |
|      | Arhanghelul Mihail                                                                  | Datare: a doua jumătate a secolului XVIII Școală: transilvănean Dimensiuni: Î: 52 cm; L: 37 cm Material: tempera pe lemn | Redat bust, în veșminte militare, Arhanghelul ține în dreapta sabia și în stânga potirul ultimei împărtășanii. Icoana i-a fost atribuită unui Toader Zugravul în a cărui biografie au fost combinate lucrările a doi pictori omonimi, ambii activi la mijlocul secolului XVIII în special în județul Mureș. Caracteristicile desenului și aspectul general al piesei indică o altă mână, mai târzie. | Arhiepiscopia Ortodoxă Română, Alba Iulia              | Cimec    |
|      | Sf. Treime nou-testamentară Autor: Simon din Bălgrad                                | Datare: ultimul deceniu al secolului XVIII Școală: post-brâncovenesc Dimensiuni: Î: 91 cm; L: 69 cm Material: tempera pe lemn | Așezați pe tronuri imaginare, pe aglomerații de nori, Iisus binecuvântând și Dumnnezeu-Tatăl cu un sceptru în mâna stângă susțin împreună o cruce cu postament, deasupra un glob cruciger uriaș, în jurul roiesc zboară heruvimi. În partea superioară, într-un cerc de lumină așezat pe o ghirlandă de nori, porumbelul Sfântului Duh își revarsă razele pe un fond aurit bordat de norișori roșii. Compoziția este încadrată de două brânele. | Arhiepiscopia Ortodoxă Română, Alba Iulia              | Cimec    |
|      | Sf. Nicolae Autor: Simon din Bălgrad                                                | Datare: ultimul deceniu al secolului XVIII Școală: post-brâncovenesc Dimensiuni: Î: 95,5 cm; L: 68,5 cm Material: tempera pe lemn | Redat în veșminte arhierești, sprijinind cu stânga Evanghelia închisă pe genunchi și binecuvântând cu dreapta, Sfântul este așezat pe un tron bogat decorat cu motive vegetale. Compoziția este încadrată de două brânele. | Arhiepiscopia Ortodoxă Română, Alba Iulia              | Cimec    |
|      | Iisus Hristos Mare Arhiereu și Învățător Autor: Simon din Bălgrad                   | Datare: ultimul deceniu al secolului XVIII Școală: post-brâncovenesc Dimensiuni: Î: 93 cm; L: 65 cm Material: tempera pe lemn | Redat în veșminte arhierești, sprijinind cu stânga Evanghelia deschisă pe genunchi și binecuvântând cu dreapta, Iisus este așezat pe un tron bogat decorat cu motive vegetale. Decorul de inspirație brâncovenească se întâlnește cu structura arhitectonică barocă a tronului și cu fizionomia de inspirație ucraineană a lui Iisus. Compoziția este încadrată de două brânele. | Arhiepiscopia Ortodoxă Română, Alba Iulia              | Cimec    |
|      | Maica Domnului cu Pruncul Autor: Simon din Bălgrad                                  | Datare: 1794 Școală: post-brâncovenesc Dimensiuni: Î: 93,5 cm; L: 65 cm Material: tempera pe lemn | Așezată pe un tron bogat decorat, Maica își sprijină Pruncul pe brațul stâng, iar cu dreapta ține un sceptru. Ambele personaje sunt încoronate, dar coroana Maicii este cu fleuroane, iar a Pruncului este în formă de mitră. Compoziția este încadrată de două brânele. | Arhiepiscopia Ortodoxă Română, Alba Iulia              | Cimec    |
|      | Sf. Nicolae Autor: Gheorghe Tobias din Abrud                                        | Datare: prima jumătate a secolului XVIII Școală: transilvănean Dimensiuni: Î: 58,5 cm; L: 47,5 cm Material: tempera pe lemn | Redat bust, în veșminte arhierești, dar fără mitră, Sfântul binecuvântează cu dreapta, iar cu stânga, ascunsă sub veșmânt, ține Evanghelia închisă. Stratul de murdărie împiedică lectura integrală a inscripției cu numele donatorilor. Deși icoana a fost prevăzută cu ramă profilată din grosimea panoului, ea a fost încă din epocă montată într-o ramă aplicată. | Arhiepiscopia Ortodoxă Română, Alba Iulia              | Cimec    |
|      | Arhanghelul Mihail                                                                  | Datare: a doua jumătate a secolului XVIII Școală: transilvănean Dimensiuni: Î: 60 cm; L: 42 cm Material: tempera pe lemn | Redat bust, în veșminte militare, Arhanghelul ține sabia în dreapta și paharul ultimei împărtășanii în dreapta. Compoziția este încadrată de două brânele. | Arhiepiscopia Ortodoxă Română, Alba Iulia              | Cimec    |
|      | Iisus Hristos Pantocrator Autor: Simon din Bălgrad                                  | Datare: 1795 Școală: post-brâncovenesc Dimensiuni: Î: 63 cm; L: 41 cm Material: tempera pe lemn | Redat bust, în veșminte arhierești, Iisus binecuvântează cu dreapta și ține în stânga un glob cruciger supradimensionat. Două cartușe decorative cu monogramul său și numeroase stele formează decorul fundalului. Compoziția este încadrată de două brânele. | Arhiepiscopia Ortodoxă Română, Alba Iulia              | Cimec    |
|      | Buna Vestire Autor: Simon din Bălgrad                                               | Datare: ultimul deceniu al secolului XVIII Școală: post-brâncovenesc Dimensiuni: Î: 38 cm; L: 27 cm Material: tempera pe lemn | Scena se petrece într-un cadru format din arhitecturi convenționale, printre care razele luminii divine împrăștiate de porumbelul Sfântului Duh se strecoară spre a o lumina pe Fecioară. Aceasta acceptă vestea adusă de Arhanghel lângă o masă pe care se află o vază cu flori. Mâinile sale întinse cu entuziasm denotă supunere totală. Arhanghelul arată și el convingător spre lumina care coboară din cer, confirmând taina și cu mâna întinsă în care ține lujerul de crin, gestul constituind în același timp o binecuvântare. | Arhiepiscopia Ortodoxă Română, Alba Iulia              | Cimec    |
|      | Intrarea în biserică a Maicii Domnului                                              | Datare: a doua jumătate a secolului XVIII Școală: transilvănean Dimensiuni: Î: 41,5 cm; L: 30,5 cm Material: tempera pe lemn | Însoțiți de o suită numeroasă, Ioachim și Ana i-o încredințează pe micuța Maria marelui preot, care o întâmpină stând în dreptul unui jilț, în spatele căruia se înalță scara pe care Maria primește hrană de la înger. Arhitecturi convenționale completează fundalul. | Arhiepiscopia Ortodoxă Română, Alba Iulia              | Cimec    |
|      | Întâmpinarea Domnului                                                               | Datare: a doua jumătate a secolului XVIII Școală: transilvănean Dimensiuni: Î: 41 cm; L: 30 cm Material: tempera pe lemn | Iosif, Maria și o însoțitoare îl încredințează pe Iisus marelui preot, care îl primește în brațe, stând în dreptul unui jilț. Între cele două grupuri de personaje se află o masă pe care e așezată o carte închisă. Pe laterala dreaptă se înalță o scară aidoma cu cea pe care pictorul a redat-o și în reprezentarea Intrării în biserică a Maicii Domnului. Arhitecturi convenționale similare cu cele din icoana deja amintită completează fundalul, semn că artistul ori a vrut să dea mai multă unitate icoanelor ori nu deținea suficientă fantezie pentru a jongla cu acest tip de decor. | Arhiepiscopia Ortodoxă Română, Alba Iulia              | Cimec    |
|      | Nașterea Maicii Domnului Autor: Simon din Bălgrad                                   | Datare: ultimul deceniu al secolului XVIII Școală: post-brâncovenesc Dimensiuni: Î: 38 cm; L: 27 cm Material: tempera pe lemn | Scena se petrece într-un cadru format din arhitecturi convenționale. În prim-plan se află patul pe care este așezată Sfânta Ana, care întinde nerăbdătoare mâinile spre prunca așezată într-un leagăn, la picioarele patului. Ioachim se grăbește să-i vină în ajutor de după masa pe care se află diverse obiecte. În încăpere tocmai intră două fete cu daruri. | Arhiepiscopia Ortodoxă Română, Alba Iulia              | Cimec    |
|      | Botezul Domnului                                                                    | Datare: a doua jumătate a secolului XVIII Școală: transilvănean Dimensiuni: Î: 41,5 cm; L: 30 cm Material: tempera pe lemn | Iisus stă cu picioarele pe o piatră în apa Iordanului, care curge printre stânci abrupte. În stânga, Ioan Botezătorul, în veșmântul din piele de capră și o mantie verde, revarsă din pumn apă peste creștetul Mântuitorului. În dreapta, trei îngeri, dintre care unul agită un ștergar, asistă la eveniment. Trei raze coboară din lumina divină, în mijlocul căreia e redat porumbelul Sfântului Duh. | Arhiepiscopia Ortodoxă Română, Alba Iulia              | Cimec    |
|      | Schimbarea la față                                                                  | Datare: a doua jumătate a secolului XVIII Școală: transilvănean Dimensiuni: Î: 41,5 cm; L: 30 cm Material: tempera pe lemn | În veșminte albe, Iisus plutește înconjurat de lumina divină, flancat de Moise și Ilie, redați în picioare pe aglomerații de nori. Dedesubt, într-un peisaj stâncos, doi dintre apostoli se străduie să-l atenționeze pe al treilea asupra minunii. | Arhiepiscopia Ortodoxă Română, Alba Iulia              | Cimec    |
|      | Înălțarea Domnului Autor: Simon din Bălgrad                                         | Datare: 1795 Școală: post-brâncovenesc Dimensiuni: Î: 39 cm; L: 29 cm Material: tempera pe lemn | Scena se petrece într-un cadru natural compus dintr-un monticul flancat de stânci sterpe, dar pe care cresc deopotrivă aceiași copaci. În câmpia de la baza acestor forme de relief se află Maica Domnului cu mâinile în rugăciune, flancată de apostolii care privesc și gesticulează spre cercul de lumină care îl ridică la cer pe Iisus și spre îngerii care asistă și ei la eveniment, în atitudini pioase. | Arhiepiscopia Ortodoxă Română, Alba Iulia              | Cimec    |
|      | Înălțarea Domnului                                                                  | Datare: a doua jumătate a secolului XVIII Școală: transilvănean Dimensiuni: Î: 41,5 cm; L: 30 cm Material: tempera pe lemn | Așezat pe o bandă aurită, înconjurat de lumina divină, Iisus e ridicat la cer de doi îngeri. În partea inferioară a compoziției, Maica Domnului orantă are în spate doi îngeri care averizează numeroasa asistență asupra minunii de deasupra. Redați în atitudini diferite, apostolii participă activ la eveniment. | Arhiepiscopia Ortodoxă Română, Alba Iulia              | Cimec    |
|      | Nașterea Maicii Domnului                                                            | Datare: a doua jumătate a secolului XVIII Școală: transilvănean Dimensiuni: Î: 41,5 cm; L: 30 cm Material: tempera pe lemn | Sfânta Ana stă întinsă pe un pat, având la picioare prunca înfășată, căreia o slujnică îi face vânt cu un fel de evantai. O masă de mari dimensiuni, pe care se văd ridichi, o prescură, covrigi și un vas, le separă de Ioachim și de cele trei fete venite cu daruri. Arhitecturi convenționale formează fundalul. | Arhiepiscopia Ortodoxă Română, Alba Iulia              | Cimec    |
|      | Învierea lui Iisus Autor: Simon din Bălgrad                                         | Datare: ultimul deceniu al secolului XVIII Școală: post-brâncovenesc Dimensiuni: Î: 39 cm; L: 29 cm Material: tempera pe lemn | Icoana urmează modelul occidental, cu Iisus învăluit în mandorlă, radiind de lumină și anunțând victoria asupra morții. Un prapor flutură în vârful crucii pe care o ține în mâna stângă și heruvimi roiesc în jurul Său. Mormântul închis, cu pecețile nedesfăcute, este străjuit de doi soldați, unul încă buimăcit de somn, celălalt speriat de minunea pe care o vede. | Arhiepiscopia Ortodoxă Română, Alba Iulia              | Cimec    |
|      | Duminica Floriilor Autor: Simon din Bălgrad                                         | Datare: ultimul deceniu al secolului XVIII Școală: post-brâncovenesc Dimensiuni: Î: 38,5 cm; L: 28 cm Material: tempera pe lemn | Călare pe asinul care calcă în picioare veșmintele așternute în drum și însoțit de apostolii care duc în mâini ramuri de finic, Iisus se pregătește să intre în Ierusalim, binecuvântând mulțimea înghesuită în poartă. În fundal, un copac uriaș stă stingher între clădirile cu arhitecturi complicate și o stâncă golașă. | Arhiepiscopia Ortodoxă Română, Alba Iulia              | Cimec    |
|      | Răstignirea lui Iisus / Maica Domnului cu Pruncul                                   | Datare: 1817 Școală: Nicula Dimensiuni: Î: 134,5 cm; L: 85,5 cm (suprafața pictată), Î: 142 cm; L: 97,5 cm (dimensiunea totală) Material: tempera pe pânză | Pictură pe ambele fețe. Fața 1: Isus țintuit pe o cruce roșie având în partea superioară soarele și luna și în vârf o filacteră desfășurată pe două părți, cu inscripția INRI cu caractere latine pe partea din față și cu caractere chirilice pe cea din spate; Maica Domnului și Sfântul Ioan sunt redați în picioare, cu mâinile în rugăciune; lateral, heruvimi și îngeri; pe segmentele exterioare evangheliștii Luca și Marcu, iar pe cele interioare trei sfinți, redați în veșminte apostolești, în picioare, cu mâinile în rugăciune; în partea inferioară, datarea 1817. Fața 2: Maica Domnului Îndrumătoarea, redată bust, ținând Pruncul pe mâna stângă, iar cu dreapta arătând spre el; lateral, heruvimi și îngeri; pe segmentele inferioare cinci sfinți în veșminte apostolești, redați în picioare. | Muzeul Național al Unirii, Alba Iulia                  | Cimec    |
|      | Răstignirea lui Iisus                                                               | Datare: a doua jumătate a secolului XVIII Școală: transilvănean Dimensiuni: Î: 82 cm; L: 54 cm Material: tempera pe lemn | Cu mâinile pironite de brațul orizontal al crucii și cu picioarele fixate pe o stinghie pe brațul orizontal, cu sângele țâșnind din rana dintre coaste, Iisus zace mort, cu simbolurile Evangheliștilor Matei, Ioan și Marcu la capetele brațelor crucii și craniul lui Adam dedesubt. Desenul de foarte bună calitate recomandă un artist înzestrat, necunoscut deocamdată din alte surse. | Muzeul Național al Unirii, Alba Iulia                  | Cimec    |
|      | Maica Domnului cu Pruncul, floarea neveștejită Autor: Ioan Morar din Laz            | Datare: 1860 Dimensiuni: Î: 57 cm; L: 47 cm Material: tempera pe lemn | Icoana se remarcă prin modul în care maforionul acoperă capul Fecioarei, lăsându-i descoperită urechea dreaptă, prin gestica mâinilor Pruncului, care este una mai degrabă de atenționare a privitorului, nicidecum de binecuvântare, și prin specia de floare pe care Maica Domnului o ține în mâna dreaptă, schițând în același timp gestul binecuvântării. Fizionomiile sunt cele caracteristice autorului după stagiul petrecut la Viena. | Arhiepiscopia Ortodoxă Română, Alba Iulia              | Cimec    |
|      | Iisus Hristos Pantocrator Autor: Ioan Morar din Laz                                 | Datare: 1860 Dimensiuni: Î: 57 cm; L: 47 cm Material: tempera pe lemn | Cu globul în mâna stângă și binecuvântând cu dreapta, Iisus este reprezentat după modelul occidental, cu barba despicată și părul pieptănat cu cărare pe mijloc și căzând în bucle bogate pe amândoi umerii. Din spatele aureolei se răsfrâng raze subțiri, albe. Fizionomia este cea caracteristică autorului după stagiul petrecut la Viena. | Arhiepiscopia Ortodoxă Română, Alba Iulia              | Cimec    |
|      | Arhanghelul Mihail Autor: Poienaru, Savu                                            | Datare: 1810 Școală: Laz Dimensiuni: Î: 58 cm; L: 45 cm Material: tempera pe lemn | Redat în picioare pe un paviment de plăci romboidale care sugerează vag adâncimea, cu mantia înnodată pe umărul drept, peste veșmântul militar, cu sabia în mâna dreaptă și potirul ultimei împărtășanii în mâna stângă, Arhanghelul amintește de vechea iconografie de tradiție bizantină, diluată însă de generațiile succesive de artiști formați în spiritul artei bizantine. Fără a fi rudimentară, tratarea este totuși lipsită de expresivitate, gesturile par amorțite, iar fizionomia încremenită. | Arhiepiscopia Ortodoxă Română, Alba Iulia              | Cimec    |
|      | Maica Domnului cu Pruncul Autor: Ștefan Dascălul și Dumitru                         | Datare: prima jumătate a secolului XVIII Școală: atelier din Țara Românească Dimensiuni: Î: 74 cm; L: 60 cm Material: tempera pe lemn | Mai greu recognoscibil, datorită dorinței autorilor de a rămâne în ambientul tradițional bizantin, prototipul acestei icoane este imaginea miraculoasă a Maicii Domnului din biserica academică de la Cluj, promovată în epocă drept adevărata vărsătoare de lacrimi de la Nicula. Interesantă îmbinare între stilul post-bizantin, cu umbrele caracteristice ale obrajilor și bărbiei, și cel ruso-ucrainean, detectabil în culoarea roșie cu care este dublată linia nasului Fecioarei și în tușele care au luat locul blicurilor în redarea cutelor maforionului, icoana este o mixtură între un arhaic intenționat căutat și modernul insuficient asimilat. | Arhiepiscopia Ortodoxă Română, Alba Iulia              | Cimec    |
|      | Arhanghelii Mihail și Gavriil Autor: Poienaru, Savu                                 | Datare: sfârșitul primului deceniu al secolului XIX Școală: Laz Dimensiuni: Î: 66 cm; L: 57 cm Material: tempera pe lemn | Redați în picioare pe un paviment de plăci dreptunghiulare care sugerează vag adâncimea, Mihail cu sabia în mâna stângă și Gavriil cu lancea în mâna dreaptă, susținând împreună un glob pe care scrie, cu caractere chirilice, Aghios, cei doi Arhangheli au înfățișări sobre, tratate rudimentar. În partea superioară, central, redat bust într-o aglomerație de nori, Iisus binecuvântează cu amândouă mâinile. Trăsăturile chipului său trimit spre modele folosite în atelierul lui Stan din Rășinari. | Arhiepiscopia Ortodoxă Română, Alba Iulia              | Cimec    |
|      | Sf. Nicolae Autor: Poienaru, Savu                                                   | Datare: sfârșitul primului deceniu al secolului XIX Școală: Laz Dimensiuni: Î: 63 cm; L: 56 cm Material: tempera pe lemn | Așezat pe un tron cu o arhitectură fastuoasă, în veșminte arhierești, sprijinind Evanghelia pe genunchiul stâng și binecuvântând cu dreapta, Sf. Nicolae este flancat de imaginilie miniaturale ale lui Iisus și a Maicii Domnului. Trăsăturile chipurilor trimit spre modele folosite în atelierul lui Stan din Rășinari, iar semnătura de pe piciorul tronului amintește de mențiunile similare ale pictorilor formați în ambientul brâncovenesc. | Arhiepiscopia Ortodoxă Română, Alba Iulia              | Cimec    |
|      | Cina de la Mamvri Autor: Ștefan Dascălul                                            | Datare: mijlocul secolului XVIII Școală: atelier din Țara Românească Dimensiuni: Î: 52 cm; L: 46 cm Material: tempera pe lemn | Înnegrită de fum și acoperită de murdărie, scena îi adună împreună în jurul mesei pe cei trei îngeri, Avraam, care aduce un potir, și Sara, care se pregătește să întindă un bol. Siluete unor clădiri și stejarul de la Mamvri se profilează pe un fond de aur. | Arhiepiscopia Ortodoxă Română, Alba Iulia              | Cimec    |
|      | Sf. Teodor Tiron Autor: Constantin Zugravul                                         | Datare: mijlocul secolului XVIII Școală: atelier din Țara Românească Dimensiuni: Î: 40 cm; L: 32 cm Material: tempera pe lemn | Redat frontal, în demi-figură, Sfântul ține în dreapta o baghetă în formă de cruce, iar palma stângă este îndreptată către privitor. Trăsăturile rigide ale fizionomiei și aspectul grafic de ansamblu dau imaginii o ușoară notă populară. | Arhiepiscopia Ortodoxă Română, Alba Iulia              | Cimec    |
|      | Buna Vestire Autor: Petru din Topârcea                                              | Datare: sfârșitul secolului XVIII Școală: Mărginimea Sibiului Dimensiuni: Î: 83 cm; L: 63 cm Material: tempera pe lemn | Schematică, rigidă, compoziția ni-i prezintă pe Arhanghelul Gavriil și pe Fecioara Maria de o parte și de alta a unei mese pe care e posibil să se afle o carte. În chip de porumbel, Sfântul Duh se revarsă asupra Mariei sub forma unei ploi roșii. Rama cu decor pictat și sculptat în zig-zag este o „marcă” a atelierului acestui pictor. | Arhiepiscopia Ortodoxă Română, Alba Iulia              | Cimec    |
|      | Sf. Nicolae Autor: Petru din Topârcea                                               | Datare: deceniul nouă al secolului XVIII Școală: Mărginimea Sibiului Dimensiuni: Î: 83 cm; L: 64 cm Material: tempera pe lemn | Redat pe tron, în veșminte arhierești, Sfântul ține Evanghelia deschisă în dreapta și binecuvântează cu stânga. În colțurile superioare, în aglomerații de nori, sunt redate bust figurile miniaturale ale lui Iisus și a Maicii Domnului. | Arhiepiscopia Ortodoxă Română, Alba Iulia              | Cimec    |
|      | Maica Domnului cu Pruncul Autor: Petru din Topârcea                                 | Datare: deceniul nouă al secolului XVIII Școală: Mărginimea Sibiului Dimensiuni: Î: 86 cm; L: 67 cm Material: tempera pe lemn | Încoronată, flancată de Arhanghelii Mihail și Gavriil, Maica stă pe un tron cu un bogat decor geometric, ținând în dreapta un sceptru și cu stânga susținând Pruncul, care binecuvântează cu dreapta, iar în stânga ține globul. Desenul este rudimentar, în ciuda minuțiozității, iar poziția brațului pe care ar trebui să stea pruncul este greșită. | Arhiepiscopia Ortodoxă Română, Alba Iulia              | Cimec    |
|      | Maica Domnului cu Pruncul                                                           | Datare: a doua jumătate a secolului XVIII Școală: transilvănean Dimensiuni: Î: 79 cm; L: 49 cm Material: tempera pe lemn | Cu vestimentația redată prin tușe largi, în maniera școlii carpatice, influențată de baroc, Maica Domnului și Pruncul pe care îl ține pe brațul stâng sunt redați pe un fundal incizat cu motive florale, inspirate de același ambient artistic. În colțurile superioare doi îngeri cu fizionomii infantile țin în mâini medalioanele în care sunt scrise monogramele personajelor principale. Formele de exprimare plastică sunt ușor stângace, trădând un pictor insuficient format. | Arhiepiscopia Ortodoxă Română, Alba Iulia              | Cimec    |
|      | Maica Domnului cu Pruncul Autor: Iacov din Rășinari                                 | Datare: a doua jumătate a secolului XVIII Școală: post-brâncovenesc Dimensiuni: Î: 46,5 cm; L: 32 cm Material: tempera pe lemn | Deși icoana reproduce un vechi model al artistului, maniera de redare a vestimentației indică o lucrare târzie, influențată de transformările suferite de pictura transilvăneană tot mai influențată de baroc. | Arhiepiscopia Ortodoxă Română, Alba Iulia              | Cimec    |
|      | Arhanghelul Mihail                                                                  | Datare: a doua jumătate a secolului XVIII Școală: atelierul lui Iacov din Rășinari Dimensiuni: Î: 38 cm; L: 28 cm Material: tempera pe lemn | Deși icoana reproduce un vechi model al artistului, desenul aproape simplist indică o lucrare târzie sau, pe alocuri, mâna unui ucenic. | Arhiepiscopia Ortodoxă Română, Alba Iulia              | Cimec    |
|      | Arhanghelul Mihail                                                                  | Datare: a doua jumătate a secolului XVIII Școală: atelierul lui Iacov din Rășinari Dimensiuni: Î: 38 cm; L: 28 cm Material: tempera pe lemn | Deși icoana reproduce un vechi model al artistului, desenul aproape simplist indică o lucrare târzie sau mâna unui ucenic. | Arhiepiscopia Ortodoxă Română, Alba Iulia              | Cimec    |
|      | Sf. Nicolae Autor: Iacov din Rășinari                                               | Datare: a doua jumătate a secolului XVIII Școală: trasilvănean Dimensiuni: Î: 38 cm; L: 30 cm Material: tempera pe lemn | Redat bust, cu Evanghelia închisă în stânga și binecuvântând cu dreapta, Sfântul poartă veșminte arhierești, dar nu și mitră, ceea ce i-a permis pictorului să-și etaleze priceperea în redarea minuțioasă a părului și a bărbii, aspect contrastant cu restul desenului, ușor neîngrijit. | Arhiepiscopia Ortodoxă Română, Alba Iulia              | Cimec    |
|      | Iisus Hristos Învățător                                                             | Datare: a doua jumătate a secolului XVIII Școală: trasilvănean Dimensiuni: Î: 43 cm; L: 34 cm Material: tempera pe lemn | Redat bust, cu Evanghelia închisă în stânga și binecuvântând cu dreapta, după un vechi model grecesc, Iisus are o fizionomie și o vestimentație care indică serioase influențe occidentale. Calitatea artistică este remarcabilă, în ciuda greșelii de ortografie. | Arhiepiscopia Ortodoxă Română, Alba Iulia              | Cimec    |
|      | Cina de la Mamvri Autor: Gheorghe fiul lui Iacov                                    | Datare: sfârșitul secolului XVIII Școală: Feisa Dimensiuni: Î: 86,5 cm; L: 67 cm Material: tempera pe lemn | Așezați la o masă pe care se află un vas, tacâmuri și trei pâinișoare, cei trei îngeri, cu toiege în mâini, binecuvântează. În fundal, în adevărate turnuri, Avraam și Sara vin să slujească oaspeților. Titlul este redat în patru cartușe decorative așezate în jurul copacului. | Arhiepiscopia Ortodoxă Română, Alba Iulia              | Cimec    |
|      | Iisus Hristos Mare Arhiereu și Învățător Autor: Gheorghe fiul lui Iacov             | Datare: 1791 Școală: Feisa Dimensiuni: Î: 61 cm; L: 42,5 cm Material: tempera pe lemn | Înveșmântat cu toate ornatele arhierești, Iisus ține în stânga Evanghelia deschisă și binecuvântează cu dreapta. Imaginea ilustrează o reușită îmbinare între modelul preluat de la Iacov Zugravul, cu fundalul decorat în partea inferioară cu vrejuri, și figura lui Iisus așa cum fusese ea consacrată de arta ruso-ucraineană, umanizată, cu părul căzând în bucle pe ambii umeri și barba despicată. Semnătura pictorului, redată prin inițialele G(heorghe) Z(ugravul), a fost citită Gheorghe Nan, cu prilejul primei publicări a icoanei. | Arhiepiscopia Ortodoxă Română, Alba Iulia              | Cimec    |
|      | Iisus Hristos Învățător Autor: Popa Ivan                                            | Datare: prima jumătate a secolului XVIII Școală: Rășinari Dimensiuni: Î: 62 cm; L: 42 cm Material: tempera pe lemn | Pe un fundal portocaliu cu obișnuitele stele albe ale lui Ivan din Rășinari, figura lui Iisus se prezintă într-o divină maiestate, specifică modelului grecesc urmat de pictor. | Arhiepiscopia Ortodoxă Română, Alba Iulia              | Cimec    |
|      | Maica Domnului cu Pruncul Autor: Gheorghe fiul lui Iacov                            | Datare: sfârșitul secolului XVIII Școală: Feisa Dimensiuni: Î: 60,5 cm; L: 41,5 cm Material: tempera pe lemn | Imaginea a fost inspirată de icoana făcătoare de minuni din biserica iezuiților de la Cluj, promovată ca adevărata icoană care a plâns la Nicula în 1699. Indiciul îl constituie fâșia de pânzâ roșie care coboară de pe umărul drept al Pruncului și care este rezultatul unei greșeli de colorit întâlnită la toți cei care au pictat icoana după 1724. Figurile umanizate contrastează cu realizarea naivă și supradimensionată a coroanei. | Arhiepiscopia Ortodoxă Română, Alba Iulia              | Cimec    |
|      | Maica Domnului îndurerată Autor: Prodan Petru (?)                                   | Datare: a doua jumătate a secolului XIX Școală: Maierii Bălgradului Dimensiuni: Î: 49,5 cm; L: 44,5 cm (inclusiv rama) Material: tempera pe sticlă | Pe un fond verde, înveșmântată în tunică roșie și maforion negru cu tivitură de aur, cu capul plecat și mâinile împreunate în rugăciune, Maica Domnului privește spre un crucifix pe care este răstignit Hristos, reprezentat în semiprofil spre dreapta; la baza crucii, în partea dreaptă, arhitecturi convenționale; chipul Maicii, încadrat de un nimb cu raze roșii, este flancat de doi heruvimi înscriși în medalioane de forme relativ ovoidale. | Arhiepiscopia Ortodoxă Română, Alba Iulia              | Cimec    |
|      | Deisis Autor: Gheorghe Tobias din Abrud                                             | Datare: prima jumătate a secolului XVIII Școală: transilvănean Dimensiuni: Î: 89 cm; L: 64 cm Material: tempera pe lemn | Compoziția este încadrată de două chenare cu motivul frânghiei, între care se desfășoară un motiv decorativ vegetal punctat de cruci. Iisus este redat cu Evanghelia închisă în mâna stângă și binecuvântând cu mâna dreaptă, supradimensionată și ușor diformă. În dreptul umerilor Mântuitorului se află reprezentările miniaturale, bust, ale Maicii Domnului și a lui Ioan Botezătorul. | Arhiepiscopia Ortodoxă Română, Alba Iulia              | Cimec    |
|      | Sf. Nicolae Autor: Gheorghe Tobias din Abrud                                        | Datare: 1737 Școală: transilvănean Dimensiuni: Î: 89 cm; L: 64 cm Material: tempera pe lemn | Compoziția este încadrată de două chenare cu motivul frânghiei, între care se desfășoară un motiv decorativ vegetal punctat de cruci. Sfântul Nicolae este redat cu Evanghelia închisă în mâna stângă și binecuvântând cu mâna dreaptă. În dreptul umerilor se află reprezentările miniaturale, bust, ale lui Iisus și a Maicii Domnului. | Arhiepiscopia Ortodoxă Română, Alba Iulia              | Cimec    |
|      | Răstignirea lui Iisus                                                               | Datare: 1827 Școală: Nicula Dimensiuni: Î: 50,5 cm; L: 45 cm (inclusiv rama) Material: tempera pe sticlă | Cu o țesătură verde legată în jurul șoldurilor, Iisus este pironit pe o cruce alături de care se înalță vrejuri de viță de vie terminate cu flori. De o parte și de alta stau Maica Domnului și Apostolul Ioan, respectiv Luna și Soarele. Scena este încadrată de un decor vegetal care aproape ia forma unei draperii. În partea superioară a crucii, în locul inițialelor INRI, este redat anul 1827, a cărui lectură a fost posibilă cu ajutorul icoanei cu nr. inv. 276. | Arhiepiscopia Ortodoxă Română, Alba Iulia              | Cimec    |
|      | Nașterea lui Iisus                                                                  | Datare: mijlocul secolului XIX Școală: transilvănean Dimensiuni: Î: 48 cm; L: 42 cm (inclusiv rama) Material: tempera pe sticlă | Înfășat, așezat sub un edicul, Pruncul este vegheat de Maica Sa și de Iosif, îngenunchiați, în atitudini de adorare. Din spatele ieslei, o vită și un măgar suflă căldură, iar de deasupra steaua luminează printr-o ghirlandă de nori care anunță prezența îngerului ce desfășoară o filacteră pe care a fost redat textul obișnuit, dar în limba latină și după o pronunție ce indică auzirea sa într-un mediu maghiar. Acest text, precum și caracterul naiv al execuției, ar putea fi argumente pentru localizarea atelierului în nordul Transilvaniei. | Arhiepiscopia Ortodoxă Română, Alba Iulia              | Cimec    |
|      | Sfinții 40 de mucenici Autor: Vasile Munteanu                                       | Datare: primii ani ai secolului XIX Școală: Săliștea Sibiului Dimensiuni: Î: 44 cm; L: 33,5 cm Material: tempera pe lemn | Cu picioarele în apa înghețată a lacului, mucenicii privesc spre confratele lor aproape intrat în ediculul cu baia caldă. 40 de coroane plutesc deasupra lor, iar Hristos, redat bust într-o aglomerație de nori, cu crucea Răstignirii pe umărul drept, îi binecuvântează. Compoziția este încadrată de un șir de butoni profilați din grosimea panoului. | Arhiepiscopia Ortodoxă Română, Alba Iulia              | Cimec    |
|      | Maica Domnului cu Pruncul Autor: Popa Nicolae                                       | Datare: 1804 Școală: Feisa Dimensiuni: Î: 42 cm; L: 31 cm Material: tempera pe lemn | Încoronată, cu un sceptru în mâna dreaptă, Maica Domnului își ține Pruncul pe brațul stâng. Vestimentația Pruncului sugerează o contaminare cu o reproducere a icoanei făcătoare de minuni din biserica iezuiților de la Cluj, socotită adevărata icoană care a plâns la Nicula în 1699. Sceptrul trimite spre un model ruso-ucrainean. | Arhiepiscopia Ortodoxă Română, Alba Iulia              | Cimec    |
|      | Deisis Autor: Nistor din Rășinari                                                   | Datare: prima jumătate a secolului XVIII Școală: transilvănean Dimensiuni: Î: 63 cm; L: 47 cm Material: tempera pe lemn | Cu Evanghelia închisă în stânga și binecuvântând cu dreapta, Iisus îi are alături pe cei doi intercesori, figuri miniaturale redate bust pe mediana icoanei. | Arhiepiscopia Ortodoxă Română, Alba Iulia              | Cimec    |
|      | Maica Domnului cu Pruncul Autor: Nistor din Rășinari                                | Datare: prima jumătate a secolului XVIII Școală: transilvănean Dimensiuni: Î: 64 cm; L: 44,5 cm Material: tempera pe lemn | Cu Pruncul pe brațul stâng, Maica Domnului îndrumă spre El cu dreapta.În colțurile superioare, redate bust, figurile miniaturale ale Arhanghelilor Mihail și Gavril, cu mâinile împreunate în rugăciune sub mantii. | Arhiepiscopia Ortodoxă Română, Alba Iulia              | Cimec    |
|      | Deisis Autor: Nistor din Rășinari                                                   | Datare: prima jumătate a secolului XVIII Școală: transilvănean Dimensiuni: Î: 71 cm; L: 47 cm Material: tempera pe lemn | Cu Evanghelia închisă în stânga și binecuvântând cu dreapta, Iisus îi are alături pe cei doi intercesori, figuri miniaturale redate bust în jumătatea superioară a icoanei. | Arhiepiscopia Ortodoxă Română, Alba Iulia              | Cimec    |
|      | Maica Domnului cu Pruncul Autor: Nistor din Rășinari                                | Datare: prima jumătate a secolului XVIII Școală: transilvănean Dimensiuni: Î: 73,5 cm; L: 43,5 cm Material: tempera pe lemn | Cu Pruncul pe brațul stâng, Maica Domnului îndrumă spre El cu dreapta. Fondul albastru al icoanei contrastează cu roșul maforionului Maicii și ocrul mantiei Pruncului. | Arhiepiscopia Ortodoxă Română, Alba Iulia              | Cimec    |
|      | Arhanghelul Mihail Autor: Nistor din Rășinari                                       | Datare: prima jumătate a secolului XVIII Școală: transilvănean Dimensiuni: Î: 69 cm; L: 42 cm Material: tempera pe lemn | Cu sabia în dreapta și oglinda de jasp în stânga, Arhanghelul este redat demifigură, în veșmânt militar. Trăsăturile chipului sunt luminate de blicuri, care îndulcesc sobrietatea înfățișării și atenuează stângăcia conturului. | Arhiepiscopia Ortodoxă Română, Alba Iulia              | Cimec    |
|      | Sf. Nicolae Autor: Nistor din Rășinari                                              | Datare: prima jumătate a secolului XVIII Școală: transilvănean Dimensiuni: Î: 70 cm; L: 42 cm Material: tempera pe lemn | Redat bust, cu Evanghelia închisă în stânga și binecuvântând cu dreapta, Sfântul este flancat de representările miniaturale, bust, ale lui Iisus și a Maicii Domnului. Figura se remarcă prin finețea detaliilor cu care sunt redate părul și barba și prin expresivitatea dată de modelarea mușchilor feței, cu intenția de a sugera bătrânețea. | Arhiepiscopia Ortodoxă Română, Alba Iulia              | Cimec    |
|      | Maica Domnului cu Pruncul Autor: Popa Nicolae                                       | Datare: ultimele decenii ale secolului XVIII Școală: Feisa Dimensiuni: Î: 86 cm; L: 61 cm Material: tempera pe lemn | Piesa face parte dintr-un grup de opt icoane toate pictate în 1777, dintre care două semnate. Specific este fundalul din jumătatea superioară, cu degradeuri de la albastru spre alb. Fizionomia personajelor este neobișnuită pentru artist, amintind mai degrabă de creațiile fratelui său, Gheorghe fiul lui Iacov. Modelul este unul brâncovenesc, prin modul de realizare a vestimentației, dar cu sensibile influențe dinspre arta ruso-ucraineană în redarea trăsăturilor chipurilor. Maica este reprezentată bust, susținându-și cu ambele mâini Pruncul pe brațul stâng. | Arhiepiscopia Ortodoxă Română, Alba Iulia              | Cimec    |
|      | Arhanghelul Mihail Autor: Popa Nicolae                                              | Datare: ultimele decenii ale secolului XVIII Școală: Feisa Dimensiuni: Î: 84,5 cm; L: 63 cm Material: tempera pe lemn | Piesa face parte dintr-un grup de opt icoane toate pictate în 1777, dintre care două semnate. Specific este fundalul din jumătatea superioară, cu degradeuri de la albastru spre alb. Fizionomia personajelor este neobișnuită pentru artist, amintind mai degrabă de creațiile fratelui său, Gheorghe fiul lui Iacov. Modelul este unul brâncovenesc, prin modul de realizare a vestimentației, dar cu sensibile influențe dinspre arta ruso-ucraineană în redarea trăsăturilor chipului. Mihail este redat bust, frontal, cu sabia ridicată în mâna dreaptă și potirul ultimei împărtășanii în stânga. | Arhiepiscopia Ortodoxă Română, Alba Iulia              | Cimec    |
|      | Sf. Nicolae Autor: Popa Nicolae                                                     | Datare: ultimele decenii ale secolului XVIII Școală: Feisa Dimensiuni: Î: 84 cm; L: 62 cm Material: tempera pe lemn | Piesa face parte dintr-un grup de opt icoane toate pictate în 1777, dintre care două semnate. Specific este fundalul din jumătatea superioară, cu degradeuri de la albastru spre alb. Fizionomia personajelor este neobișnuită pentru artist, amintind mai degrabă de creațiile fratelui său, Gheorghe fiul lui Iacov. Modelul este unul brâncovenesc, prin modul de realizare a vestimentației, dar cu sensibile influențe dinspre arta ruso-ucraineană în redarea trăsăturilor chipului prsonajului principal. Sfântul este redat bust, frontal, cu mâna dreaptă binecuvântând și cu Evanghelia închisă în stânga. Figurile lui Iisus și a Maicii Domnului, reprezentate bust ieșind din aglomerații de nori, ocupă lateralele din jumătaea superioară a icoanei. | Arhiepiscopia Ortodoxă Română, Alba Iulia              | Cimec    |
|      | Deisis Autor: Popa Nicolae                                                          | Datare: 1777 Școală: Feisa Dimensiuni: Î: 84 cm; L: 63 cm Material: tempera pe lemn | Piesa face parte dintr-un grup de opt icoane toate pictate în 1777, dintre care două semnate. Specific este fundalul din jumătatea superioară, cu degradeuri de la albastru spre alb. Fizionomia personajelor este neobișnuită pentru artist, amintind mai degrabă de creațiile fratelui său, Gheorghe fiul lui Iacov. Modelul este unul brâncovenesc, prin modul de realizare a vestimentației, dar cu sensibile influențe dinspre arta ruso-ucraineană în redarea trăsăturilor chipurilor. Iisus este redat bust, frontal, cu mâna dreaptă binecuvântând și cu Evanghelia deschisă în stânga. Figurile intercesorilor ocupă lateralele jumătății superioare a icoanei. | Arhiepiscopia Ortodoxă Română, Alba Iulia              | Cimec    |
|      | Maica Domnului cu Pruncul Autor: Gheorghe fiul lui Iacov                            | Școală: Atelier post brâncovenesc Dimensiuni: 75x53 cm Material: tempera pe lemn; fond aurit și argintat; ștanțare | Conturul fizionomiilor, vestimentația Pruncului și frumusețea decorului incizat în grundul aurit sugerează că prototipul acestei icoane este imaginea miraculoasă a Maicii Domnului din biserica iezuită de la Cluj. Transperența vălului de dedesubtul maforionului, expresivitatea privirii Maicii Domnului și minuțiozitatea decorului stilizat atestă virtuozitatea deosebită a artistului. Datarea s-a făcut în limitele celorlalte lucrări pe care Gheorghe, fiul lui Iacov le-a realizat pentru biserica de la Sartăș. | Parohia Ortodoxă „Pogorârea Sf. Duh“ - Sartăș, Alba    | Cimec    |
|      | Maica Domnului cu Pruncul Autor: Simon din Bălgrad                                  | Datare: 1780 Școală: Atelier post brâncovenesc Dimensiuni: 66 x 48,5 cm Material: tempera pe lemn, decor incizat pe aurelole | Icoana se remarcă prin armonia deosebită a culorilor și prin gingășia fizionomiei Maicii Domnului. Învelită într-o mantie cu un decor care amintește de icoanele ucrainiene, Fecioara își ține Pruncul pe brațul stâng. Acesta are o poziție frontală, binecuvântându-l pe privitor cu ambele maini. | Parohia Ortodoxă Română - Ighiel, Alba                 | Cimec    |
|      | Iisus Hristos Pantocrator Autor: Simon din Bălgrad                                  | Datare: 1780 Școală: Atelier post brâncovenesc Dimensiuni: 66 x 48,5 cm Material: tempera pe lemn | Icoana se remarcă prin armonia deosebită a culorilor. Modul de tratare a veșmintelor amintește de icoanele ucrainiene. Neobisnuită este cromatica fundalului, în roșu și albastru, îmbinate pe linia mediană a icoanei cu treceri foarte fine. | Parohia Ortodoxă Română - Ighiel, Alba                 | Cimec    |
|      | Adam și Eva Autor: Prodan, Maria                                                    | Datare: înc. sec. XX Școală: Maierii Bălgradului Dimensiuni: Î: 31,5 cm; L: 42,5 cm (inclusiv rama) Material: tempera pe sticlă; sticlă; ramă de lemn originală; băițuită; capac de șindrilă                                                                                    | Pe un fond albastru delimitat de draperii roșii, poziționat central, ca un arbore al vieții, se află pomul cunoașterii binelui și răului, încărcat de roade, pe a cărui tulpină stă încolăcit șarpele, ca și cum ar întreține un dialog cu Eva, plasată în partea stângă; aceasta duce cu o mână un fruct la gură, cu cealaltă servindu-i unul și lui Adam; ambii poartă deja o învelitoare în jurul coapselor, deși momentul conștientizării goliciunii este posterior gustării fructelor; cele două personaje flanchează pomul și sunt, la rândul lor, flancate de două lujere terminate cu o eflorescență în formă de boboc; în partea dreaptă se încearcă o ușoară tridimensionalizare a fundalului, cu ajutorul vegetației tratate în forma „dinților de lup”. | Muzeul Național al Unirii, Alba Iulia                  | Cimec    |
|      | Sfântul Arhanghel Mihail Autor: Prodan, Petru                                       | Datare: sec. XIX;2/2 Școală: Maierii Bălgradului Dimensiuni: Î: 49 cm; L: 43,5 cm (inclusiv rama) Material: tempera pe sticlă; glajă; ramă de lemn originală; băițuită cu șforț; capac de șindrilă; foiță de aur                                                                | Reprezentat bust, cu sabia în dreapta, iar în stânga ținând cumpăna dreptății și potirul cu flacără, Arhanghelul poartă o tunică cu mâneci și poale albastre, cămașă de zale aurită și mantie roșie cu decor vegetal; fundalul bej este îmbogățit cu o buclă de draperie maro și o colină sugerată prin intermediul „dinților de lup”. | Muzeul Național al Unirii, Alba Iulia                  | Cimec    |
|      | Botezul lui Iisus Autor: Prodan, Maria                                              | Datare: sf. sec. XIX - înc. sec. XX Școală: Maierii Bălgradului Dimensiuni: Î: 81 cm; L: 65 cm (inclusiv rama) Material: tempera pe sticlă; glajă; ramă de lemn ulterioară; traforată; foiță de aur                                                                             | Scena se desfășoară pe un fond albastru-indigo care reprezintă cerul; Iisus, reprezentat din semiprofil spre stânga, cu mâinile împreunate a rugăciune și un ștergar auriu cu falduri vișinii în jurul coapselor, stă în apa Iordanului, primind botezul de la Ioan, înfățișat în semiprofil spre dreapta, în mână cu un toiag lung, terminat cu o cruce de care atârnă un stindard, înveșmântat cu o tunică maro tivită cu aur și o mantie roșie; Duhul Sfânt în formă de porumbel își îndreaptă razele de aur asupra capului lui Iisus, asistat de cinci heruvimi încadrați în medalioane; în fundal, un relief cu palmieri. | Muzeul Național al Unirii, Alba Iulia                  | Cimec    |
|      | Cina cea de taină Autor: Prodan (?)                                                 | Datare: înc. sec. XX Școală: Maierii Bălgradului Dimensiuni: Î: 59,5 cm; L: 53 cm (inclusiv rama) Material: tempera pe sticlă; glajă; ramă de lemn ulterioară; traforată; capac de lemn; foiță de aur                                                                           | Pe un fundal arhitectonic încadrat de draperii vișinii, 12 personaje stau în jurul unei mese ovale în centrul căreia se află un potir, având în jur presărate tacâmuri, farfurii și ridichi; personajul central, pe umărul căruia se sprijină apostolul favorit, este evident Iisus, deși aureola sa nu conține semnele specifice OωN; Iuda ocupă locul din colțul inferior drept, este reprezentat în semiprofil și în poziție gata de plecare, ținând în mână punga de arginți; scena este luminată de o candelă atârnată între draperii aurite de o arcadă ce unește elementele arhitectonice din fundal; un decor vegetal (flori și copaci miniaturali) flanchează uriașul postament al mesei, acoperită cu o învelitoare aurită, cu decor floral vișiniu. | Muzeul Național al Unirii, Alba Iulia                  | Cimec    |
|      | Cina cea de taină Autor: Prodan, Maria                                              | Datare: înc. sec. XX Școală: Maierii Bălgradului Dimensiuni: Î: 56,5 cm; L: 45 cm (inclusiv rama) Material: tempera pe sticlă; sticlă; ramă de lemn originală; băițuită; capac de șindrilă                                                                                      | Pe un fundal arhitectonic, 12 personaje stau în jurul unei mese patrulatere în centrul căreia se află un potir, având în jur presărate tacâmuri, farfurii, pâini și ridichi; personajul central, pe umărul căruia se sprijină apostolul favorit, este evident Iisus, deși aureola sa nu conține semnele specifice OωN; Iuda ocupă colțul inferior drept, este reprezentat în semiprofil și în poziție gata de plecare, ținând în mână punga de arginți pe care este notată cifra 30; scena este luminată de o candelă atârnată între draperii roșii de o arcadă ce unește elementele arhitectonice din fundal. | Muzeul Național al Unirii, Alba Iulia                  | Cimec    |
|      | Sfântul Haralambie Autor: Prodan, Maria                                             | Datare: înc. sec. XX Școală: Maierii Bălgradului Dimensiuni: Î: 49 cm; L: 41 cm (inclusiv rama) Material: tempera pe sticlă; sticlă; ramă de lemn originală; băițuită cu șforț; capac de șindrilă; foiță de aur                                                                 | Poziționat central, într-un veșmânt arhieresc roșu presărat cu flori de aur, ținând într-o mână Evanghelia deschisă, iar cu cealaltă lanțul de care este legată ciuma, reprezentată ca o femeie încoronată ce manevrează cu ambele mâini coasa morții, Sfântul Haralambie pare să pășească în râul de foc al iadului, a cărui gură larg deschisă e sugerată în partea stângă printr-o pată mare de culoare albastru închis; de o parte și de alta a Sfântului, reprezentați bust, în aglomerații de nori, se află Iisus cu Evanghelia și Maica Dopmnului cu omoforul – detalii inspirate de imaginea Sfântului Nicolae; scena este încadrată în partea superioară și pe laterala dreaptă cu draperii roșii; fondul este ocru. | Muzeul Național al Unirii, Alba Iulia                  | Cimec    |
|      | Iisus Hristos arhiereu Autor: Prodan, Maria                                         | Datare: înc. sec. XX Școală: Maierii Bălgradului Dimensiuni: Î: 51 cm; L: 48 cm (inclusiv rama) Material: tempera pe sticlă; sticlă; ramă de lemn originală; băițuită cu șforț; capac de șindrilă; foiță de aur                                                                 | Înveșmântat cu un felon roșu tivit cu aur și omofor de asemenea roșu, decorat cu cruci de aur, flori și motive geometrice, pe cap cu mitră aurită, așezat pe un tron impozant, cu baluștrii decorați cu soarele și luna, Iisus binecuvintează cu dreapta, iar cu stânga sprijină Evanghelia închisă; deasupra, draperii roșii; tronul este așezat într-un peisaj cu monticuli alb-albaștri, iar cerul este redat parțial cu albastru, parțial cu verde. | Muzeul Național al Unirii, Alba Iulia                  | Cimec    |
|      | Iisus vița vieții Autor: Prodan, Petru                                              | Datare: sec. XIX;2/2 Școală: Maierii Bălgradului Dimensiuni: Î: 47,5 cm; L: 41 cm (inclusiv rama) Material: tempera pe sticlă; glajă; ramă de lemn originală; băițuită cu șforț; capac de lemn; foiță de aur                                                                    | Pe un fond albastru se profilează crucea, redată cu ocru, în jurul căreia se arcuiește o viță de care atârnă ciorchini uriași de struguri roșii, roz și verzi; vița pornește din coasta lui Iisus, reprezentat din semiprofil spre dreapta, cu o învelitoare roșie în jurul coapselor; așezat pe un sarcofag în formă de ladă de zestre, bogat decorat cu aur și motive geometrice, Mântuitorul stoarce un strugure într-un potir; în latura stângă și în fața sarcofagului vegetația în formă de „dinți de lup” sugerează o tentativă de tridimensionalizare a spațiului. Desen inspirat după o gravură sau o icoană similară din creația centrului de la Șcheii Brașovului. | Muzeul Național al Unirii, Alba Iulia                  | Cimec    |
|      | Maica Domnului îndurerată Autor: Prodan, Petru                                      | Datare: sec. XIX;2/2 Școală: Maierii Bălgradului Dimensiuni: Î: 53,5 cm; L: 42 cm (inclusiv rama) Material: tempera pe sticlă; glajă; ramă de lemn originală; băițuită cu șforț; capac de lemn; foiță de aur                                                                    | Pe un fond verde, înveșmântată în tunică roșie cu flori de aur și maforion negru cu căptușeală alb-albastră și tivitură de aur, cu capul plecat și mâinile împreunate în rugăciune, Maica Domnului privește spre un crucifix pe care este răstignit Hristos, reprezentat în semiprofil spre dreapta; la baza crucii, în partea dreaptă, se înalță două turnuri albe cu acoperișuri țuguiate; chipul Maicii, încadrat de un nimb cu raze roșii, este flancat de doi heruvimi înscriși în medalioane albe, plasate între faldurile unei draperii roșii. Desen inspirat după o gravură sau o icoană similară din creația centrului de la Șcheii Brașovului. | Muzeul Național al Unirii, Alba Iulia                  | Cimec    |
|      | Sfântul Mucenic Gheorghe Autor: Prodan, Maria                                       | Datare: înc. sec. XX Școală: Maierii Bălgradului Dimensiuni: Î: 45 cm; L: 40 cm (inclusiv rama) Material: tempera pe sticlă; sticlă; ramă de lemn originală; băițuită cu șforț; vopsită; capac de șindrilă; foiță de aur                                                        | Scena se desfășoară într-un cadru zigzagat, punctat de „dinți de lup”; Sfântul este redat în veșmânt militar, cu mantie roșie decorată cu o floare de aur, călare pe un cal alb, străpungând cu sulița un balaur cu corp gri, cap alb și aripi roșii; fundalul este bicolor: albastru și bej; câmpul de luptă este reprezentat sub forma unor monticuli al căror decor vegetal constă din iarba redată sub forma „dinților de lup” și lujeri roșii. | Muzeul Național al Unirii, Alba Iulia                  | Cimec    |
|      | Sfântul Nicolae Autor: Prodan, Maria                                                | Datare: sf. sec. XIX Școală: Maierii Bălgradului Dimensiuni: Î: 44 cm; L: 38,5 cm (inclusiv rama) Material: tempera pe sticlă; glajă; ramă de lemn originală; băițuită cu șforț; capac de șindrilă; foiță de aur                                                                | Sfântul este reprezentat central, pe un fundal alb, flancat în partea superioară de Iisus ținând Evanghelia și de Maica Domnului cu omoforul, ambii redați bust în aglomerații de nori puternic stilizate; cu mitră aurită, felon roșu tivit cu aur și omofor albastru decorat cu cruci aurite și flori roșii, Sfântul binecuvintează cu dreapta, iar în stânga ține Evanghelia închisă; în partea superioară se disting contururile unor draperii roșii. | Muzeul Național al Unirii, Alba Iulia                  | Cimec    |
|      | Sfântul Nicolae Autor: Prodan, Maria                                                | Datare: înc. sec. XX Școală: Maierii Bălgradului Dimensiuni: Î: 45 cm; L: 38 cm (inclusiv rama) Material: tempera pe sticlă; sticlă; ramă de lemn originală; băițuită cu șforț; capac de șindrilă; foiță de aur                                                                 | Înveșmântat cu un felon roșu cu decor vegetal și tivit cu aur și omofor albastru decorat cu cruci de aur și flori roșii, pe cap cu mitră aurită, Sf. Nicolae binecuvintează cu dreapta, iar în stânga ține Evanghelia închisă; este flancat în partea superioară de două „ruje” roșii și de Iisus cu Evanghelia și Maica Domnului cu omoforul, reprezentați bust, în aglomerații de nori. | Muzeul Național al Unirii, Alba Iulia                  | Cimec    |
|      | Sfântul Nicolae Autor: Prodan, Maria                                                | Datare: sf. sec. XIX Școală: Maierii Bălgradului Dimensiuni: Î: 44 cm; L: 38 cm (inclusiv rama) Material: tempera pe sticlă; glajă; ramă de lemn originală; băițuită cu șforț; capac de șindrilă; foiță de aur                                                                  | Bust, înveșmântat cu un felon roșu cu decor floral aurit și tivit cu aur, cu omofor bej decorat cu cruci de aur, pe cap cu mitră aurită, Sf. Nicolae binecuvintează cu dreapta, iar în stânga ține Evanghelia închisă; de o parte și de alta, Iisus cu Evanghelia și Maica Domnului cu omoforul, redați bust, în aglomerații de nori; în partea superioară, draperii roșii. | Muzeul Național al Unirii, Alba Iulia                  | Cimec    |
|      | Buna Vestire Autor: Șarlea, Porfirie                                                | Datare: prima jumătate a sec. XIX Școală: Feisa Dimensiuni: Î: 115 cm; L: 69,5 cm Material: tempera pe lemn | uși împărătești decorate cu scena Buneivestiri. | Muzeul Național al Unirii, Alba Iulia                  | Cimec    |
|      | Arhanghelii Mihail și Gavriil Autor: Rodean, Aurel                                  | Datare: prima jumătate a sec. XX Școală: Laz Dimensiuni: Î: 46,5 cm; L: 36,5 cm Material: tempera pe sticlă | Pe un fundal închis, aproape negru, care scoate în evidență culorile deschise ale veșmintelor, cele două personaje sunt redate în picioare, în ținută militară antică, ținând în mâini atributele caracteristice: sabia și un lujer de floare, și susținând împreună discul cu monogramul lui Hristos, scris cu caractere latine. O ramură înflorită animă atmosfera de o mare sobrietate. | Colecția muzeală a Arhiepiscopiei Ortodoxe, Alba Iulia | Cimec    |
|      | Arhanghelul Mihail                                                                  | Datare: 1798 Școală: Nicula Dimensiuni: Î: 62 cm; L: 48 cm Material: tempera pe sticlă | În veșminte militare, așezat cu picioarele pe o aglomerație de nori, Arhanghelul ține sabia în dreapta și în stânga potirul ultimei împărtășanii. Flori stilizate decorează fundalul de aur. | Colecția muzeală a Arhiepiscopiei Ortodoxe, Alba Iulia | Cimec    |
|      | Botezul Domnului                                                                    | Datare: începutul sec. XX Școală: Gherla Dimensiuni: Î: 49 cm; L: 40 cm Material: tempera pe sticlă | Într-un peisaj arid, în care și Iordanul pare să fi secat, Iisus stând mai degrabă în albia sa lipsită de apă, Ioan își îndeplinește misiunea de asemenea parcă în lipsa apei, gestul său având legătură mai degrabă cu razele de lumină coborâte de porumbelul Sfântului Duh foarte aproape de mâna sa și de creștetul lui Iisus. Într-o poziție ușor posterioară îngerul așteaptă cu ștergarul. O ghirlandă de flori înviorează atmosfera. | Colecția muzeală a Arhiepiscopiei Ortodoxe, Alba Iulia | Cimec    |
|      | Buna Vestire Autor: Ioan Pop de la Făgăraș                                          | Datare: prima jumătate a sec. XIX Școală: Făgăraș Dimensiuni: Î: 27 cm; L: 22 cm Material: tempera pe sticlă | Scena se petrece în curtea unei case. Fecioara, așezată în genunchi în față unei mese cu picioarele joase, citește dintr-o carte. Arhanghelul i se arată pe o aglomerație de nori, ținând în mână o floare și avertizând asupra bogatului mănunchi de raze pe care porumbelul Sfântului Duh le coboară asupra creștetului Mariei. Un chenar de aur cu motiv geometric încadrează compoziția, care este o creație personală a lui Ioan Pop de la Făgăraș. | Colecția muzeală a Arhiepiscopiei Ortodoxe, Alba Iulia | Cimec    |
|      | Nașterea Domnului Autor: Ioan Pop de la Făgăraș                                     | Datare: prima jumătate a sec. XIX Școală: Făgăraș Dimensiuni: Î: 27 cm; L: 22 cm Material: tempera pe sticlă | Scena se petrece pe un câmp, în apropierea unor clădiri cu aspect impozant. Înfășat, așezat pe un postament de formă circulară, Pruncul este de adorat de părinții Săi, poziționați în dreapta, și de cei trei magi, care își prezintă darurile, în stânga. Ieșind dintr-o aglomerație de nori, o stea aruncă raze bogate asupra Pruncului țși a mamei Sale. Un chenar de aur cu motiv geometric încadrează compoziția, care este o creație personală a lui Ioan Pop de la Făgăraș. | Colecția muzeală a Arhiepiscopiei Ortodoxe, Alba Iulia | Cimec    |
|      | Învierea Domnului Autor: Ioan Pop de la Făgăraș                                     | Datare: prima jumătate a sec. XIX Școală: Făgăraș Dimensiuni: Î: 27 cm; L: 22 cm Material: tempera pe sticlă | Modelul urmat este cel de inspirație occidentală, cu Iisus ținând în mână steagul biruionței, plutind deasupra mormântului gol, cu capacul dat deoparte. Paznicii sunt adormiți, cu excepția unuia, care pare și el distrat de la ce se întâmplă. Un chenar de aur cu motiv geometric încadrează compoziția, care este o creație personală a lui Ioan Pop de la Făgăraș. | Colecția muzeală a Arhiepiscopiei Ortodoxe, Alba Iulia | Cimec    |
|      | Adormirea Maicii Domnului Autor: Ioan Pop de la Făgăraș                             | Datare: prima jumătate a sec. XIX Școală: Făgăraș Dimensiuni: Î: 27 cm; L: 22 cm Material: tempera pe sticlă | Scena este puternic marcată de amprenta personală a autorului. Întinsă pe catafalc, Maica Domnului este jelită de adunarea apostolilor, dar niciunul nu cădelnițează, nici Iisus nu este prezent, pentru a duce la cer sufletul Adormitei. În fundal, un edicul de forma unei biserici rotondă, înconjurată de un zid patrulater, și o poartă care nu duce nicăieri. De jur-împrejur, un chenar de aur cu decor liniar discret. | Colecția muzeală a Arhiepiscopiei Ortodoxe, Alba Iulia | Cimec    |
|      | Botezul Domnului Autor: Ioan Pop de la Făgăraș                                      | Datare: prima jumătate a sec. XIX Școală: Făgăraș Dimensiuni: Î: 27 cm; L: 22 cm Material: tempera pe sticlă | Râul Iordanului este înlocuit cu un ochi de apă, deasupra căruia Iisus stă suspendat, primind botezul de la Ioan, care stă pe mal. Tot pe mal se află și îngerul care așteaptă cu ștergarul. Un fascicul de lumină coboară din ghirlanda de nori care înconjoară reprezentarea Sfântului Duh. Un chenar de aur cu motiv liniar încadrează compoziția, care este o creație personală a lui Ioan Pop de la Făgăraș. Pierderea unei porțiuni însemnate de culoare pe laterala dreaptă a adus la vedere materialul corsetului: un mănunchi de fân. E posibil ca textul însoțitor să fi continuat în zona acum ștearsă. | Colecția muzeală a Arhiepiscopiei Ortodoxe, Alba Iulia | Cimec    |
|      | Arhanghelii Mihail și Gavriil Autor: Ioan Pop de la Făgăraș                         | Datare: prima jumătate a sec. XIX Școală: Făgăraș Dimensiuni: Î: 27 cm; L: 22 cm Material: tempera pe sticlă | În picioare, plutind pe aglomerații învolburate de nori, cei doi Arhangheli sunt redați cu atributele caracteristice: Mihail, în veșmânt militar, ține în dreapta o sabie ridicată, iar Gavriil, purtând tunică și mantie, are în stânga un buchet de lalele. În cealaltă mână, amândoi țin câte un glob albastru. Modul în care le sunt redate numele relevă că pictorul nu era un bun cunoscător al scrisului, deși tatăl său a fost dascăl. | Colecția muzeală a Arhiepiscopiei Ortodoxe, Alba Iulia | Cimec    |
|      | Sf. Paraschiva Autor: Ioan Pop de la Făgăraș                                        | Datare: prima jumătate a sec. XIX Școală: Făgăraș Dimensiuni: Î: 27 cm; L: 22 cm Material: tempera pe sticlă | Reprezentată bust, încoronată, Sfânta ține în dreapta o cruce mare, decorativă, iar în stânga o ramură de palmier, simbolul muceniciei. Un chenar de ur cu un decor liniar încadrează imaginea. | Colecția muzeală a Arhiepiscopiei Ortodoxe, Alba Iulia | Cimec    |
|      | Sfinții Gheorghe și Dumitru Autor: Ioan Pop de la Făgăraș                           | Datare: prima jumătate a sec. XIX Școală: Făgăraș Dimensiuni: Î: 27 cm; L: 22 cm Material: tempera pe sticlă | Compoziția este de fapt o icoană cu temă dublă, cele două scene de luptă cu răul, reprezentat în cazul Sfntului Gheorghe de balaur, iar în cazul Sfântului Dumitru de împăratul Lie, fiind separate de o baghetă de aur. În ciuda arhitecturilor cu aspect occidental, modelul care a inspirat reprezentarea Sfântului Gheorghe a fost o gravură athonită. Diferența față de celelalte reproduceri ale acesteia, inclusiv în creația lui Ioan Pop de la Făgăraș, este aducerea în prim-plan a fetei de împărat, inclusiv lupta Sfântului rămânând în planul secund. O sursă similară, chiar dacă nu la fel de evidentă, are și reprezentarea Sfântului Dumitru. Deși ajunsă într-un stadiu avansat de exfoliere, imaginea își păstrează integritatea, personajele nefiind semnificativ afectate, o restaurare putând remedia neajunsurile, deoarece o mare parte din desprinderi este remediabilă prin emoliere. | Colecția muzeală a Arhiepiscopiei Ortodoxe, Alba Iulia | Cimec    |
|      | Sfinții împărați Constantin și Elena Autor: Ioan Pop de la Făgăraș                  | Datare: prima jumătate a sec. XIX Școală: Făgăraș Dimensiuni: Î: 27 cm; L: 22 cm Material: tempera pe sticlă | Reprezentați în picioare, sprijinind o cruce mare, așezată pe un postament, Constantin ține în dreapta sceptrul, iar Elena, redată cu trăsături aproape copilărești, are în mână o creangă de palmier. Deși ajunsă într-un stadiu avansat de exfoliere, imaginea își păstrează integritatea, personajele nefiind semnificativ afectate. | Colecția muzeală a Arhiepiscopiei Ortodoxe, Alba Iulia | Cimec    |
|      | Sfinții Apostoli Petru și Pavel Autor: Ioan Pop de la Făgăraș                       | Datare: prima jumătate a sec. XIX Școală: Făgăraș Dimensiuni: Î: 27 cm; L: 22 cm Material: tempera pe sticlă | Compoziția este de fapt o icoană cu temă dublă, cele două scene de luptă cu răul, reprezentat în cazul Sfntului Gheorghe de balaur, iar în cazul Sfântului Dumitru de împăratul Lie, fiind separate de o baghetă de aur. În ciuda arhitecturilor cu aspect occidental, modelul care a inspirat reprezentarea Sfântului Gheorghe a fost o gravură athonită. Diferența față de celelalte reproduceri ale acesteia, inclusiv în creația lui Ioan Pop de la Făgăraș, este aducerea în prim-plan a fetei de împărat, inclusiv lupta Sfântului rămânând în planul secund. O sursă similară, chiar dacă nu la fel de evidentă, are și reprezentarea Sfântului Dumitru. Deși ajunsă într-un stadiu avansat de exfoliere, imaginea își păstrează integritatea, personajele nefiind semnificativ afectate, o restaurare putând remedia neajunsurile, deoarece o mare parte din desprinderi este remediabilă prin emoliere. | Colecția muzeală a Arhiepiscopiei Ortodoxe, Alba Iulia | Cimec    |
|      | Sfinții 40 de Mucenici Autor: Ioan Pop de la Făgăraș                                | Datare: prima jumătate a sec. XIX Școală: Făgăraș Dimensiuni: Î: 27 cm; L: 22 cm Material: tempera pe sticlă | Grupul mucenicilor așteaptă în fața clădirii băii, dedesubtul căreia arde un foc puternic încins. Cel care a intrat deja nu pare să-și fi pierdut prin aceasta cununa muceniciei, aceasta fiind redată separat de a celorlalți, dar deasupra acoperișului clădirii în care se află baia. | Colecția muzeală a Arhiepiscopiei Ortodoxe, Alba Iulia | Cimec    |
|      | Sf. Teodor Autor: Ioan Pop de la Făgăraș                                            | Datare: prima jumătate a sec. XIX Școală: Făgăraș Dimensiuni: Î: 27 cm; L: 22 cm Material: tempera pe sticlă | Scena a fost inspirată de o gravură athonită al cărei subiect era însă lupta cu balaurul a Sfântului Gheorghe. Renunțând la arhitecturi și aducând-o pe fata salvată de la moarte în prim-plan, iconarul înghesuie confruntarea eroică într-o vale îngustă dintre dealurile redate în modul caracteristic, prin tușe groase în culorile negru și verde. În colțul superior stâng, o mână întinde cununa muceniciei. Un chenar de aur cu motive geometrice încadrează compoziția. | Colecția muzeală a Arhiepiscopiei Ortodoxe, Alba Iulia | Cimec    |
|      | Sfinții Trei Ierarhi Autor: Ioan Pop de la Făgăraș                                  | Datare: prima jumătate a sec. XIX Școală: Făgăraș Dimensiuni: Î: 27 cm; L: 22 cm Material: tempera pe sticlă | Reprezentarea se caracterizează prin grija pentru armonie și simetrie. Se remarcă tinerețea personajelor de pe margine comparativ cu senectutea celui poziționat central, de asemenea coloritul similar al figurilor marginale, dar diferit față de vestimentația ierarhului de la mijloc, precum și atributele cu care sunt înzestrați: cârja arhierească, în cazul figurii centrale, și cartea pentru ceilalți doi. Monotonia determinată de izocefalie și de fundalul monocrom este spartă și ea de pavajul cu șiruri de cărămizi dreptunghiulare ce constituie singurul element ambiental. | Colecția muzeală a Arhiepiscopiei Ortodoxe, Alba Iulia | Cimec    |
|      | Prohodul lui Iisus Autor: Ioan Pop de la Făgăraș                                    | Datare: prima jumătate a sec. XIX Școală: Făgăraș Dimensiuni: Î: 52 cm; L: 47 cm Material: tempera pe sticlă | Ajutați de doi îngeri, Nicodim și Iosif din Arimateea așează trupul lui Hristos în mormânt. Imagine a disperării, cu brațele larg deschise cerșind o ultimă îmbrățișare, Maica Domnului își jelește Fiul, secondată de două femei mironosițe, de Apostolul Ioan și de încă un personaj care vine din fundal. Tot de acolo se apropie un înger. Crucea Răstignirii, de care sunt rezemate sulița cu care a fost împunsă coasta lui Iisus și cea cu care i-a fost întins buretele cu oțet, dar de care atârnă și două candele, formează decorul jalnicei scene. Se remarcă finețea exemplară cu care este redat trupul lui Hristos. Datarea între 1833-1839 are ca limite cele două momente în care foarte probabil artistul s-a aflat în Apuseni, în 1833 când a pictat iconostasul bisericii din Almașu Mare-Suseni și 1839, când este atestat cu lucrări în mai multe localități din vecinătatea Almașului de Mijloc. | Colecția muzeală a Arhiepiscopiei Ortodoxe, Alba Iulia | Cimec    |
|      | Sf. Nicolae Autor: Ioan Pop de la Făgăraș                                           | Datare: prima jumătate a sec. XIX Școală: Făgăraș Dimensiuni: Î: 55 cm; L: 46,5 cm Material: tempera pe sticlă | În veșminte arhierești, cu o carte închisă în mâna stângă și binecuvântând cu dreapta, Sfântul stă pe un somptuos tron baroc aurit. Finețea trecerilor de la umbră la lumină în redarea feței face din această icoană una dintre cele mai reușite creații ale lui Ioan Pop de la Făgăraș. Datarea între 1833-1839 are ca limite cele două momente în care foarte probabil artistul s-a aflat în Apuseni, în 1833 când a pictat iconostasul bisericii din Almașu Mare-Suseni și 1839, când este atestat cu lucrări în mai multe localități din vecinătatea Almașului de Mijloc. | Colecția muzeală a Arhiepiscopiei Ortodoxe, Alba Iulia | Cimec    |
|      | Deisis Autor: Ioan Pop de la Făgăraș                                                | Datare: prima jumătate a sec. XIX Școală: Făgăraș Dimensiuni: Î: 55 cm; L: 47 cm Material: tempera pe sticlă | Imaginea a avut ca model o icoană brâncovenească. Iisus este redat în veșminte arhierești, șezând pe un tron de aur bogat decorat cu sculptură, cu Evanghelia deschisă sprijinită pe brațul stâng și binecuvântând cu dreapta. În spatele tronului, în picioare, în atitudini pioase, stau Maica Domnului și Ioan Botezătorul. În ciuda atenției deosebite acordate fiecărui detaliu, fizionomiile personajelor nu se ridică la nivelul performanțelor din alte lucrări. Datarea între 1833-1839 are ca limite cele două momente în care foarte probabil artistul s-a aflat în Apuseni, în 1833 când a pictat iconostasul bisericii din Almașu Mare-Suseni și 1839, când este atestat cu lucrări în mai multe localități din vecinătatea Almașului de Mijloc. | Colecția muzeală a Arhiepiscopiei Ortodoxe, Alba Iulia | Cimec    |
|      | Sf. Ioan Botezătorul                                                                | Datare: prima jumătate a sec. XVIII Școală: transilvănean Dimensiuni: Î: 86 cm; L: 51,5 cm Material: tempera pe lemn | Redat demifigură, în veșmântul din blană de capră peste care este încins cu o mantie verde, Înaintemergătorul binecuvântează cu dreapta, iar cu stânga pare să țină colțul de mantie tras peste umărul stâng. Membrele sunt rigide, în ciuda unei anume siguranțe a desenului, dovedită de linia pliurilor mantiei. Carnația feței este redată îngrijit, dovedind un talent nativ insuficient exploatat. Stratul de murdărie împiedică lectura integrală a numelui personajului. | Colecția muzeală a Arhiepiscopiei Ortodoxe, Alba Iulia | Cimec    |